# Divinités égyptiennes

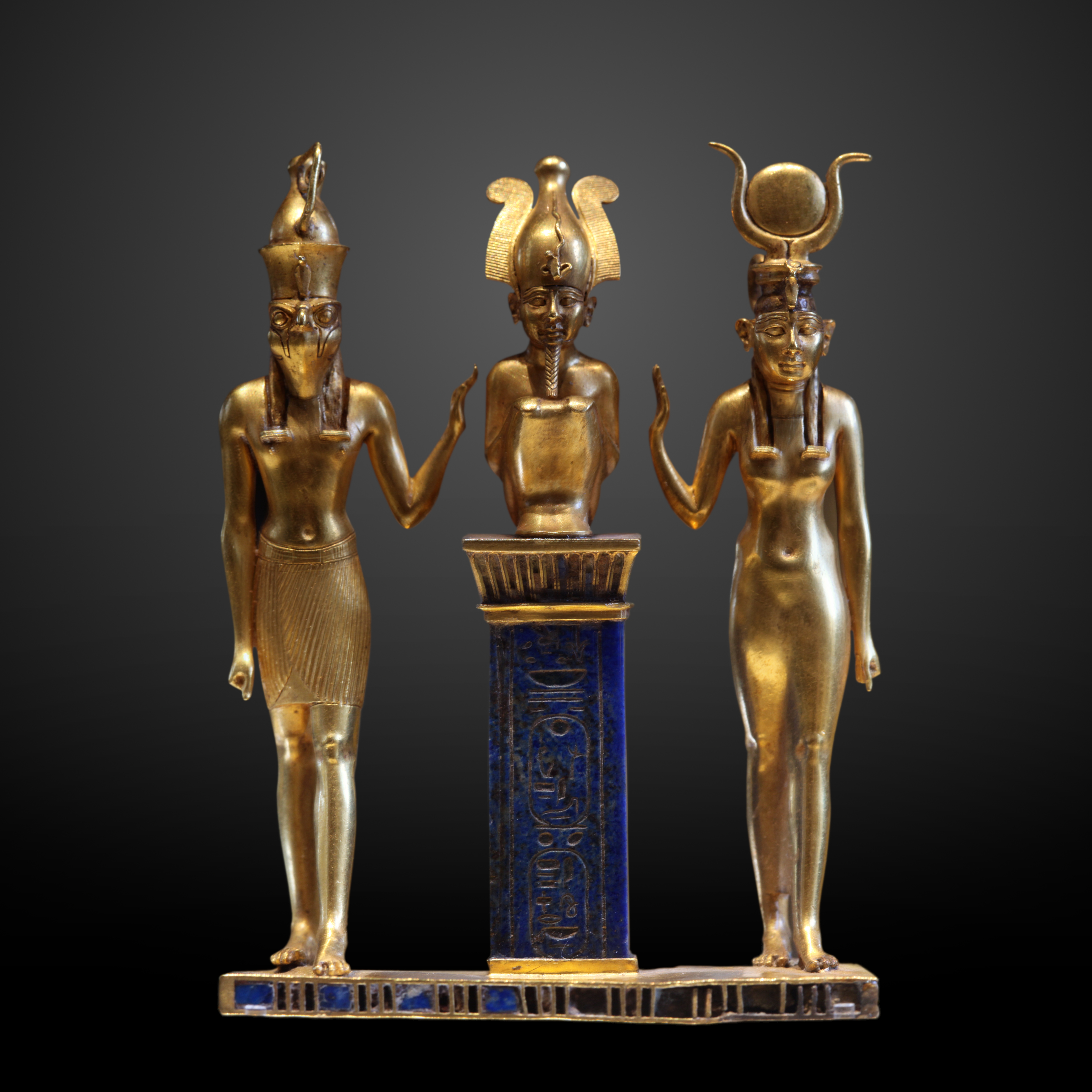
Osiris entouré par Horus et Isis..

Les dieux et déesses de l’Égypte antique représentent une foule considérable de plus d'un millier de puissances surnaturelles ; divinités cosmogoniques, divinités provinciales, divinités locales, divinités funéraires, personnification de phénomènes naturels ou de concepts abstraits, ancêtres déifiés, démons, génies, divinités étrangères importées, etc. Le mot égyptien pour dieu est netjer et son plus ancien hiéroglyphe représente vraisemblablement un mât enveloppé de bandelettes de tissu. Pour désigner le concept de la divinité, les glyphes alternatifs sont le faucon sur un perchoir et un personnage accroupi. D'autres termes existent pour désigner une divinité, tel baou ou sekhem mais leur diffusion a été de moindre importance.
L'iconographie divine fut dès les temps protohistoriques placée sous le caractère de la diversité. La plupart des divinités furent dotées de plusieurs modes de représentations. La forme zoomorphe est sans doute la plus ancienne, mais très vite on lui adjoignit la forme purement anthropomorphe. La forme composite qui mêle un corps humain à une tête animale, ou vice versa, est plus tardive mais apparaît tout de même dès le XXVIIe siècle avant notre ère. Le panthéon des dieux égyptiens ne fut jamais organisé de manière canonique et rigoureuse à la manière des anciens Grecs. Cependant l'anarchie n'est pas totale. Les prêtres de la cité d'Héliopolis élaborèrent l'Ennéade (pesedjet), un groupement de neuf divinités issues du démiurge. Ce groupe fit florès à travers tout le pays et toutes les villes d'importance se virent dotées de leur propre Ennéade, sans pour autant se tenir strictement au nombre neuf, synonyme de la multitude. Les autres regroupements sont le couple, avec Osiris et Isis pour parangon, et la triade qui est l'adjonction au couple divin d'un dieu enfant, manifestation du cycle de la régénération cosmique. Il semble que ce qui caractérise un dieu égyptien, c'est d'abord les nombreux rites qui lui sont consacrés ; l'offrande de la Maât par pharaon à une divinité étant le geste cultuel par excellence.

## Terminologie

### Netjer

#### Déclinaisons
| R8 | Z1 |

| R8 | Z1 |

| R8 | X1 · D21 |

| R8 | X1 · D21 |

| R8 | G7 |

| R8 | G7 |

| R8 | A40 |

| R8 | A40 |

| N35 | M6 | M6 | M6 |

| N35 | M6 | M6 | M6 |

| R8 | X1 · D21 | I12 |

| R8 | X1 · D21 | I12 |

| R8 | X1 · D21 | Z4 · Y1 |

| R8 | X1 · D21 | Z4 · Y1 |

| R8 | F35 |

| R8 | F35 |

| X1 · D21 | M6 | N5 |

| X1 · D21 | M6 | N5 |

| V13 · D21 | X1 | M1 |

| V13 · D21 | X1 | M1 |

| U33 | V13 · X1 | M1 |

| U33 | V13 · X1 | M1 |

| X1 · D21 | M5 | A30 | Aa29 |

| X1 · D21 | M5 | A30 | Aa29 |

| V13 · D21 | A30 |

| V13 · D21 | A30 |

Les mots égyptiens « netjer » (masculin) et « netjeret » (féminin) se traduisent en langue française par « dieu » et « déesse ». L'actuelle transcription des hiéroglyphes utilisée par les égyptologues donne au mot netjer la forme « nṯr ». Cette forme scientifique n'indique que les consonnes du mot égyptien, l'écriture égyptienne ne restituant pas les voyelles. La prononciation exacte est par conséquent perdue. Pour rendre le mot nṯr prononçable à un public francophone, on ajoute mais très arbitrairement, un « e » aux consonnes pour le prononcer sous la forme netjer ou neter (si l'on ne tient pas compte de l'arrêt prépalatal). Les travaux de restitution de la vocalisation exacte des mots de l'égyptien ancien, à partir des vocables grec, copte ou akkadien permettent de restituer approximativement le terme nṯr sous la forme « nátjīr » avec « natjārat » pour sa forme féminine. La langue égyptienne, comme d'autres langues dispose du duel, une forme grammaticale intermédiaire au singulier et au pluriel ; netjeroui (masculin duel) et netjerti (féminin duel). Le duel s'applique à deux divinités apparaissant ensemble comme Isis et Nephtys ou Horus et Seth. La forme du pluriel commence à partir du nombre trois, netjerou (masculin pluriel) et netjerout (féminin pluriel).

#### Étymologie
Les tentatives pour donner l'origine du mot netjer se sont montrées jusqu'à présent peu convaincantes. Aucune hypothèse n'a rallié à elle l'approbation de la majorité des égyptologues. La plus ancienne tentative remonte au XIXe siècle en la personne d'Emmanuel de Rougé. Elle se fonde sur un rapprochement phonétique avec le mot ter, signifiant « rajeunir, renouveler » et représenté par le signe hiéroglyphique de la tige végétale et symbolisant l'année. Friedrich Wilhelm von Bissing a fait un rapprochement avec le mot « natron », un ancien terme issu de la langue égyptienne. La très controversée Margaret Alice Murray s'est essayée à un rapprochement, peu probant, avec l'arbre tjeret, le « saule » dans le cadre d'un culte rendu aux arbres. En 1988, Dimitri Meeks a postulé que tous les mots basés sur la racine netjer sont en rapport avec un acte cultuel. Le pharaon ne devient un dieu parfait, netjer nefer, qu'après les rites de couronnement, tandis que les défunts ne peuvent espérer une survie divine qu'après des rites funéraires.

#### Signes hiéroglyphiques

##### Emblème
| R8 |

| R8 |

Le mot « netjer » s'écrit avec un signe hiéroglyphique qui représente probablement un bâton avec des banderoles. En 1947, l'égyptologue britannique Percy Edward Newberry décrit ainsi ce signe : « une hampe enveloppée d'une bandelette maintenue par une corde, dont l'extrémité se projette, tel un rabat ou une banderole ». Ce signe est très ancien, ses premières attestations remontent à la période proto-dynastique. Jusqu’à la IIIe dynastie, les banderoles sont nettement séparées et leur nombre varie entre deux et quatre. Au cours de l'Ancien Empire la forme du signe hiéroglyphique se fixe et les banderoles sont remplacées par une bandelette unique. Les variantes les plus précises de ce signe montrent alors une sorte de bâton-fétiche entièrement enrubanné de tissus jaune, bleu et vert. Selon l'égyptologue allemand Wolfhart Westendorf, il pourrait s'agir d'une stylisation de l'imy-out. Ce suaire, constitué par une peau d'animal, enveloppait le roi mort et permettait au souverain de renaître régénéré. Cette peau est toujours figurée comme étant suspendue à un mât et sa symbolique est en lien avec Osiris et Anubis, les principales divinités du culte funéraire royal.
Le papyrus hiéroglyphique de Tanis rédigé durant la période romaine de l'Égypte va dans ce sens. Dans cette liste de signes hiéroglyphiques, le signe « netjer » est accompagné d'une notice en écriture hiératique qui dit « celui qui est placé dans la tombe ». Mais cette petite explication ne vaut peut-être pas pour le bâton enrubanné en lui-même. À cette époque, le mot « netjer » désigne aussi le défunt alors assimilé au dieu funéraire Osiris. Quoi qu'il en soit de cette explication, une variante du signe « netjer » le montre comme une hampe tel un drapeau flottant sur son mât au milieu de la nécropole avec d'un côté un tombeau et de l'autre une colline. Il est manifeste que les Égyptiens percevaient ce signe comme l'indication d'une zone sacrée. Le bâton-fétiche des origines aurait dérivé vers un drapeau cultuel fiché dans le sol et marquant l'entrée des territoires sacrés (cimetières, temples et palais royaux) où les dieux, plus fortement qu'ailleurs, régnaient en maîtres.
Il est indéniable que la notion de Dieu a donc été représentée dès les débuts de l'écriture égyptienne par un objet inanimé (bâton ou mât) en rapport avec le domaine funéraire. Cependant, il serait trop restrictif de limiter la notion égyptienne de divinité au seul domaine funéraire. Le mot « netjer » n'est pas une équivalence parfaite de la notion recouverte par les termes de « défunt » ou de « roi défunt ».

##### Faucon
| G7 |

| G7 |

D'autres hiéroglyphes peuvent servir à écrire le mot « netjer ». Le premier représente l'image d'un faucon sur une enseigne telle qu'elle était portée en procession. Ce signe est aussi ancien que le signe du bâton fétiche et comme lui, il date de l'invention de l'écriture hiéroglyphique. Le faucon est dès les origines de la civilisation égyptienne l'une des principales incarnations de la divinité. Le faucon sert à individualiser le dieu Horus c'est-à-dire « le Lointain ». Horus n'est d'abord qu'une divinité-faucon parmi beaucoup d'autres. Mais avec l'affirmation du pouvoir pharaonique ce dieu céleste se dote des aspects d'une divinité dynastique ; le pharaon étant alors considéré comme un Horus vivant sur terre. Horus est aussi très vite associé à Rê le dieu solaire ; sans doute dès la Ire dynastie même si cet aspect n'est formulé qu'à partir de la Ve dynastie dans les « Textes des pyramides ». Mais le faucon sur son pavois sert surtout en tant que signe déterminatif dans l'écriture cursive égyptienne (écriture hiératique). Ce signe est plutôt rare en tant que hiéroglyphe gravé sur les monuments et contrairement au bâton-fétiche sert très peu comme logogramme du mot « netjer ».

##### Homme assis
| A40 |

| A40 |

En plus de l'emblème et du faucon, l'homme assis est un autre hiéroglyphe qui sert à désigner la divinité. Cette image est plus récente et n'apparaît qu'à partir de la Ve dynastie. À la fin de l'Ancien Empire, ce signe sert essentiellement de déterminatif pour les noms des dieux égyptiens. Il représente un homme assis par terre, les genoux repliés vers la poitrine et enveloppé dans un suaire qui lui cache entièrement les deux bras. Il porte à son menton une barbe cérémonielle, attribut des dieux et des rois. Dans les Textes des pyramides ce signe sert de déterminatif qu'au seul dieu Osiris. Sa symbolique est donc en rapport avec le roi défunt qui comme un nouvel Osiris bénéficie des rituels de régénération et de renaissance. Par la suite, le signe de l'homme assis a été étendu aux autres divinités masculines comme déterminatif.
De ce hiéroglyphe dérive toute une série d'autres qui sont comme des versions abrégés des noms des dieux. Sir Alan Henderson Gardiner a regroupé dans la section C de sa liste de hiéroglyphes tous les signes représentant des divinités anthropomorphes et zoomorphes en position assise. Ces derniers furent très en vogue durant la période ramesside (XIXe et XXe dynasties) et apparaissent notamment dans les cartouches des titulatures royales. Tous ces signes ne se lisent pas netjer mais bel et bien comme le nom propre du dieu, Rê ou Ptah par exemple.

Signes Netjer.
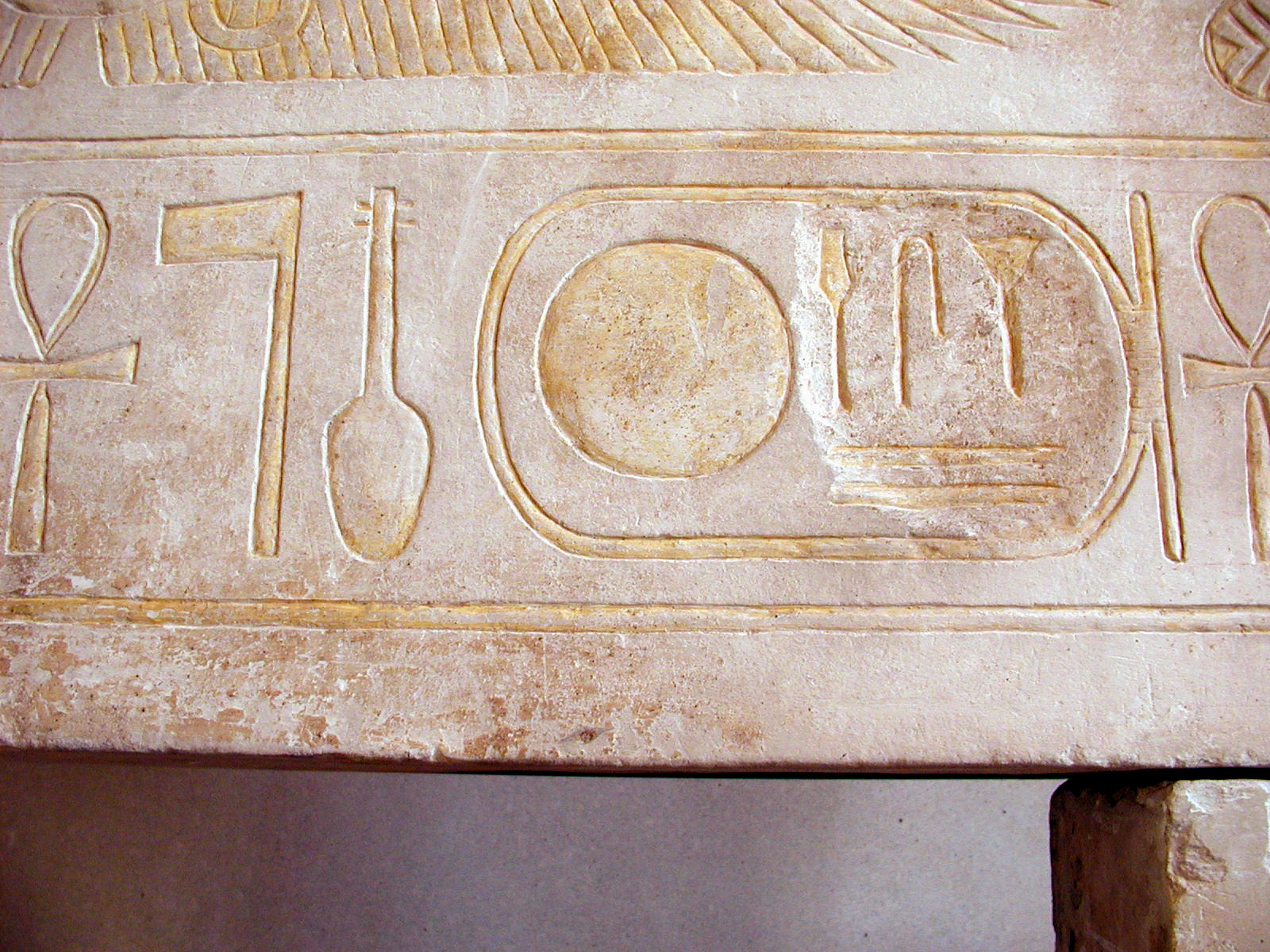
Le signe Netjer précédant le cartouche du pharaon Sobekhotep III.
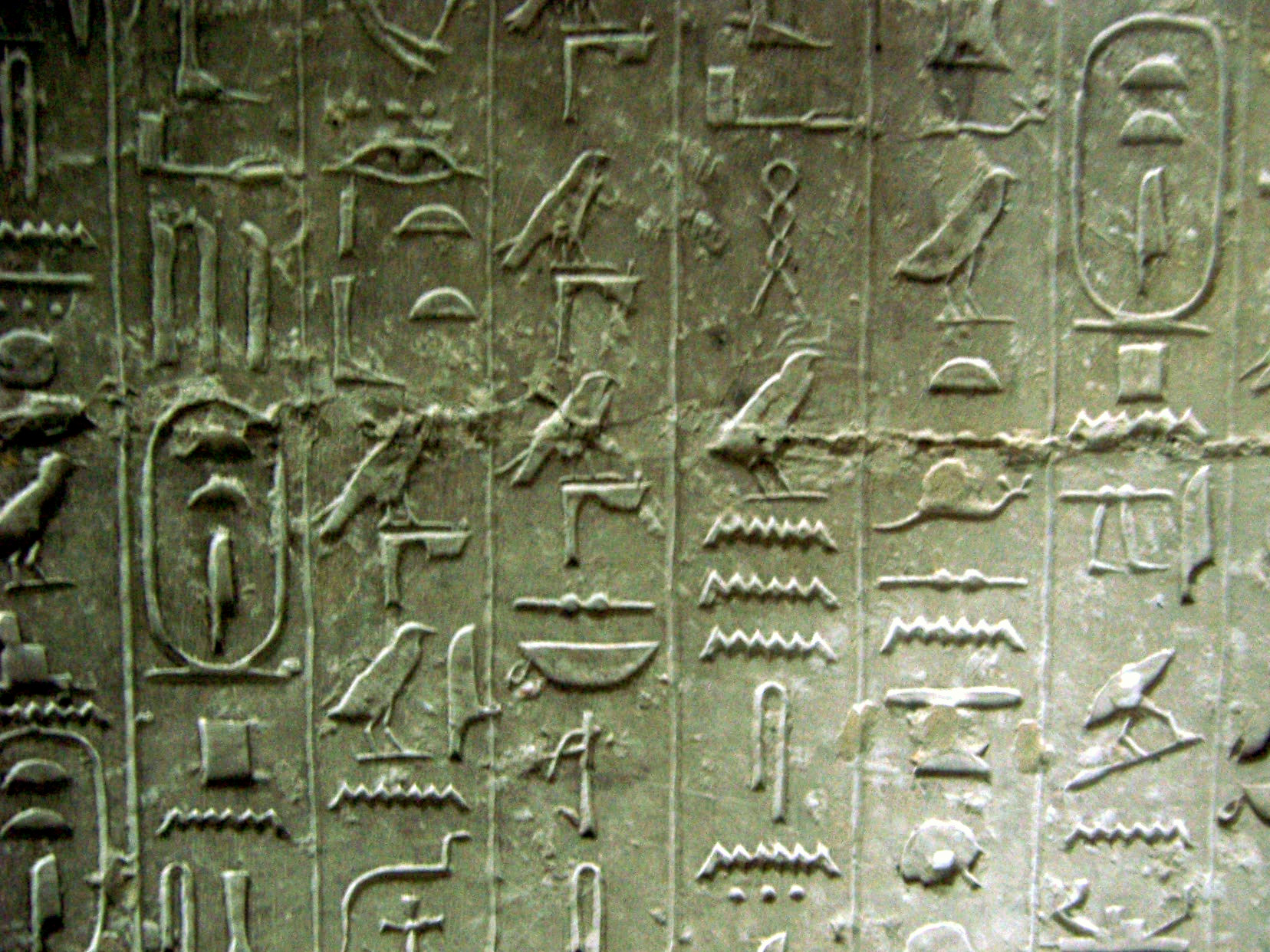
Le signe du faucon sur son emblème dans les « Textes des pyramides ».
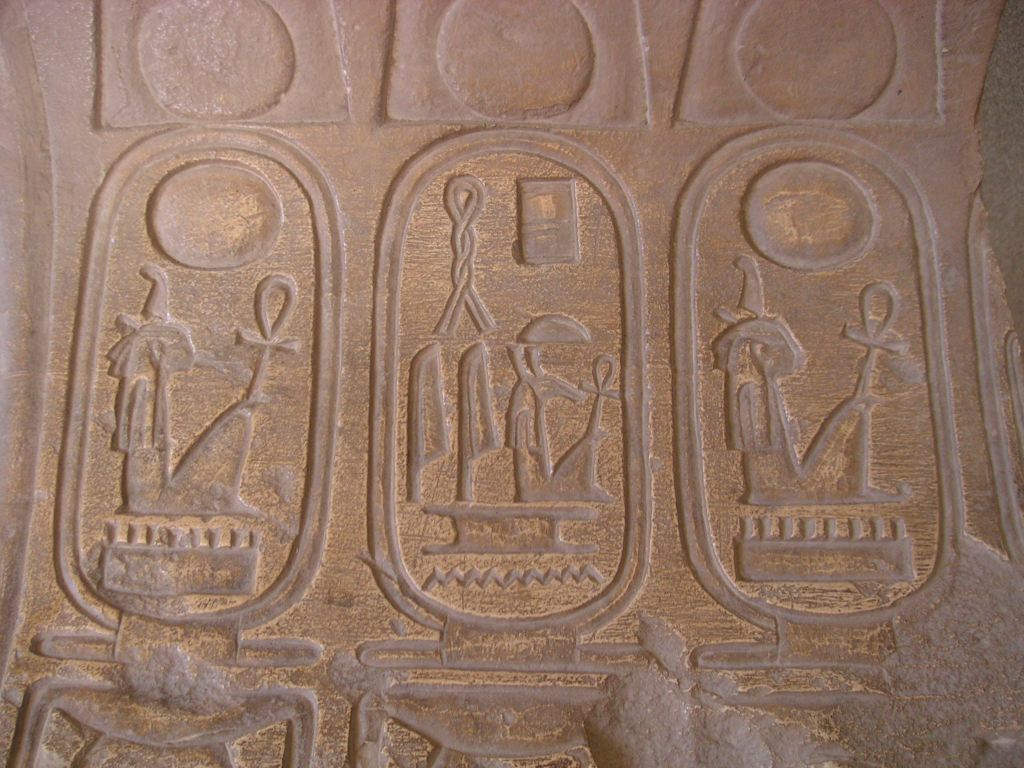
Cartouche de Séthi Ier à Memphis.
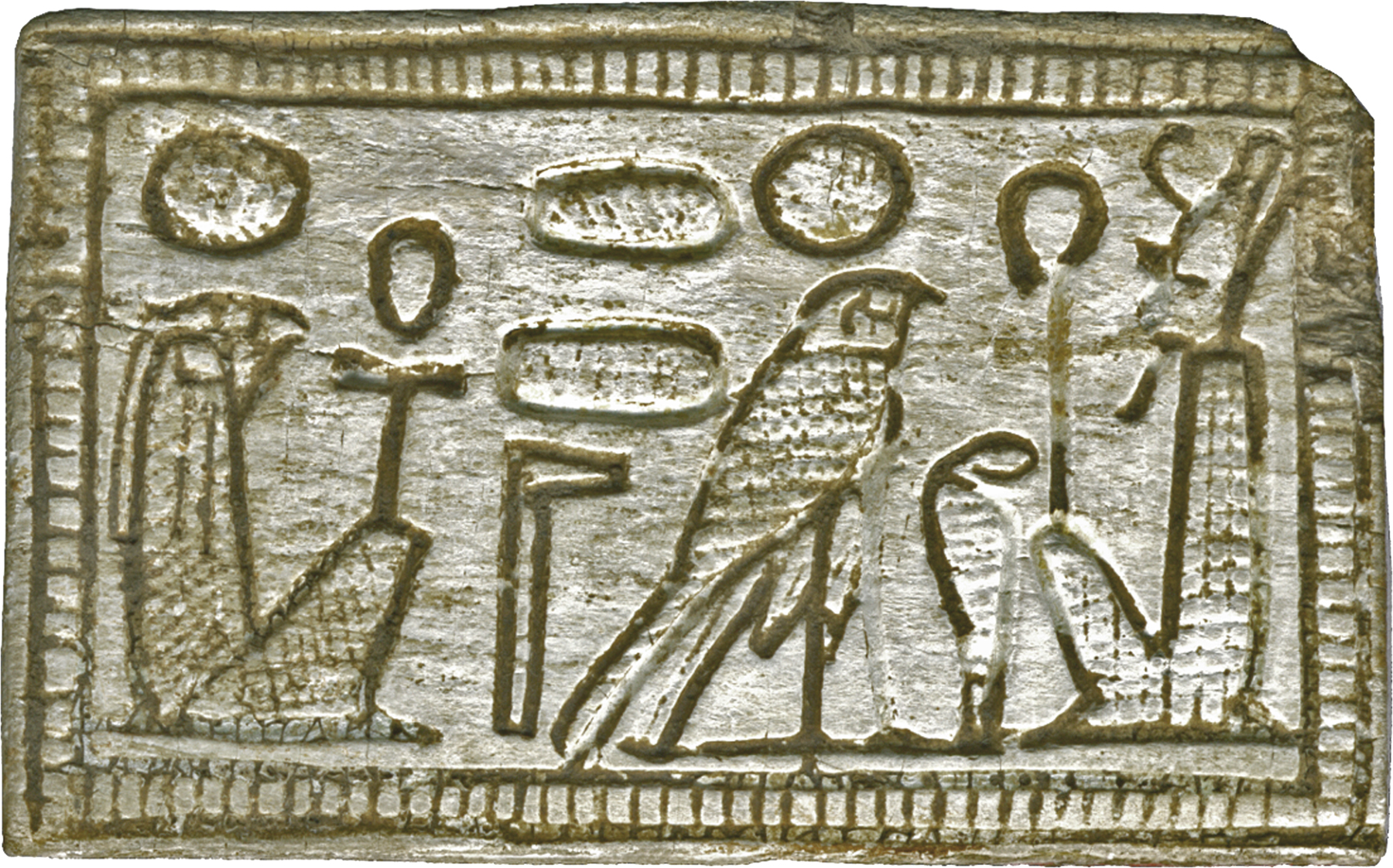
Netjer, ses différents hiéroglyphes sur un pectoral

### Autres termes

#### Baou
| G30 |

| G30 |

Le mot « netjer » apparaît dans les plus anciens textes écrits en Égypte. Cependant Hans Wolfgang Helck pensait que l'on pouvait voir dans le terme « baou » (transcription : bȝw, pluriel de bȝ) une désignation encore plus ancienne de la notion de divinité. Généralement traduit par « âmes », le terme baou désigne un groupe de divinités attachés à une ville en particulier. Les pyramides à textes parlent ainsi des « baou de Héliopolis », des « baou de Bouto », des « baou d'Hermopolis », etc. Par la suite, ces expressions seront successivement reprises par les Textes des sarcophages et par les Livres des Morts (chapitres 111 à 116). Ces âmes ont été très diversement interprétées ; Kurt Sethe a vu en elles des anciens rois décédés et ayant uniquement régné sur ces villes. Quant à Hermann Kees, il les voyait comme des groupes de très anciennes divinités locales. Dès les Textes des pyramides, les plus grandes divinités sont intégrées aux « âmes de Héliopolis » :

« Prends donc possession de l'héritage de ton père Geb en présence du corps de l'Ennéade dans Héliopolis en tant que semblable à lui ! On dit les Deux Grandes et Imposantes Ennéades qui sont à la tête des Baou d'Héliopolis. »

— Pyramide de Mérenrê. Chap. 606, § 1689.

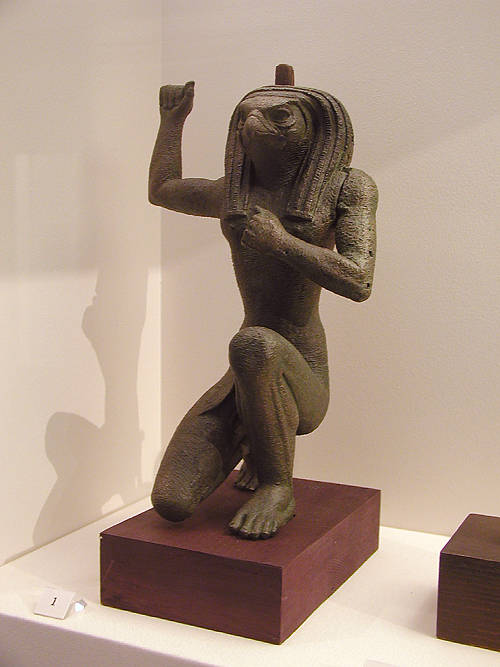
Statuette d'une Âme de Pé.

Les baou sont donc des êtres divins et cette notion recoupe la notion de netjer. Mais le mot baou sert aussi dès l'Ancien Empire à désigner un concept plus abstrait. Il s'agit alors d'une sorte de puissance qui émane des divinités ou des souverains humains. Cette efficacité peut être positive (l'origine d'un succès) ou négative (tempête destructrice). Les traductions modernes comme volonté, pouvoir créateur, énergie, gloire ne sont pas valable pour tous les cas de figure ; aucun terme moderne ne pouvant restituer le sens originel. Le baou peut donc être vu comme l'action visible et constaté de la divinité. Mais très tôt, la divinité netjer et son action baou ont été confondus, expliquant par là que les divinités netjer ont aussi été appelées baou.

#### Sekhem
| S42 |

| S42 |

Le terme « sekhem » (transcription : sḫm) comme netjer et baou se retrouve dans les plus anciens textes égyptiens. On le traduit généralement en français par le mot « puissance ». Comme le baou, le sekhem se réfère à une émanation de la divinité, il s'agit d'une puissance, une force que toute divinité possède en propre. Cette puissance s'incarne dans un objet symbolique, le sceptre sekhem que tout dignitaire divin ou humain se doit de tenir entre ses mains. Le mot sekhem est la racine du nom propre de Sekhmet la déesse lionne, faisant d'elle « La Puissante ». Sous le Nouvel Empire, le mot sekhem sert à désigner l'image d'un dieu, sa représentation animé ou inanimé sur terre. Plus tardivement encore, sekhem devient un synonyme de netjer sans que l'on puisse voir entre les deux une quelconque nuance»,,.

## Historique

### Préhistoire
En Égypte, le IVe millénaire avant notre ère est une période charnière entre le néolithique et l'âge du bronze. Les plus anciennes preuves archéologiques attestant l'existence de croyances religieuses remontent à cette époque. Dès le départ, la religiosité offre le visage de la diversité. Les principales découvertes ont été faites à Héliopolis, Maadi, Badari et Nagada. Des fouilles archéologiques ont révélé des inhumations d'animaux, surtout des gazelles et des canidés (chiens, chacals) mais aussi des béliers et des bovidés. La présence d'objets cultuels dans ces tombes semble prouver qu'il s'agissait d'animaux sacrés. Durant la période de Nagada I, les vases sont décorés de motifs animaliers et les palettes à fard prennent des formes animales. Toutes ces découvertes attestent des croyances en des divinités pouvant prendre des formes animales. Cependant, il ne s'agit pas d'une zoolâtrie pure et simple. Au cours des périodes suivantes, de Nagada II à la Dynastie 0, la vénération se porte manifestement aussi sur des objets sacrés. L'iconographie montre ainsi des hampes processionnelles sur lesquelles sont perchées soit des animaux soit des objets sacrés. De cette période protohistorique, on ne dispose pas encore de preuves formelles concernant des croyances en des divinités anthropomorphes. Des statuettes en argile ou en os (femmes nues, hommes barbus) ont bien été retrouvées mais il n'est pas assuré qu'il faille voir en elles les premières représentations anthropomorphes des divinités égyptiennes.

Art de la période Nagada.
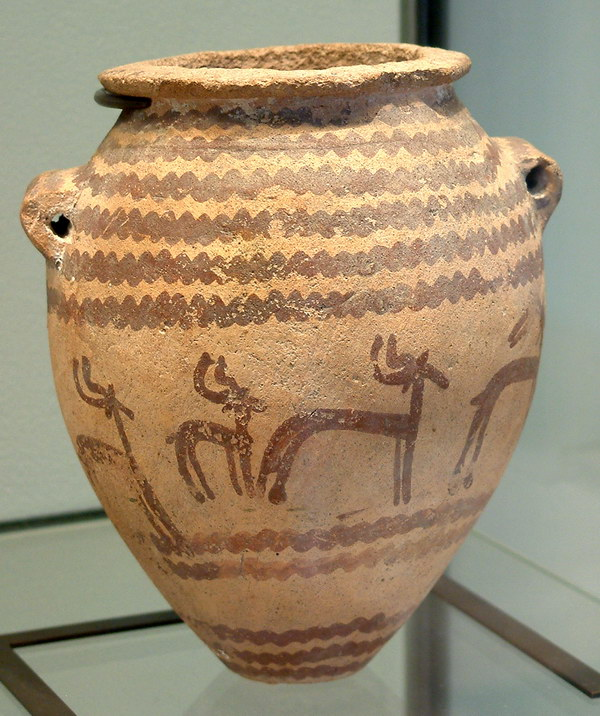
Poterie aux gazelles, Période Nagada III, Musée du Louvre.
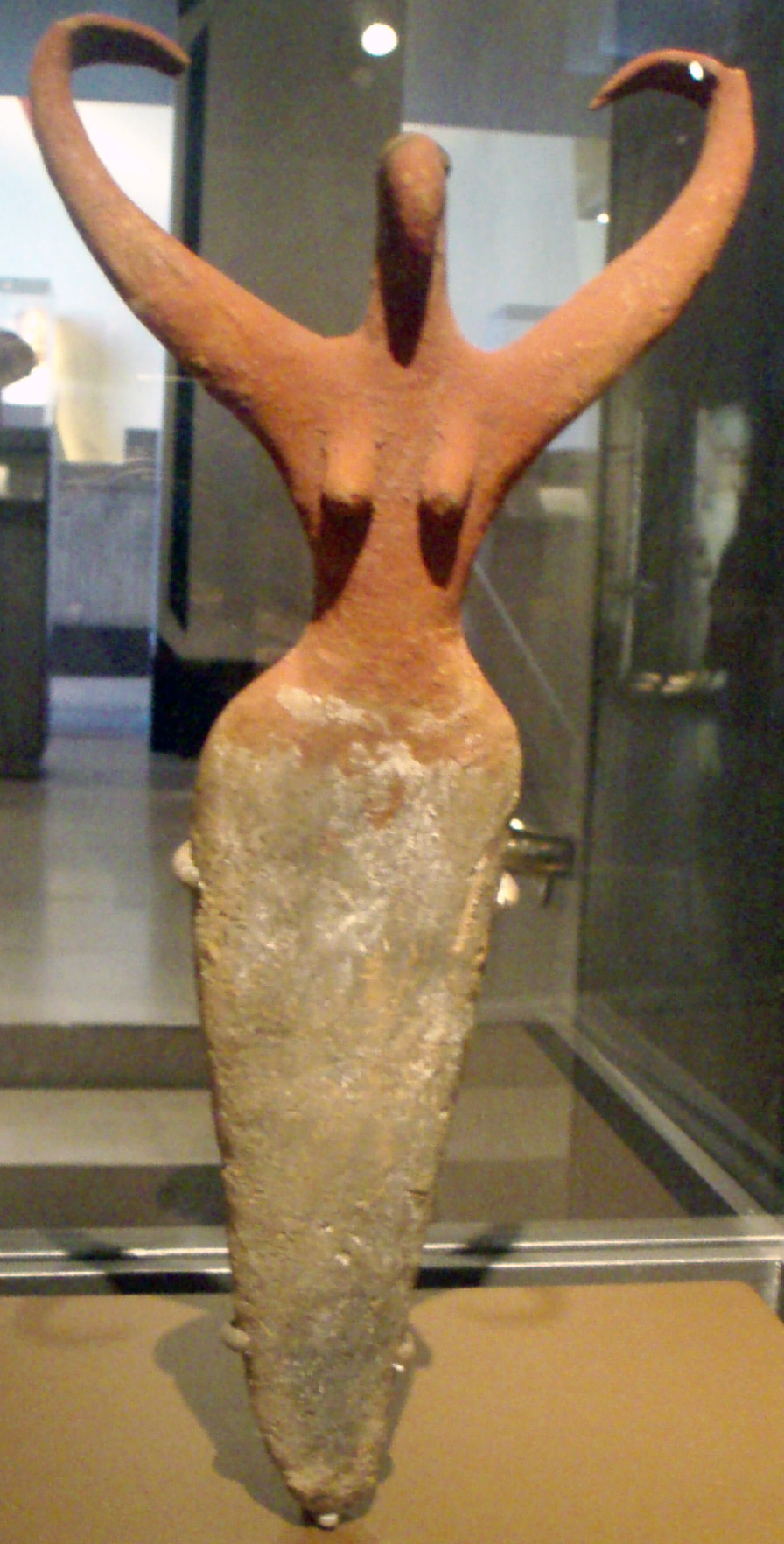
Figurine féminine, Période Nagada II, Brooklyn Museum.
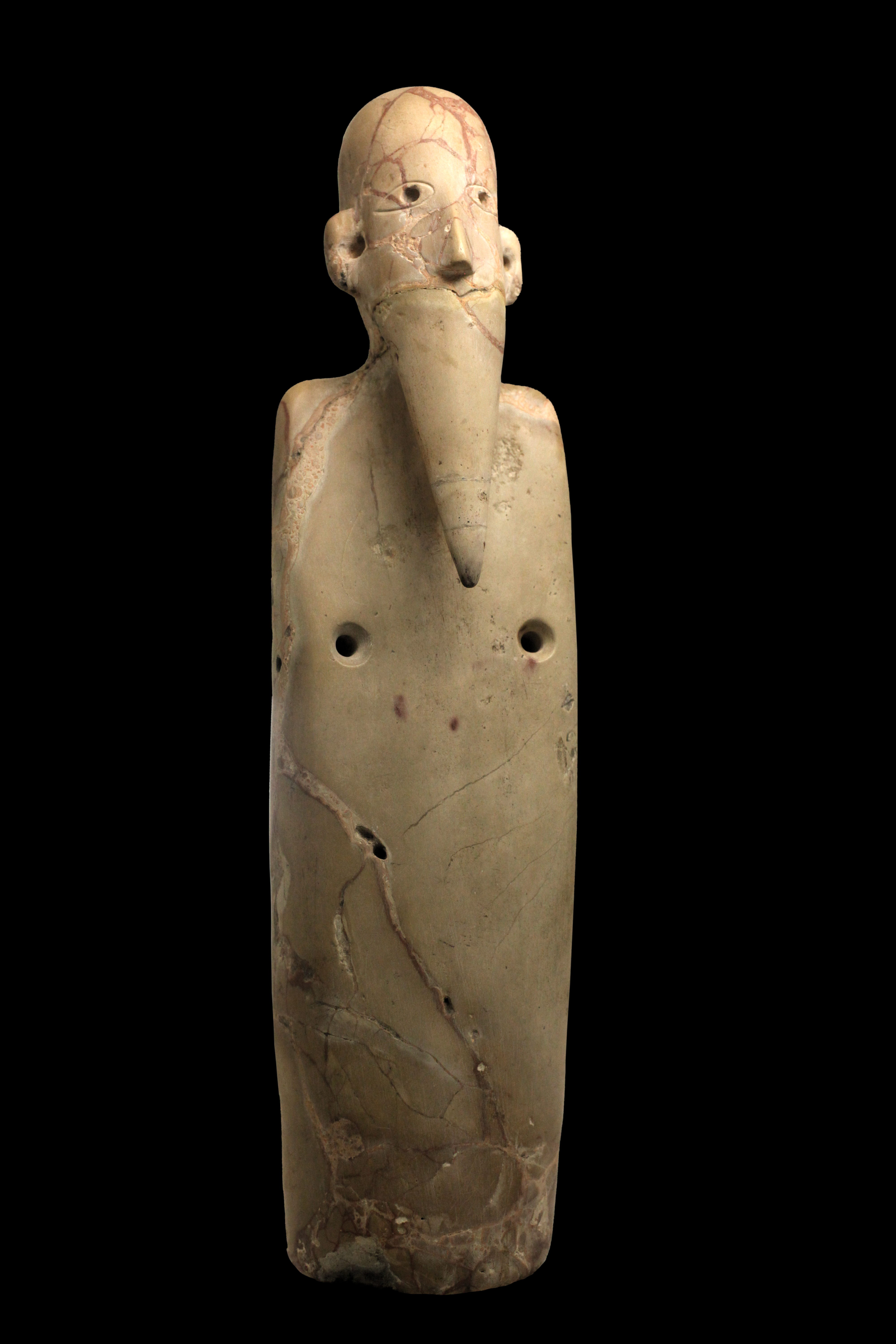
Homme barbu. période Nagada I, Musée gallo-romain de Fourvière.
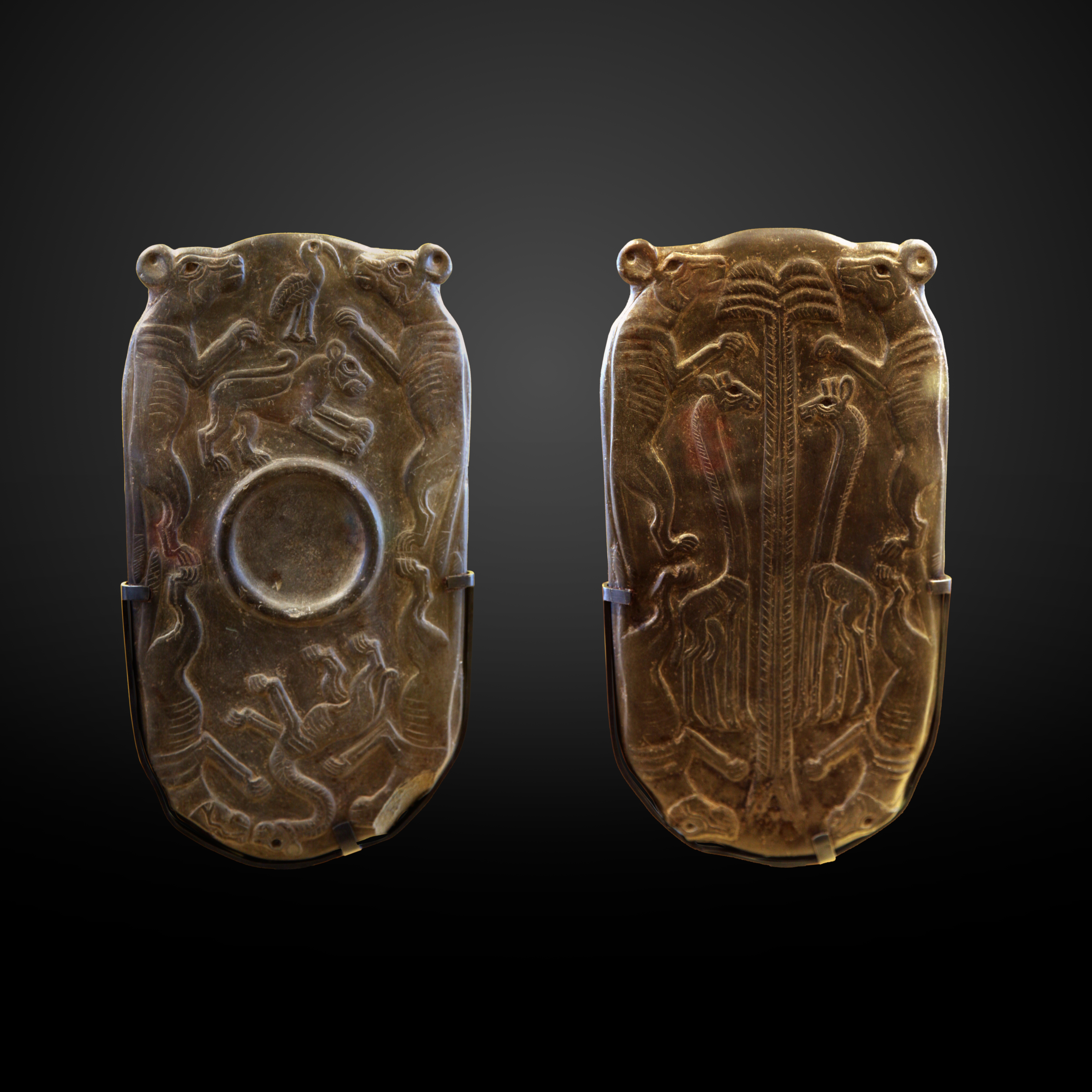
Palette à fard, Période Nagada III, Musée du Louvre.

### Période thinite
À la fin de la protohistoire égyptienne (vers 3000 avant notre ère), les animaux sont toujours perçus comme étant plus puissants que les humains. Sur les fragments de la Palette du champ de bataille conservés à Londres et à Oxford, les vaincus sont figurés sous forme humaine nus et désarmés voire ligotés à une hampe. Jetés à terre, leurs corps sont foulés par les vainqueurs représentés sous des formes animales ; lions et rapaces. Cette conception de la supériorité animale transparaît aussi dans les titulatures royales. Les premiers rois de l'Égypte antique n'ont que des noms d'animaux ; vautour, faucon, scorpion, crocodile. Vers la fin de la Ire dynastie (vers 2800 avant notre ère), la pensée humaine connaît une mutation qui fait que les Anciens Égyptiens modifient leur manière de penser leur univers. Les rois abandonnent les dénominations strictement animales tandis que dans l'iconographie les formes animales ou inanimées s'humanisent. Les forces et les puissances surnaturelles, jusqu'alors seulement zoomorphes, s'humanisent et leurs représentations deviennent aussi anthropomorphes. La Palette de Narmer laisse ainsi voir la déesse Bat sous une forme mixte (tête de vache avec visage humain vu de face). La contrée vaincue est figurée comme un fourré de papyrus avec une tête d'homme tenue en laisse par un faucon en fureur.

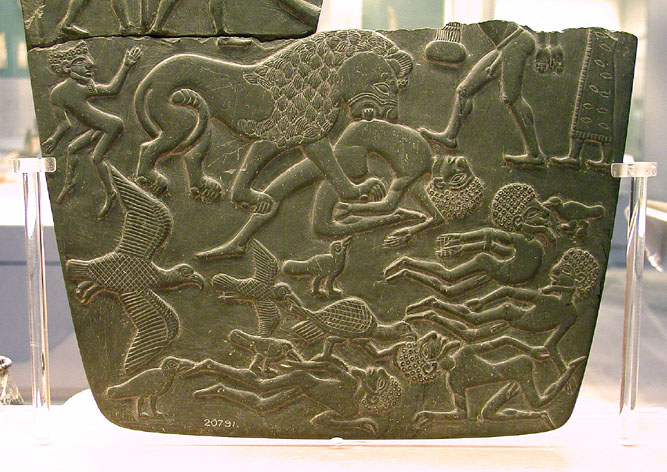
Fragment de la Palette du Champ de bataille, Nagada III, British Museum.
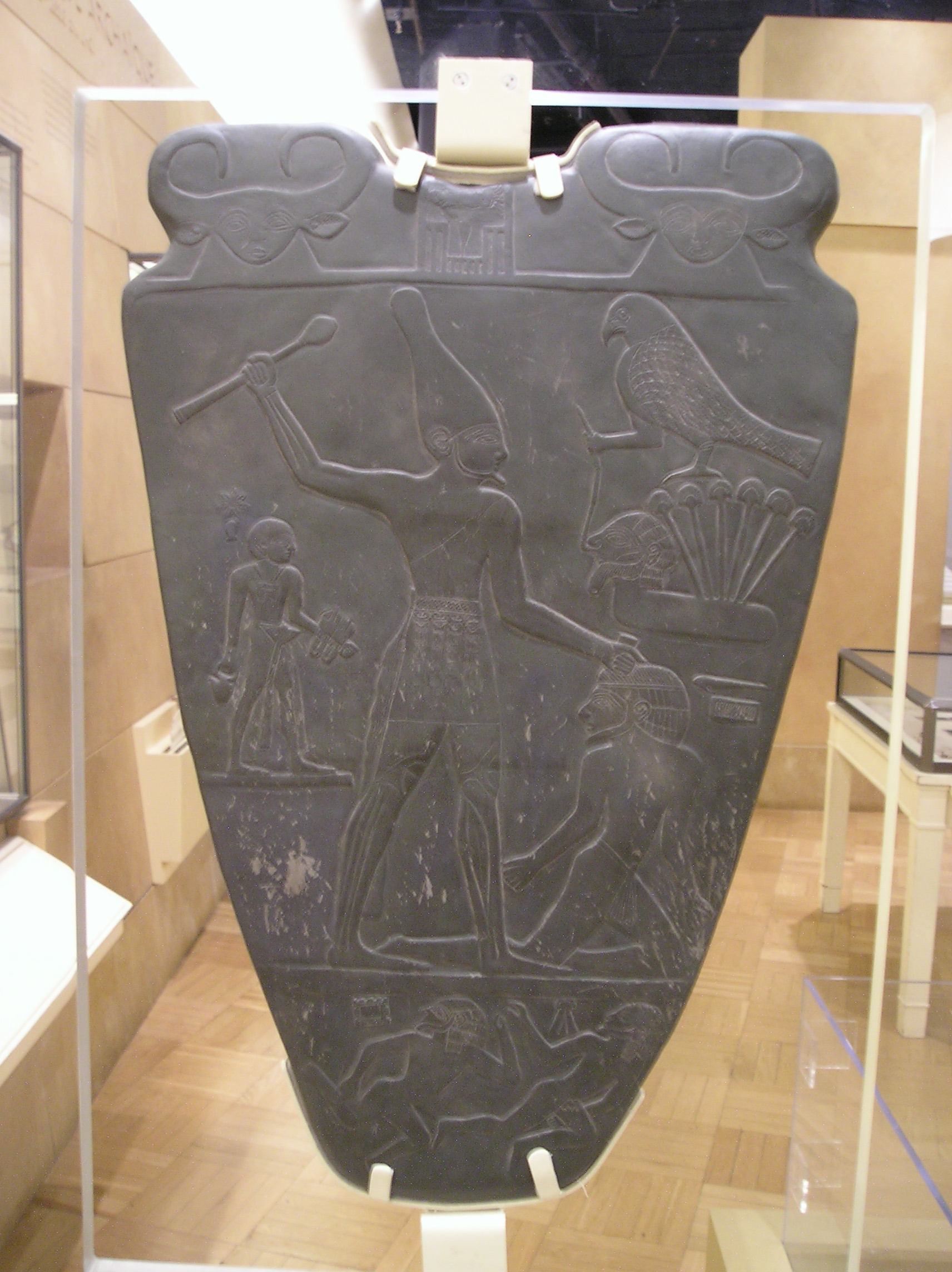
Palette de Narmer, Ire dynastie, Musée égyptien du Caire.

Durant le premier quart du IIIe millénaire, le cercle des divinités à être entièrement représentées sous la forme humaine est très limité. La Pierre de Palerme est un bloc de basalte gravé de hiéroglyphes qui se présente comme les annales des cinq premières dynasties royales. Ce document n'est toutefois pas contemporain de cette époque car des anachronismes ont été constatés. Cette réserve mis à part, la pierre indique qu'une statue de Min a été réalisée sous la Ire dynastie puis une autre sous la IIIe dynastie. Mais on ne sait pas si ces statues avaient déjà fait voir le dieu Min sous sa forme humaine ithyphallique. La nécropole de Tarkhan a révélé un vase en pierre où figure une représentation de Ptah dans un naos et datable des toutes premières dynasties. C'est aussi sous les IIe et IIIe dynasties que les déesses Satis et Neith acquièrent chacune leur forme humaine. Il en va de même pour les principales divinités cosmiques : Atoum, Shou, Geb et Nout. Mais à cette même époque les dieux à forme entièrement animale sont toujours les plus fréquents, tels Horus et Seth. Les divinités composites, tête animale sur un corps humain ne font leur apparition qu'à l'extrême fin de la IIe dynastie ; sur une empreinte d'un sceau-cylindre au nom du roi Péribsen par exemple. Le dieu Horus acquiert sa forme composite hiéracocéphale sous la IIIe dynastie. Toutefois, cette forme a déjà été attribuée au dieu-faucon Ach, le gardien des oasis libyques, quelque temps plus en avant.
- Fragments attribués au roi Péribsen, IIe dynastie.

Fragments attribués au roi Péribsen,.
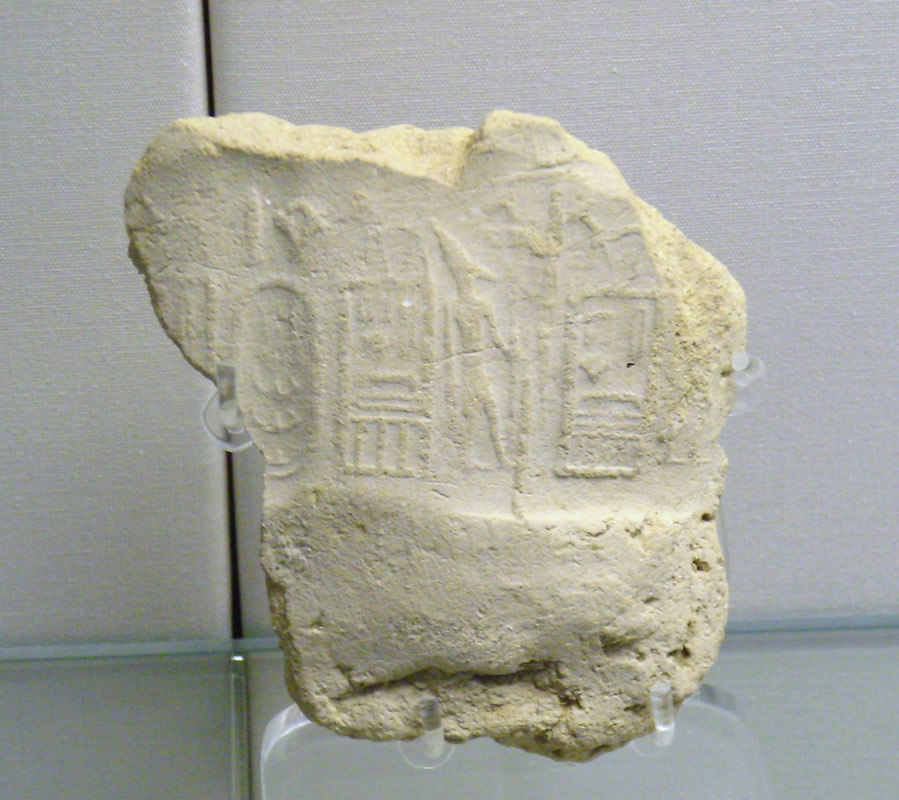
Seth-composite et couronné sur une empreinte de sceau-cylindre.
Seth-composite sur un fragment de poterie.
Seth-animal surmontant la titulature royale

### Ancien Empire

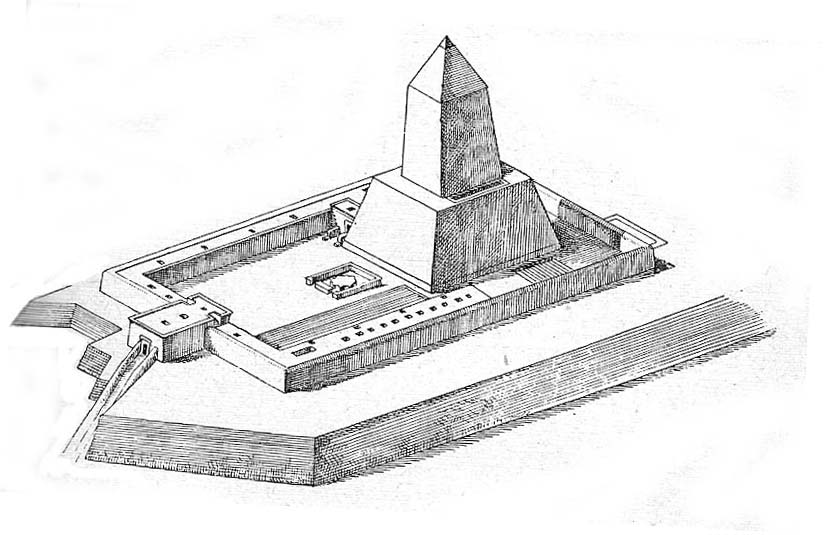
Restitution du temple solaire de Niouserrê à Abousir.

À la fin du IVe millénaire, le territoire de l'Égypte antique devient un pays unifié autour d'une monarchie centralisée. Pouvoirs civils et religieux étant confondus, les grandes traditions religieuses issues des peuplades préhistoriques se structurent autour de l'idéologie royale. Disposant de l'écriture, les scribes et les prêtres royaux développent des rituels et tentent de donner un sens commun aux différentes traditions religieuses. Se met alors en place une vision de l'univers où le roi, incarnation du dieu Horus de Hiérakonpolis, tient une position centrale. Cette mythologie, où les divinités sont mises au service de la destinée royale, ne nous est toutefois parvenue qu'avec des textes de la fin du IIIe millénaire ; les fameux Textes des pyramides gravés sur les murs des modestes pyramides des rois des Ve et VIe dynasties (entre 2350 et 2150 avant notre ère). Tout au long de l'histoire religieuse égyptienne le culte des dieux locaux est resté la donnée fondamentale de la vénération. Cependant quelques divinités ont réussi à connaître une influence plus grande. Ces divinités en bénéficiant d'une association à l'idéologie royale et des circonstances politiques sont parvenues à dépasser le cadre de leur cité ou de leur nome. L'Ancien Empire est marqué par la place prépondérante du culte solaire issu des traditions d'Héliopolis où le dieu Rê apparaît comme la manifestation visible d'Atoum, le démiurge issu des sombres eaux du Noun. Dans le domaine des cultes funéraires, les divinités canines comme Oupouaout ou Anubis s'effacent devant Osiris auquel le roi défunt est assimilé.

### Moyen Empire

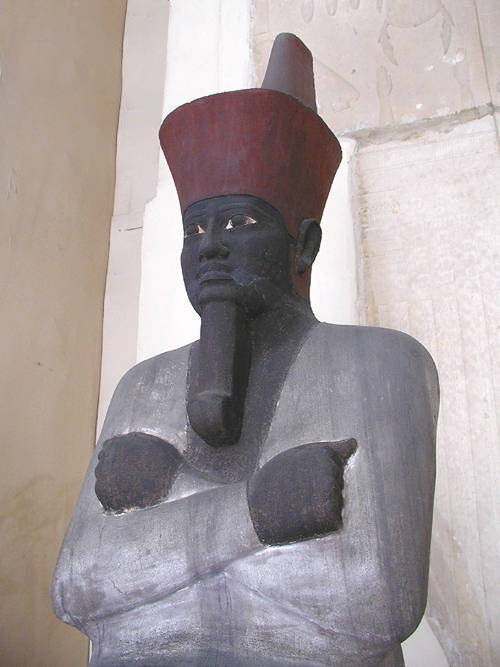
Le roi Montouhotep II sous l'aspect du dieu Osiris.

Après les temps difficiles de la Première Période intermédiaire, le pouvoir monarchique réaffirme sa puissance durant le Moyen Empire sous les XIe et XIIe dynasties (entre 2100 et 1780 avant notre ère). Le culte de Rê, le dieu solaire, s'associe aux principales divinités locales. À Thèbes, la ville d'où est partie la volonté réunificatrice du pays, le dieu Amon prend l'aspect d'un démiurge solaire sous son aspect d'Amon-Rê. Les autres divinités locales sont elles aussi associées à l'idéologie solaire, tels le faucon Montou-Rê à Hermonthis, le bélier Khnoum-Rê à Éléphantine ou le crocodile Sobek-Rê dans les localités du Fayoum. Dans le domaine funéraire, le dieu Osiris continue sa montée en puissance. Sa dévotion s'étend dans tout le pays mais plus particulièrement à Abydos sa ville sainte où de nombreuses chapelles et stèles prouvent sa renommée auprès du peuple. Les formules funéraires des Textes des sarcophages, plus particulièrement prisés par les nomarques de la Moyenne-Égypte, sont la marque d'une diffusion des prérogatives funéraires royales auprès des grandes familles dirigeantes. Ces textes tout en montrant l'importante place prise par Osiris et Isis dans les croyances post-mortem, montrent aussi le rôle crucial joué par Rê dans les contrées souterraines. De nombreux défunts cherchent en effet à accompagner le dieu Rê à bord de sa barque durant son voyage nocturne. Les défunts cherchent aussi à devenir les scribes des dieux Thot, Atoum ou Hathor.

### Nouvel Empire

Ramsès II entouré par Amon et Mout. Musée égyptologique de Turin

Sous le Nouvel Empire (entre 1552 et 1069 avant notre ère), la domination du dieu Amon-Rê s'accentue. La ville de Thèbes et son clergé sont largement favorisés par les premiers souverains de la XVIIIe dynastie. Tous les pharaons de cette époque participent à l'embellissement des immenses complexes religieux de Louxor et de Karnak. La suprématie d'Amon n'est remise en question que lors de la parenthèse amarnienne. Cette réforme religieuse, balbutiante sous Amenhotep III, est symboliquement portée à son apogée par Amenhotep IV en la quatrième année de son règne. En devenant Akhenaton, le souverain abandonne Amon et Thèbes et se tourne vers Aton, le disque solaire déifié et fonde la ville nouvelle d'Akhetaton, « l'Horizon d'Aton ». Mais ses successeurs, Toutânkhamon et Aÿ reviennent très vite aux anciennes conceptions religieuses. Cette décision est définitivement entérinée par le général Horemheb, initiateur de la XIXe dynastie par la condamnation à l'oubli des souverains amarniens et par la destruction des temples d'Aton à Thèbes. Le dieu Amon retrouve sa place dominante dans l'idéologie royale. Il se trouve toutefois associé au dieu Rê d'Héliopolis et au Dieu Ptah de Memphis dans de savantes spéculations religieuses. Ces conceptions sont peut-être la marque d'une politique royale plus équilibrée envers les autres grandes divinités et villes du pays :

« Trois sont tous les dieux, Amon, Rê, Ptah qui n'ont pas de semblable. Son nom est caché en tant qu'Amon ; il est Rê par le visage ; son corps c'est Ptah. Leurs villes, dans le Pays, sont établies pour l'éternité ; Thèbes, Héliopolis, Memphis sont destinées à la pérennité. Lorsqu'un message est envoyé du ciel on l'entend à Héliopolis, on le répète à Memphis pour le (dieu)-au-beau-visage ; on l'enregistre dans les écritures de Thot pour la ville d'Amon, cela étant de leur compétence. »

— Chapitre 300 de l'Hymne à Amon. Papyrus de Leiden I 350, XIXe dynastie.
Cette spéculation autour des trois principaux dieux monarchiques s'enrichit sous Ramsès II de réflexions autour du chiffre quatre. L'armée se divise ainsi en quatre grandes divisions placées sous le patronage d'Amon, Rê, Ptah et Seth. En Nubie, dans le naos du grand temple d'Abou Simbel, trônent quatre divinités Ptah, Amon, Ramsès II (divinisé) et Rê-Horakhty, tandis qu'à l'extérieur quatre grands colosses sous les traits de Ramsès II gardent l'entrée du temple.

### Déclin

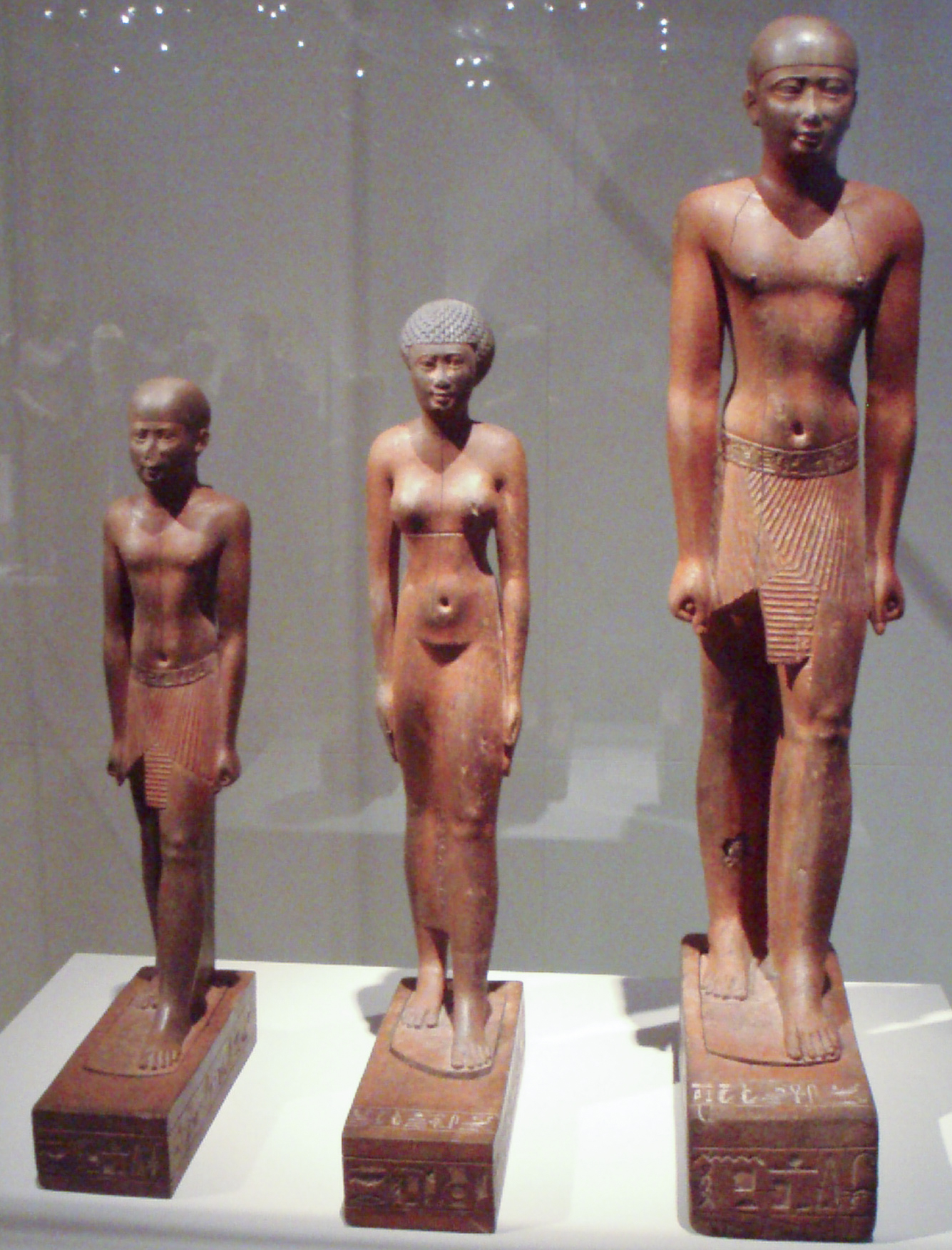
Statues de style « néo-Ancien Empire » représentant Psammétique Ier, sa femme et son fils, Ägyptisches Museum, Berlin.

Le Nouvel Empire se termine sur un désordre socio-économique, les obscurs successeurs du pharaon Ramsès III ne parvenant plus à imposer leur pleine autorité sur la Haute-Égypte. À partir du règne de Ramsès XI, le pays est de fait scindé en deux. Profitant de l'impéritie du pouvoir pharaonique, une lignée de grands prêtres d'Amon contrôle la Haute-Égypte depuis Thèbes. La Basse-Égypte reste quant à elle sous l'influence des pharaons de la XXIe dynastie installée à Tanis, la Thèbes du Nord avec son temple lui aussi consacré au dieu Amon. L'idéologie royale de cette époque tend vers la théocratie ; le véritable pharaon est en fait le dieu Amon qui gouverne le pays par l'entremise d'oracles interprétés par son clergé. Avec la XXIIe dynastie, des Libyens détenteurs du pouvoir militaire s'emparent de la fonction royale. Ils prennent d'abord le pouvoir dans le Nord autour de Bubastis, Tanis et Memphis leurs zones d'émigration. Avec une forte garnison à Héracléopolis et la nomination de princes royaux en tant que grand prêtre à Thèbes, les pharaons libyens parviennent ensuite à contrôler totalement le Sud. Mais ce pouvoir libyen finit par se disloquer à cause de dissensions internes. Plusieurs dynasties coexistent alors au même moment, les XXIIe, XXIIIe et XXIVe dynasties. Ce désordre politique est mis à profit par des pharaons d'origine nubienne (XXVe dynastie) qui parviennent à se saisir de la Haute-Égypte. Les Nubiens ne parviennent cependant pas à s'affirmer totalement en Basse-Égypte morcelée en plusieurs chefferies dont les roitelets des XXIVe et XXVIe dynasties. Au cours d'invasions, les armées assyriennes d'Assurbanipal refoulent les Nubiens de Tanoutamon en deçà d'Assouan et en profitent pour mettre à sac la ville de Thèbes.
Profitant d'un reflux des troupes assyriennes, Psammétique Ier réunifie l'Égypte et inaugure une période de prospérité : la Renaissance saïte. Cette période est marquée par un retour aux sources où spiritualité et art de l'Ancien Empire sont mis à l'honneur et copiés. Cette période voit aussi se développer le culte des animaux sacrés comme Apis ou Boukhis. Le dieu Osiris devient de plus en plus populaire au quotidien, tandis que Seth qui fut promu au temps de Ramsès II est de plus en plus diabolisé et rejeté. Le culte d'Isis et des dieux enfants comme Harsiesis connaît une plus grande ferveur.
Pendant toute cette période, les pharaons implantent leurs tombes dans leurs capitales. En Nubie pour la XXVe dynastie et pour les dynasties indigènes dans le delta du Nil essentiellement à Tanis et à Saïs. Originaire de cette région, Neith la déesse guerrière, devient la patronne alors de la monarchie.

### Dominations perses

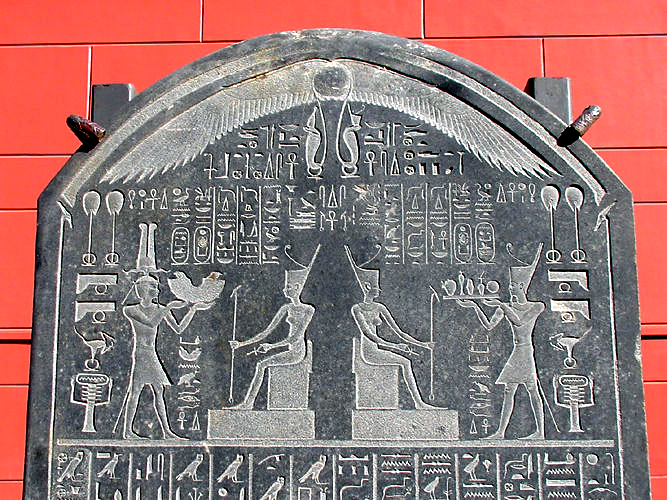
Stèle de Nectanébo Ier consacrée à Neith et au décret fiscal de Naucratis.

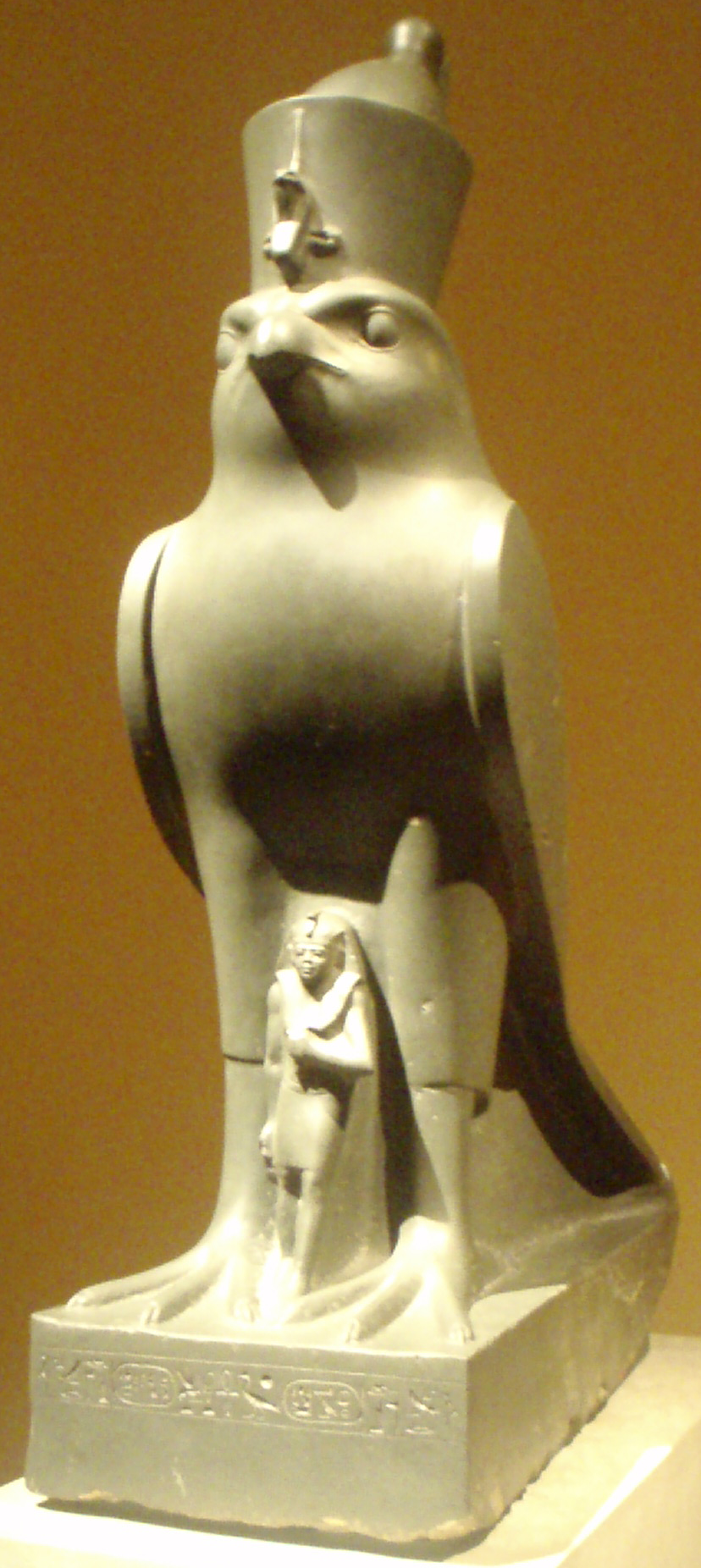
Nectanébo II, le dernier pharaon égyptien, protégé par Horus, Metropolitan Museum of Art, New York.

En l'an 525 avant notre ère, l'armée égyptienne conduite par le jeune Psammétique III est défaite à Péluse par les forces des Perses Achéménides de Cambyse II. Conquise, l'Égypte devient une province perse et Cambyse II est intronisé pharaon à Saïs. Lui et ses successeurs sont considérés comme les membres la XXVIIe dynastie. Mais ils sont avant tout des rois perses qui gouvernent l'Égypte depuis Suse à travers des satrapes. Le perse Darius Ier poursuit la politique pharaonique traditionnelle ; il fait construire un temple dans l'oasis de Kharga et en fait restaurer d'autres comme à Bousiris et à El Kab. Certaines élites égyptiennes se rallient facilement aux dominants à l'image de Oudjahorresné, prêtre de Neith à Saïs. Mais cette première domination perse est aussi marquée par de nombreuses révoltes. Sous Darius II et Artaxerxès II l'indépendance est presque complète avec les soulèvements des pharaons locaux des XXVIIIe, XXIXe et XXXe dynasties égyptiennes. Cette indépendance nationale face aux Perses est surtout assurée avec l'aide de mercenaires grecs.
L'égyptien Nectanébo Ier durant ses dix-huit ans de règne fait restaurer de nombreux temples. Tout au sud du pays, sur les îles sacrées de Philæ et de Biggeh, il fait construire deux sanctuaires dédiés respectivement à Isis et à Osiris, ce dernier étant considéré comme l'initiateur de la crue du Nil. La prospérité économique de ce temps profite aussi aux autres divinités. Le roi accorde ainsi les taxes perçues sur les importations du comptoir grec de Naucratis au temple de Neith de Saïs. Son petit-fils Nectanébo II poursuit la même politique en maintenant les valeurs religieuses traditionnelles. Sa grande piété transparaît à travers une statue qui le représente en taille réduite entre les pattes du faucon Horus coiffé de la double couronne, le pschent.
Les troupes perses d'Artaxerxès III sont refoulées une première fois vers -350. Mais quelques années plus tard, en -343, lors d'une seconde tentative, l'armée de Nectanébo II est défaite à Péluse par les perses puis une seconde fois à Memphis qui subit un siège en règle. Nectanébo II résiste plusieurs mois en Haute-Égypte mais est finalement contraint à fuir en Nubie où l'on perd définitivement sa trace. Avec ce roi, finit la dernière dynastie indigène égyptienne. Les Perses dominent une seconde fois l'Égypte sous les règnes des rois Artaxerxès III et Darius III (XXXIe dynastie). À la mort d'Artaxerxès III, et à la faveur de troubles de succession qui éloigne un temps l'emprise des perses sur l'Égypte, une ultime tentative de reprise du pouvoir par un prince égyptien a lieu en -338 avec le règne éphémère de Khababash qui est attesté au Sérapéum de Saqqarah. Mais cette rébellion est matée en -336 avec la montée sur le trône achéménide de Darius III qui reprend le contrôle du pays pour seulement quatre années. En effet, dès -332 le satrape Mazakes (de) livre le pays sans grands combats au macédonien Alexandre le Grand.

### Époque ptolémaïque et romaine

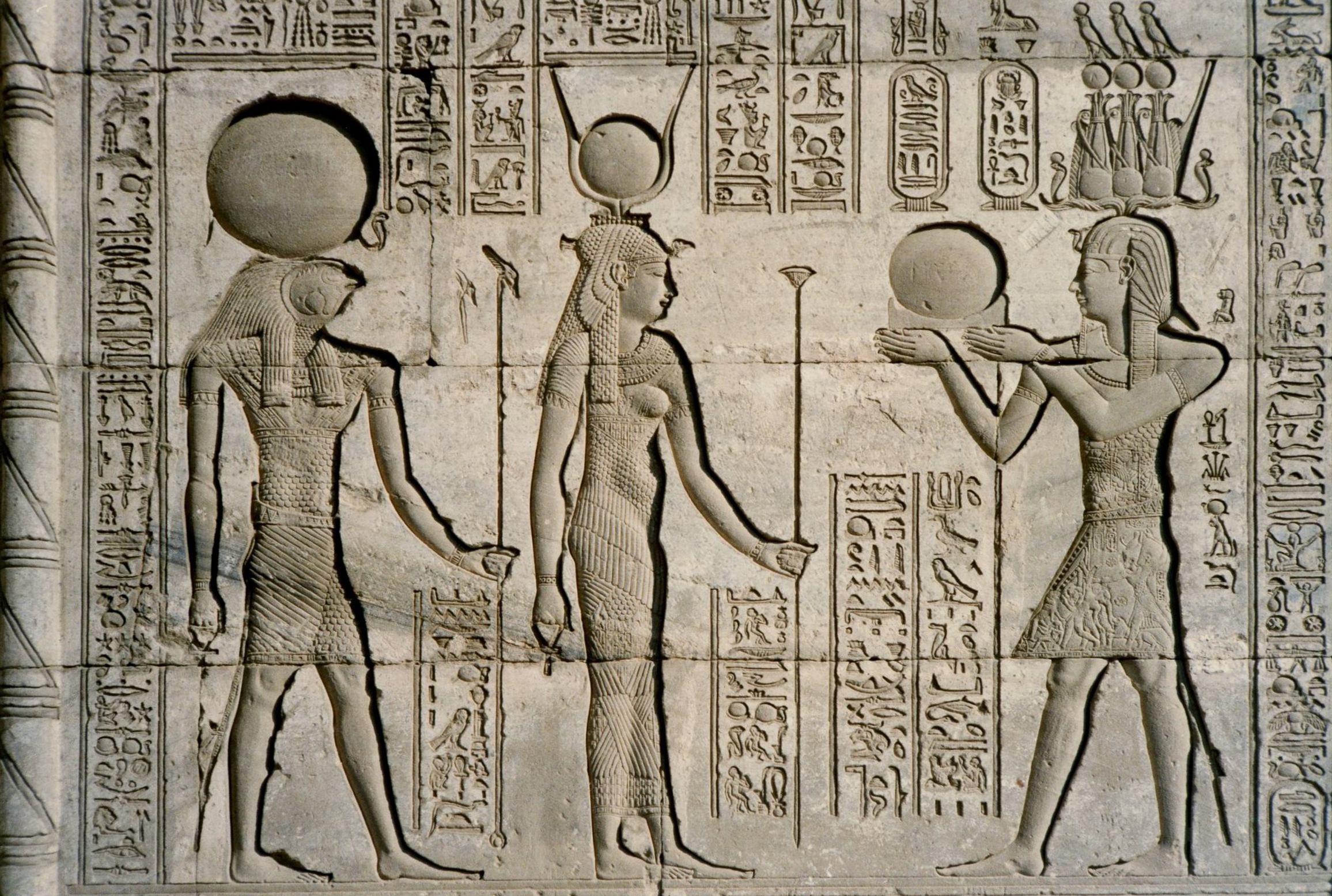
L'empereur Trajan tel un pharaon sur les murs de Dendérah.

Sous la domination grecque des Ptolémées puis sous l'occupation romaine, la religion traditionnelle égyptienne continue à persister. Les occupants n'ont jamais pourchassé les divinités égyptiennes ni tenté de les remplacer par d'autres. Cependant, au contact du monde gréco-romain, l'Égypte antique va connaître de profonds bouleversements. Sous les Ptolémées, si les individus égyptiens ne doivent pas faire face à une assimilation culturelle, leur société va cependant devenir très nettement biculturelle avec deux civilisations très différentes sur un même territoire. Les Lagides tout en favorisant la minorité grecque doivent composer avec la majorité égyptienne, se fondre dans le moule pharaonique et ménager le clergé provincial. Tout ceci n'empêche pas des révoltes, surtout en Haute-Égypte, de par son éloignement avec Alexandrie, la nouvelle capitale. Après la défaite de Cléopâtre VII en -30, les Romains, peu nombreux, renforcent les droits de la minorité grecque et modifient l'administration du pays pour une meilleure captation des rentrées fiscales. Les temples sont ainsi dépossédés de leurs biens fonciers et par là même dépourvus de toute autonomie financière. L'idéologie pharaonique persiste tout de même à travers le pays». Des empereurs comme Auguste et Tibère sont tout naturellement représentés sur les murs des temples dans le costume de pharaon. Entre le IIIe siècle avant notre ère et le IIe siècle de notre ère, la vitalité des divinités égyptiennes se montre à travers la reconstruction de nombreux temples. Parmi les plus célèbres figurent le temple d'Horus à Edfou, le temple d'Isis sur l'île de Philæ, le temple d'Hathor à Dendérah et le temple de Sobek et Haroëris à Kôm Ombo. On peut aussi citer des sanctuaires bien plus modeste comme le temple d'Hathor à Deir el-Médineh, le temple d'Isis à Dendour, le temple de Tafa et le temple d'Amon à Debod.

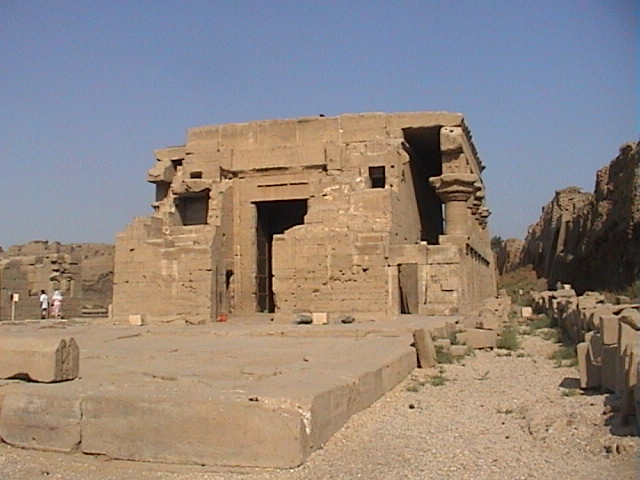
Mammisi du temple d'Hathor à Dendérah.

Les élites égyptiennes, dont les prêtres, accèdent à la culture hellénistique et bénéficient d'une double culture. Durant l'époque romaine l'usage de la langue grecque est partout présent dans les milieux sacerdotaux. Mais si on trouve des prières rédigées en langue grecque pour un public grec, les grandes spéculations religieuses à l'intérieur des temples se font toujours en langue égyptienne. L'usage des hiéroglyphes sur les monuments se complexifie par la création des glyphes nouveaux et l'usage de combinaisons cryptographiques très ardues. Les textes anciens (mythes, réglementations sacerdotales, textes liturgiques et littéraires) continuent à être recopiés en écriture démotique. Cependant on assiste aussi à des réflexions nouvelles où l'on tente d'ordonner les mythes et les divinités dans des synthèses théologiques innovantes. Le culte des divinités locales persiste mais les divinités du mythe osirien sont de plus en plus populaires. Tous les temples d'importance se dotent de chapelles osiriennes autonomes ainsi que de mammisi consacrés à la naissance des dieux enfants élaborés à l'image de Harsiesis, « Horus, fils d'Isis ».
Le culte d'Isis dépasse les frontières de l'Égypte et atteint Rome et les contrées les plus éloignées de son empire. L'iconographie du dieu Osiris conserve sa forme momiforme traditionnelle mais on peut ainsi le rencontrer sous sa forme gréco-romaine de Sarapis (homme barbu à la manière d'Hadès) ou sous sa forme d'Osiris-Canope avec une tête qui émerge d'un vase lui servant de corps. Malgré l'aversion des Romains pour les divinités animales, Anubis sous sa forme d'Hermanubis parvient à se faire une place dans les croyances, sans doute encouragé par le comportement lubrique attribué au chien. Thot assimilé à Hermès devient le Trismégiste, c'est-à-dire le « Trois fois grand », l'auteur de savantes spéculations philosophiques diffusées à travers le Corpus Hermeticum et la Table d'émeraude alternatives ésotériques aux lois de Moïse durant le Moyen Âge occidental.

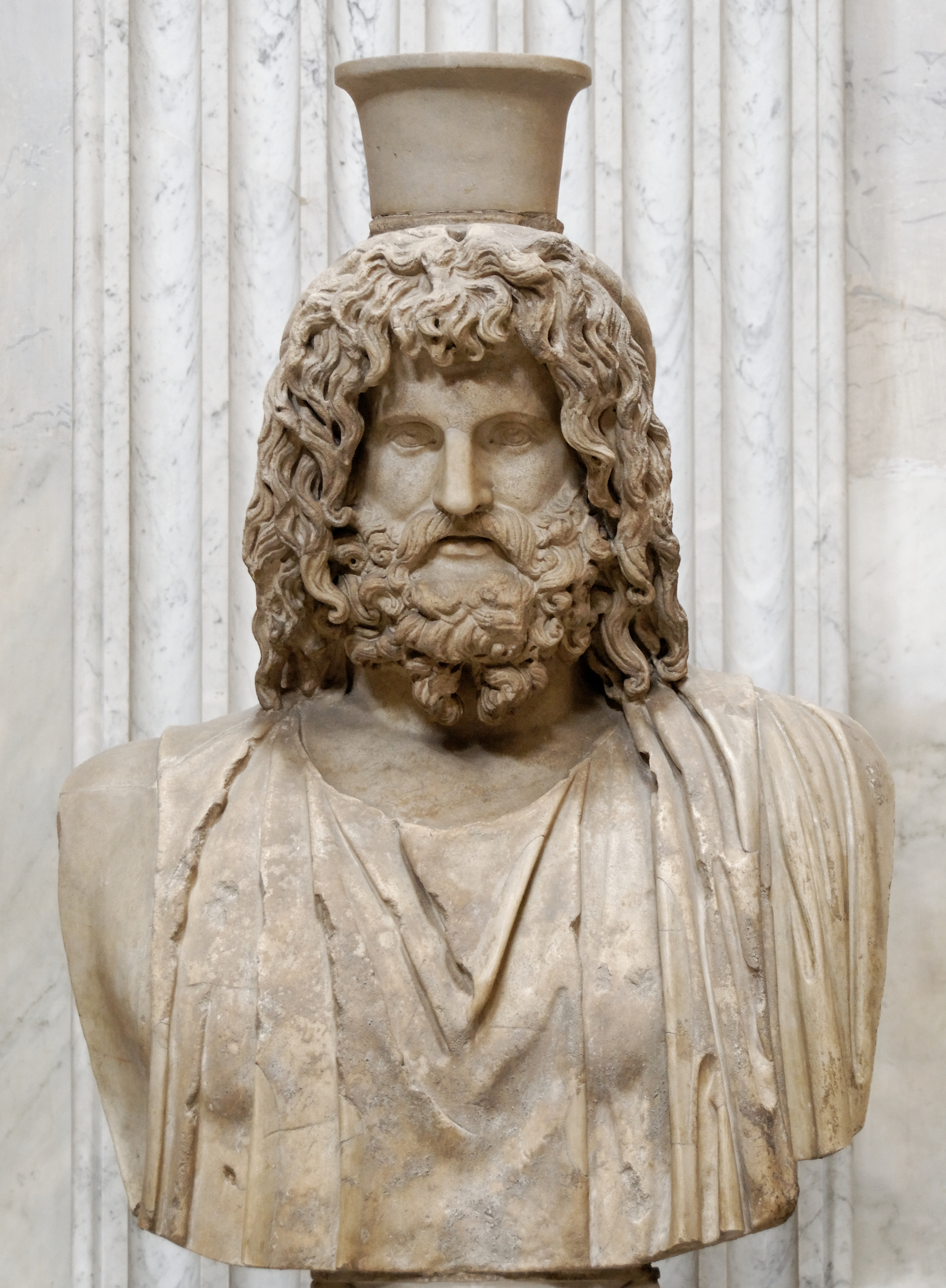
Buste de Sarapis, Musées du Vatican.
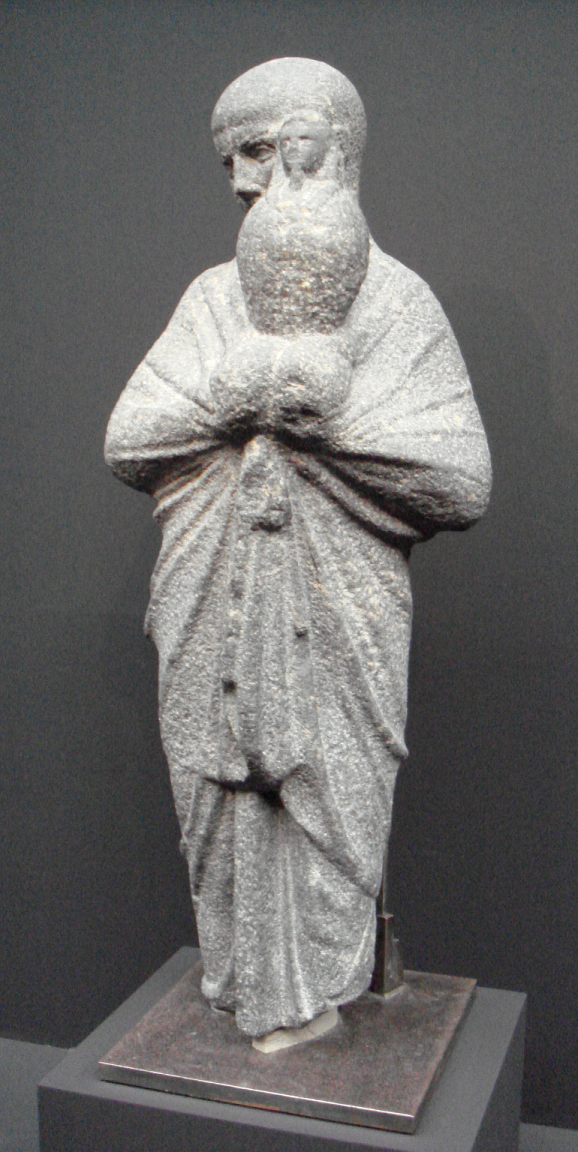
Prêtre portant un Osiris-canope
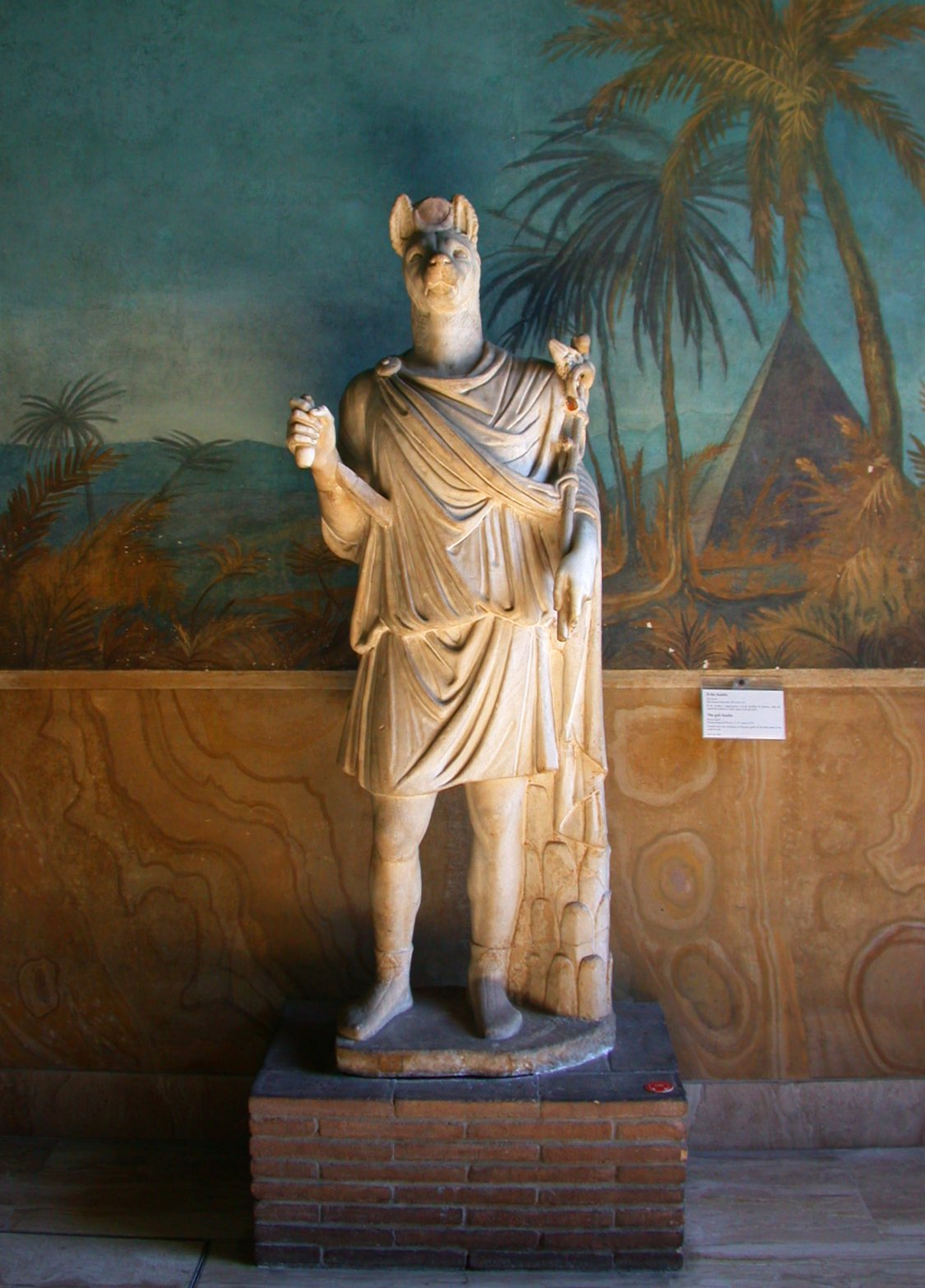
Statue d'Hermanubis, Musées du Vatican.

## Iconographie

### Diversité des représentations
La forme composite qui fusionne un corps humain avec une tête animale peut être vue comme l'iconographie la plus représentative de la conception égyptienne de la divinité. Mais ce mode de représentation doit plus être vu comme un enrichissement de l'iconographie que comme une substitution du mode de représentation entièrement animal. L'ancienne forme animale de la divinité n'a jamais été remplacée par la nouvelle forme composite. C'est ainsi que chaque divinité égyptienne peut être représentée de différentes manières, aucune manière n'ayant définitivement chassé l'autre. Les différents modes coexistent à toutes les époques de l'Égypte antique. Le dieu Thot est ainsi figuré à l'image d'un babouin, d'un ibis ou d'un homme à tête d'ibis.

Différentes représentations de Thot.
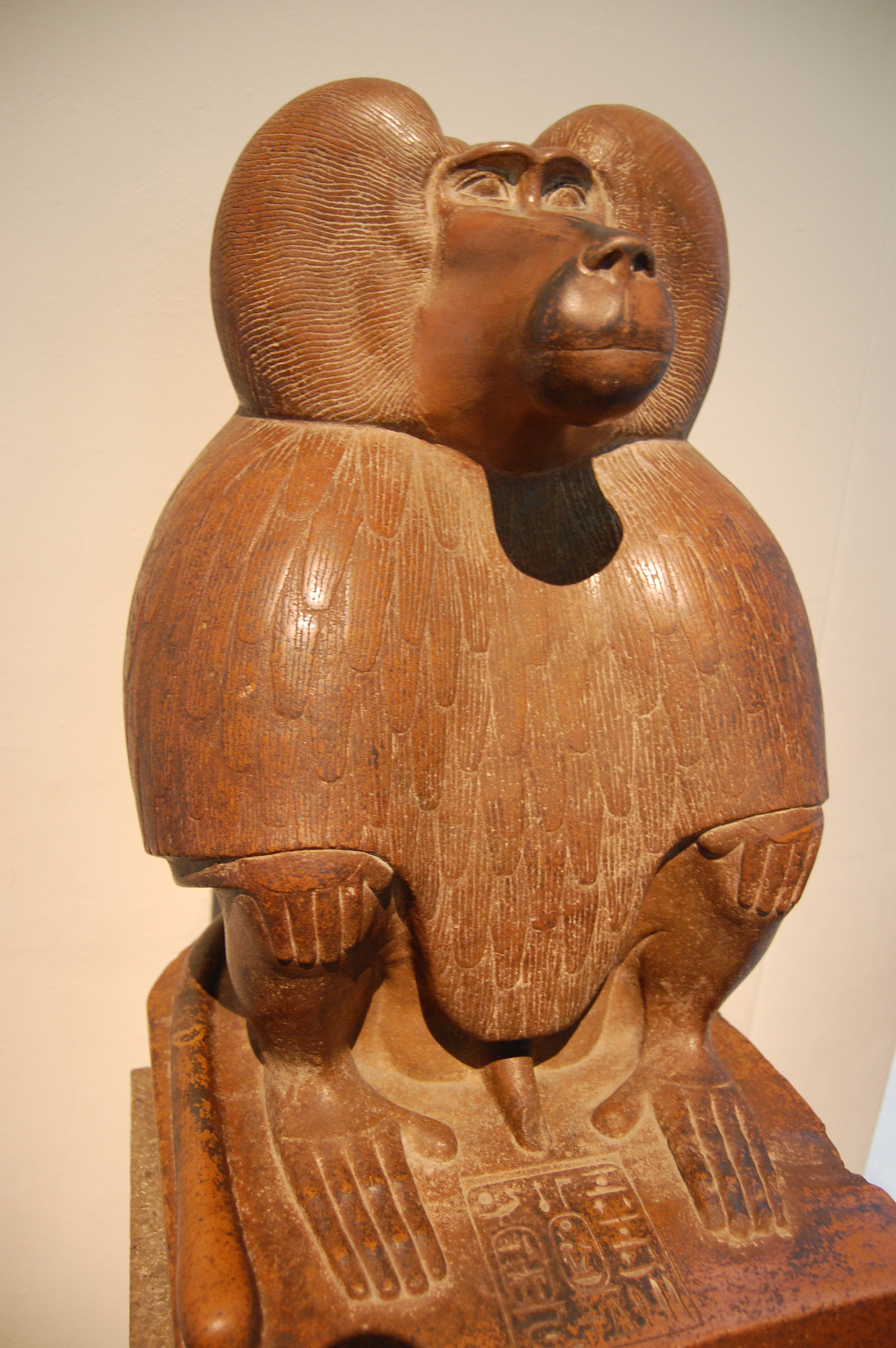
Thot babouin.
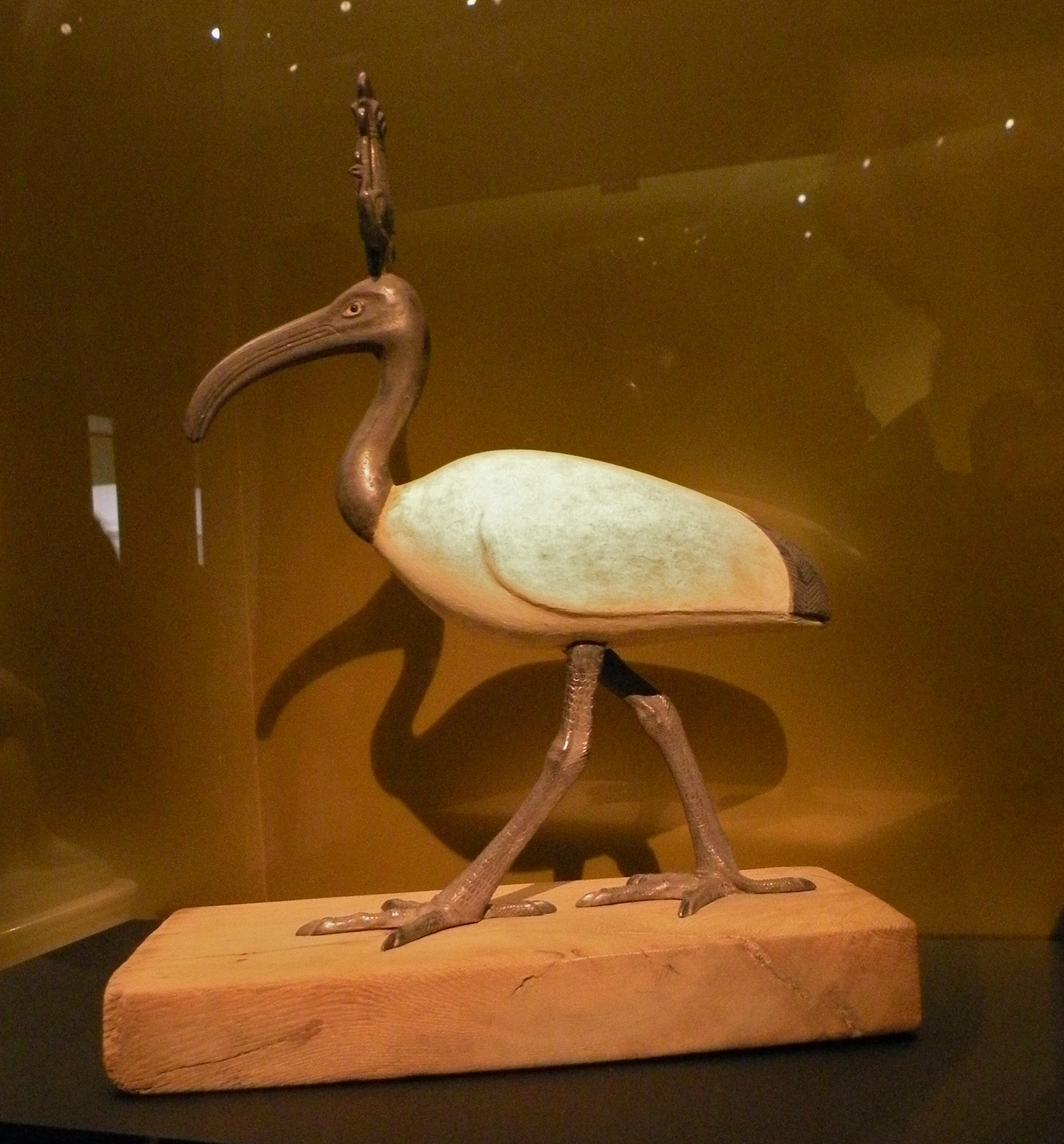
Thot ibis.
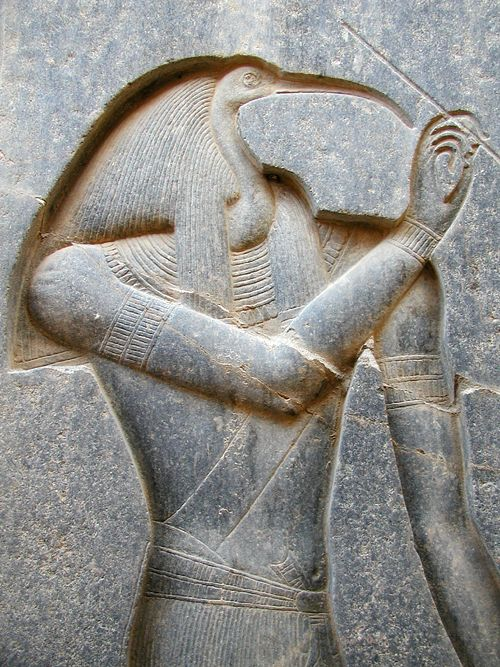
Thot composite homme-ibis.

La déesse Hathor offre une gamme de représentations encore plus large. Elle peut apparaître sous la forme d'une vache, sous une femme (simplement accompagnée de son nom hiéroglyphique), plus rarement sous la forme d'une femme à tête de vache, sous la forme d'une femme coiffée d'une perruque ornée de cornes de vache avec le disque solaire, comme une vache surgissant d'une colline, sous le visage d'une femme vu de face mais avec des oreilles de vaches, sous la forme d'un arbre, d'une serpente, d'une lionne, etc.

Représentations liées à Hathor.
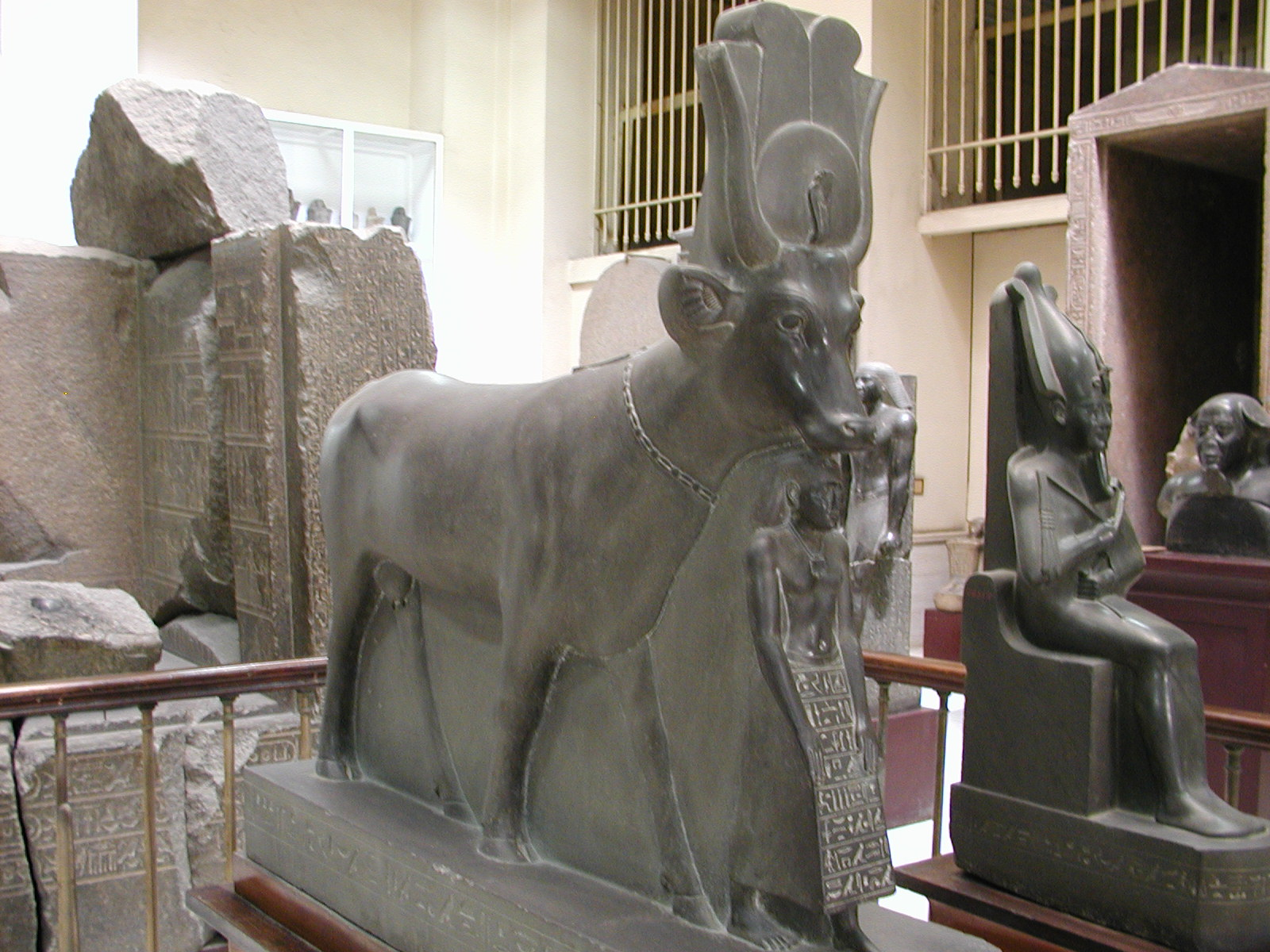
Vache hathorique.
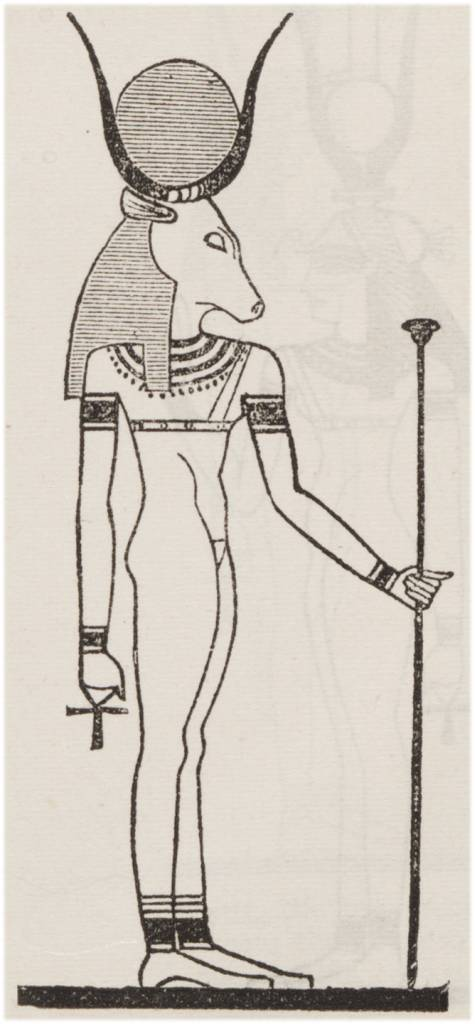
Forme composite femme-vache.
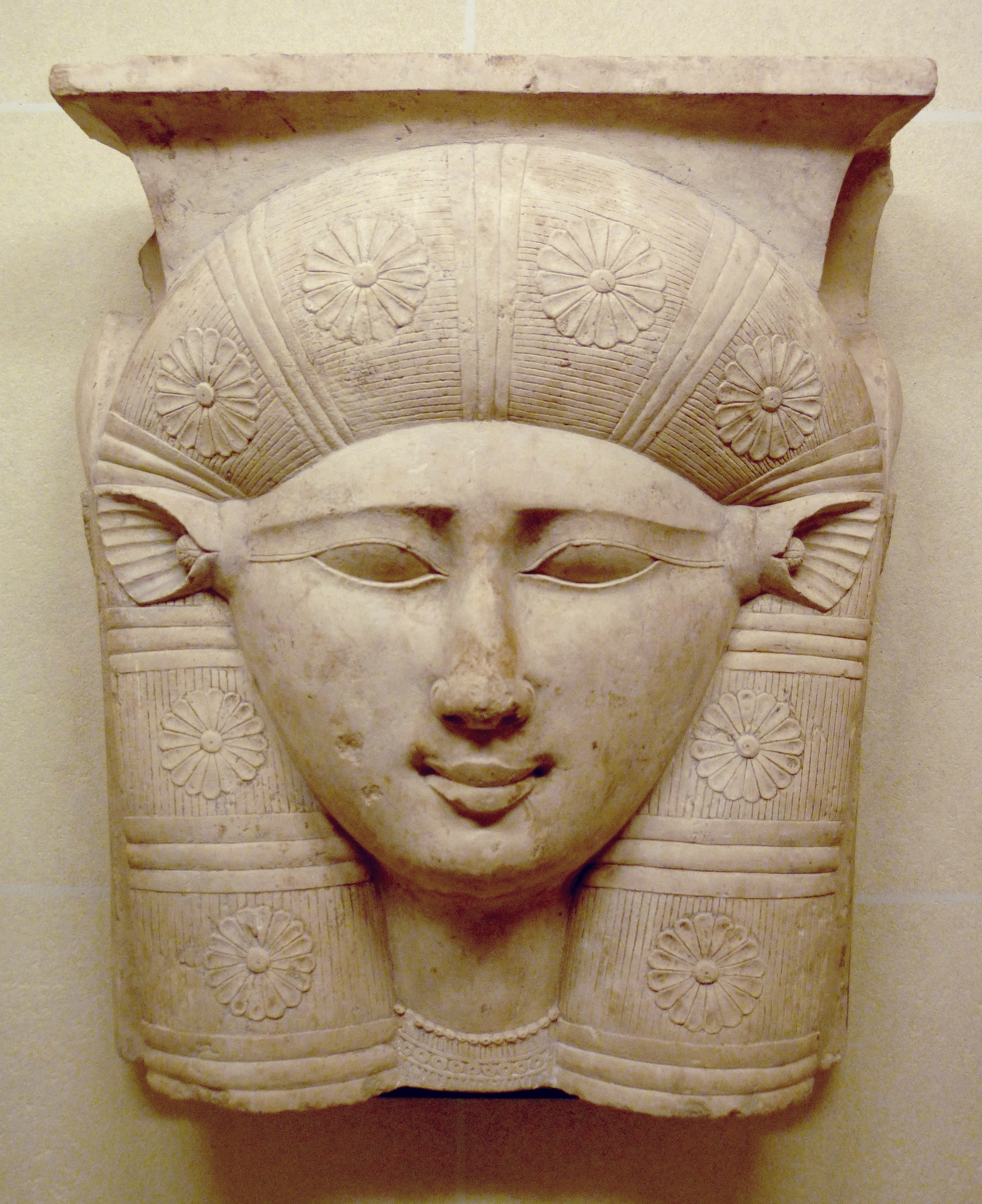
Femme à oreilles de vache.
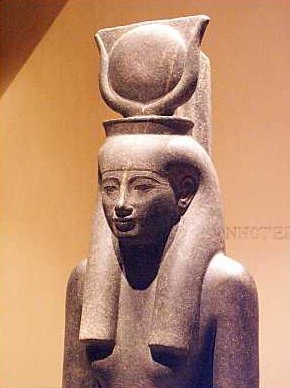
Femme à la perruque hathorique.
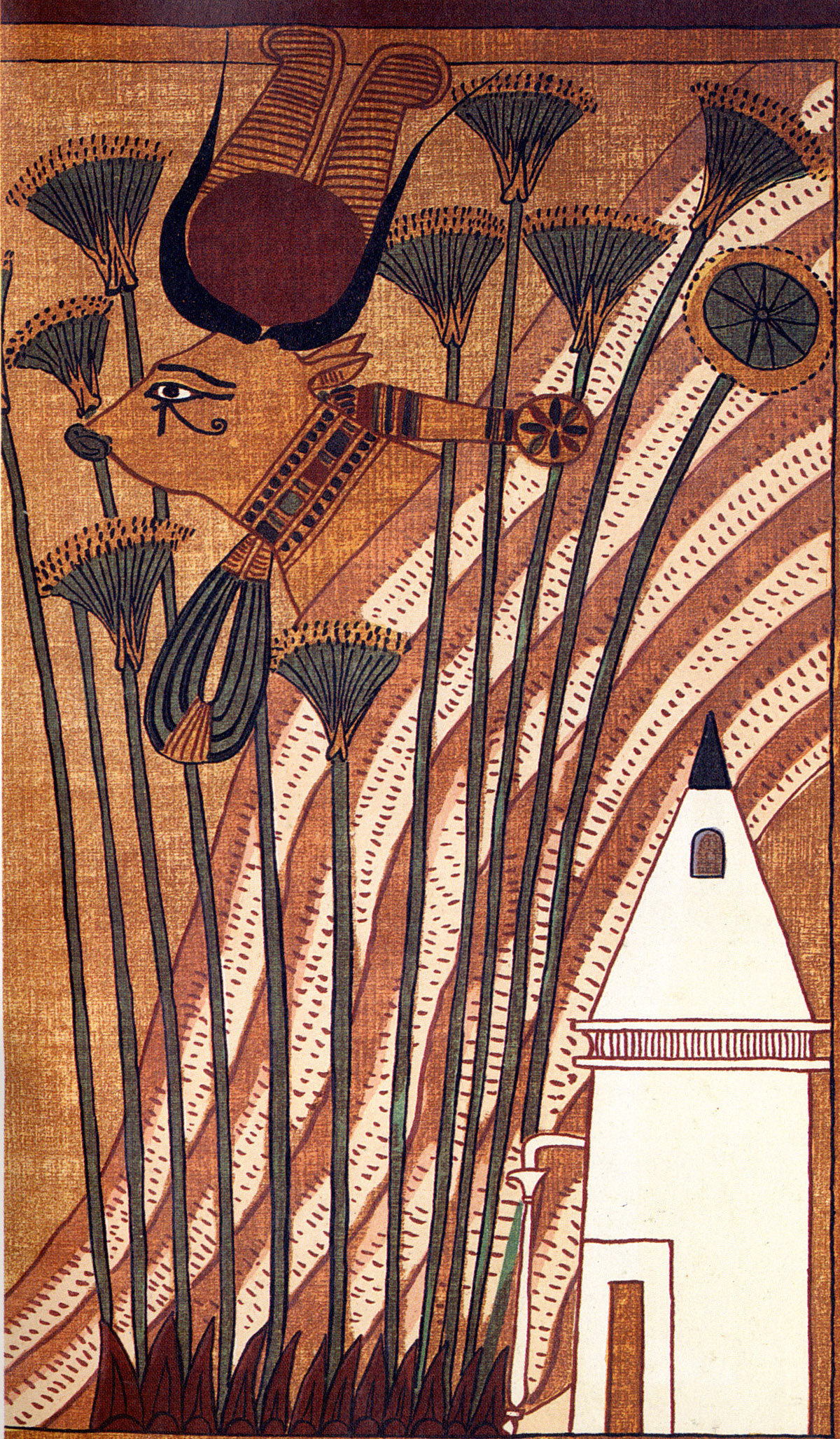
Vache surgissant de la colline primordiale.
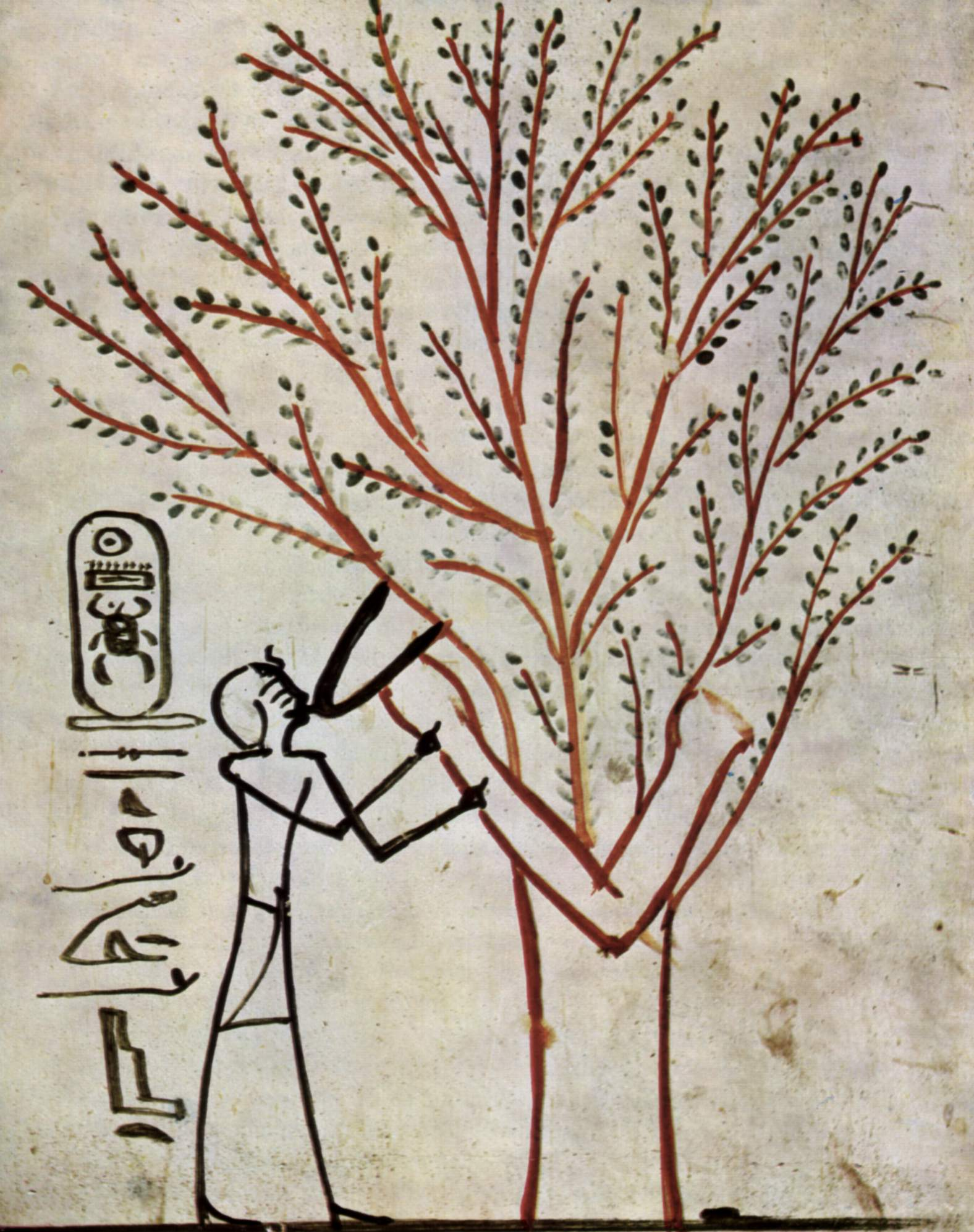
Thoutmôsis III tétant le lait de la déesse-sycomore.

### Zoomorphisme
Dans la culture égyptienne, nommer, représenter est un acte quasi magique, c'est faire venir à l'existence ce que l'on nommait ou représentait. Pour les Égyptiens, le démiurge crée, à son image, toutes les créatures terrestres, hommes, animaux, végétaux et minéraux. En retour, le choix de l'image, par le prêtre ou l'artiste est essentiel: on comparait, par exemple, les manifestations d'une espèce animale à un trait caractéristique d'une manifestation du démiurge ; une manifestation de ce qui est inexprimable trouvait alors sa forme métaphorique. À propos de Bastet le prêtre pouvait dire : « La déesse Bastet vous protège comme une chatte protège ses chatons ». D'où l'attention au détail significatif qui manifeste, dans la représentation, une chatte vigilante, les oreilles dressées. Et l'attention au détail significatif, dans l'art égyptien des représentations figurées vient de là. Ainsi le bousier qui enfouit sa pelote ou bien qui émerge du sable en la poussant (son « garde-manger » et où il pond ses œufs, son « nid ») était la plus merveilleuse métaphore pour évoquer le cycle solaire, le soleil qui émerge chaque matin dans le ciel pour disparaître, le soir, à l'horizon. L'animal n'est pas le dieu mais il peut en représenter une manifestation. Sa momie (à partir du Nouvel Empire) peut servir aussi d'intermédiaire entre le dévot et le démiurge, pour lui demander une faveur ou le remercier. Enfin certains animaux précis, des individus choisis, pouvaient incarner la divinité, c'est le cas d'Apis (à partir d'Amenhotep III), incarnation du dieu Ptah sur la terre.
Le bestiaire servant à représenter les dieux n'est pas extensible. Il se limite aux animaux qui vivaient dans la plaine du Nil lorsque l'iconographie divine s'est mise en place. L'éléphant, le rhinocéros et la girafe n'ont pas été divinisés. Ces espèces ont peuplé la vallée à une époque reculée, mais avec les variations du climat elles avaient déjà disparu lorsque le paysage religieux de l'Égypte antique s'est structuré. Quant au cheval, il ne fut introduit que très tardivement et n'a donc pas joué un grand rôle dans l'imaginaire divin. Les seules représentations du cheval se limitent aux divinités étrangères du Moyen-Orient ; Astarté montant à cru un cheval par exemple. Les Égyptiens ont donc observé le comportement des animaux et ont attribué aux différentes espèces des qualités qu'ils ont transposées au monde divin. Le scarabée poussant sa boule d'excréments est devenu Khépri le dieu poussant le disque solaire hors de la nuit. Dans une horde de babouins, le mâle dominant se montre très paternaliste avec ses rejetons, surtout s'ils sont orphelins de mère. Le dieu à l'image de singe cynocéphale, Thot, a ainsi été figuré comme un maître sur une estrade dictant ses paroles à un scribe comme à un fils spirituel.

Dieux zoomorphes.
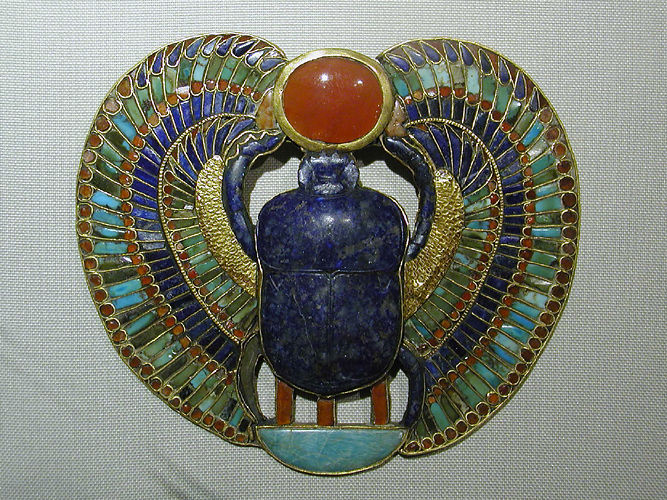
Khépri, le scarabée ailé, poussant le disque solaire.
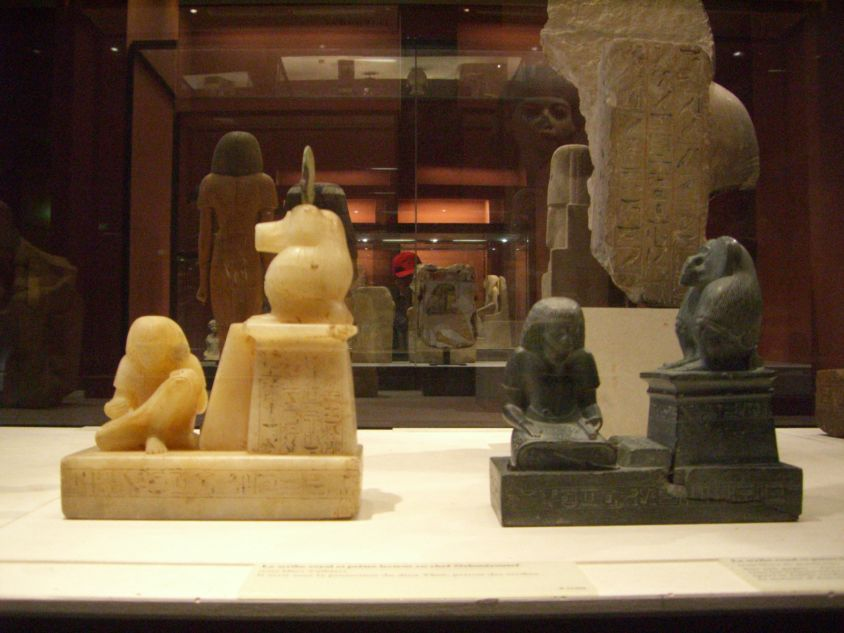
Statuettes de Thot, l'enseignant des scribes.
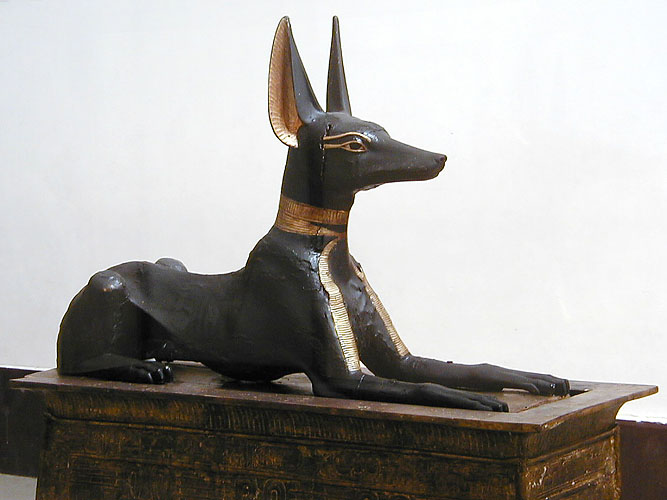
Anubis-chacal veillant sur le coffre canope de Toutânkhamon.
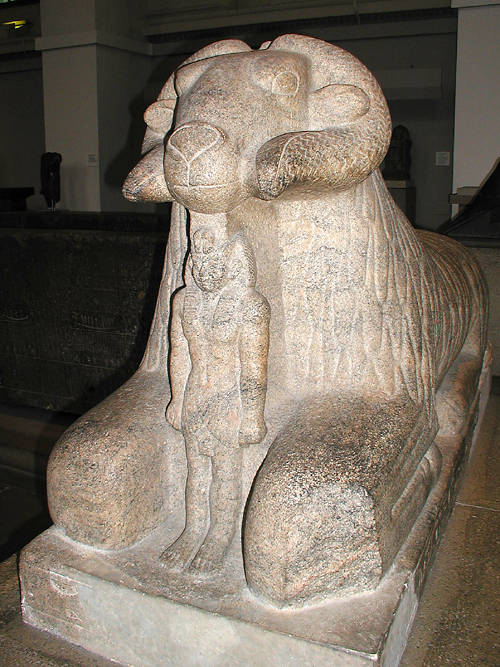
Le roi Taharqa protégé par Amon-bélier.
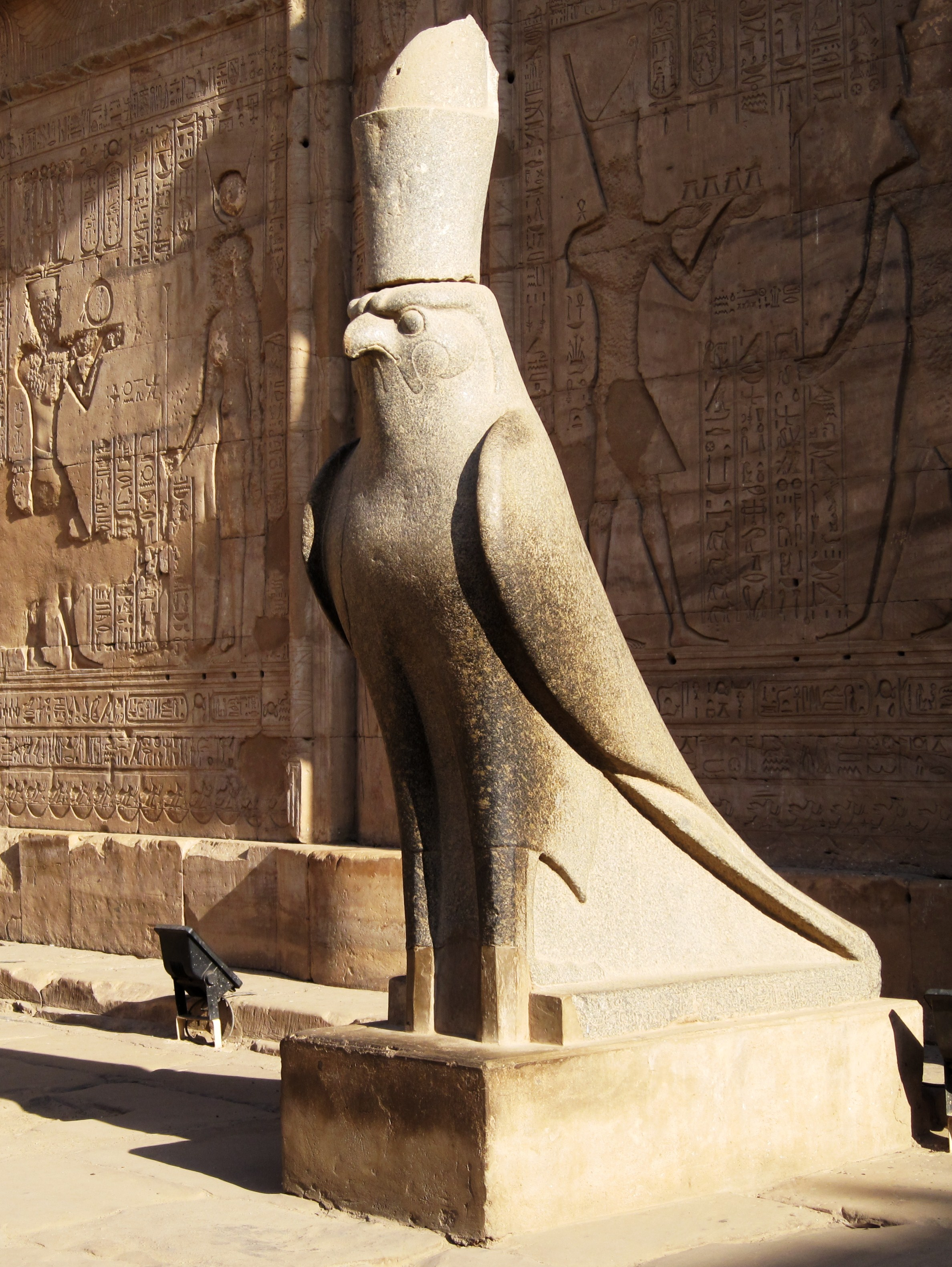
Horus-faucon à Edfou.
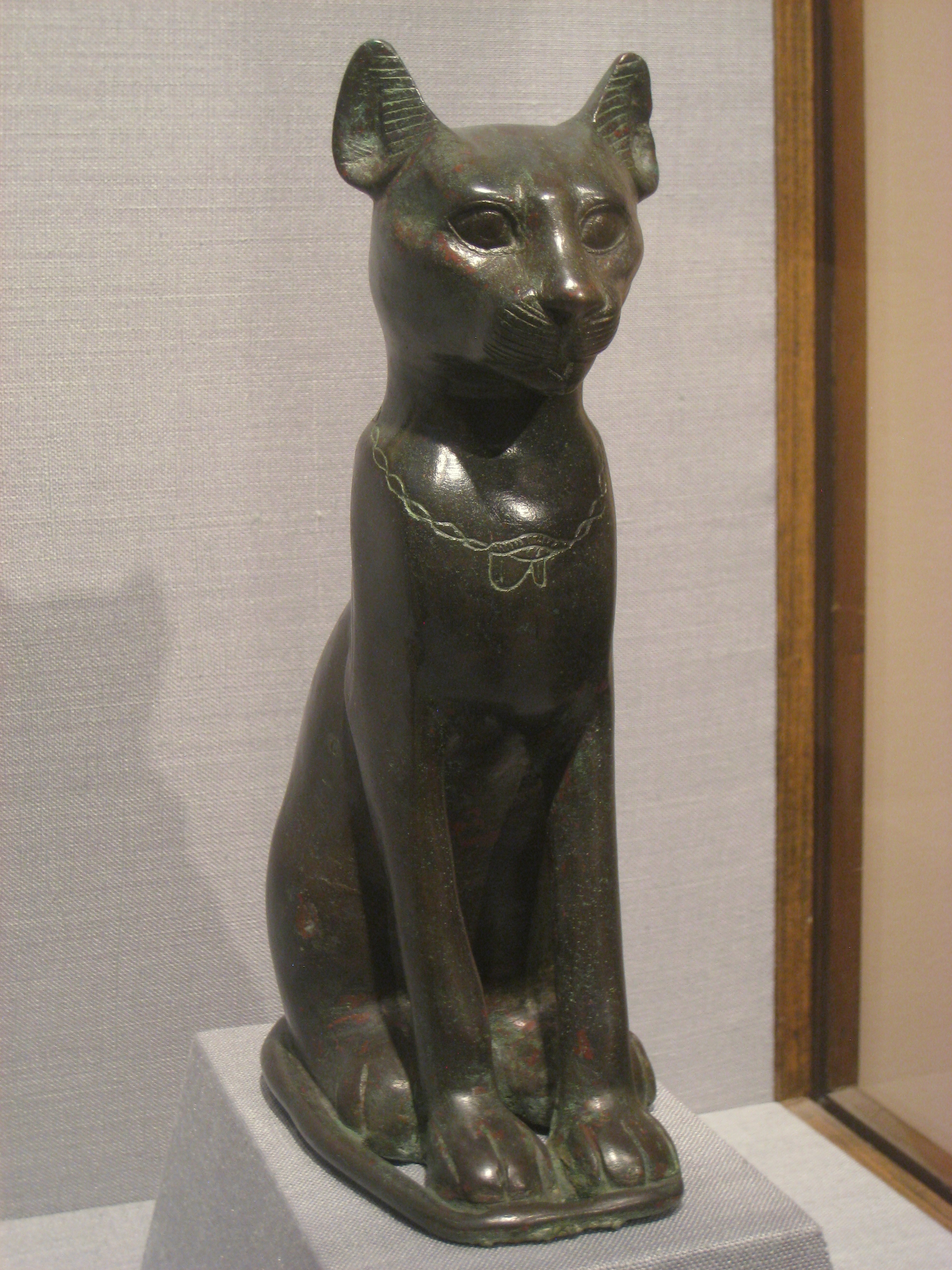
Bastet la chatte.

### Anthropomorphisme
Les phénomènes naturels, le cosmos, les lieux ainsi que les concepts abstraits ont très tôt été figurés comme des divinités à l'apparence humaine. La déesse Maât personnifie l'harmonie cosmique mise en place par Atoum le démiurge. Venu à l'existence au même moment, Shou est la personnification du souffle de vie. Maât et Shou portent généralement une plume d'autruche sur la tête pour symboliser leur nature éthérée. Shou prend souvent l'aspect d'un homme en train de soulever Nout la déesse du ciel, pour la séparer de Geb le dieu de la terre qui sont eux aussi représentés à la manière anthropomorphe. Maât peut aussi apparaître dédoublée dans le Tribunal d'Osiris. Elle est alors rapprochée des deux sœurs Isis et Nephtys, personnifications du trône et du palais royal. D'autres forces à l'œuvre dans l'univers ont été personnalisées : Sia l'intuition, Hou le verbe créateur ou encore Heka la magie. De ces trois, seul Heka semble avoir bénéficié d'un véritable culte.
Le Nil, les étendues d'eau et les poissons n'ont pas été divinisés ; peut être à cause d'un tabou. Seule la crue du Nil a bénéficié d'une représentation anthropomorphe. Sous l'aspect de Hâpy, la crue a pris l'apparence d'un homme obèse à la bedaine retombant sur la ceinture de son pagne, les mamelons pendant sur le thorax. Il transporte généralement une table d'offrande et le fourré de papyrus placé sur sa tête le met en lien avec les zones humides où stagnent les eaux limoneuses et fertiles de la crue.
Certains lieux remarquables ont aussi bénéficié de la personnalisation ; les Égyptiens ont en effet perçu la présence du divin en certains lieux. Le piton rocheux qui surmonte la nécropole de Thèbes a été vu comme étant la déesse Mertseger « Celle qui aime le silence ». Si beaucoup de représentations la montrent comme une femme avec la coiffure traditionnelle de Hathor (corne de vache et disque solaire), dans le village de Deir el-Médineh sa forme habituelle est le cobra. Après la défaite des Hyksôs, la ville de Thèbes fut vue comme une déesse armée d'un arc, d'une massue et d'une lance. Même les secteurs d'agglomération ont pu être divinisés. Sous la XVIIIe dynastie, la nécropole thébaine située sur la rive occidentale, en face du temple d'Amon de Karnak, est devenue la déesse Khefethernebes, « Celle qui est en face de son maître ».

Dieux anthropomorphes.
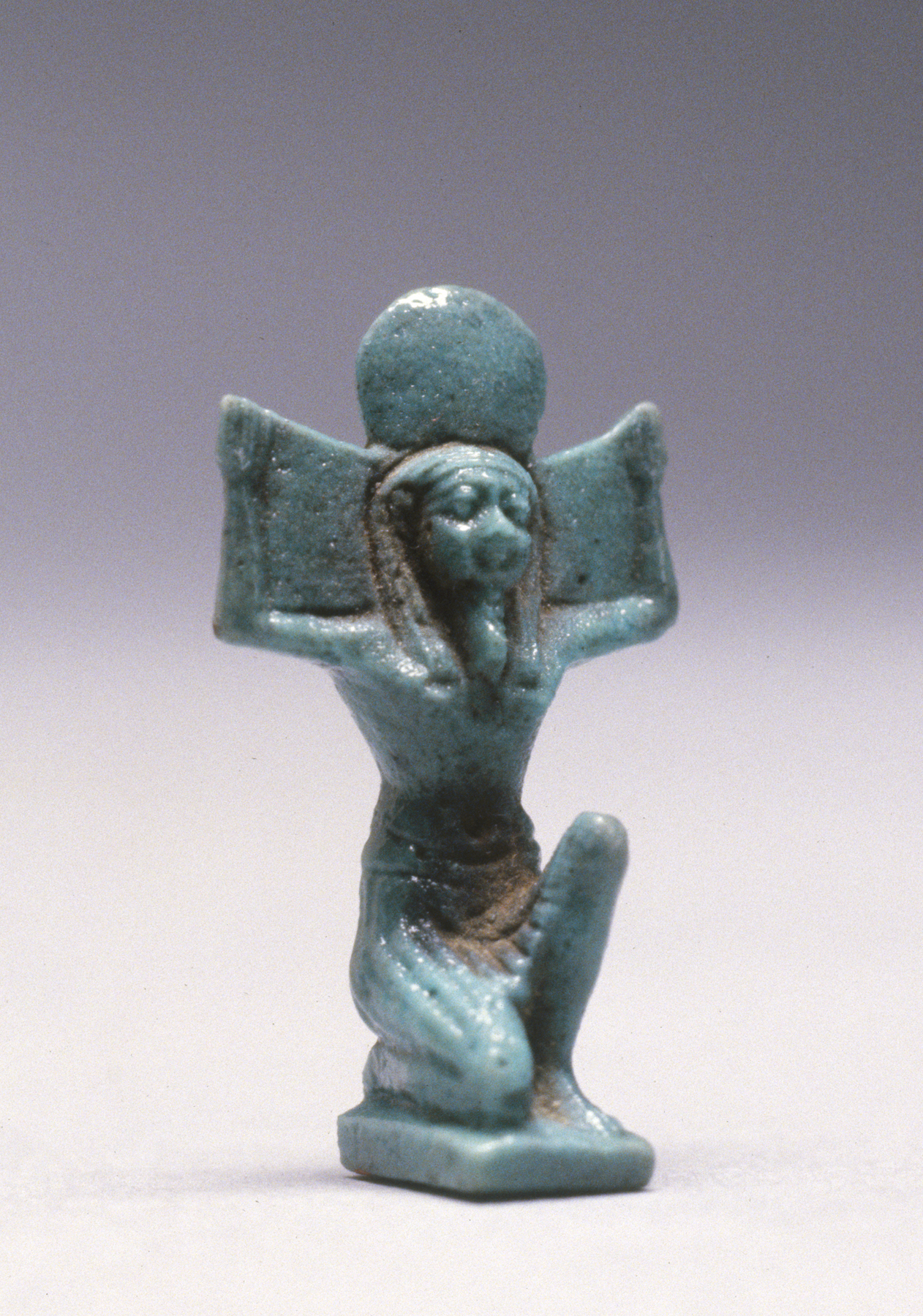
Shou le souffle de vie
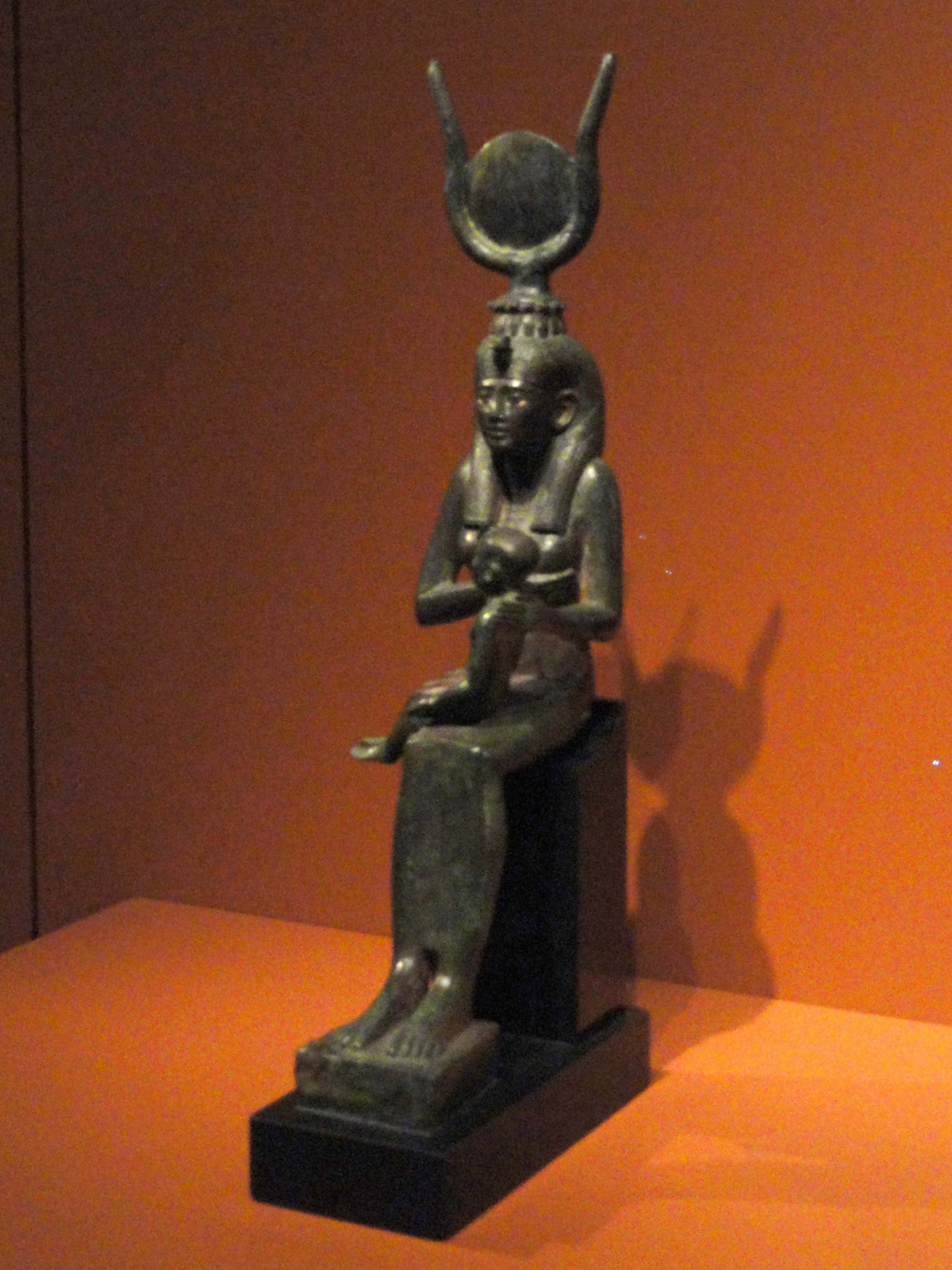
Isis allaitant Horus
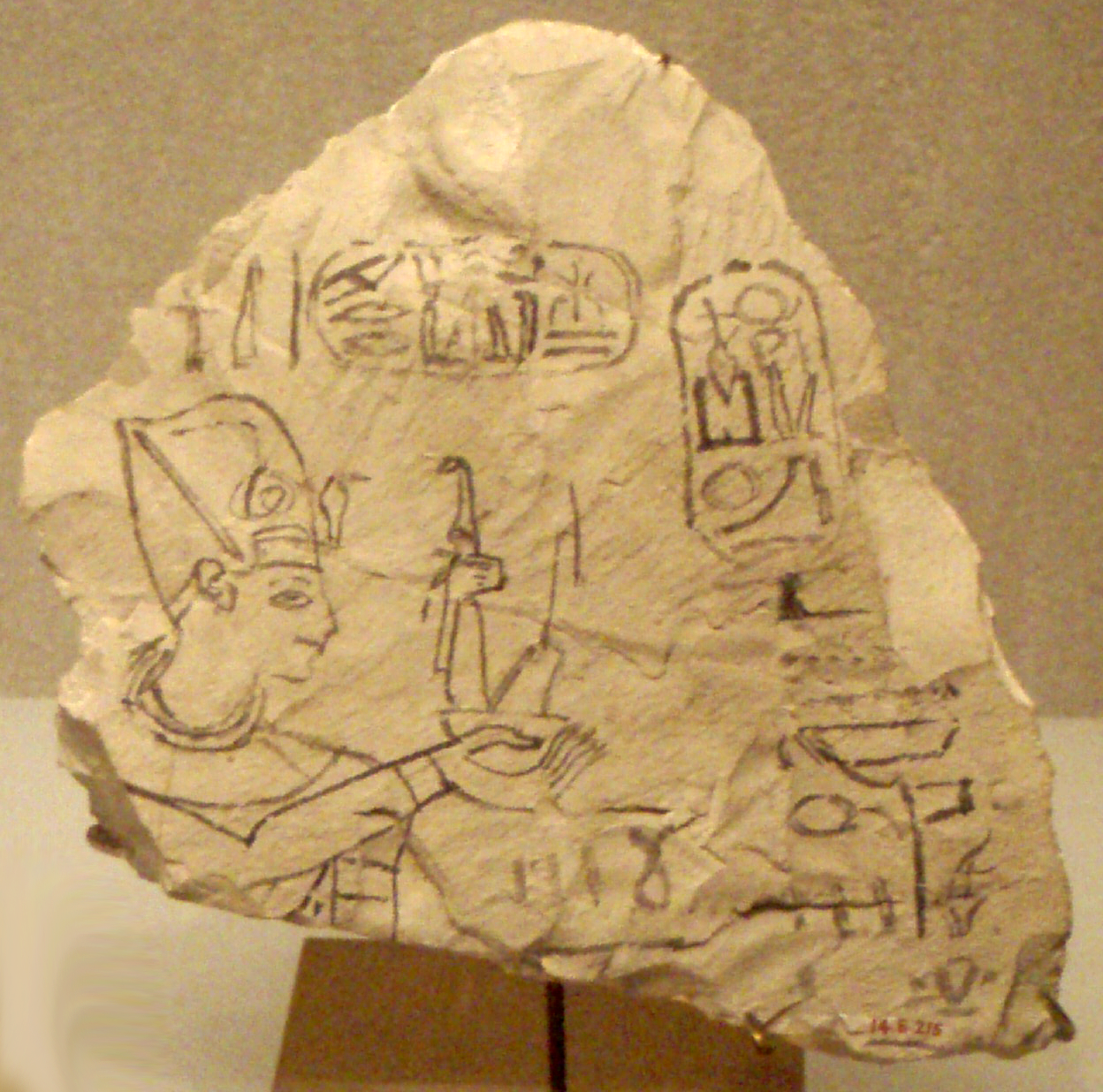
Ramsès IX offrant la Maât.
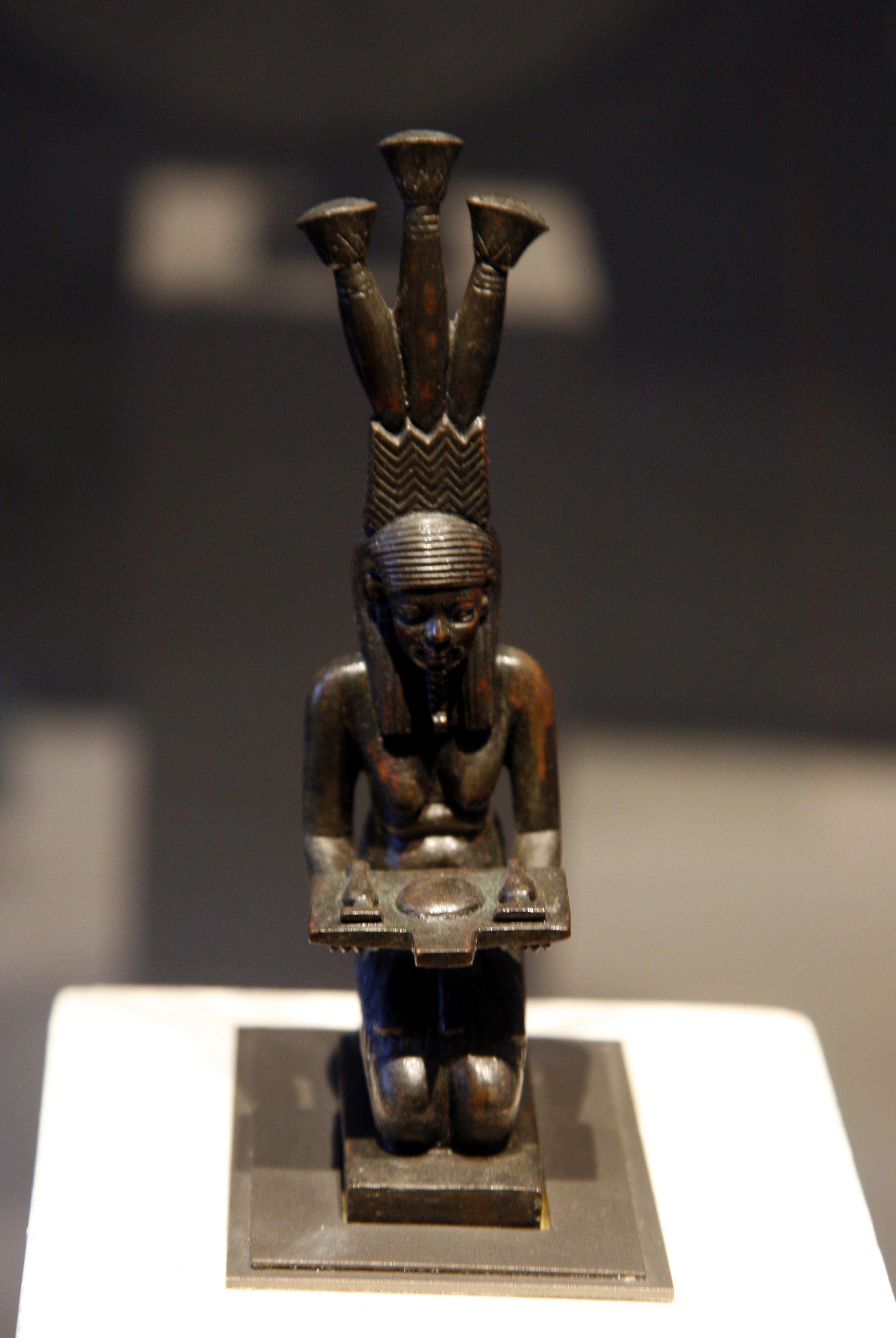
Hâpy, le dieu de l'inondation.

### Forme composite

#### Corps humain à tête animale
La divinité figurée sous la forme composite adopte le plus souvent un corps humain surmonté d'une tête animale. De plus, pratiquement toutes les divinités composites portent une longue perruque tripartite, deux parties des cheveux tombant sur le torse et une troisième partie dans le dos. Cette perruque sert de transition entre le corps humain et la tête animale. L'animal peut être un mammifère (taureau, vache, lion, chien, chacal, chat, panthère, hippopotame, animal Seth, bélier, lièvre), un oiseau (faucon, vautour, ibis), un reptilien (crocodile, serpent) voire un batracien (grenouille).

Dieux à têtes animales.
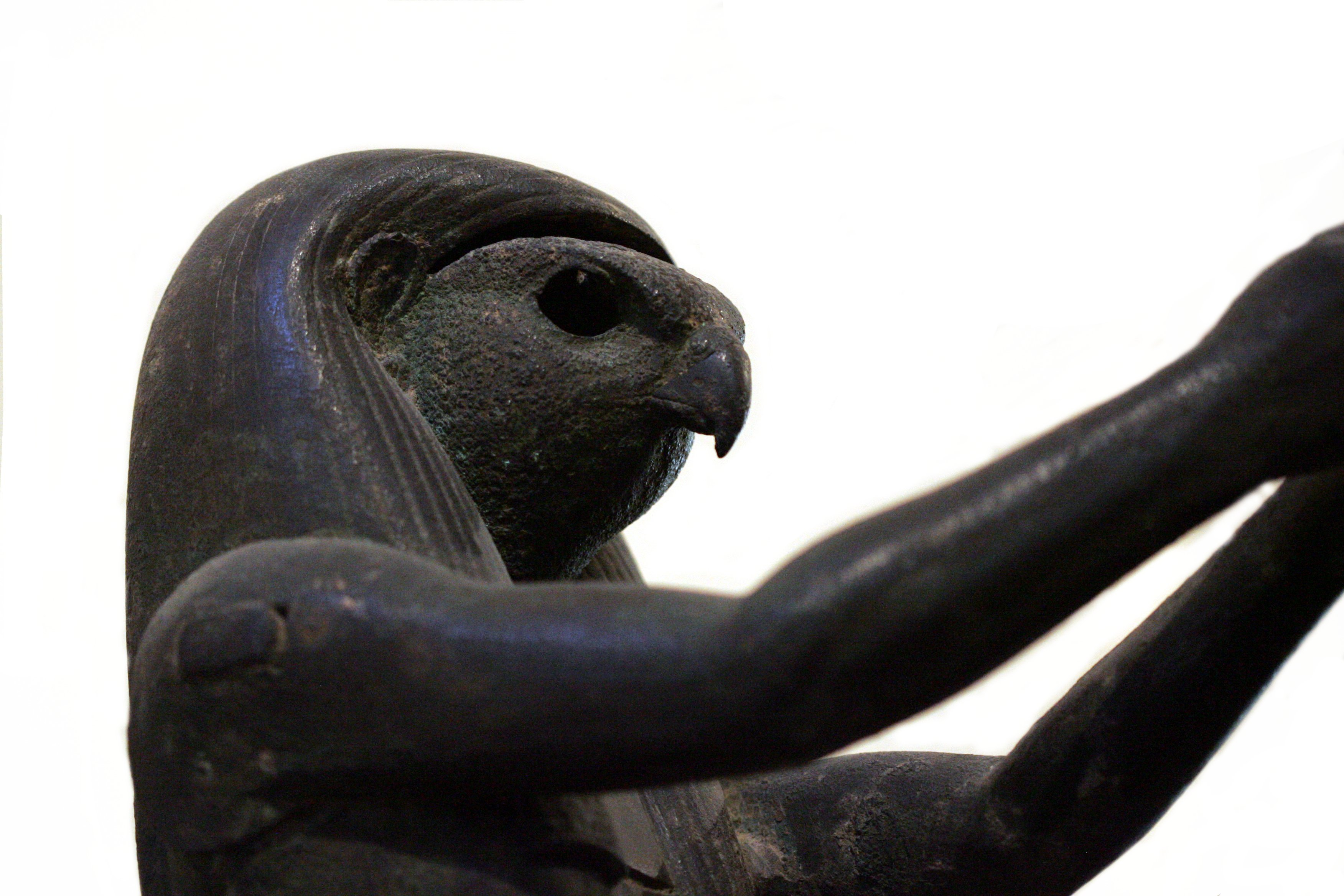
Tête d'Horus.
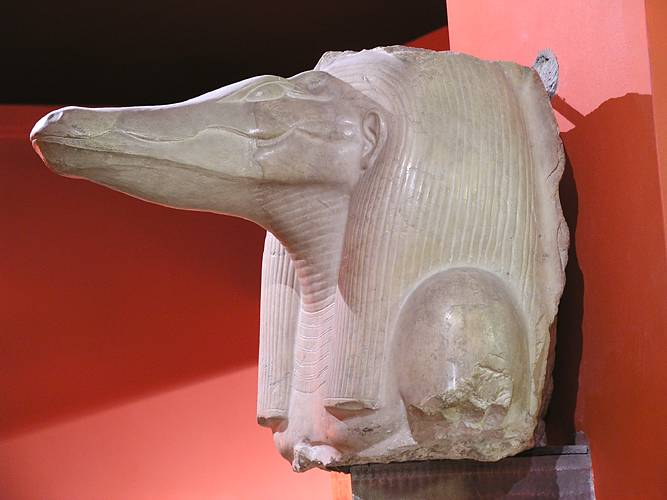
Tête de Sobek.
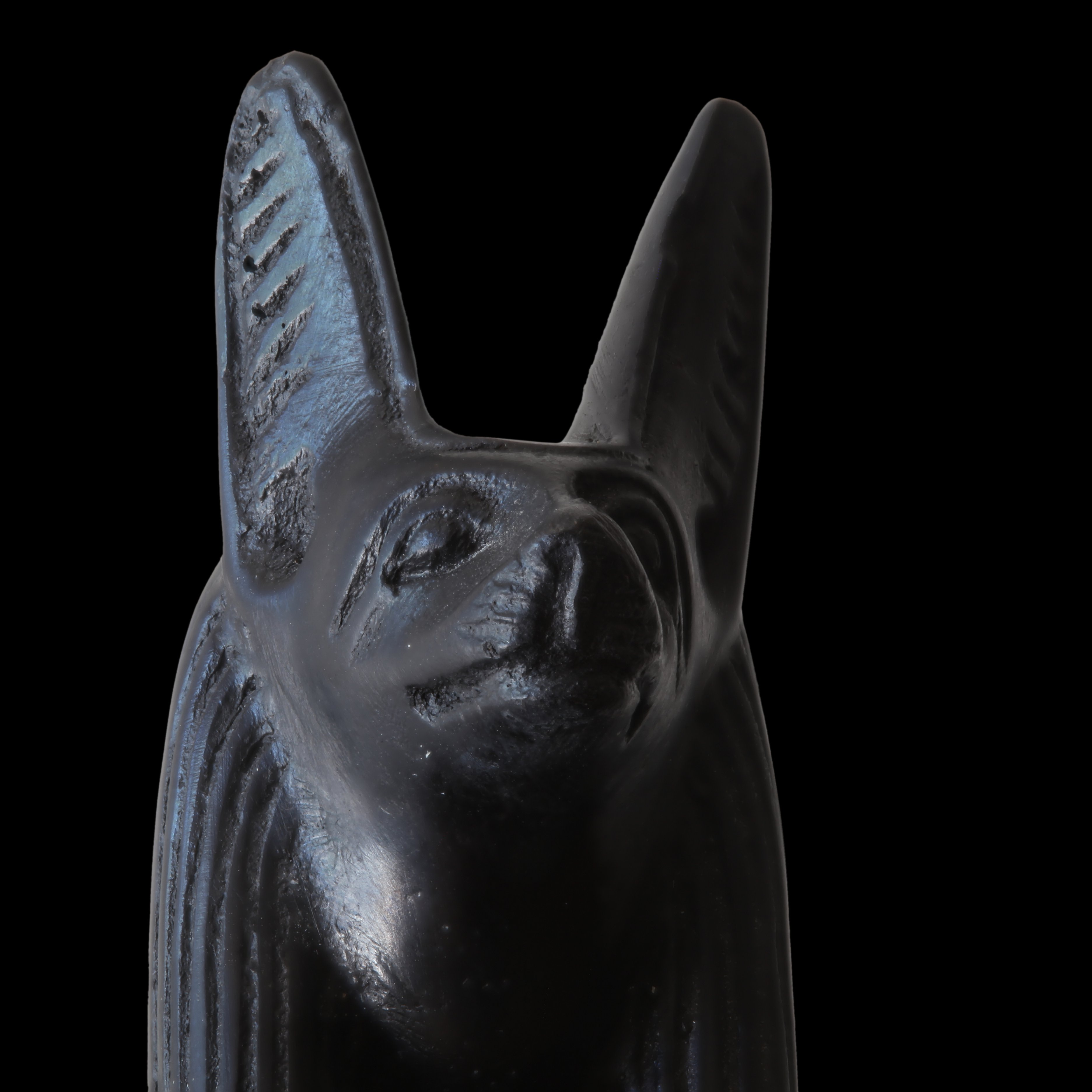
Tête d'Anubis.
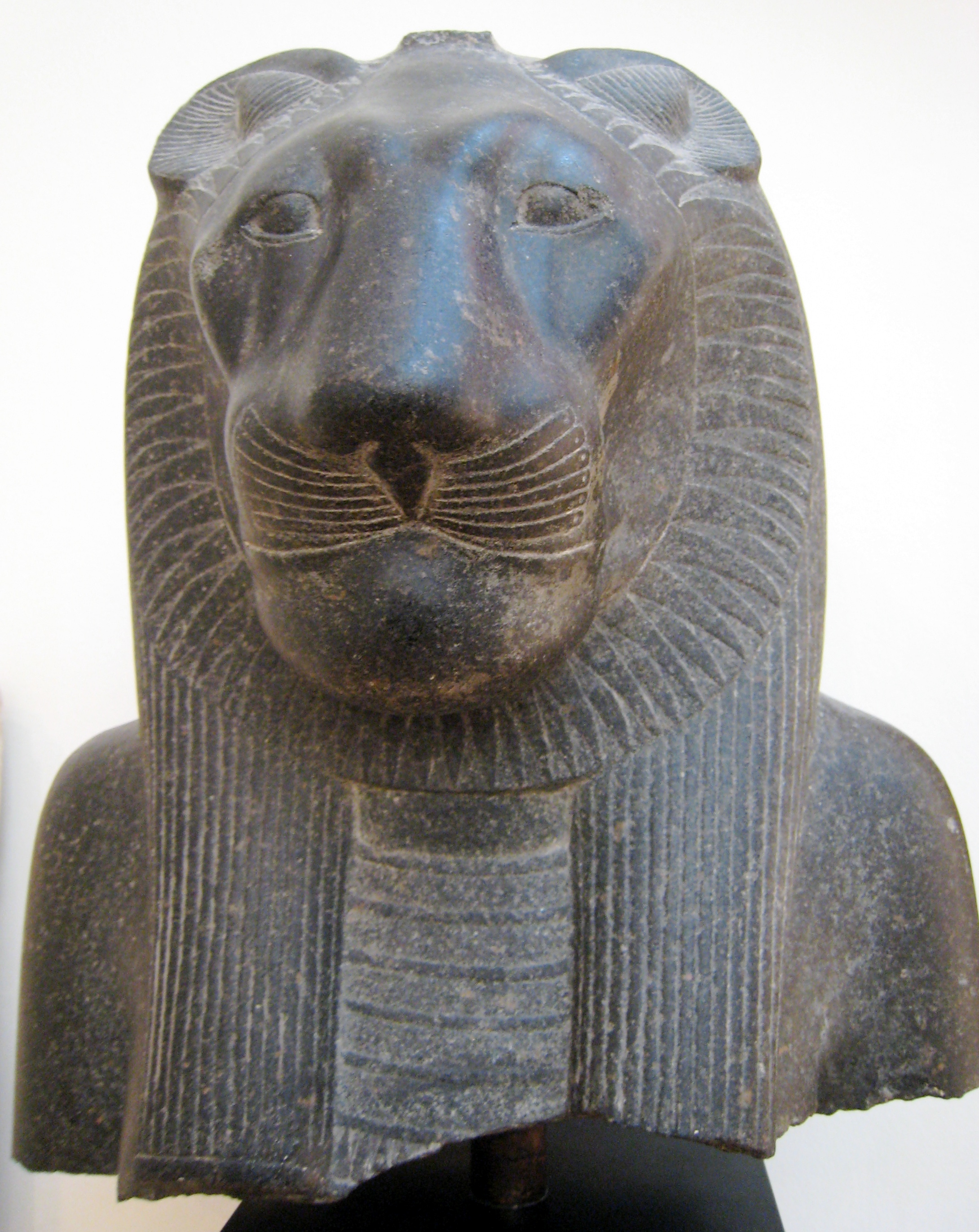
Tête de Sekhmet.

Ce système comporte pourtant quelques exceptions. La forme animale du dieu Khépri est le scarabée. Sa forme composite ne se limite pas à montrer la tête de l'insecte mais son corps entier, tel un visage. Le démon de la Douât « Celui qui enchaîne » est quant à lui représenté comme un homme avec deux boucles d'une corde en guise de tête mais sans perruque tripartite. La déesse Serket est entièrement figurée comme une femme, son animal la nèpe (punaise des étangs) étant placé au-dessus de la tête. Geb est un homme ayant son animal, le jars, au sommet de sa tête. Quant à la déesse Bastet, sa tête de chatte peut se trouver dépourvue de sa perruque tripartite.

Formes composites.
Khépri composite.
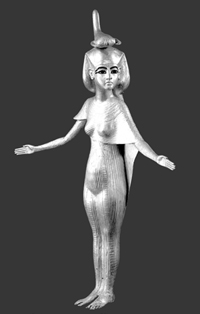
Serket composite.
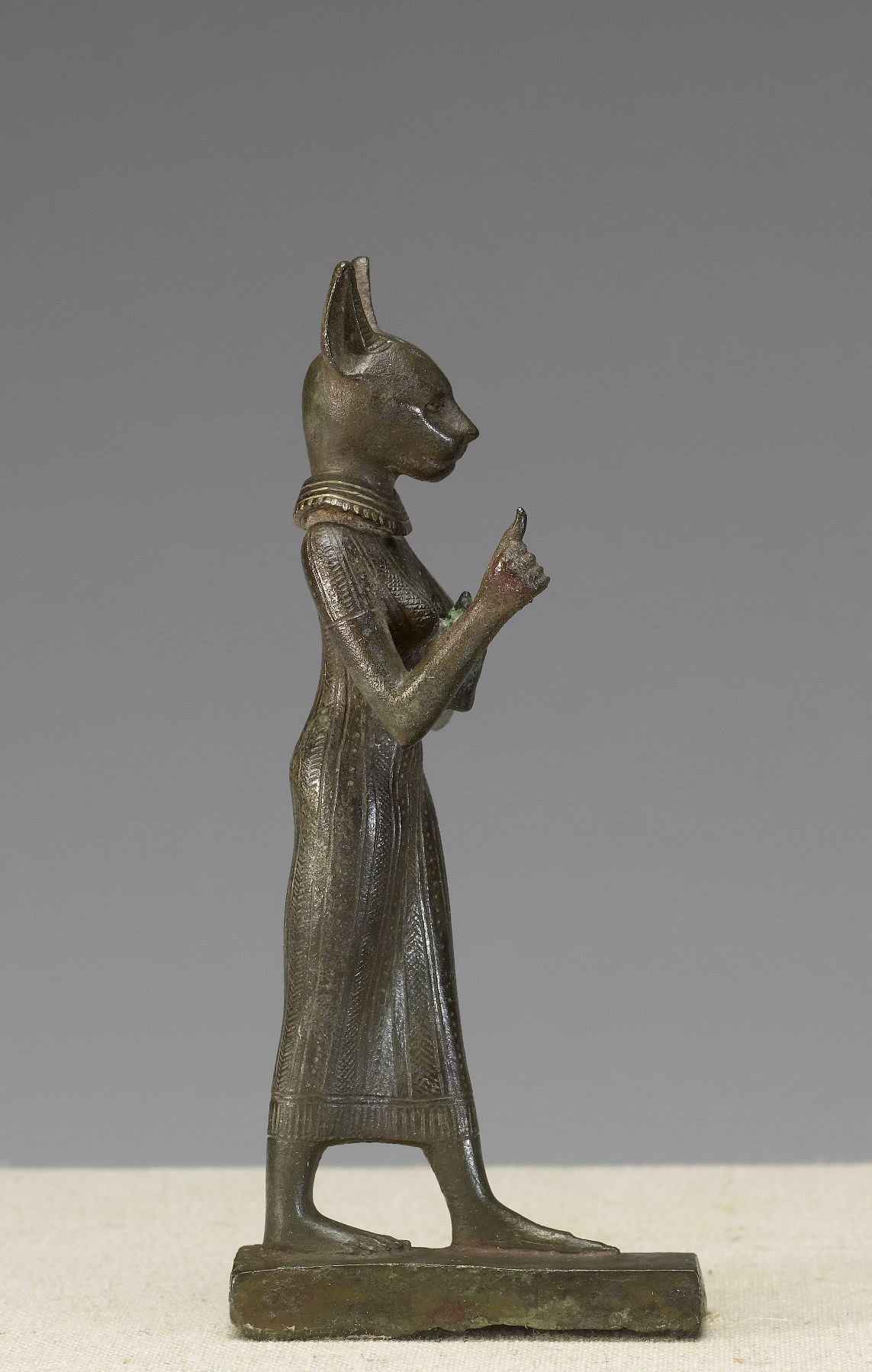
Bastet composite.

#### Corps animal à tête humaine
La forme composite fusionnant un corps animal et une tête humaine n'est pas la plus courante. Cette combinaison s'applique surtout dans les cas où l'humanité aspire à entrer dans le monde divin. L'exemple le plus connu est le sphinx égyptien ; corps de lion et tête humaine. Mais cette représentation renvoie plus vers le pharaon que vers une divinité en tant que telle. L'autre combinaison de ce genre s'applique pour l'âme-Ba, une des composantes de l'être selon les Anciens Égyptiens. Nous nous trouvons ici avec un corps d'oiseau avec une tête humaine. Certaines représentations montrent le Ba avec deux bras humains dans le geste d'adoration.

Divinités associant corps animal à tête humaine.
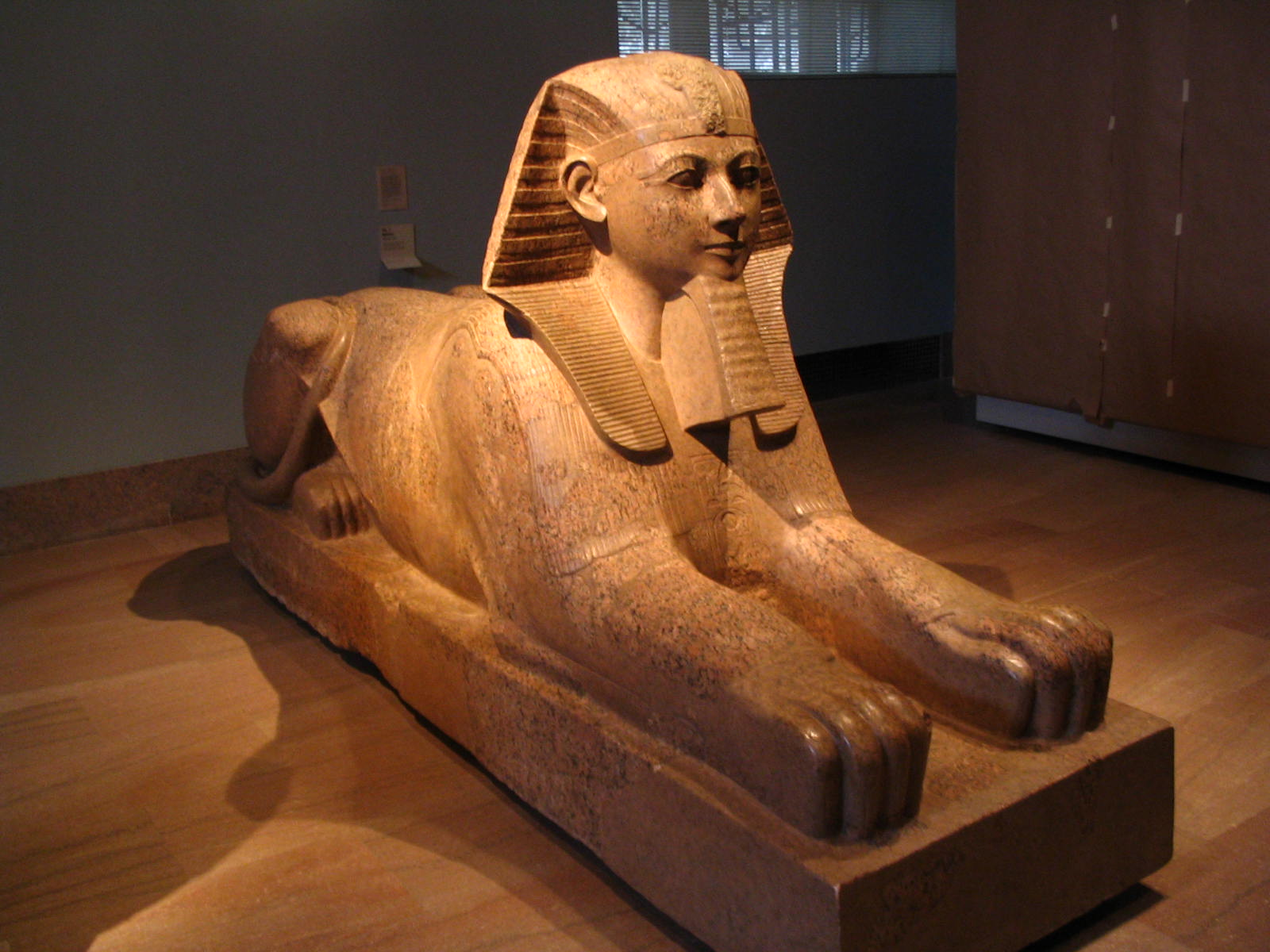
Sphinx d'Hatchepsout.
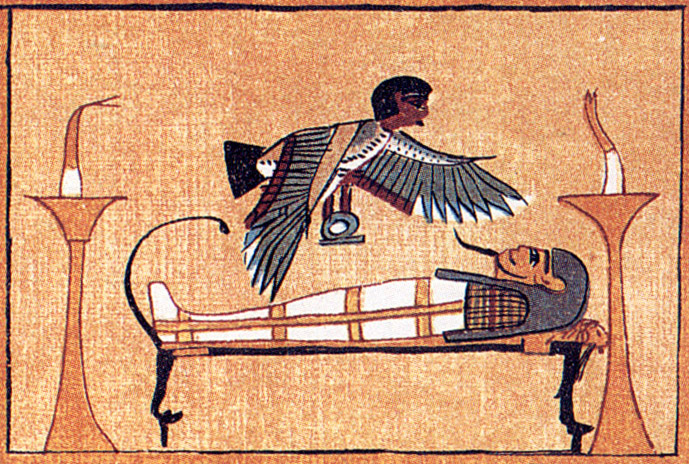
Âme-Ba volant au-dessus de sa momie.
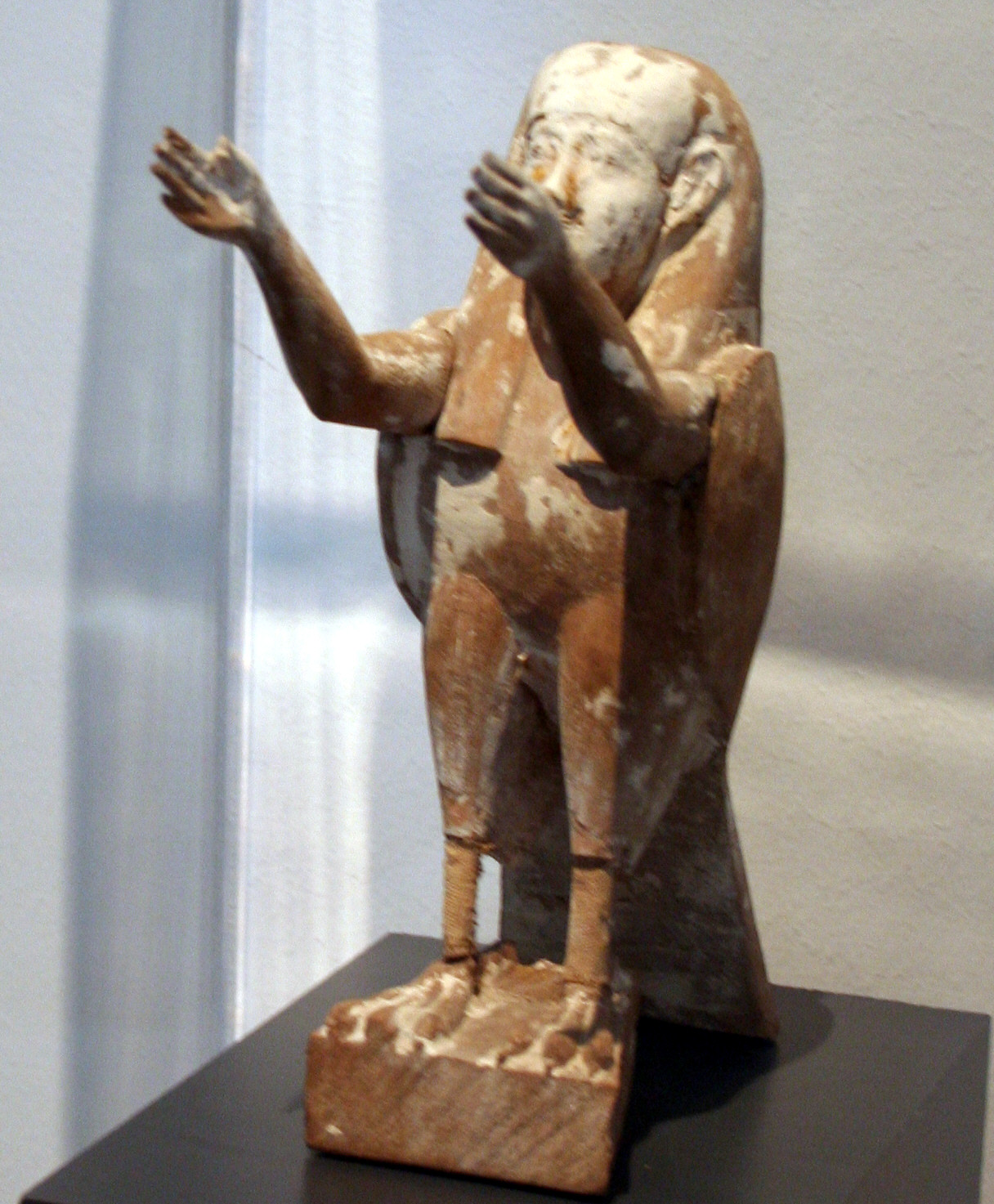
Âme-Ba en adoration.

#### Corps paniconique
Les divinités égyptiennes sont rarement figurées comme des êtres monstrueux. Les combinaisons de différents animaux entre eux ou les combinaisons qui mêlent le corps humain avec plusieurs animaux sont réservées à un cadre très limité de divinités liées au concept de la marginalité (limite civilisation / monde désertique ; naissance / mort). La figuration paniconique (ou panthée, ou syncrétique) est une addition de formes et de symboles, chaque partie étant vue comme une des nombreuses facettes du monde divin. La plus célèbre divinité paniconique est l'animal de Seth, qui combine plusieurs animaux évoluant dans le désert. Dans le tribunal d'Osiris, sous la balance de la pesée des cœurs est représentée une autre figure paniconique, Ammout la dévoreuse des impies, dont le corps est une hybridation de crocodile, de lion (ou léopard) et d'hippopotame.
Les ivoires magiques sont des objets plus particulièrement utilisés durant les Moyen et Nouvel Empires. Leur fonction est apotropaïque et tous visaient à éloigner le mauvais sort des femmes en couches. Fabriqués à partir de canines d'hippopotames, les ivoires se présentent comme des croissants d'à peu près cinquante centimètres de long sur cinq de large. De nombreuses divinités protectrices sont figurées incisées sur les deux tranches ; griffons à corps de lion et tête de faucon, Aha sous la forme de Bès, divinité léonine empoignant des serpents, hippopotames gravides, léopard à cou de serpent, cobras ailés à têtes humaines, etc.
Durant la Basse Époque et l'occupation romaine, dans le cadre des pratiques magiques, ces figurations se sont multipliées et complexifiées. Les dieux comme Bès ou Tithoès peuvent être vus comme le summum de cette hybridation ; addition d'ailes, de serpents sur les articulations (genoux, coudes, etc.), addition de couronnes.

Divinités monstrueuses paniconiques.
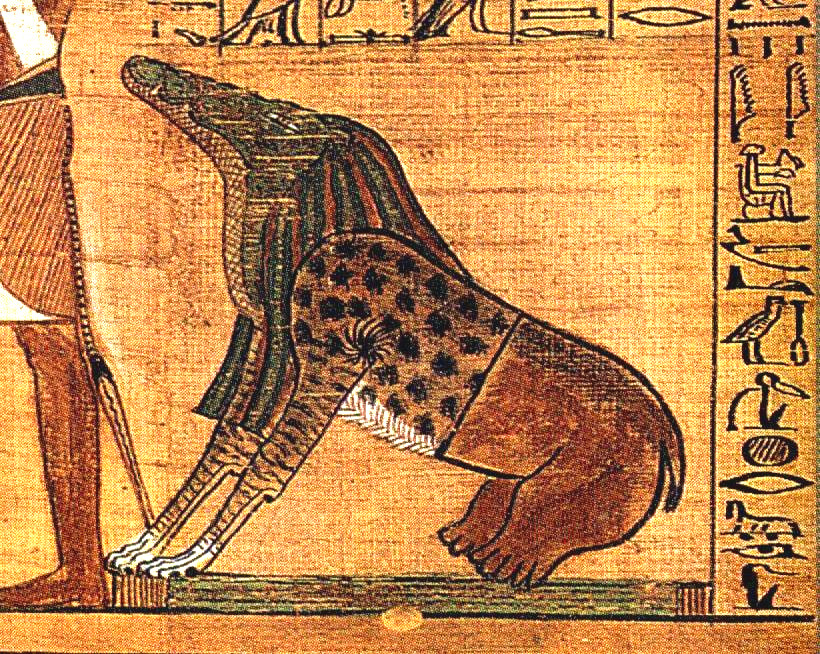
Ammout, la dévoreuse.
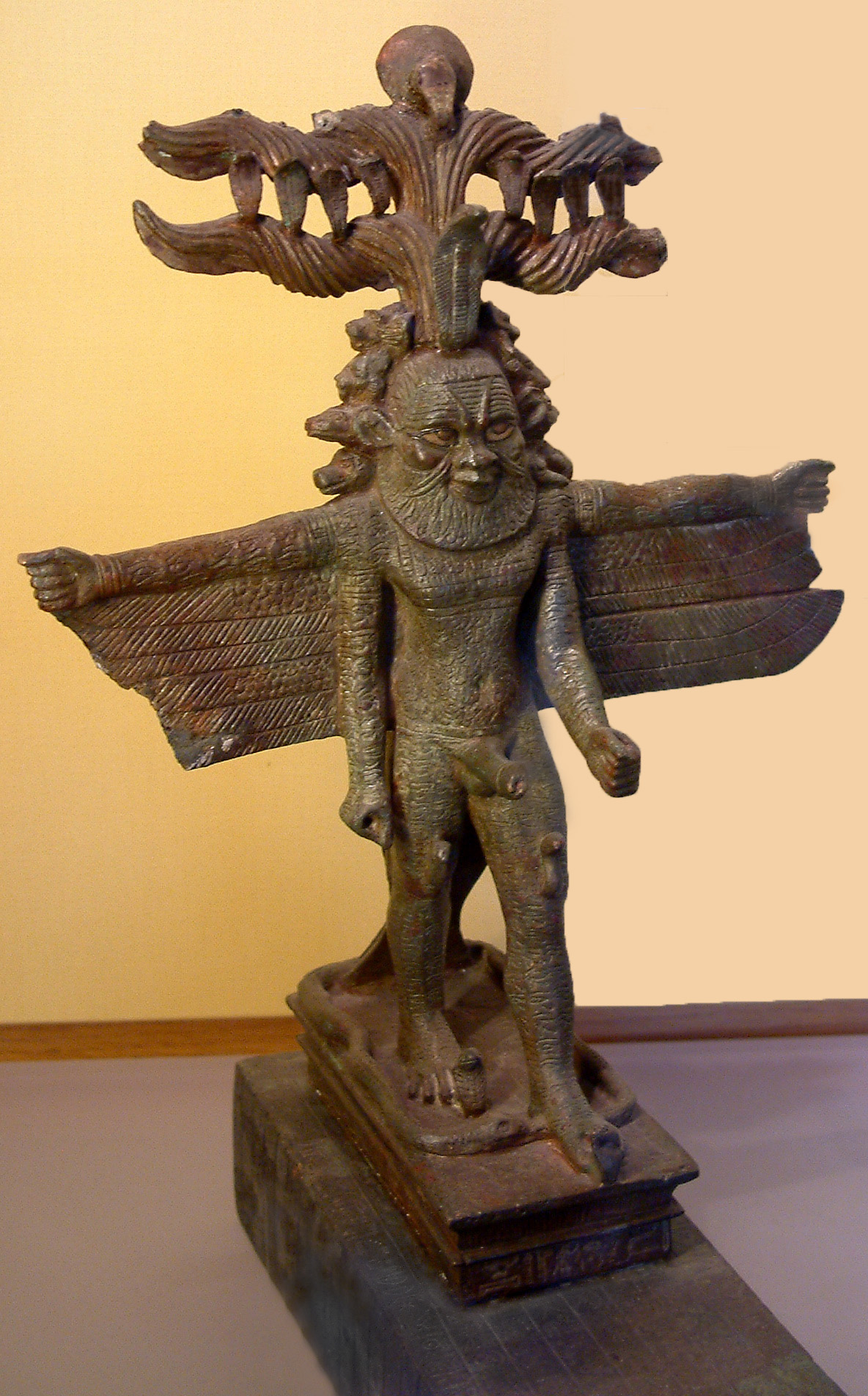
Bès paniconique.
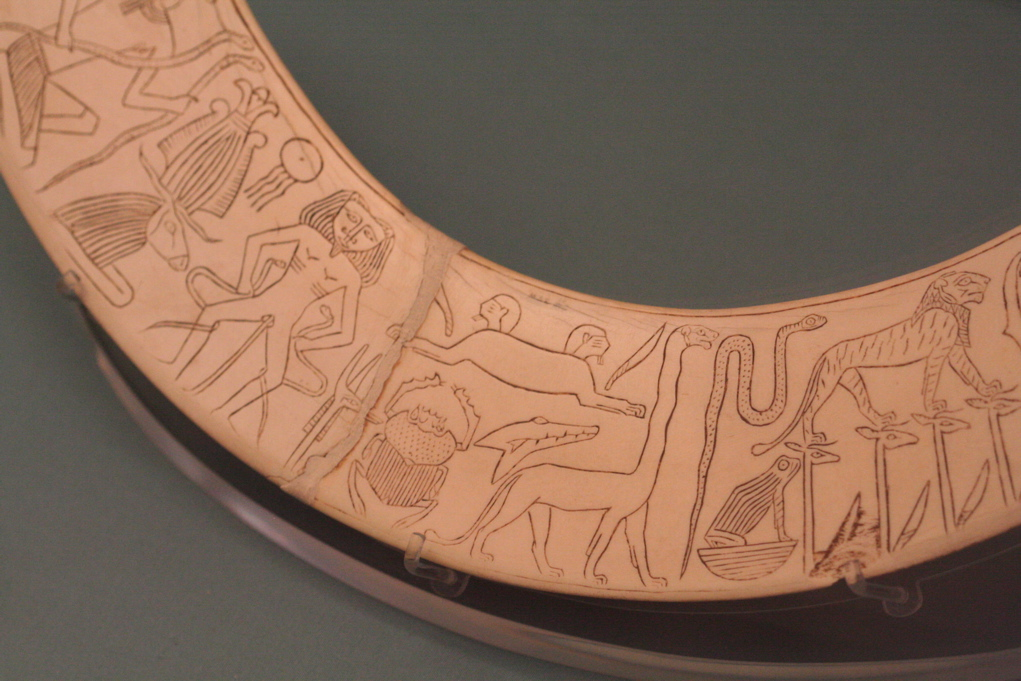
Divinités paniconiques sur un ivoire magique.
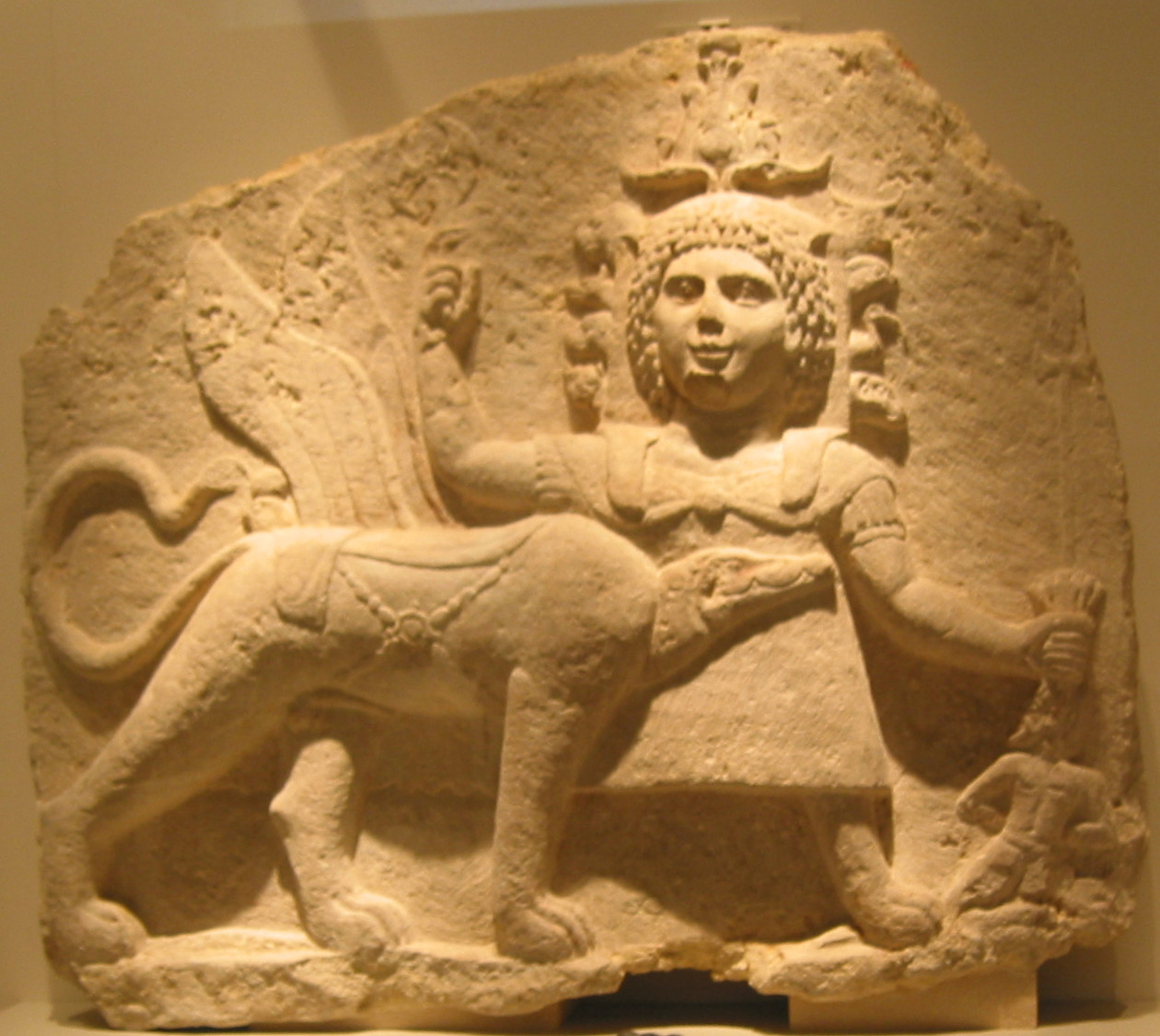
Le dieu paniconique Toutou (Tithoès).

### Attributs

#### Vêtements et nudité
Mis à part les dieux momiformes comme Min, Ptah, Khonsou, Sokar, Osiris et les quatre fils d'Horus, les divinités portent uniformément le même costume ; les vêtements ne permettent donc pas de distinguer un dieu d'un autre. Cependant la différence sexuelle est bien marquée, les illustrations ne mêlant pas les apparences masculine et féminine. L'exception la plus notable à cette règle concerne la déesse Mout ithyphallique des vignettes du chapitre 164 du Livre des Morts. Le vêtement des divinités masculines est resté le même tout le long de l'histoire de l'Égypte antique. Sa forme fut fixée sous la IIe dynastie et il consiste en un pagne court. Le torse peut être nu ou recouvert d'une tunique à bretelles. Les divinités féminines portent une longue robe maintenue par des bretelles, très cintrée, les seins nus. Les divinités adoptent toujours l'attitude de la marche, une jambe en avant, mais ne portent pas de sandales. La nudité complète ne s'applique qu'aux divinités enfants comme Harpocrate (Horus enfant) ou Néfertoum (jeune soleil). La nudité s'applique aussi à la déesse Nout mais seulement quand elle est figurée comme la voûte céleste.

Divinités nues.
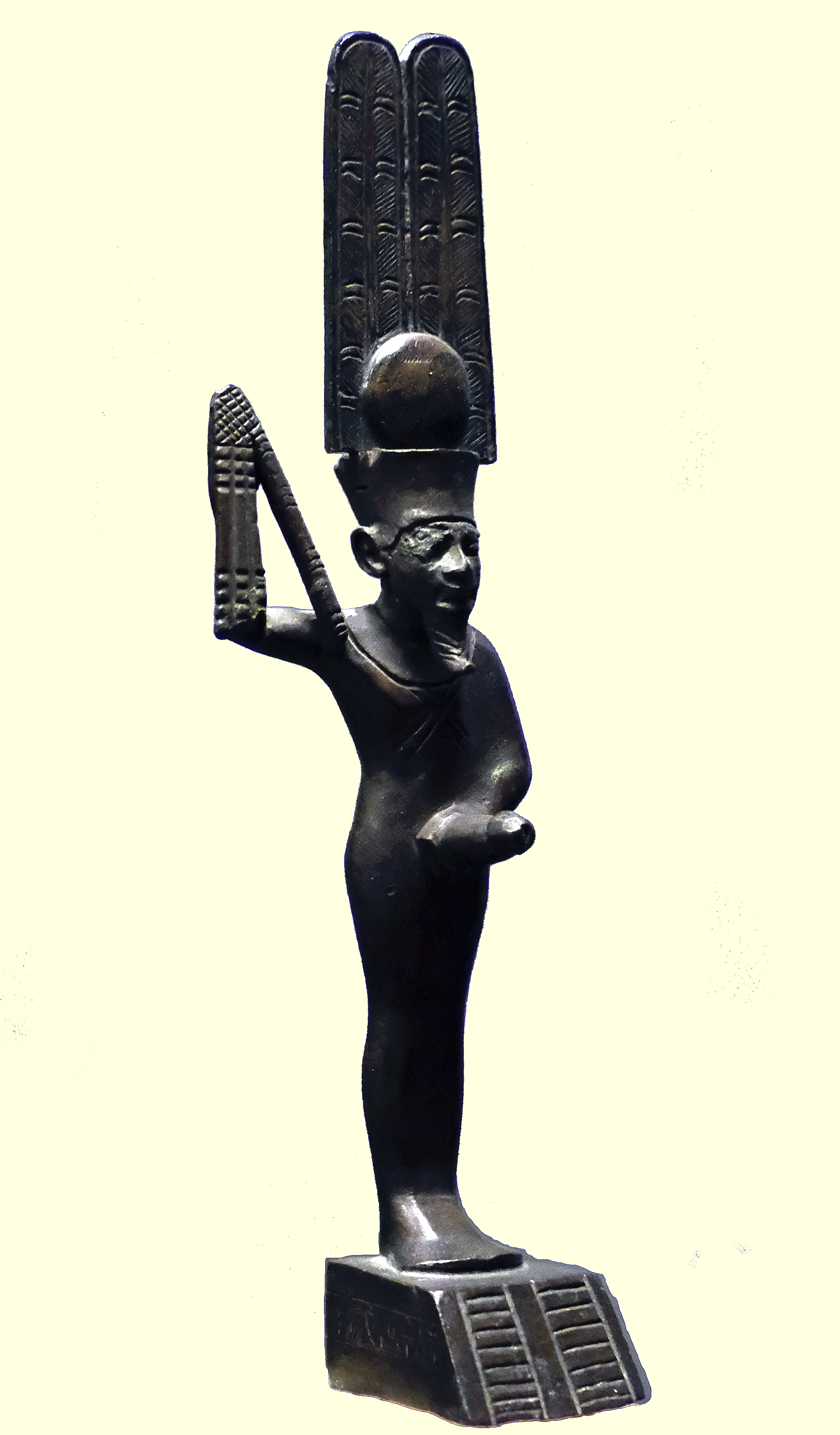
Dieu Min (Musée du Louvre).
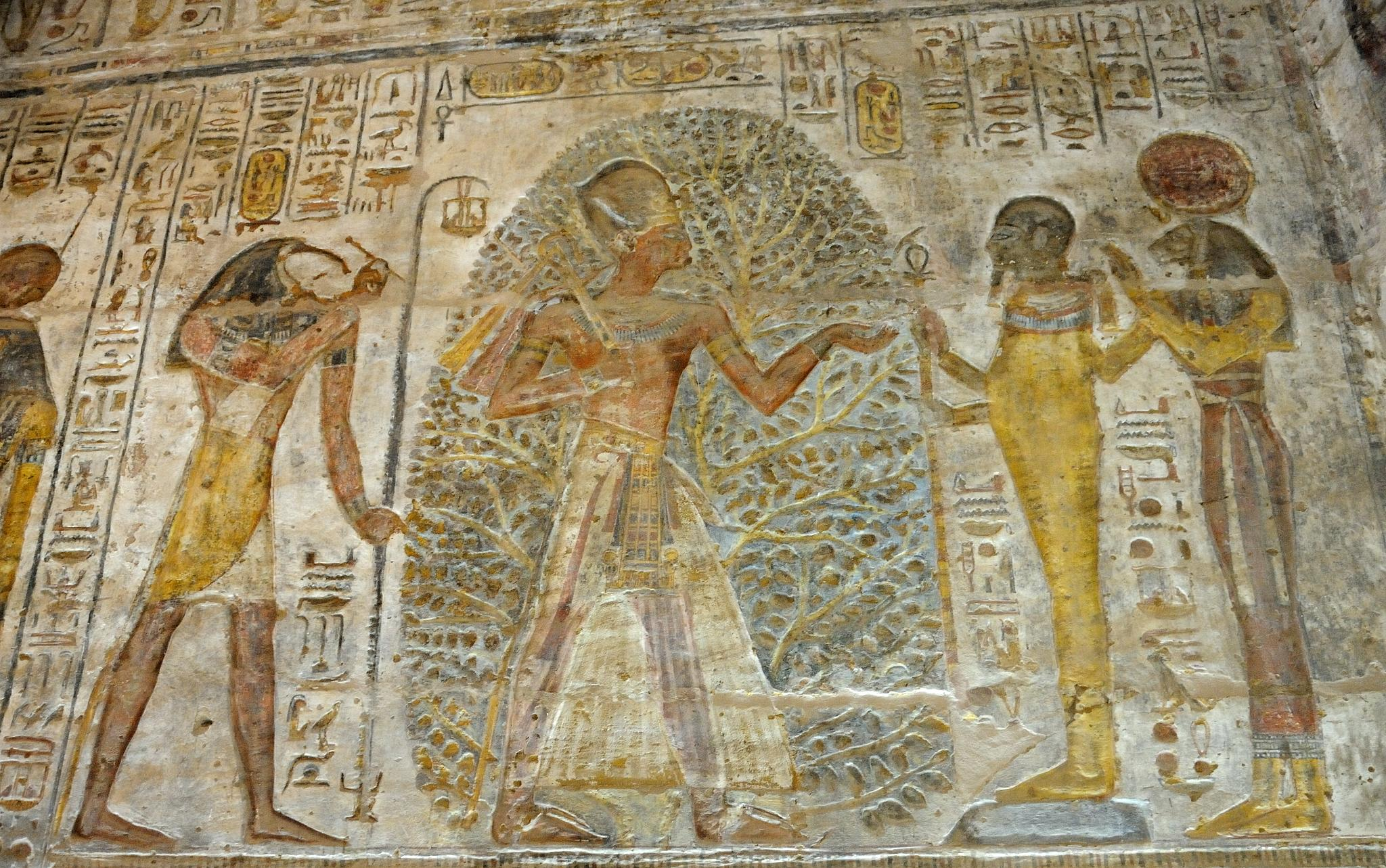
Ramsès II entouré par Thot, Ptah et Sekhmet.
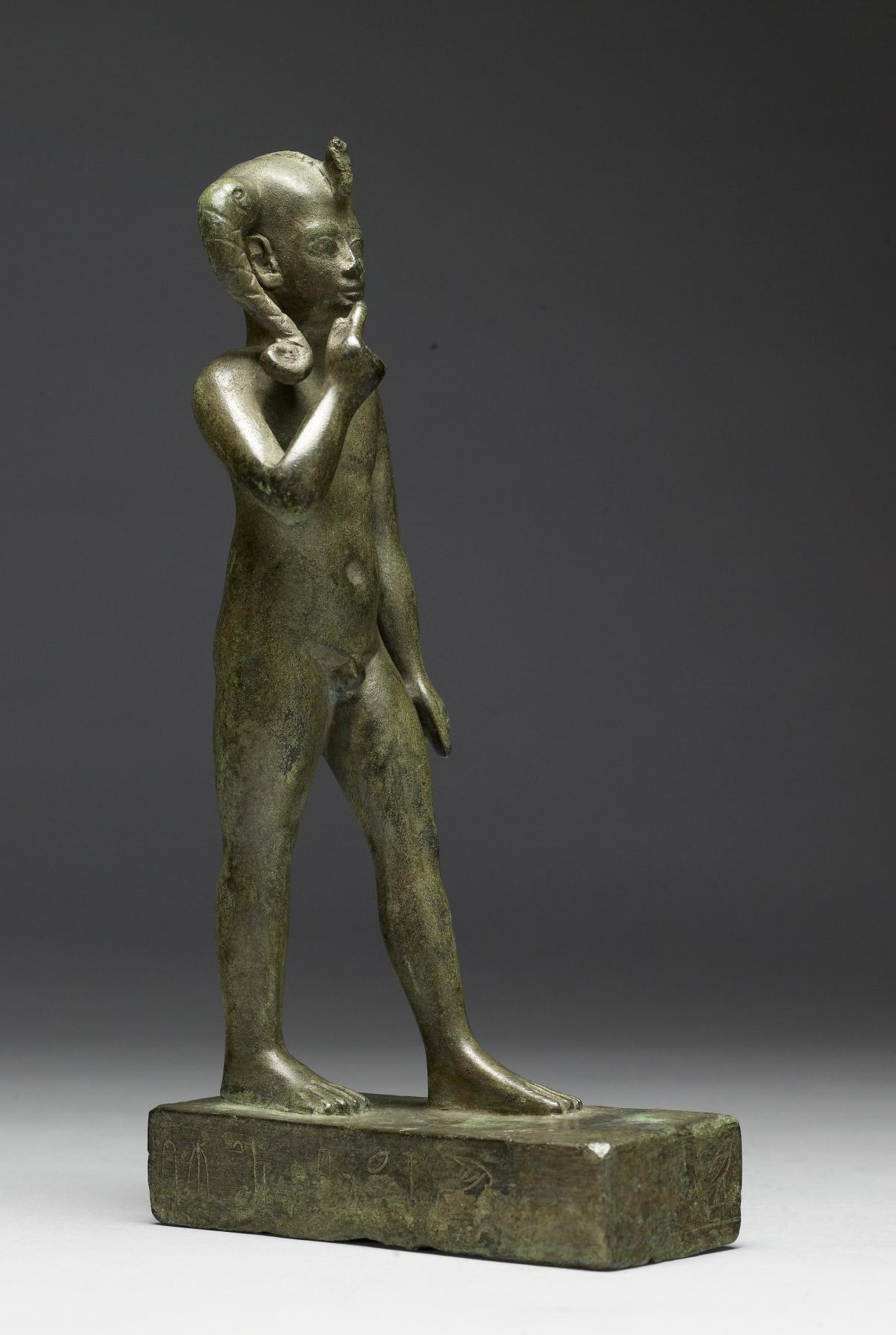
Harpocrate nu.
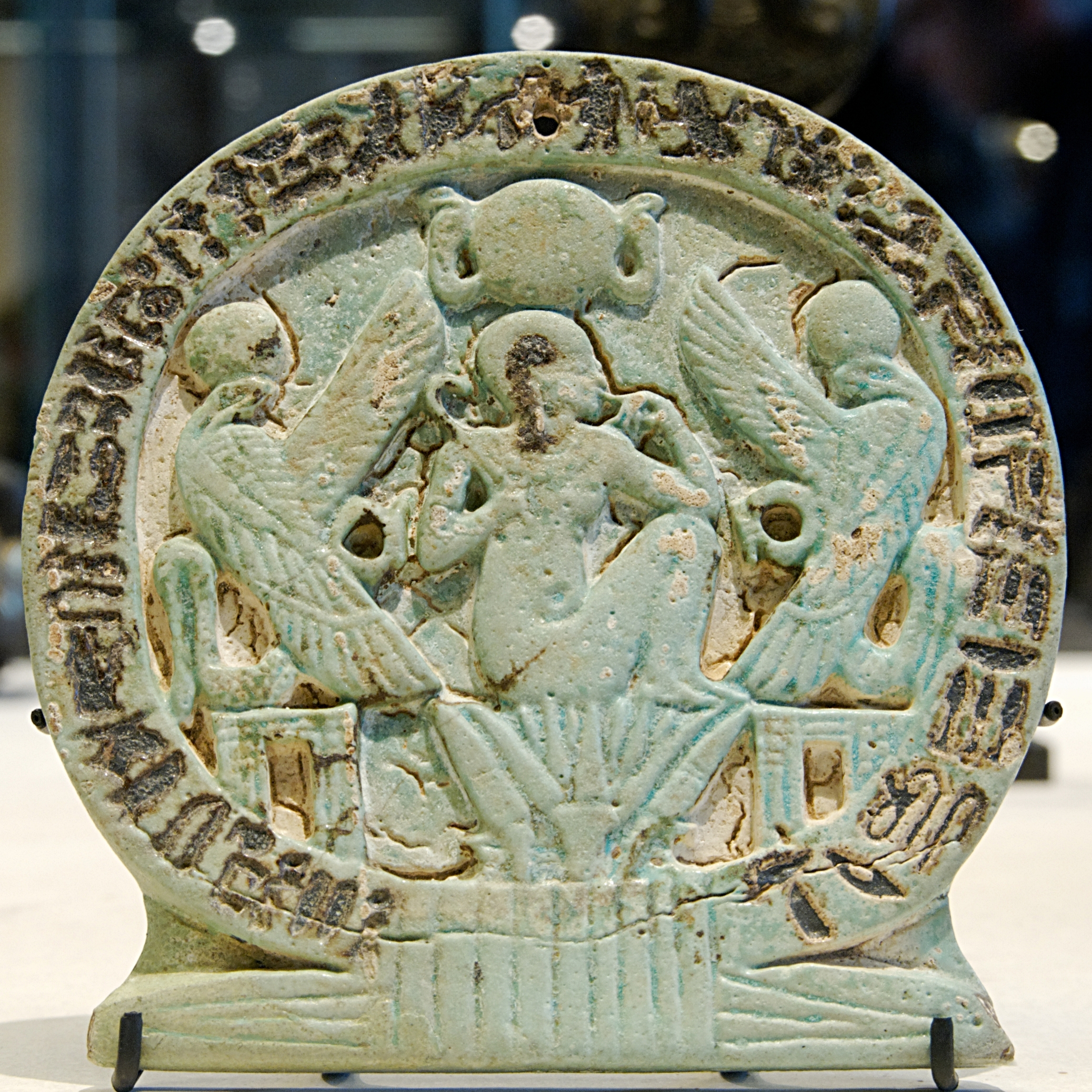
Néfertoum surgissant d'une fleur de lotus.

#### Couronnes
Tout comme le vêtement, la couronne n'est pas vraiment un signe distinctif ; aucune couronne n'étant réservée à un dieu en particulier. Les éléments de ces regalia rappellent la nature de ceux qui les portent ; hautes plumes, disque solaire, cornes de bovin ou d'ovin. À partir du Nouvel Empire, les couronnes se complexifient, se mêlent et fusionnent entre elles. Les couronnes des dieux principaux restent cependant stables : le bonnet de Ptah, l'atef d'Osiris ou les plumes d'Amon.

Dieux couronnés.
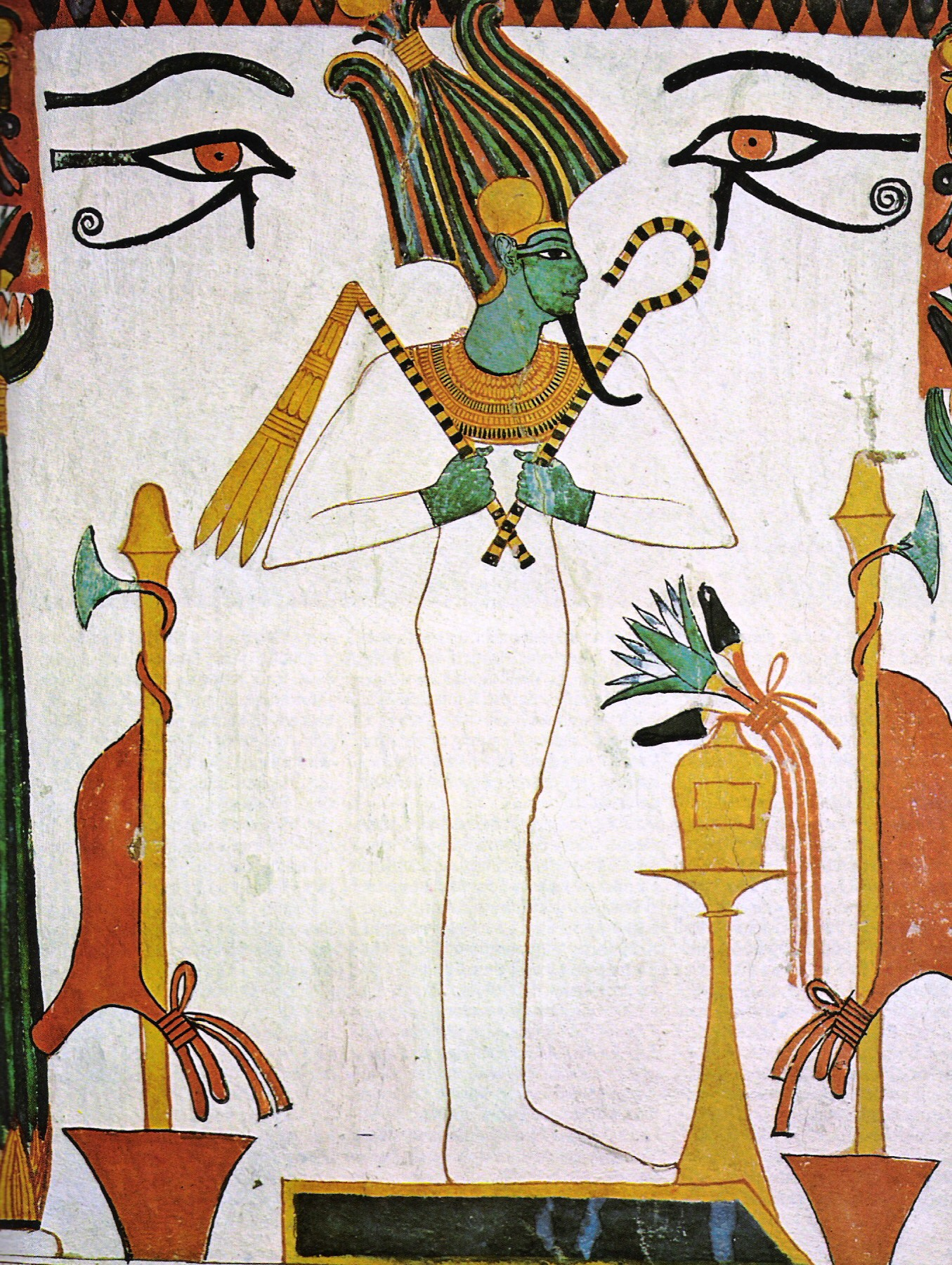
Osiris couronné de l'Atef.
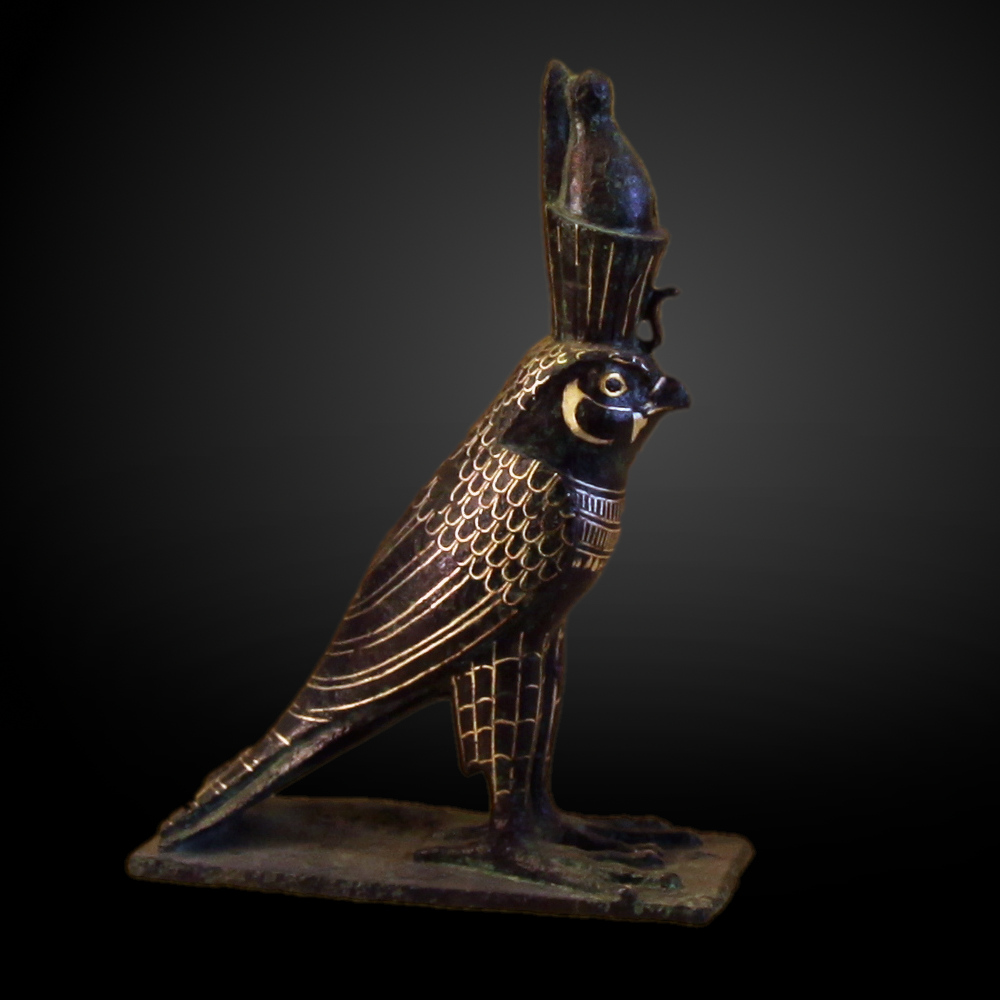
Horus couronné du Pschent.
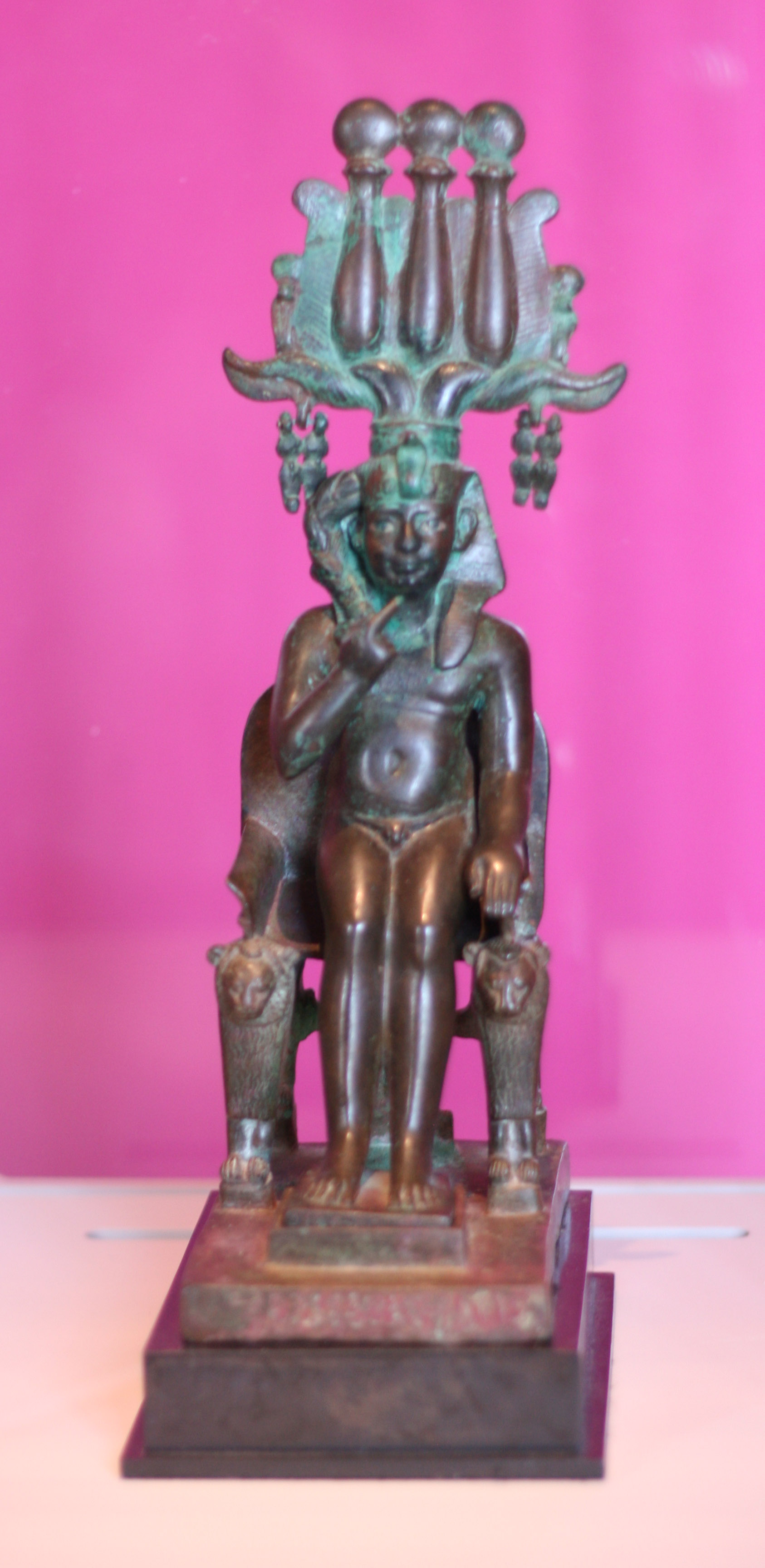
Somtous coiffé du Hemhem.
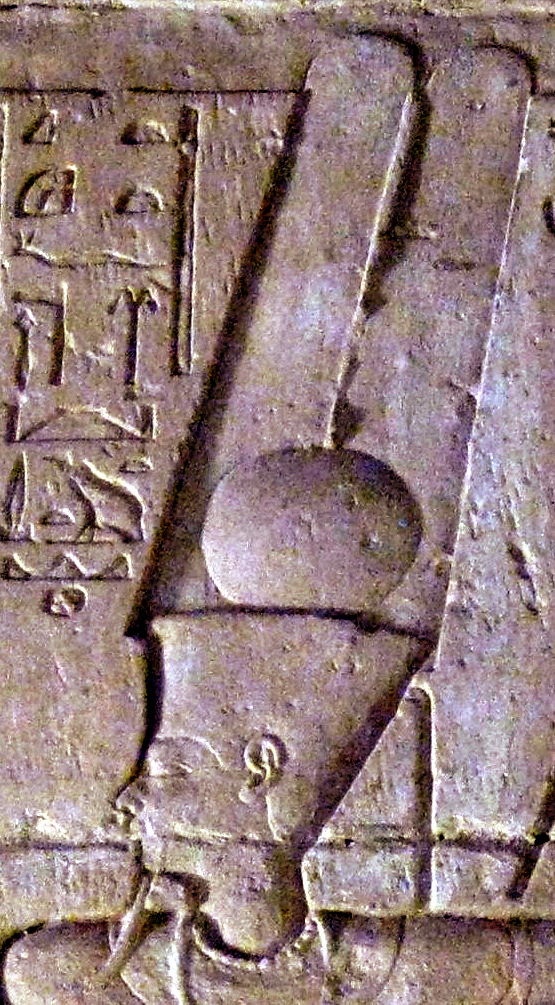
Les deux plumes de la couronne d'Amon-Rê

## Panthéon

### Dieux locaux
L'Égypte antique a été subdivisée en une quarantaine de nomes, communément appelés districts. Au cours de l'histoire, leur nombre et leurs frontières ont varié. Sous les Ptolémées, en accord avec d'antiques traditions, on considère le royaume comme un Double-Pays divisé en quarante-deux nomes ; vingt-deux pour la Haute-Égypte et vingt pour la Basse-Égypte. Le pouvoir pharaonique a plus ou moins bien contrôlé ces districts au cours de l'histoire. Les élites régionales ou nomarques ont été soit de loyaux fonctionnaires royaux soit des potentats plus ou moins autonomes.
Les nomes ont été la base d'une cartographie sacrée ; le découpage du Double-Pays résultant de la volonté du Dieu créateur. Chaque nome a disposé de son emblème constitué par un pavois sur lequel était juché la représentation d'un fétiche, manifestation visible de la divinité locale. Les multiples croyances issues des temps préhistoriques furent continuellement réinterprétées et réorganisées au sein des temples des grandes métropoles, chaque nome disposant d'une grande divinité locale : Khnoum à Éléphantine, Amon à Thèbes par exemple. Les spéculations théologiques ont aussi abouti à ce que chaque dieu local dispose d'une divinité parèdre, d'une relique osirienne, d'un ou de plusieurs arbres sacrés, mais aussi de lieux et de fêtes sacrés. Les fétiches sur les pavois emblématiques peuvent être considérés comme les plus anciennes divinités des nomes, les témoins des plus anciens cultes. Le plus grand nombre de ces dieux-fétiches a lentement disparu des traditions religieuses, leur souvenir s'effaçant peu à peu. À Dendérah, le crocodile Iq s'est effacé devant Hathor, à Héracléopolis l'arbre Nâret cède devant Hérishef, à Athribis le taureau noir Kemour s'associe à Khentykhety, à Edfou le faucon des origines a été réinterprété comme étant le dieu Horus. Ce n'est qu'à partir de la Basse Époque que les mythes, panthéons et interdits locaux furent systématisés. On dispose ainsi pour le XVIIe nome de Haute-Égypte d'une monographie religieuse centrée autour du dieu Anubis. Ce texte rédigé à l'époque ptolémaïque est actuellement conservé par le Musée du Louvre et connu sous le nom de « Papyrus Jumilhac ».
Mais on ne peut pas limiter l'histoire de la religion locale égyptienne à une simple addition de zones géographiques, chacune ayant eu sa propre histoire. Dans les premiers temps, cette classification locale n'a pas joué un grand rôle. Quand certains cultes locaux apparaissent, leurs divinités ne sont pas provinciales mais déjà nationales. Dès son apparition, Osiris est très largement diffusé et on ne peut réduire ses origines à une simple divinité locale adorée par une poignée de nomades à Busiris dans le delta du Nil. Il en va de même pour des divinités comme Rê, Ptah ou Khnoum. Durant l'Ancien Empire, la topographie locale ne tient pas un grand rôle. Les dieux ne semblent pas liés à un point donné du territoire. Le clergé des dieux locaux ne se constitue que vers la fin de la Ve dynastie. Les grands temples locaux ne font leur apparition que sous les Moyen et Nouvel Empires.

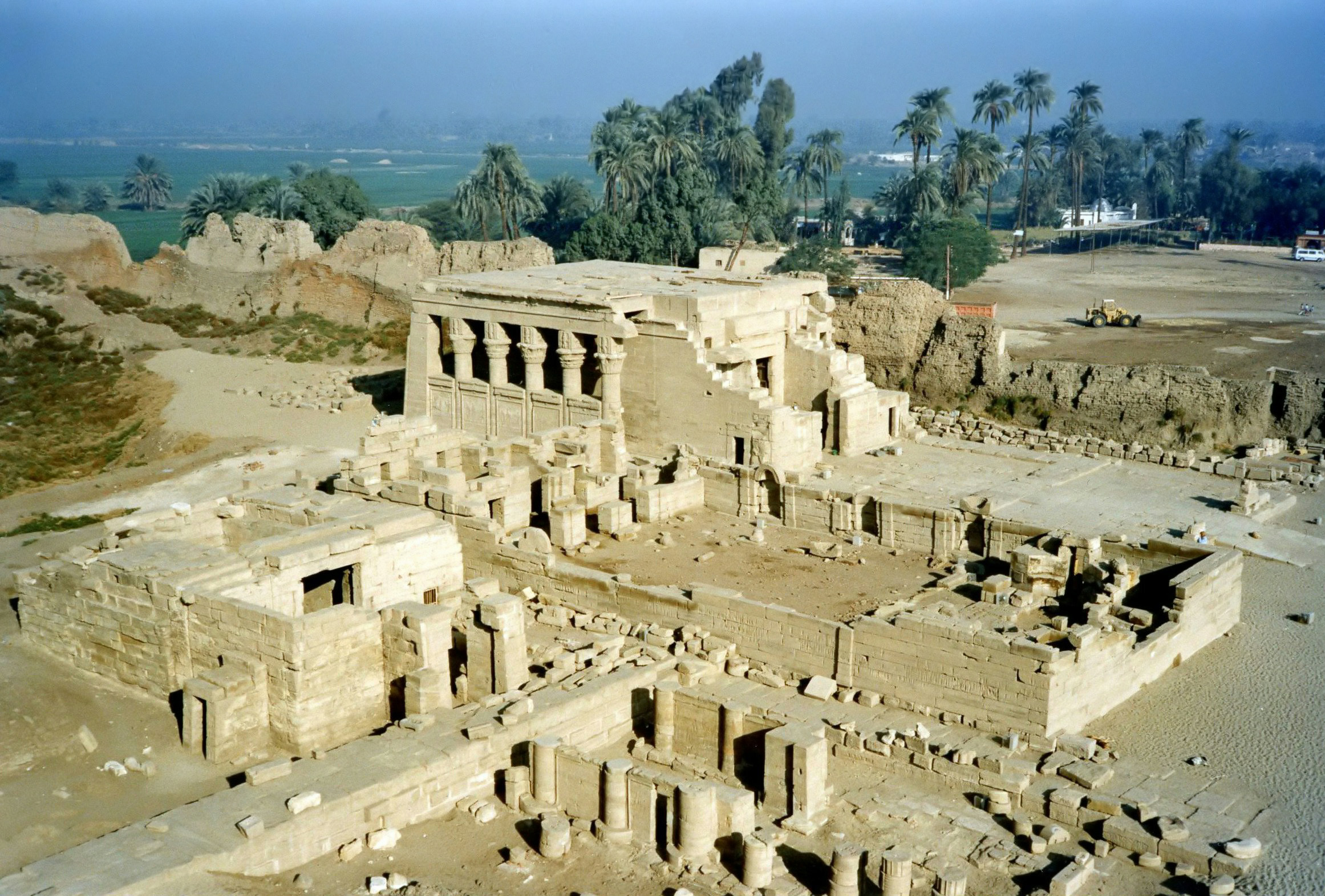
Temple d'Hathor à Dendérah.
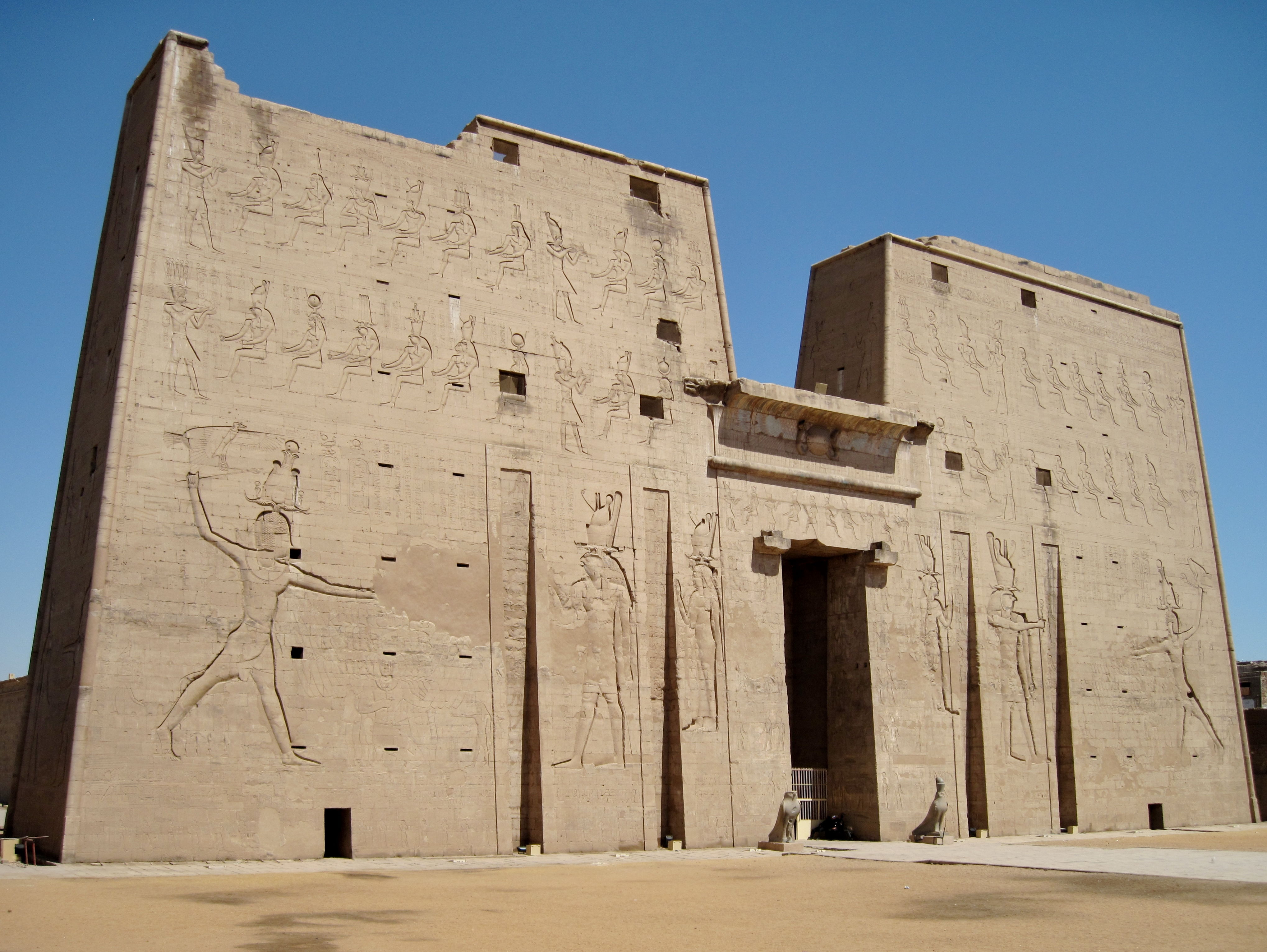
Temple d'Horus à Edfou.
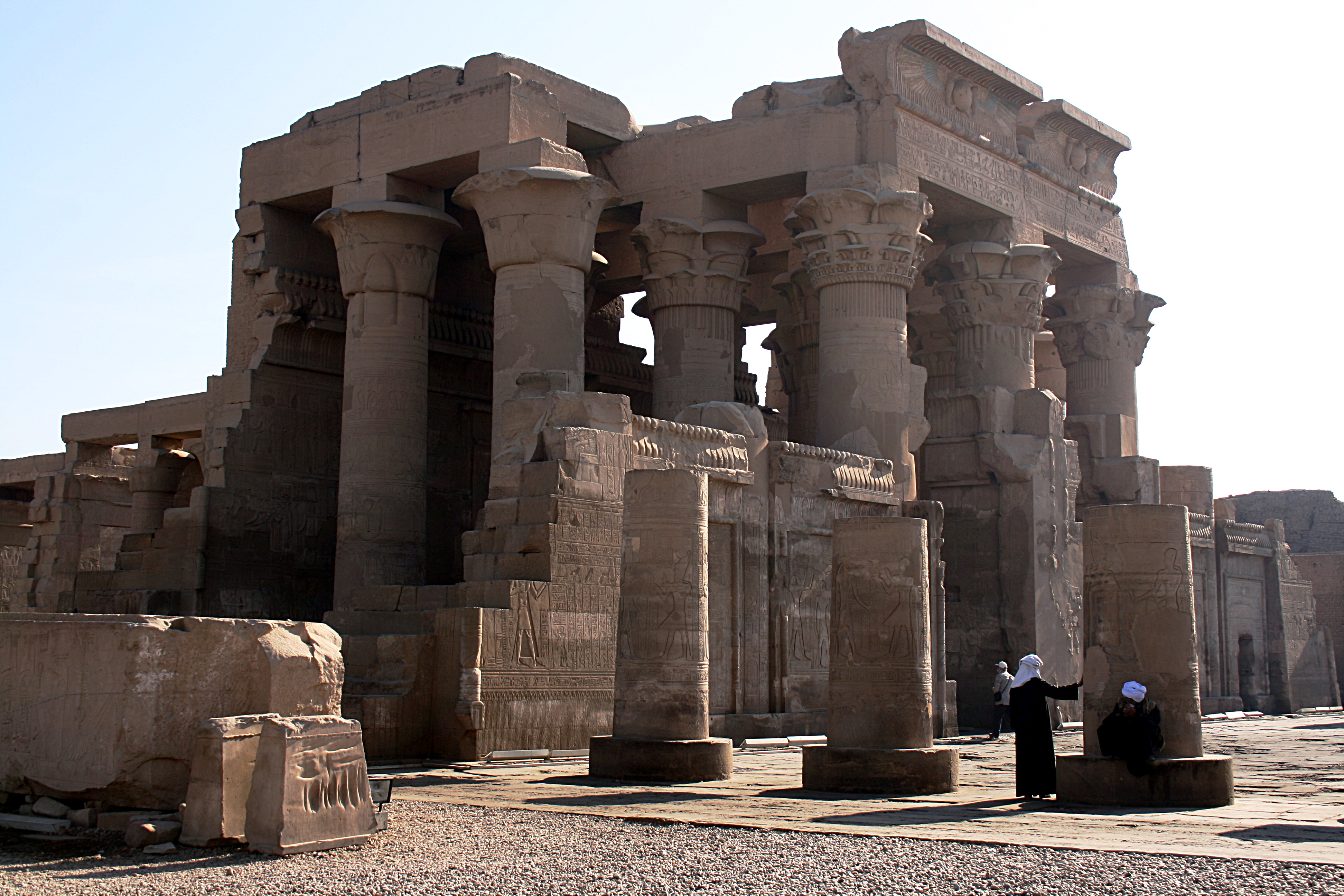
Temple de Sobek et de Haroëris à Kôm Ombo.
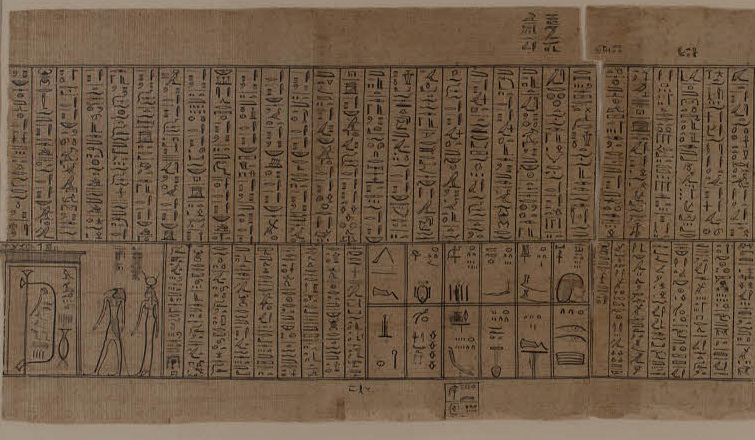
Papyrus Jumilhac. Époque gréco-romaine. Musée du Louvre.

### Triades

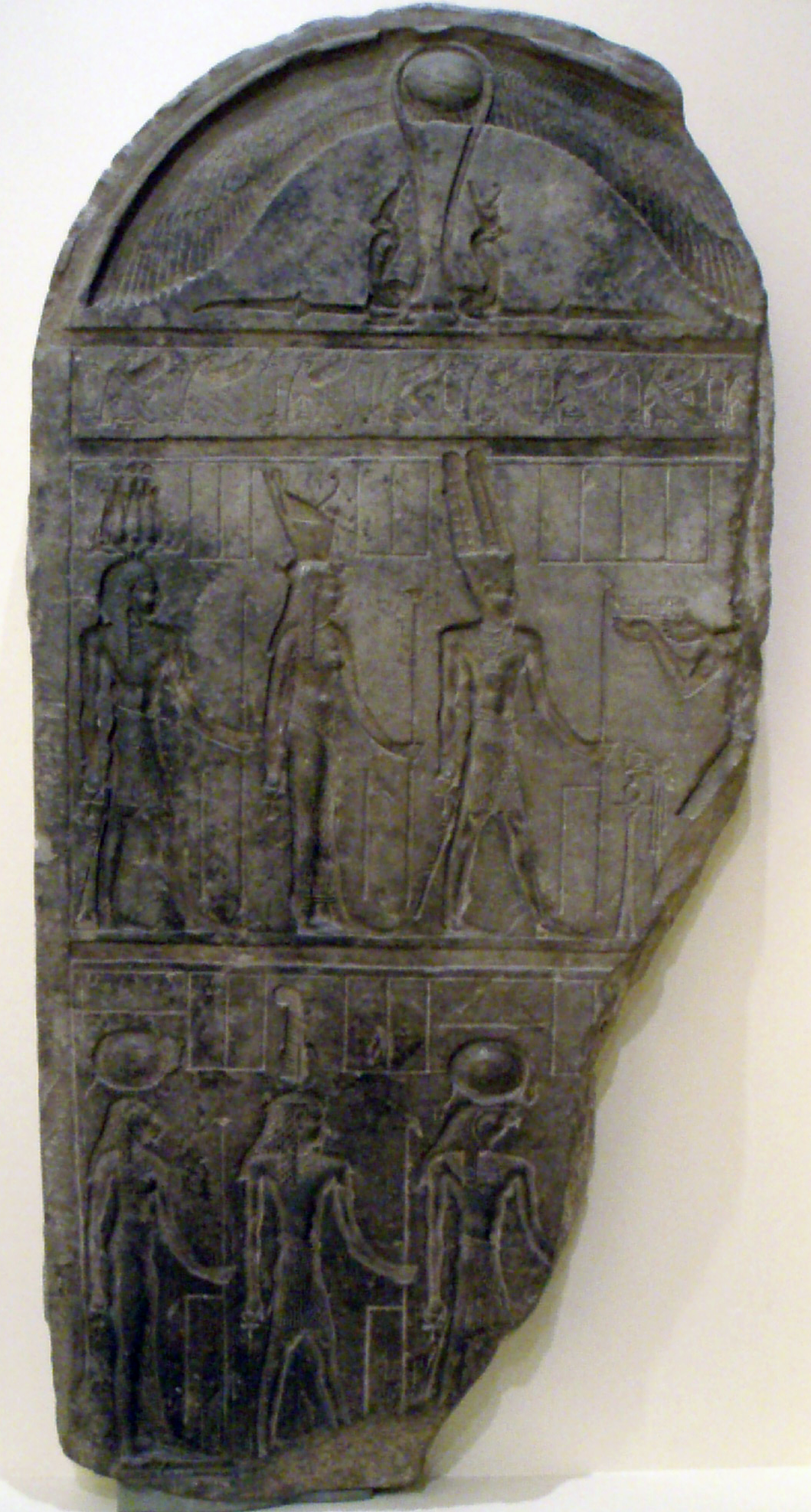
Pharaon honorant la triade de Thèbes (registre du haut), le registre du bas représentant la triade héliopolitaine (Rê, Shou et Tefnout). Stèle ptolémaïque. Royal Ontario Museum.

Le couple divin avec sa dualité sexuelle est la configuration divine la plus répandue ;  Osiris et Isis étant perçu comme le couple par excellence. Les Textes des pyramides mettent déjà en scène le martyre d'Osiris et les lamentations d'Isis sa sœur-épouse. Dès cette époque, leur fils, le dieu Horus combat Seth pour venger l'assassinat de son père. À partir du Nouvel Empire, il se produit dans toute l'Égypte un effort de systématisation des relations divines. La base de cette réflexion est la triade formée par Osiris et Isis, père et mère d'Horus le dieu enfant. Chaque théologie locale réunit trois divinités complémentaires entre elles. La triade résume symboliquement le cycle du renouvellement des forces vitales à l'œuvre dans l'univers. Le plus souvent le dieu-enfant est la forme jeune du dieu-père.
À Memphis, les divinités Ptah et Sekhmet ont d'abord été vénérées séparément. Mais la deuxième devient la parèdre du premier, et Néfertoum leur est adjoint comme dieu-enfant. À Thèbes, sous la XVIIIe dynastie, le dieu Amon est rapproché de la déesse Mout et le dieu Khonsou devient leur rejeton. Le plus souvent, l'enfant de la triade est un dieu masculin mais il est possible de rencontrer des triades avec un rejeton féminin comme à Éléphantine où le couple Khnoum et Satis ont été considérés comme les parents de la déesse Anoukis.
À Esna, le même Khnoum est mis en couple avec la déesse Nebètou (forme favorable de la lionne Menhyt) avec le dieu Heka pour enfant. À Médamoud, Montou le faucon belliqueux a été vu comme le compagnon de Râttaouy la forme féminine de Rê et comme le père de Harparê « Horus le Soleil ». À Edfou, les divinités Horus et Hathor sont les parents de Harsomtous.

### Ennéades
La classification théologique la plus importante est l'Ennéade. Le terme en égyptien ancien est pesedjet forgé sur pesedj désignation du nombre cardinal neuf. L'ennéade est donc la forme intensifiée du pluriel, neuf étant égal à trois fois trois. Ce groupe de dieux, pesedj signifie aussi « escorte lumineuse », apparaît pour la première fois dans la théologie de la ville d'Héliopolis. Dès la fin de l'Ancien Empire, les Textes des pyramides offrent la liste complète des neuf dieux :

« Ah Atoum, place ta sauvegarde sur ledit Mérenrê, sur cette construction et sur cette pyramide afin que tu puisses empêcher que survienne toute chose contre lui en mal pour toujours et à jamais comme est placé ta prévenance sur Chou et Tefnout ! Ah grande Ennéade qui es dans Héliopolis, Atoum, Chou, Tefnout, Geb, Nout, Osiris, Isis, Seth, Nephtys ! Enfants d'Atoum, rendez-le heureux pour son enfant en votre nom de « Les Neuf Arcs » ! »

— Textes de la pyramide de Mérenrê Ier. Chap. 600, § 1654a-1655c. Traduction de Claude Carrier.
Le concept de l'Ennéade a probablement remplacé celui de la Corporation divine, khet en Égyptien ancien ; sans doute au moment où les souverains de la Ve dynastie ont placé le dieu solaire Atoum-Rê au cœur de leur idéologie religieuse. Auparavant les rois des IIIe et IVe dynasties se réclament encore de la Corporation divine dans leurs titulatures, tels les rois Djéser, Sekhemkhet et Mykérinos. Contrairement à la Corporation divine, l'Ennéade d'Héliopolis est plus qu'un simple groupement de divinités indéfinies. L'Ennéade évoque la constitution de l'univers et les premières générations issues du dieu créateur. Atoum est le dieu issu des eaux du Noun, le chaos originel. Grâce à ses enfants Shou et Tefnout, Atoum devient Rê le soleil. De ces deux jumeaux naît la génération suivante, Geb la terre et Nout le ciel dont sont issus Osiris et Isis ainsi que Seth et Nephtys.
L'ennéade n'est pas un concept figé. Durant le Nouvel Empire, le dieu Seth en est chassé et remplacé par Horus. Les ennéades qui ont été composées après celle d'Héliopolis n'ont pas nécessairement regroupé neuf divinités. L'ennéade de Thèbes est plus large et compte quinze divinités, tandis que celle d'Abydos est plus restreinte avec ses sept divinités membres. L'Ennéade d'Abydos nous est connue par un discours du roi Thoutmôsis Ier gravé sur une stèle découverte à Abydos :

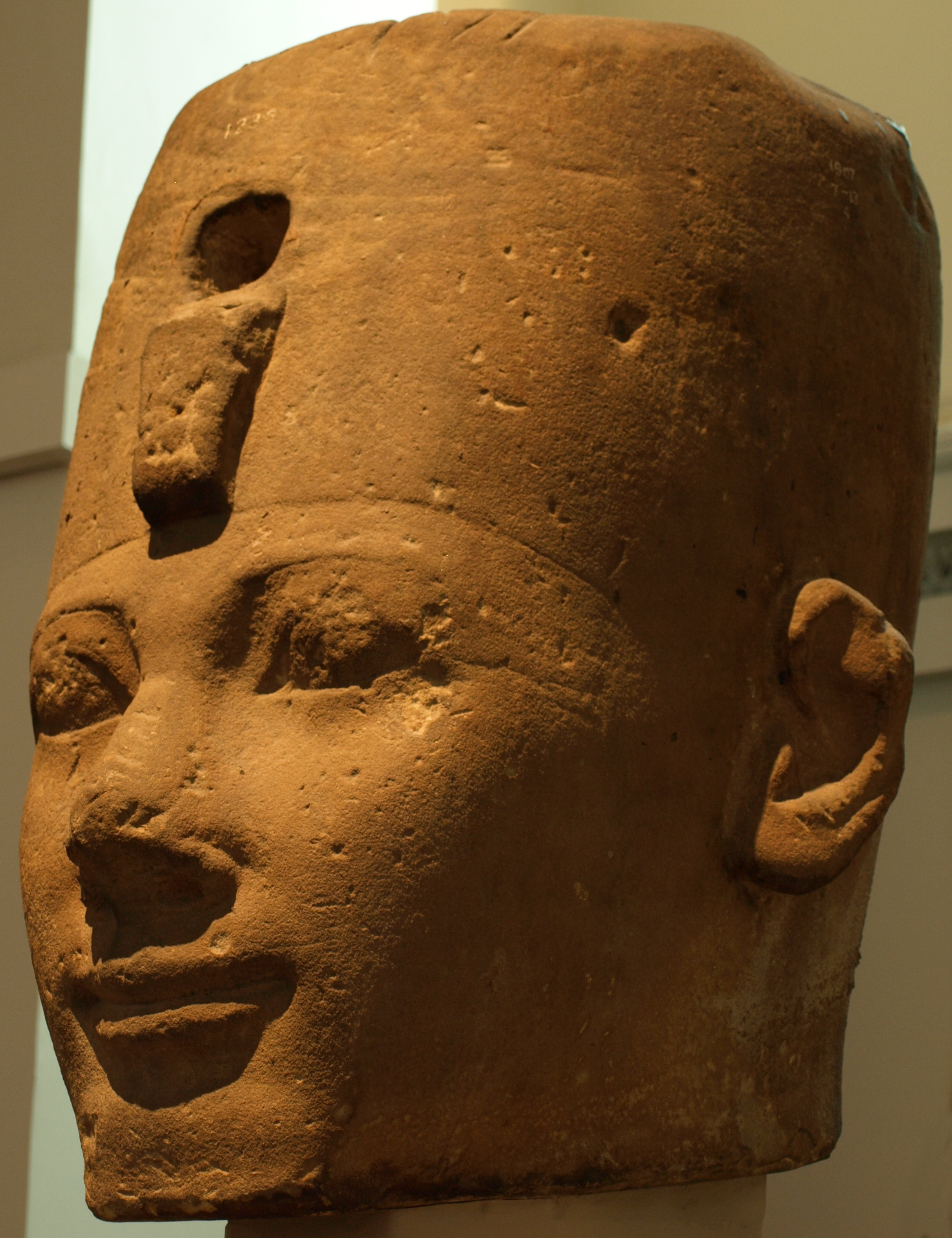
Tête colossale de Thoutmôsis Ier conservée au British Museum.

« Ma Majesté a aussi ordonné que l'on façonnât (des statues de) la grande Ennéade qui réside en Abydos. Chacun (des dieux qui la composent) est appelé par son nom :
Khnoum, seigneur de Her-Our, qui réside en Abydos
Khnoum, seigneur de la cataracte, qui réside en Abydos
Thot, la force des dieux, qui réside à Heseret
Horus, qui préside à Létopolis
Horus, le vengeur de son père
Oup-ouaout du Sud
Oup-ouaout du Nord ;
mystérieux et splendides étaient leurs corps. Leurs pavois étaient en électrum. Ils étaient plus durables que ceux qui ont existé auparavant ; ils étaient plus magnifiques que ce qui vient à l'existence dans le ciel. Ils étaient plus cachés que l'état de la Douât ; ils étaient plus considérables que les habitants du Nouou. »

— Stèle de Thoutmôsis Ier. Musée égyptien du Caire. Traduction de Claire Lalouette.

### Divinités stellaires

Le défilé des étoiles décanales sur le plafond de la tombe KV17.

Les prêtres égyptiens ont été de fins observateurs des étoiles. Dès les Textes des pyramides, certaines étoiles sont dotées d'un nom et sont personnifiées en divinités anthropomorphes. Deux grandes catégories d'étoiles ont été distinguées. Les étoiles circumpolaires ont été vues comme les « Impérissables » car elles ne quittent jamais la voûte céleste durant toutes les nuits de l'année. Les étoiles non-circumpolaires disparaissent sous l'horizon durant 70 jours par an. Elles ont été nommées les « Infatigables » car malgré leur fatigue elles finissent par revenir, leur disparition étant assimilée au sommeil de la mort. À partir des étoiles infatigables, les astronomes égyptiens ont établi les 36 décans, chaque décan commençant par la réapparition d'une étoile dans le ciel nocturne après sa période de disparition. L'année égyptienne a donc été divisée en 36 décades, soit trois décades par mois (36 × 10 = 360 jours) auxquelles il a fallu ajouter les cinq jours épagomènes considérés comme néfastes. Dans les textes astronomiques, chaque décan porte un nom. Le roi Séthi Ier a fait représenter le ciel nocturne sur le plafond de sa tombe (KV17). Chaque décan dispose de sa dénomination et est mis en relation avec un groupe de deux ou trois divinités peintes en jaune sur un fond bleu nuit et avançant d'est en ouest. Sur le plafond de la tombe de Sénènmout (TT353), le nom de plusieurs décans est même accompagné du dessin de la constellation, le décan Héry-ib-ouia est centré sur une barque et le décan Seret sur un mouton.

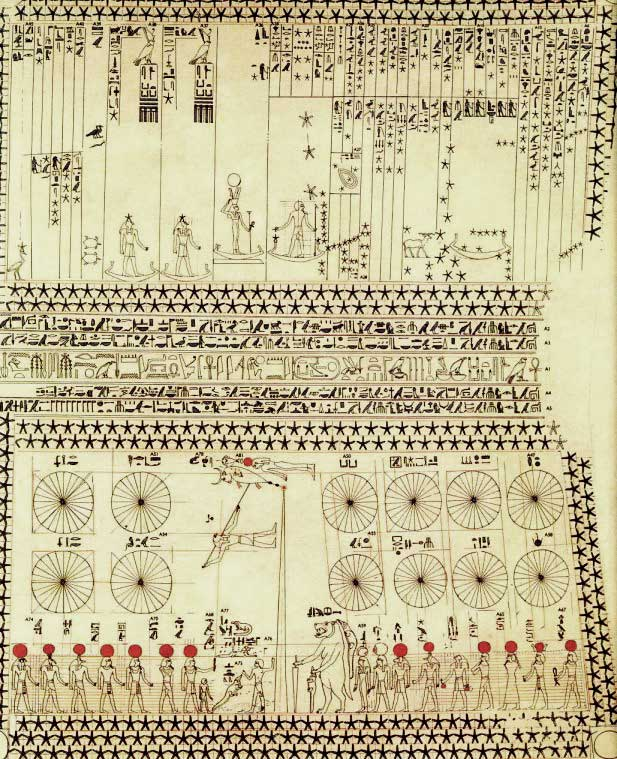
Scènes astronomiques de la tombe de Senmout TT353, en haut : les décans, en bas : le cycle lunaire.

Le cycle décanal débute avec le groupe Qenemet « Obscurité » (aussi dénommé Tep-aqenemet, « Chef de l'obscurité ») qui est annoncé par la réapparition de l'étoile Sirius dénommée Sopet (ou Sepedet) en langue égyptienne, « l'Aiguisée » ou « l'Efficace » en français. Cette étoile est personnifiée sous les traits d'une femme coiffée de plusieurs hautes plumes. Sur les murs du temple de Dendérah, Sirius est considérée comme la souveraine des décans, ailleurs il est dit que toutes les étoiles commencent à la date du premier jour de l'année quand Sirius apparaît. Sur une plaquette attribuée au roi Djer (Ire dynastie) Sirius est représentée sous la forme d'une vache et mise en relation avec le début de l'année quand la crue du Nil réapparait. La vache du ciel, symbole de l'abondance, est à la fois Hathor, Sopet, Isis, Sekhmet et Ouadjet. Dans les tombes de Séthi Ier et Senmout, l'étoile Sirius est clairement mise en relation avec la déesse Isis, son nom étant placé au-dessus de la personnification de l'étoile. La fin du cycle décanal est annoncée par le décan de la constellation d'Orion, Sah en égyptien, manifestation du dieu Osiris régénéré et représenté comme un homme qui court et regardant derrière lui.
Les cinq planètes visibles à l'œil nu ont aussi été divinisées. Mercure, souvent assimilé à Seth est Sebeg « Celui qui est à l'avant ». Vénus a plusieurs noms « Divinité du matin » ou « Étoile unique » du fait de sa brillance. Jupiter est considérée comme « l'Étoile du sud », Saturne est « l'Étoile de l'ouest qui traverse le ciel » ou « Horus taureau du ciel ». Mars du fait de sa couleur rouge orangée est « Horus rouge » (à l'époque gréco-romaine) ou « l'Étoile de l'est du ciel » ou « Celle qui navigue à reculons » à cause de son mouvement rétrograde observé tous les deux ans.

### Humains déifiés

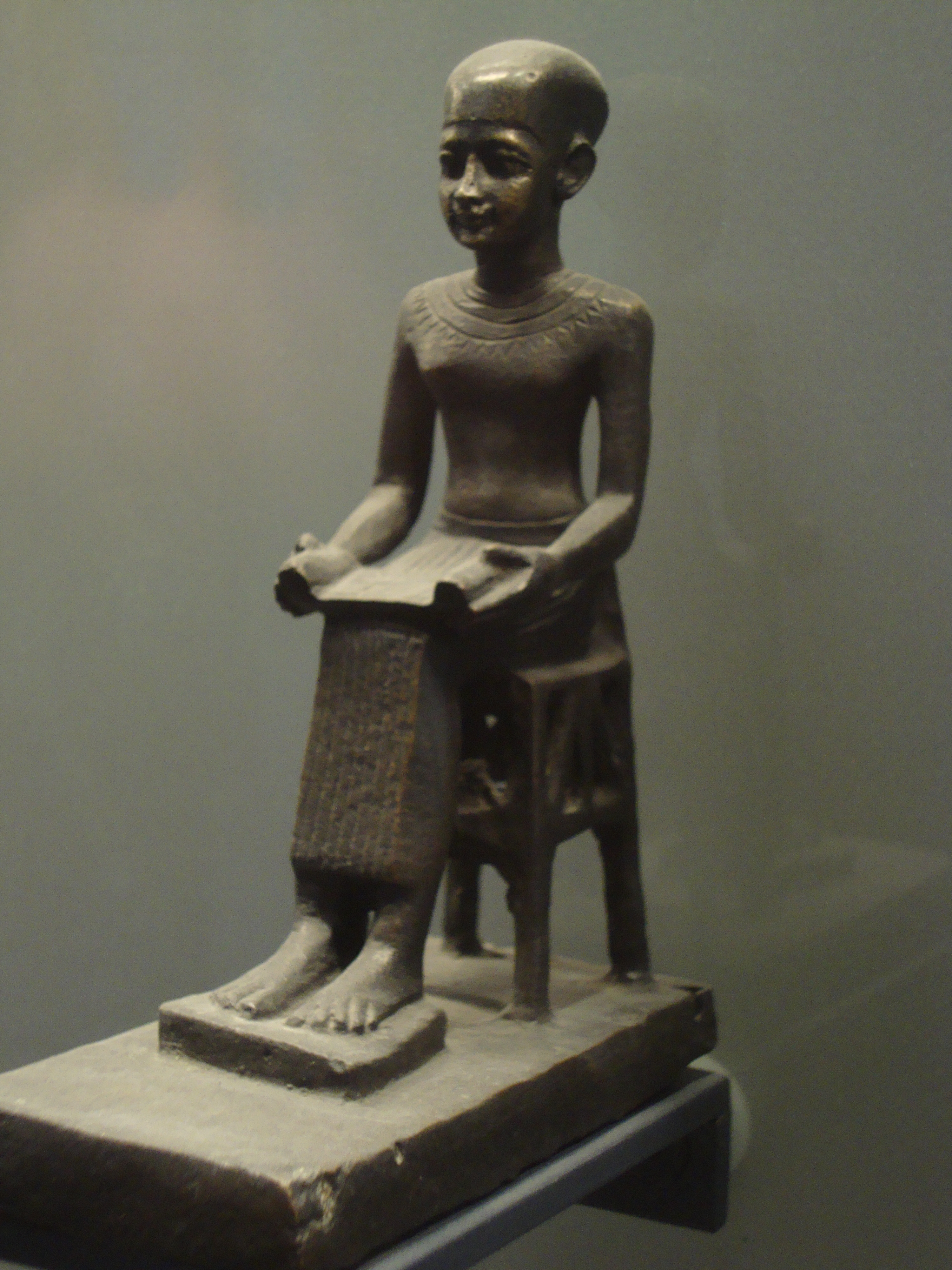
Imhotep. Musée du Louvre.

Les héros et les demi-dieux tels qu'ils furent imaginés en Grèce antique n'ont pas existé dans la mentalité égyptienne. Dans de rares cas, de simples mortels ont été considérés comme de véritables divinités et un véritable culte s'est développé autour de leur chapelle funéraire. Dans la plupart des cas, la vénération ne dépassa pas le cadre de leur province d'origine. Ces personnages furent de leur vivant soit des gestionnaires hors pair soit de fins lettrés.
Parmi ces hommes d'exception, on peut citer plusieurs hauts fonctionnaires de l'Ancien Empire dont deux vizirs. Imhotep, le ministre du roi Djéser (IIIe dynastie) fut l'architecte de la toute première pyramide d'Égypte et le premier égyptien à avoir fait édifier pour son roi des monuments en pierre taillée. Imhotep est aussi le seul humain déifié à avoir connu une très large renommée, à la fois spatiale et temporelle. Des temples lui furent dédiés dans plusieurs villes dont Memphis et Thèbes. À Karnak, un temple lui fut consacré en association avec Ptah considéré comme son géniteur. Le ministre Kagemni a quant à lui occupé sa fonction sous le roi Snéfrou (IVe dynastie). Sa renommée fut bien moins importante que celle d'Imhotep. On lui attribua toutefois la rédaction d'une œuvre moralisante ; les Instructions pour Kagemni maintenant en partie perdue.

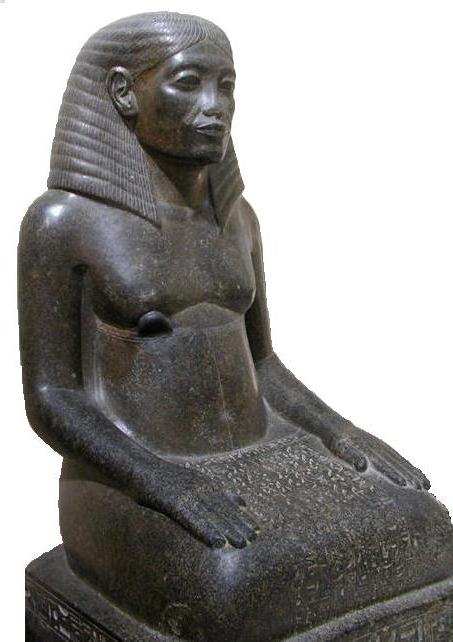
Amenhotep fils de Hapou, Musée égyptien du Caire.

Le nomarque Izi fut en poste dans la ville d'Edfou sous la VIe dynastie. Après son décès, un culte se développa autour de sa tombe et resta actif jusqu'à la Deuxième Période intermédiaire. Le nomarque Heqaib en poste à Éléphantine sous la VIe dynastie bénéficia lui aussi de la vénération de fidèles, mais, pour lui aussi, la renommée fut restreinte et ne dépassa pas les frontières de la région d'Assouan avant de s'éteindre sous le Moyen Empire.
Amenhotep fils de Hapou fut déifié sous le Nouvel Empire. Architecte du roi Amenhotep III, ce dernier lui doit l'édification de son temple funéraire, le Château des millions d'années, dont il ne reste plus aujourd'hui que les deux colosses de Memnon. Après son décès, il devint un intercesseur pour le petit peuple auprès de la grande divinité Amon. Son culte fut toutefois limité à la région thébaine. Il fut aussi considéré comme un dieu guérisseur. À Deir el-Bahari, le temple principal fut transformé en un sanatorium où ses talents magiques et médicaux furent mis en commun avec ceux de son confrère Imhotep.
À Deir el-Médineh, les ouvriers chargés de creuser les tombes de la vallée des Rois portèrent leur vénération sur le roi Amenhotep Ier et sur sa mère la reine Ahmès-Néfertary. Considérés comme les patrons de la nécropole, leurs effigies ont été retrouvées dans plusieurs tombes de particuliers. Jusqu'à la fin de l'ère ramesside, la statue de ce roi déifié parcourait la nécropole et rendait des oracles au cours du mois de Phaminoth, c'est-à-dire le mois d'Amenhotep Ier.

### Divinités populaires

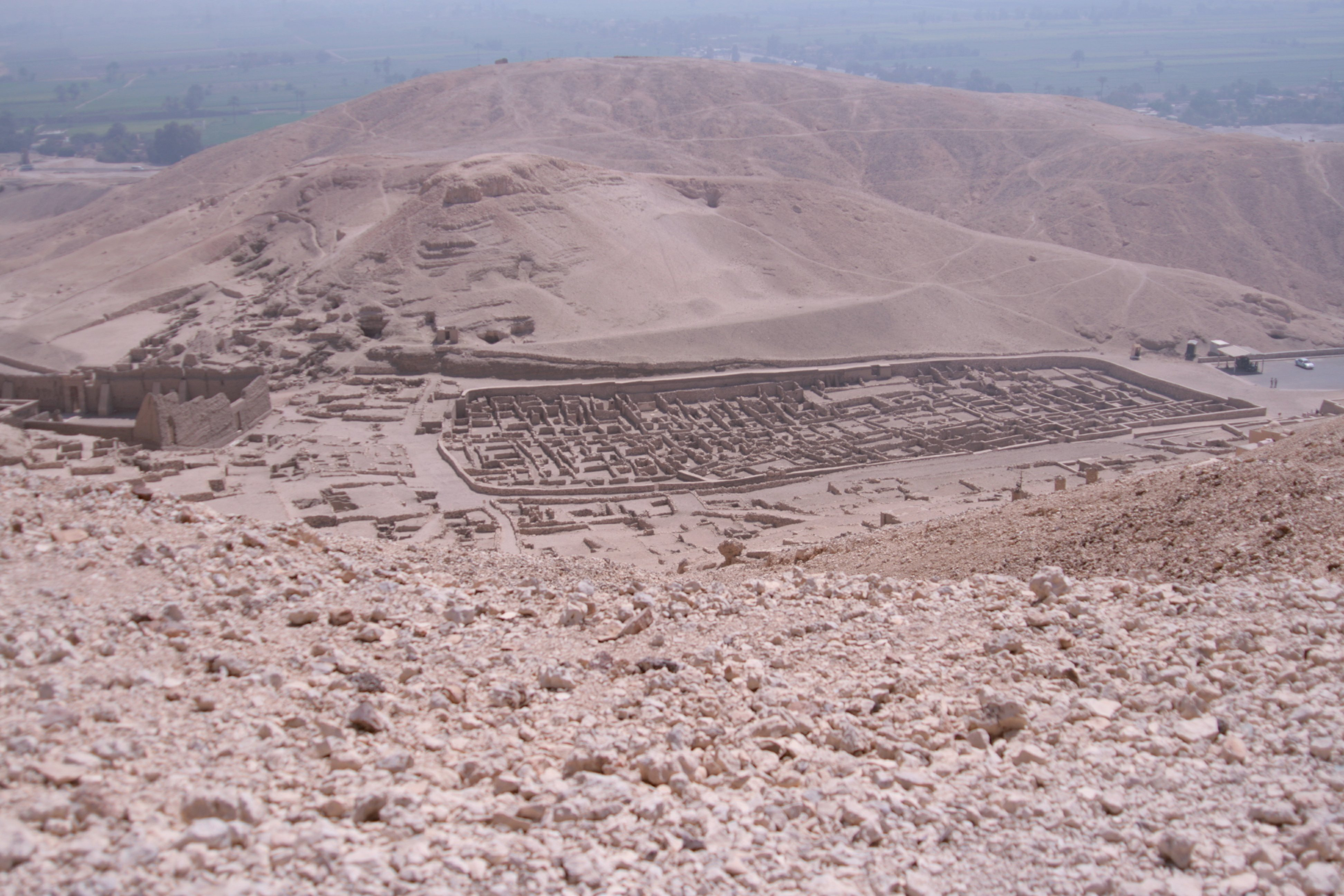
Vue sur les vestiges de Deir el-Médineh.

En dehors des cultes et des rituels mis en œuvre par l'état pharaonique dans ses temples, la plupart des grandes divinités égyptiennes sont aussi concernées par une approche plus personnelle et individuelle de la piété. Pour tout Égyptien, les divinités sont des recours, des espoirs de solution face aux nombreuses difficultés qui peuvent assaillir un individu au cours de son existence. Durant le Nouvel Empire, les artisans du village de Deir el-Médineh, ont porté leur piété vers de nombreuses divinités : Rê, Horakhty, Amon, Ptah, Thot, Iâh, Sobek, Min, Osiris, Anubis, Isis, Nephtys, Horus, Hathor, Meresgert, Taouret, Rénénoutet, Seth, Montou, Qadesh, Reshep, Anat, le roi Amenhotep Ier et sa mère Ahmès-Néfertary, Satis, Anoukis et bien d'autres encore. Les habitations de ce village se composaient de deux pièces. La première servait d'entrée et disposait d'un autel destiné à un culte domestique avec des représentations de Bès, des ex-voto, des divinités liées à la fécondité mais aussi des bustes d'ancêtres : les akh iker ou « glorifiés excellents ». Dans l'autre pièce, plus spacieuse, des stèles fausse-portes étaient consacrées au roi déifié Amenhotep Ier et à sa mère Ahmès-Néfertary mais figuraient aussi de petits naos en bois pour des divinités comme Ptah, Rénénoutet ou Taouret.
Sous la dynastie des Ptolémées, la population de la petite ville d'Athribis vénère (sans compter les grandes divinités) pas moins de soixante-huit divinités de seconde importance. La petite bourgade de Douan-âouy en Moyenne-Égypte compte trente-six cultes différents. Même Amarna la ville du pharaon monolâtre Akhenaton n'a pas échappé à la multitude des divinités adorées en privé dans les cercles familiaux. À travers tout le pays se sont diffusées des statuettes et des amulettes en bois, en terre cuite, en faïence ou en bronze représentant des divinités à caractère prophylactique ou apotropaïque : Bès, Taouret, Hathor, Isis allaitant Horus, Imhotep, Harpocrate, etc.

Statuette de Taouret.
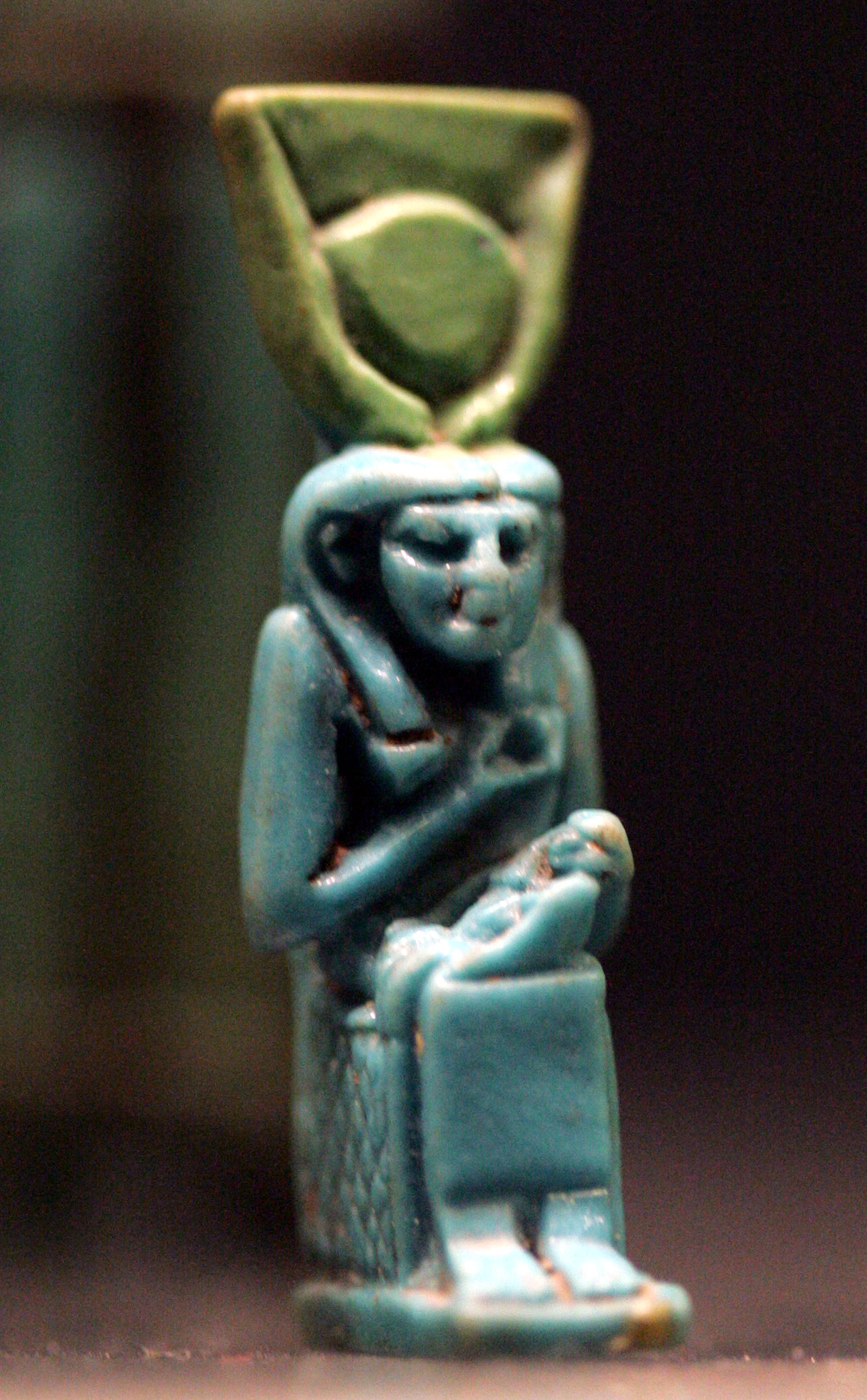
Statuette d'Isis allaitant Horus.
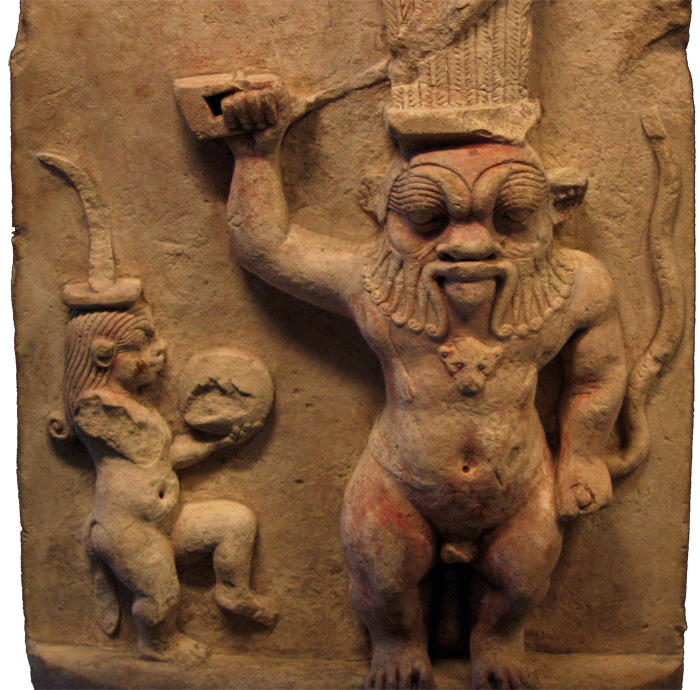
Stèle représentant Bès et sa parèdre Beset.
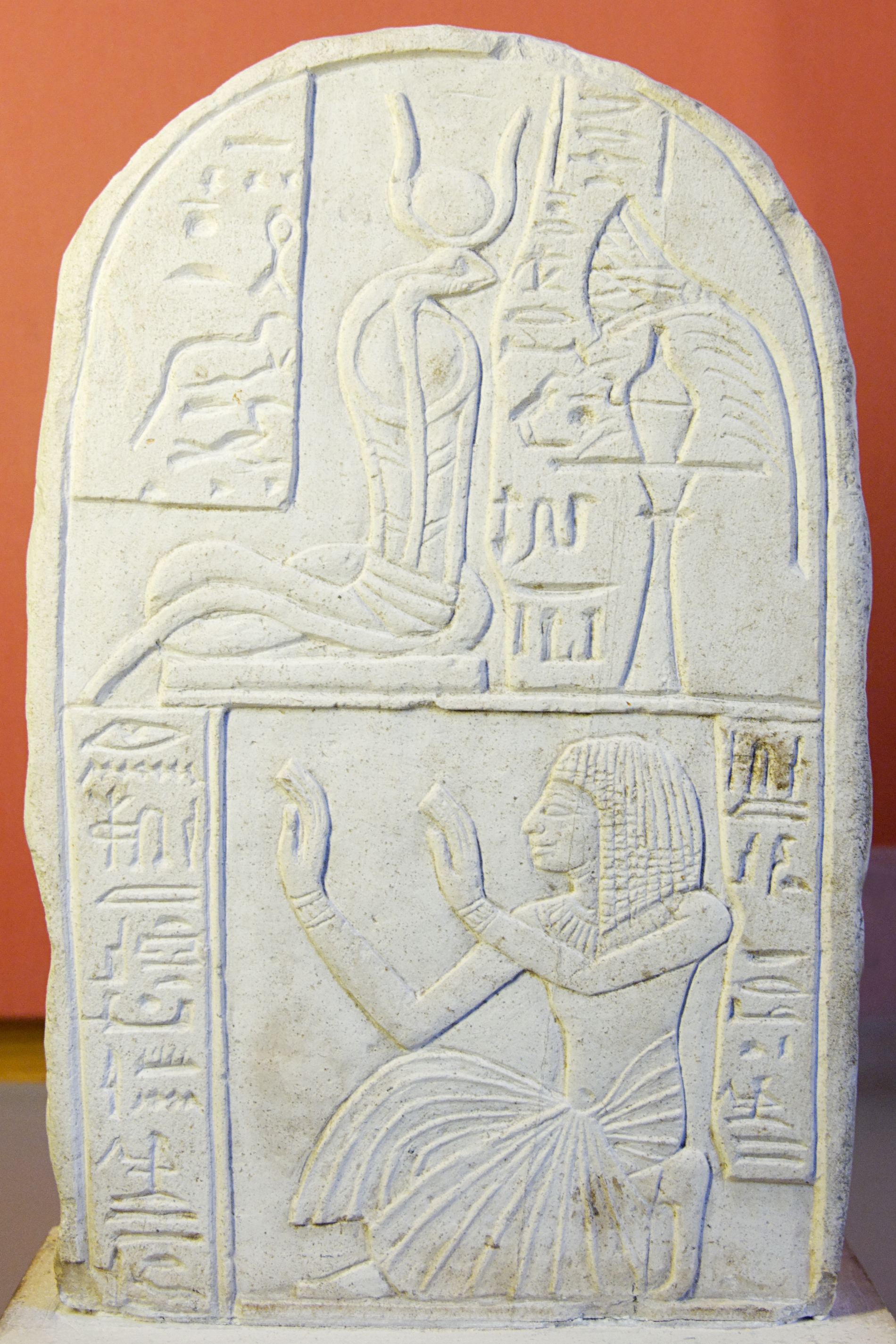
Nakhtimen en prière devant la déesse-cobra Fichier:Meretseger.

### Divinités importées
Au fil du temps, le panthéon égyptien s'est enrichi de dieux étrangers, par les conquêtes, le commerce ou le brassage des populations. À l'époque où les frontières n'étaient pas encore définies, ou à l'époque des expéditions intensives vers la Nubie, certaines divinités soudanaises auraient rejoint leurs homologues septentrionales, comme Arensnouphis, Mandoulis et Apédémak. Durant le Moyen Empire et la Deuxième Période intermédiaire, avec l'incursion des Hyksôs, Anat et Qadesh, originaires de la Syro-Palestine, le phénicien Baal, la hourrite Astarté et le cananéen Reshep se sont d'abord implantés dans le delta du Nil, avant que leur culte ne se répande en Égypte durant le Nouvel Empire. À partir du IVe siècle avant notre ère, la venue des Grecs sous la dynastie des Ptolémées a aussi engendré des dieux, mêlant aspects de la religion hellénique aux idées égyptiennes, comme Agathodémon, Sarapis et Kolanthes.

Représentations de dieux importés.
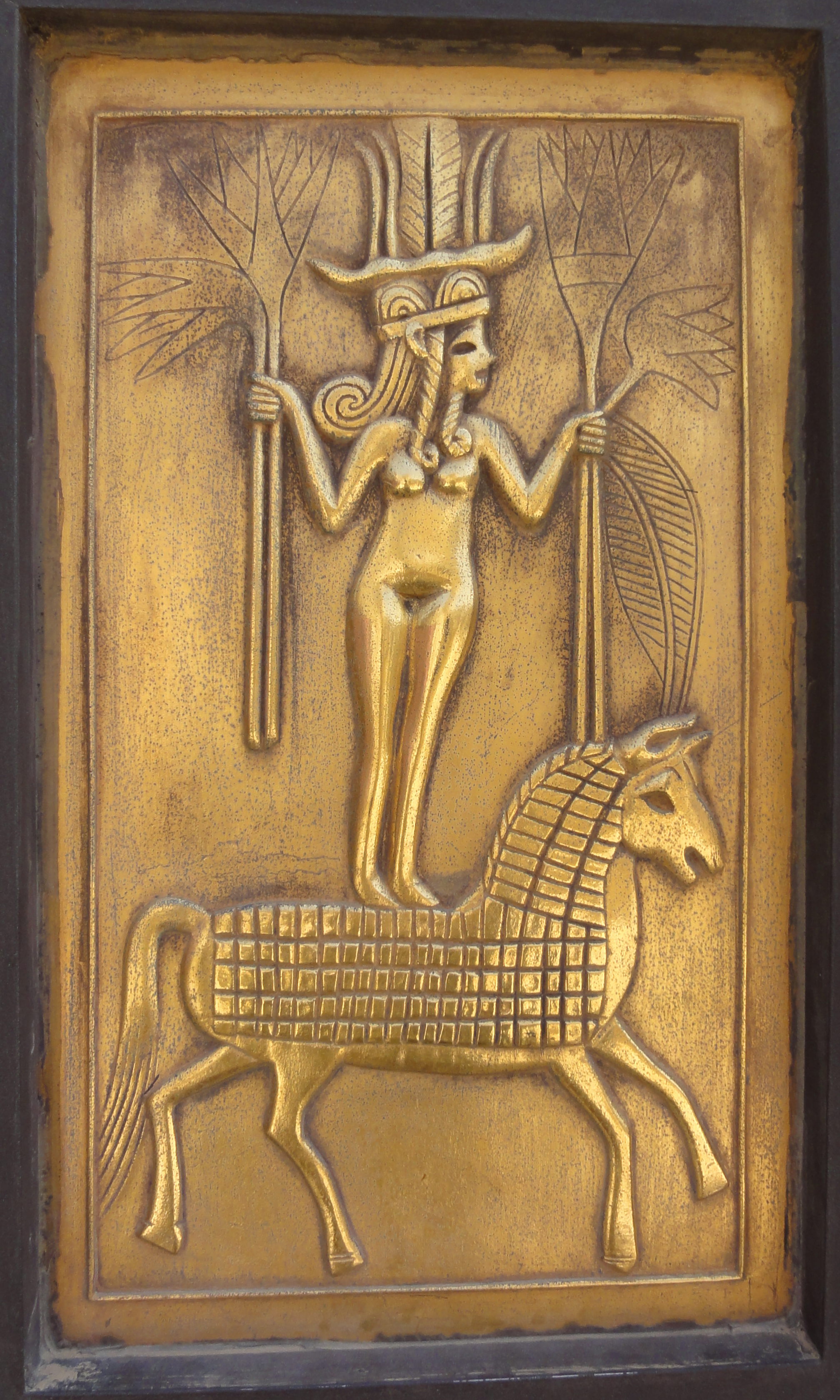
Astarté sur son cheval.
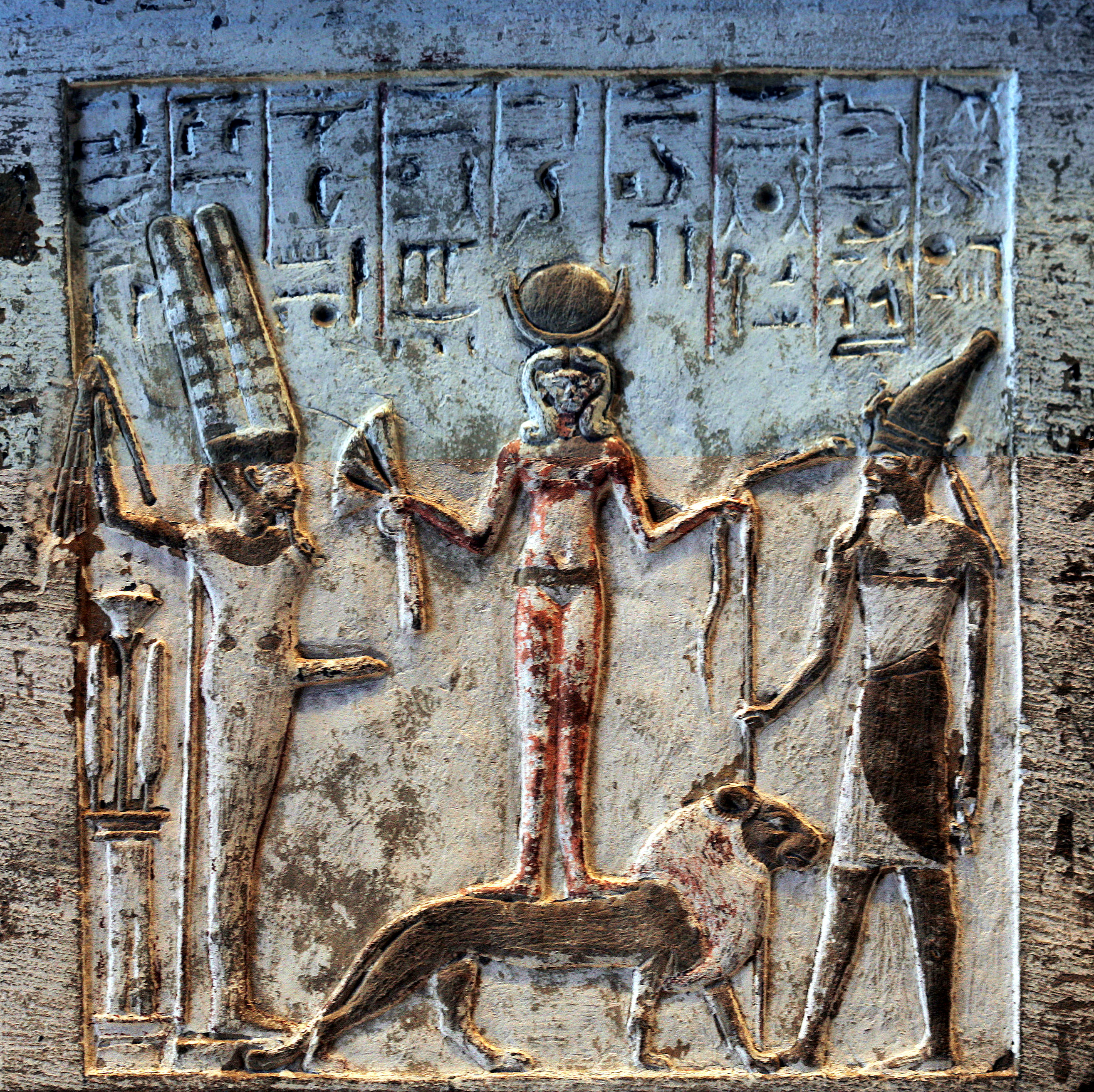
Qadesh entourée par Min et Reshep.
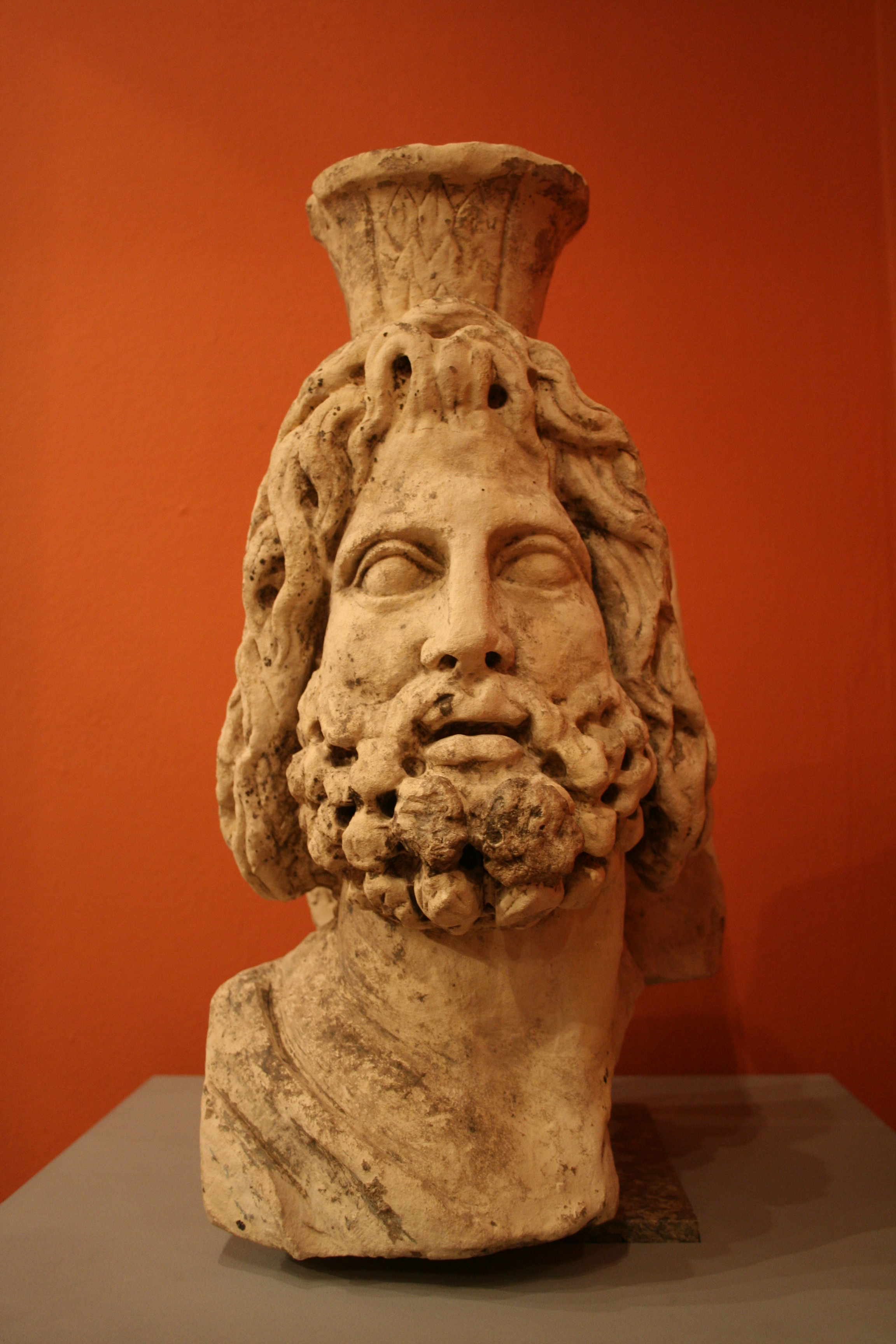
Tête de Sarapis.

### Aton
De nombreuses divinités égyptiennes peuvent incarner la puissance du soleil. Traditionnellement, ces dieux sont représentés sous la forme humaine ou animale et tous sont dotés du disque solaire. C'est ainsi qu'Horakhty, « l'Horus de l'Horizon » est représenté comme un homme à tête de faucon sur laquelle est posé un disque solaire, aton en langue égyptienne.

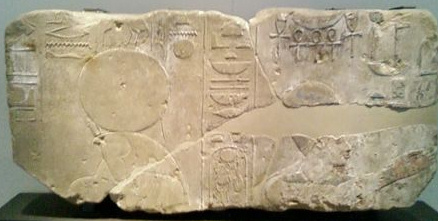
Rê-Horakhty et représenté selon l'iconographie traditionnelle. Bloc de Berlin AM2072.

Durant les premiers temps de son règne (dix-sept ans au total), Amenhotep IV commence lentement à déroger de la tradition pharaonique. La véritable rupture avec la théologie d'Amon ne survient en effet qu'au cours de la quatrième année. En accédant au trône, le jeune roi ne se démarque pas de ses prédécesseurs. Comme le prouve sa titulature royale, il est considéré comme le fils d'Amon-Rê, celui dont la royauté est puissante dans Karnak. Mais au cours de sa première année de règne, Amenhotep IV abandonne les chantiers et les constructions en l'honneur d'Amon et se tourne vers un nouveau sanctuaire centré autour de l'immense obélisque unique de Thoutmôsis III. Le choix de ce lieu n'est pas anodin car à Thèbes, la zone orientale dans l'enceinte sacrée d'Amon est très connoté par les aspects solaires du dieu Amon. En convertissant l'obélisque de son ancêtre en Benben (bétyle sacré), Amenhotep IV se détourne de la masse des dieux du panthéon et porte son attention, d'une manière très exclusive, sur la manifestation visible du soleil, l'Aton un des aspects de la très vieille divinité solaire traditionnelle, Rê-Horakhty. Un des blocs de ce temple rasé sous les successeurs du roi se trouve à Berlin et fait voir qu'Amenhotep IV n'a pas encore abandonné les anciens codes iconographiques ; Rê-Horakhty figure toujours comme une divinité anthropomorphe et hiéraconcéphale. La nouveauté réside dans le nom de la nouvelle divinité de prédilection. Le théonyme est long, fixe et précis. Cette particularité n'autorise aucune interprétation ou spéculation religieuse, aucune assimilation avec une autre divinité. Amenhotep IV devient le grand-prêtre de « Rê-Horakhty qui jubile dans l'Horizon en son nom de Shou qui est dans Aton ». Cette divinité se définit donc comme étant Rê, le soleil et l'animateur de l'univers sous la forme de Horakhty, c'est-à-dire le Lointain dans le ciel ; une divinité dont la manifestation visible est dans le ciel et qui fait voir sa lumière vivifiante (Shou) par le disque solaire (Aton).

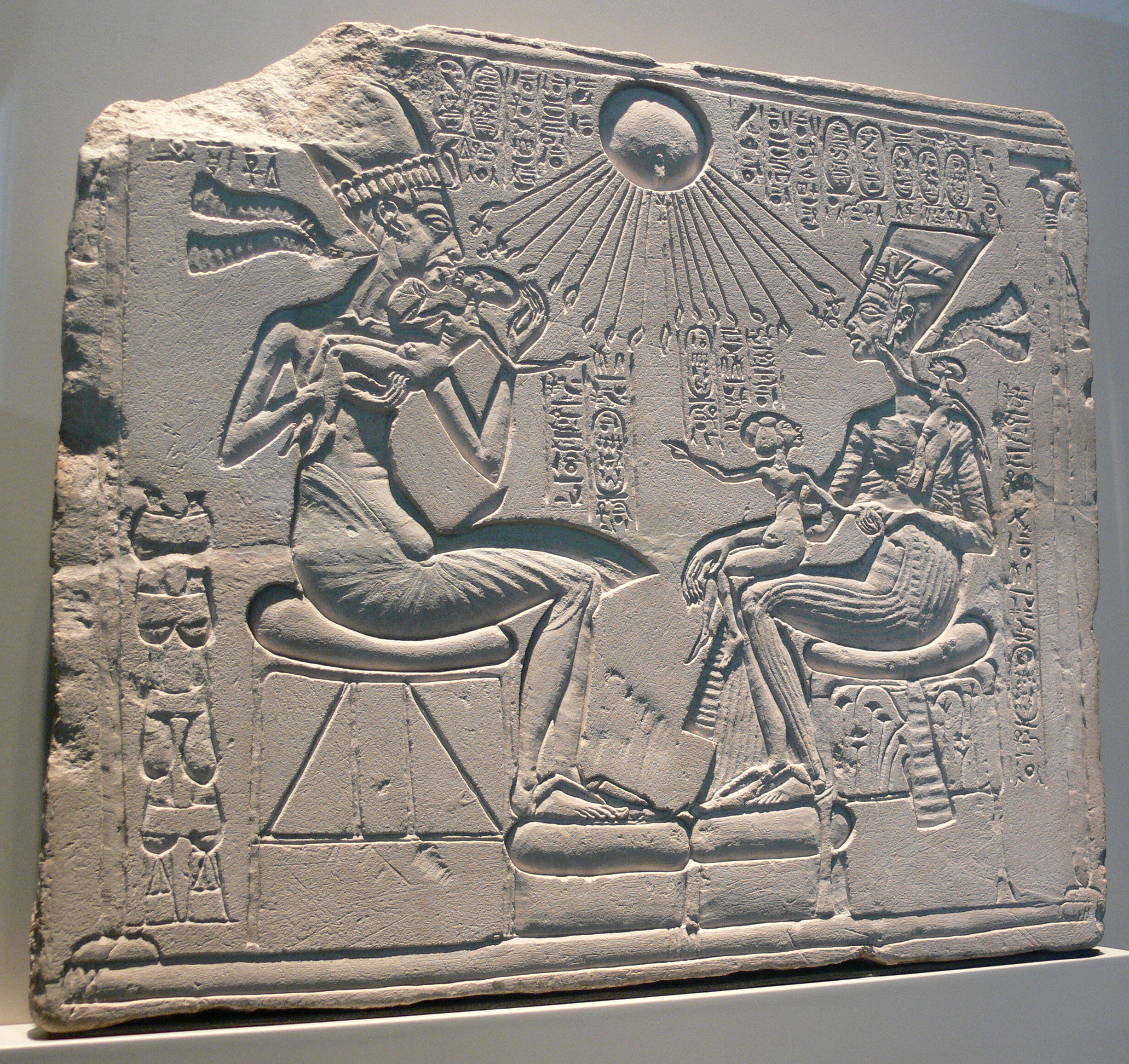
Akhenaton et sa famille vivifiés par les rayons d'Aton selon la nouvelle iconographie mise en place par le roi.

Le nom dogmatique du dieu Aton va connaître quelques petites modifications au cours du règne. Le roi va d'abord insister sur l'aspect vivant de sa divinité en faisant précéder le théonyme par l'Ânkh, le signe hiéroglyphique de la vie, une manière de montrer que les autres divinités sont des objets morts, de simples statues cultuelles. Au cours de l'an quatre, Amenhotep IV pour montrer les liens indéfectibles de la royauté avec le dieu Aton, va faire inscrire le nom dogmatique dans un double cartouche, à savoir un signe hiéroglyphique d'ordinaire réservé à la titulature royale. Aton est un dieu royal et le pharaon est son image vivante sur terre, le seul être humain à comprendre ses desseins. La main mise de la royauté sur la divinité se montre aussi par la mise en place d'une nouvelle iconographie. Aton est désormais un globe solaire vu de face qui donne la vie au couple royal grâce à ses rayons se terminant avec des mains. Ce globe solaire irradie de lumière non pas le monde entier mais seulement le roi Amenhotep IV devenu au cours de l'an cinq le pharaon Akhenaton, « Celui qui est utile à Aton ». En deux ans, entre l'an quatre et l'an six, un immense sanctuaire à ciel ouvert, le « Domaine de l'Aton dans l'Héliopolis du Sud » est édifié à Thèbes en l'honneur d'Aton ; durant ce temps, Amenhotep IV change de nom et découvre le site d'Amarna, à mi-chemin entre Thèbes et Memphis. Ce lieu, avec ses palais et ses sanctuaires, deviendra sa capitale sous le nom Akhetaton, « l'Horizon d'Aton ». Une fois installé dans sa ville nouvelle, théologiquement, le roi est considéré comme le pivot de la création. La force vitale du dieu Aton passe nécessairement par le couple royal et de là inonde le monde. Le roi devient la statue cultuelle vivante du dieu solaire, un objet de vénération, le sujet de tous les rituels :

« Tu as créé le ciel au loin pour t'y lever et contempler tout ce que tu as créé étant seul, levé en ta manifestation (khépérou) de l'Aton vivant, apparu, brillant, lointain et proche. De toi seul, tu crées des millions de transformations (khépérou), villes, cités, champs, routes, fleuve. Tout œil peut te contempler de face, alors que tu es l'astre solaire (l'Aton) du jour au-dessus de la terre (...) Bien que tu sois dans mon cœur, il n'est personne qui te connaisse (vraiment) à l'exception de ton fils Néferkhépérourê Ouanenrê, (car) tu as fait qu'il soit conscient de tes desseins et de ta puissance. (...) Tu es la durée de vie, tu l'incarnes ; c'est par toi que l'on vit. Les yeux sont fixés sur ta beauté, jusqu'à ce que tu te couches, et toute activité cesse lorsque tu te couches dans l'Occident. Mais, au lever, tu fortifies tous les bras pour le roi. Et tous ceux qui sont sur leurs jambes depuis que tu fondas le pays, tu les élèves pour ton fils, issu de ton corps, (...) Akhenaton, grand dans son temps de vie et la grande épouse du roi (...) Néfertiti, — qu'elle vive et soit rajeunie infiniment et éternellement »

— Extraits du Grand Hymne à Aton de la tombe d'Aÿ

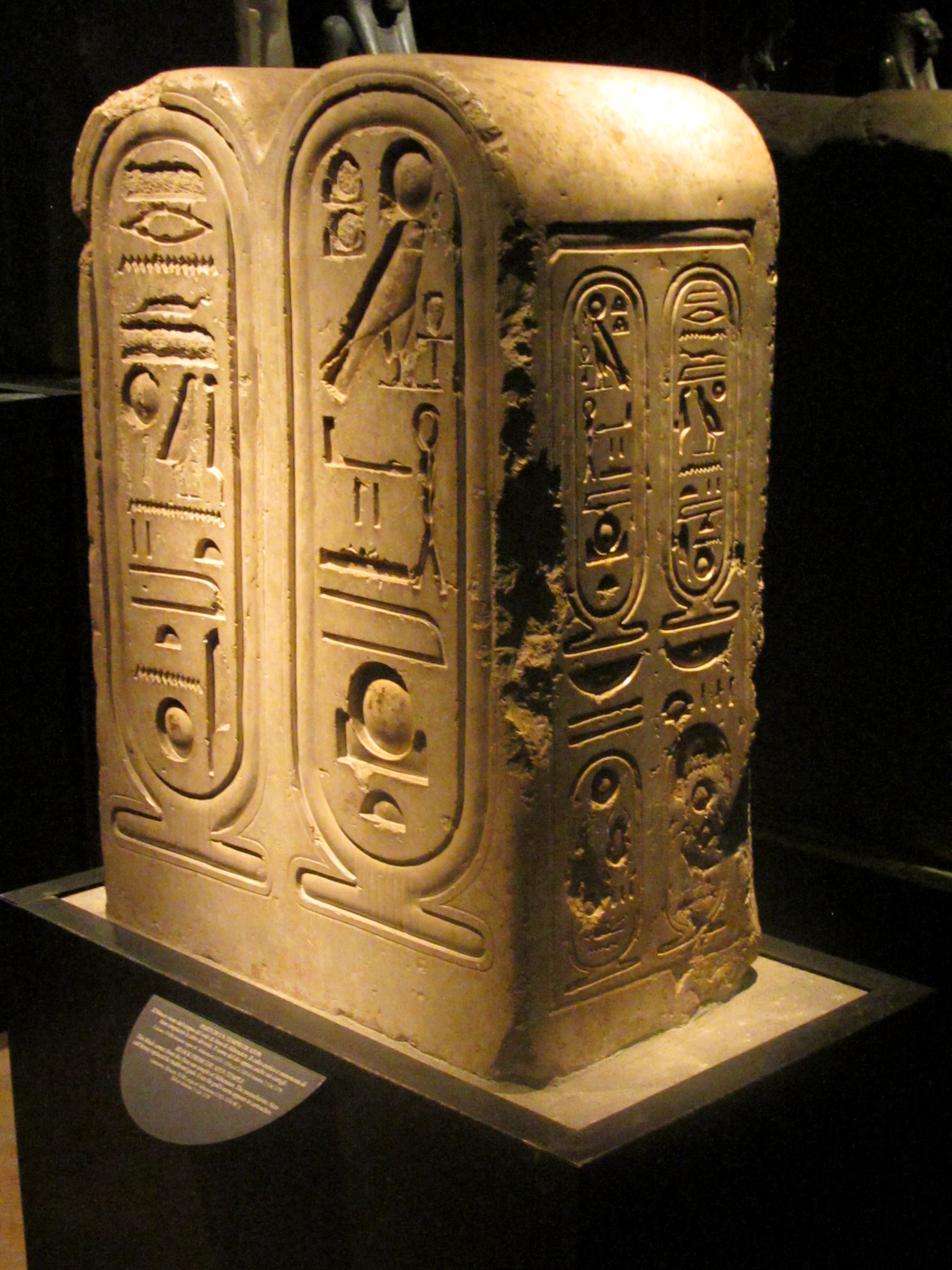
Stèle où figure plusieurs fois le nom dogmatique du dieu Aton
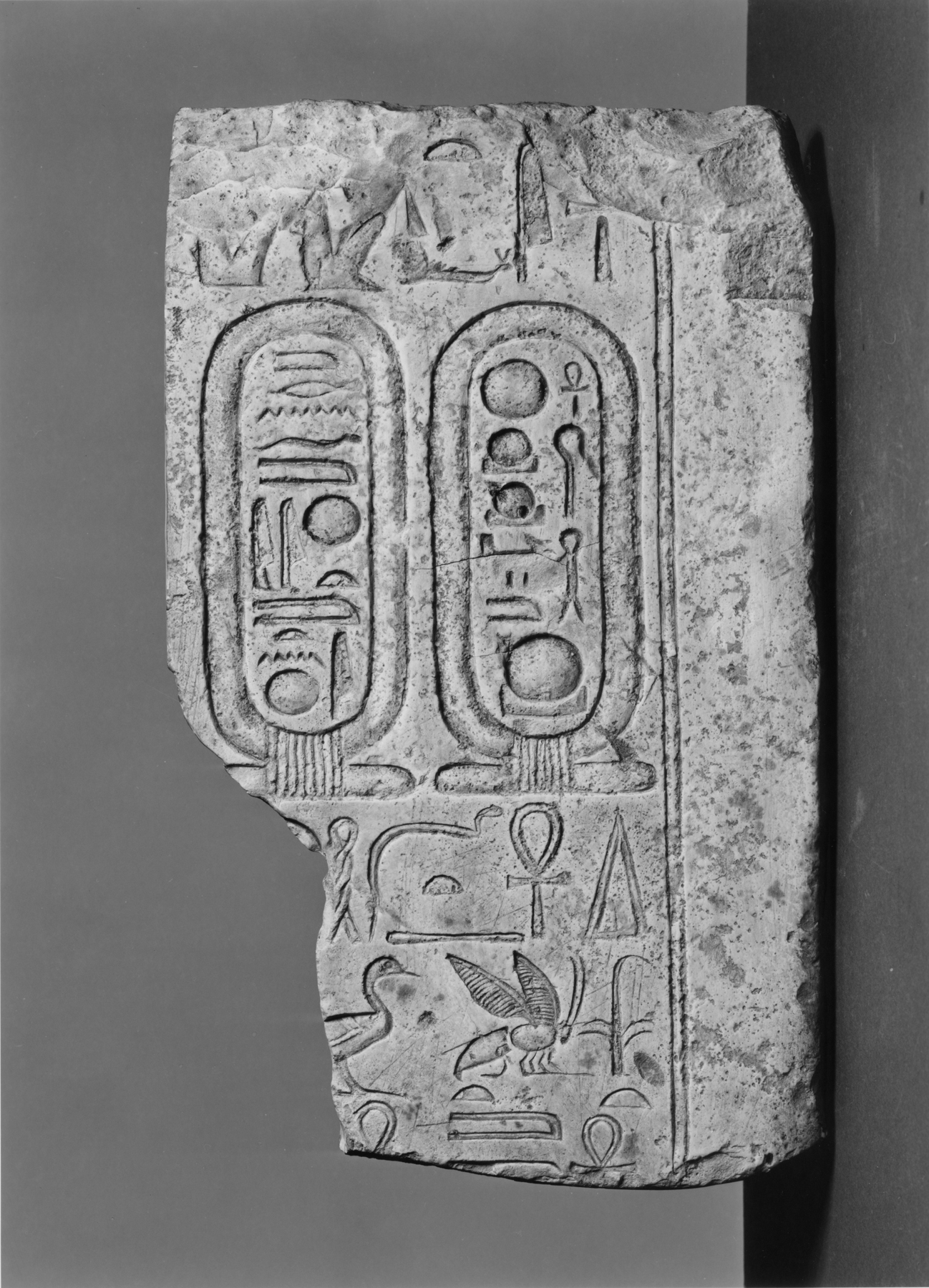
Stade ultime du nom dogmatique d'Aton (purgé de tout polythéisme).
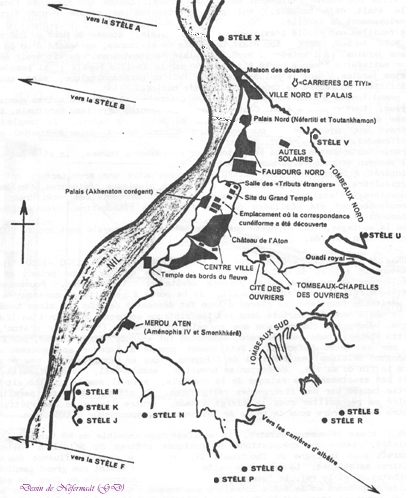
Plan de la ville d'Akhetaton

## Nature

### Noms propres

#### Divinités principales
Pour la plupart des grandes divinités égyptiennes, la signification de leurs noms est très incertaine. Malgré de nombreuses tentatives, il n'y a pas d'étymologie convaincante pour Osiris, Rê, Seth, Ptah ou Min. Pour d'autres divinités, les noms sont une référence à leur principale caractéristique. Sekhmet est « la Puissante », Amon, « le Caché », Noun est « l'inerte », Heh « l'infinité ». Le dieu créateur Atoum est à la fois « celui qui est complet » et « celui qui n'est pas » car avant qu'il ne se mette à créer l'univers il formait une unité indifférenciée. Contrairement à la mythologie grecque, les noms des grandes divinités cosmiques égyptiennes ne correspondent pas aux éléments auxquels elles correspondent. En égyptien ancien, terre se dit ta mais son dieu est Geb, ciel se dit pet mais sa déesse est Nout. La Lune, iâh, a été divinisée sous son nom de Iâh mais les principaux dieux lunaires sont Khonsou et Djéhouty (plus connu sous Thot, son nom en grec ancien). Le cas de aton, le disque solaire, est encore plus particulier. La divinité solaire fut traditionnellement Rê mais durant la XVIIIe dynastie, sous le règne du pharaon Akhenaton, le disque solaire fut divinisé sous le nom d'Aton.

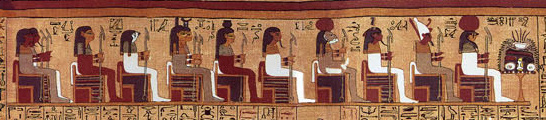
De droite à gauche, Hor-Akhty, Atoum, Shou, Tefnout, Geb, Nout, Isis, Nephtys, Horus, Hathor, Hou et Sia. D'après le papyrus d'Ani, daté du Nouvel Empire. British Museum.

#### Divinités secondaires
Le nom des divinités locales dérive généralement du nom de leur localité d'origine. La déesse vautour de la ville de Nekheb se dénomme Nekhbet. En tant que protectrice de la Haute-Égypte, elle est souvent mise en relation avec la déesse cobra Ouadjet originaire de la ville de Per-Ouadj et protectrice de la Basse-Égypte. Le nom du IXe nome de Basse-Égypte est Andjet et son dieu est Andjéty ; une divinité funéraire qui fut très vite assimilée à Osiris. Bien avant l'Ancien Empire, il existe déjà un terme encore plus général pour désigner les divinités locales. Le terme niouty, « Celui de la ville » (nioutyou au pluriel) désigne simplement le dieu de la ville, niout en Égyptien ancien.
Parmi les divinités mineures figurent tous ceux que nous pouvons plutôt considérer comme des démons ou des génies. Les Anciens Égyptiens les considéraient comme de petits dieux. Ces puissances ne sont pas des divinités indépendantes mais des divinités subordonnées, des manifestations de la puissance des grands dieux. Toutes ces divinités mineures ont des noms qui évoquent soit un trait de leur apparence soit leur fonction spécifique. Le dieu Osiris, pour se protéger des attaques de Seth, est probablement la divinité majeure qui dispose du plus grand nombre de ces divinités subordonnées. Plusieurs chapitres du Livre des Morts permettent aux défunts de connaître leurs noms :

« Première porte : « Face à l'envers, riche en formes » est le nom du préposé à la première porte ; « espion » est le nom de son gardien ; « celui qui gronde de la voix » est le nom du rapporteur qui s'y trouve.
Deuxième porte : « Celui qui bombe le torse » est le nom du préposé à la deuxième porte ; « celui qui fait tournoyer son visage » est le nom de son gardien ; « le brûleur » est le nom du rapporteur qui s'y trouve. »

— Extrait du chap. 144 du Livre des Morts. Traduction de Paul Barguet.

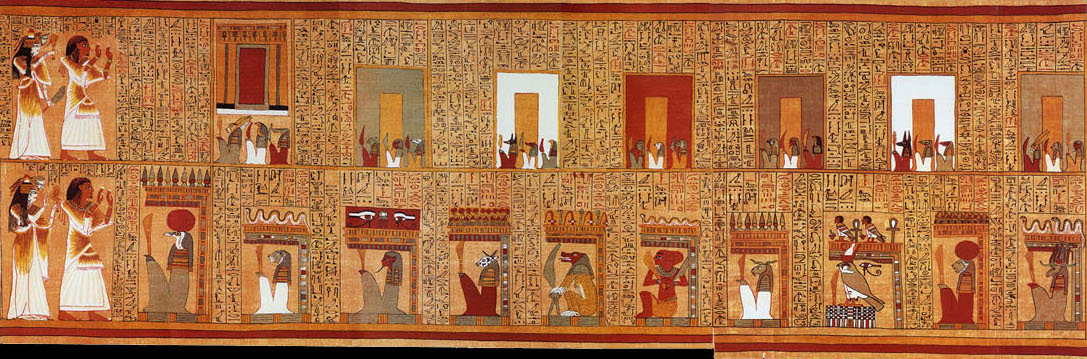
Chapitres 144 et 145 du Livre des Morts d'après le papyrus d'Ani.

### Composantes de la personnalité

#### Ba

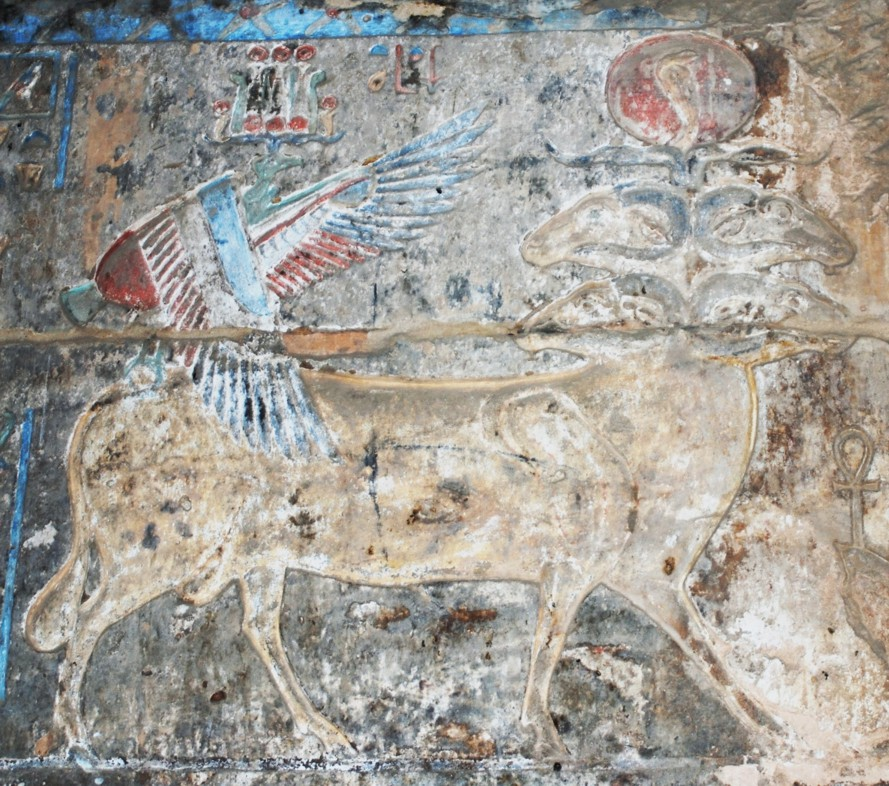
Représentation symbolique de Banebdjedet le bélier de Mendès.

Un dieu passe du monde invisible au monde visible grâce à son âme-Ba qui est avant tout un élément mobile. Quand un défunt fort de son statut d'ancêtre déifié désire sortir de sa tombe, il utilise son Ba. Cette liberté d'action est figurée dans les vignettes du Livre des Morts comme un oiseau à tête humaine. Quand un prêtre invite une divinité à se manifester sur terre, elle descend du ciel grâce à son Ba. Dans le temple, c'est donc le Ba de la divinité qui habite les statues ou les animaux sacrés. Le Ba est la manifestation, la présence du dieu sur terre. Dans le Livre de la Vache céleste, le dieu créateur énumère quelques manifestations divines :

« Étant donné que c'est moi qui ai créé le ciel et qui ai établi cela pour y placer les baou des dieux, je suis avec eux pour l'éternité-neheh que les années ont engendrée. C'est la magie-hekaou que mon ba qui est plus ancien que cela. C'est le ba de Shou que l'air. C'est le ba de l'éternité-neheh que le flux du Nil. C'est le ba de l'obscurité que la nuit. C'est le ba de Noun que Rê. C'est le ba d'Osiris que le bélier de Mendès. C'est le ba de Noun que Rê. C'est le bâ des Sobeks que les crocodiles. Le ba de chaque dieu est dans les serpents. Le ba d'Apophis est dans Bashou. Le ba de Rê traverse le pays tout entier. »

— Chambre funéraire de Séthi Ier. Traduction d'après Claude Carrier.

#### Ka
Le Ka est la force vitale individuelle attachée à chaque divinité et à chaque humain. Tout être vivant doit se nourrir pour pouvoir continuer à vivre ; sans nourriture (kaou en égyptien) il dépérit puis meurt. Mais s'il tombe dans les excès, il peut aussi en souffrir. Dans les livres sapientaux, les sages égyptiens conseillent à leurs disciples de ne pas se montrer voraces au sens propre et au sens figuré car ce comportement égoïste est mauvais pour le Ka et déplaît fortement aux divinités. Le Ka est donc aussi le reflet d'un juste sens moral. Les divinités possèdent plusieurs Kaou. Le chapitre 15 du Livre des Morts après avoir attribué sept âmes-Ba au dieu Rê fait connaître ses quatorze Kas :

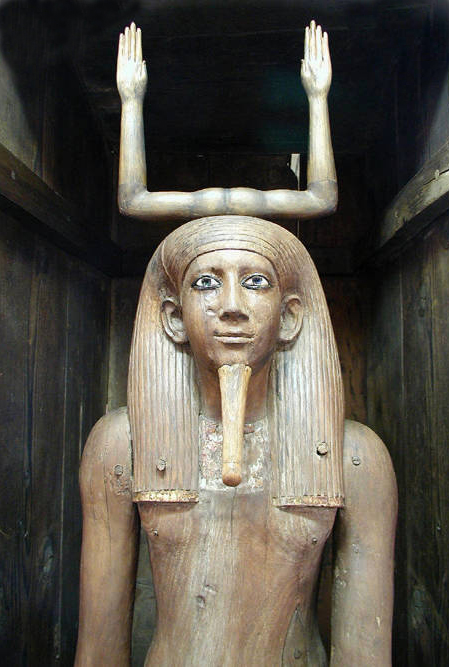
Statue du pharaon Hor avec le signe hiéroglyphique du Ka sur sa tête (deux bras levés).

« L'Osiris N. [Le défunt] connaît ton nom et (celui de) ton âme :

Âme à la semence pure,

Âme aux chairs glorieuses,

Âme glorieuse et épanouie,

Âme Magie,

Âme essence

Âme mâle

Âme qui copule,

N. connaît les noms de tes kas :

Ka subsistance,

Ka alimentation,

Ka vénérabilité,

Ka vassalité,

Ka des kas, puissance créatrice des aliments,

Ka verdeur,

Ka éclat,

Ka vaillance,

Ka force,

Ka rayonnement,

Ka illumination, (Ka magie),

Ka considération,

Ka pénétration. »

### Trilocalisation divine

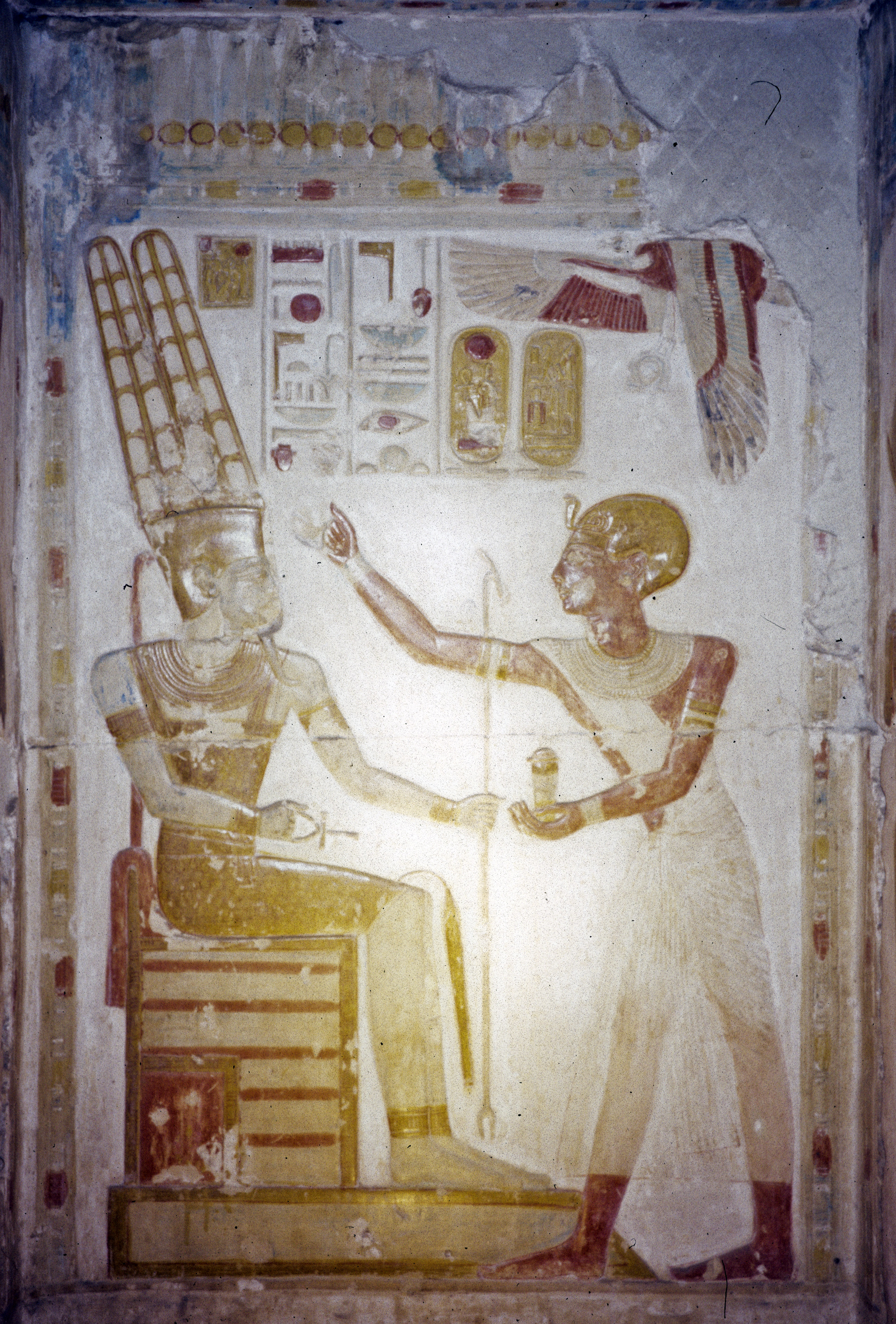
Amon honoré par le roi Séthi Ier.

Les statues cultuelles déposées dans les naos des temples ou même les animaux sacrés (Apis par exemple) ne sont que la résidence terrestre des puissances divines. La forme véritable du dieu évolue dans le ciel. Son âme-Ba peut descendre sur terre et rejoindre ses images façonnées. Cependant, le véritable corps du dieu n'est pas sa statue terrestre. Le corps du dieu réside dans le monde souterrain de la Douât. La véritable identité du dieu reste mystérieuse. Personne ne connaît ni sa véritable nature, ni sa véritable identité ; ni les autres dieux, ni les prêtres de son culte. Cette conception d'une divinité inconnaissable et située sur les trois plans de la création (ciel, terre et Douât) a été élaborée par les prêtres du dieu Amon, démiurge de la ville de Thèbes en Haute-Égypte :

« [Amon] est le Seigneur Universel, le commencement des êtres. C'est son baï, dit-on, qui est dans le ciel lointain. Lui-même est dans la Douât et le premier de l'Orient. Son baï est dans le ciel, son corps dans l'Occident. Sa statue est dans Hermonthis et exalte ses apparitions glorieuses. Unique est Amon qui se cache d'eux, qui se dérobe aux dieux, sans que l'on connaisse son aspect. Il est plus éloigné que le ciel lointain ; il est plus profond que la Douat. Aucun dieu ne connaît sa véritable nature. Son image n'est pas étalée dans les écrits. On n'a point sur lui de témoignage parfait. Il est trop grand pour être interrogé, trop puissant pour être connu. On tomberait à l'instant d'effroi si on prononçait son nom secret, intentionnellement ou non. Aucun dieu ne sait l'appeler par ce nom. Baï-caché est son nom, tant il est mystérieux »

— Chapitre 200 de l'Hymne à Amon. Papyrus de Leiden I 350, XIXe dynastie.

## Fonctions

### Création de l'univers

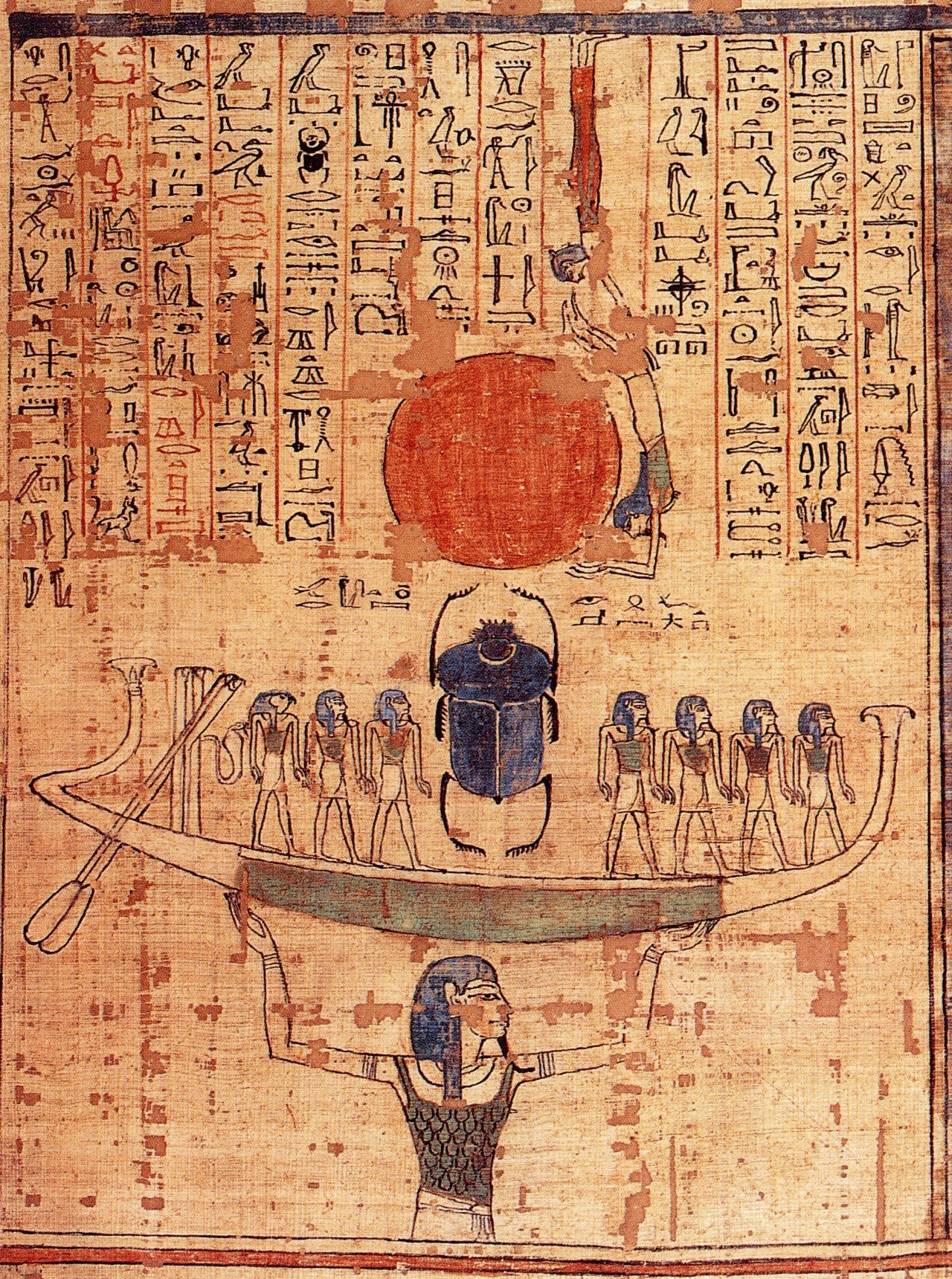
Noun élevant le Soleil dans le ciel qu'il crée (papyrus du Nouvel Empire).

Les mythes cosmiques sont à l'image de la géographie de l'Égypte antique. Les Nilotiques, par l'observation de leur environnement naturel, en premier lieu de la crue du Nil (personnifiée par Hâpy), ont conçu l'acte créateur comme l'établissement d'une dynamique cyclique. Le cycle doit se répéter infiniment afin de maintenir l'existence du monde. L'état d'avant la création est décrite comme la négation de tout ce qui existe :

« Pépi a été mis au monde dans le Noun alors que le ciel n'existait pas, alors que la terre n'existait pas, alors que rien n'existait (encore) qui fut établi, alors que le désordre même n'existait pas, alors que cette terreur qui devait naître de l'Œil d'Horus ne s'était pas encore produite. »

— Extrait du chap. 486 des Textes des pyramides.
L'univers repose sur un équilibre de deux forces opposées mais complémentaires. Les dieux et les hommes dans leurs actes quotidiens doivent veiller à ce que le désordre « isefet » ne renverse pas l'harmonie cosmique « Maât ». Cette tension entre ces deux opposés s'incarne mythologiquement dans le conflit qui oppose Seth, l'élément perturbateur, l'agressivité de la puissance, à Horus la divinité qui rassemble en elle toutes les forces utiles au maintien de la vie. L'existence humaine, tant corporelle que spirituelle est basée sur les quatre premières actions du Dieu créateur :

« J'ai créé les quatre vents afin que chaque homme puisse respirer dans son environnement. C'est l'une des actions. J'ai créé la grande inondation afin que pauvre et riche puissent s'en emparer. C'est l'une des actions. J'ai créé chaque homme semblable à l'autre. Je n'ai pas ordonné qu'ils fassent le mal (isefet) ; mais leurs cœurs ont désobéi à mes propos. C'est l'une des actions. J'ai fait en sorte que leurs cœurs n'oublient pas l'Occident, afin qu'ils fassent des offrandes aux dieux des nomes. C'est l'une des actions. »

— Extrait du chap. 1130 des Textes des sarcophages.
Les principaux récits mythologiques sont apparus dans les trois plus importants centres religieux de l'Égypte naissante : Héliopolis, Hermopolis et Memphis. Aussi différentes qu'elles puissent paraître, les cosmogonies égyptiennes ont un principe commun : l'énergie du Noun précède et alimente l'Univers symbolisé par la Barque de Rê. Mais ce dernier doit se régénérer régulièrement, faute de quoi, il sombre dans le chaos et le néant ; c'est la tâche du culte divin. La manifestation de cette énergie est le démiurge (que ce soit Atoum, Neith, Sobek ou Taténen) qui s'est créé lui-même, qui a pris forme sur le tertre issu de l'océan primordial, le Noun, puis mis en marche la machine cosmique, avant d'engendrer les éléments qui allaient compléter et entretenir la création.
Mais l'univers n'a pas été créé définitivement : au contraire, il est soumis aux contraintes du temps et des cycles, il peut disparaître et se renouveler. Seul le cycle lui-même, la dynamique de la création, l'énergie mise en œuvre (incarnée par le phénix Bénou) sont éternels. Même les dieux sont susceptibles de succomber. Pour les anciens Égyptiens, les dieux habitaient aussi sur terre dans leurs temples. Mais il fallait les honorer pour qu'ils continuent, non seulement à y résider, mais également pour les maintenir en vie. Pour cela, les prêtres priaient, dansaient, chantaient et leur apportaient des offrandes de nourriture et d'objets précieux.

## Temple

### Microcosme

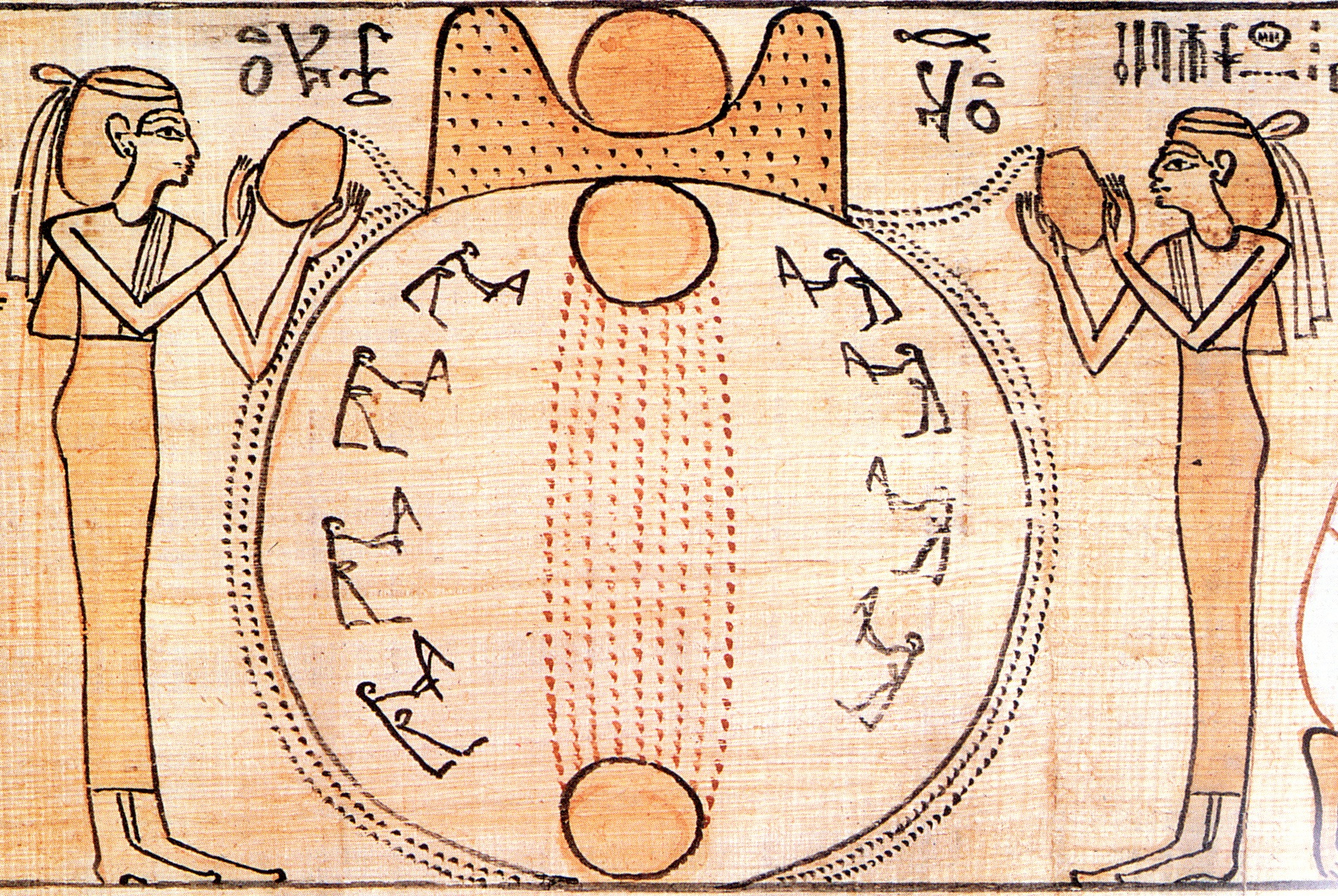
Illustration mythologique du trajet solaire
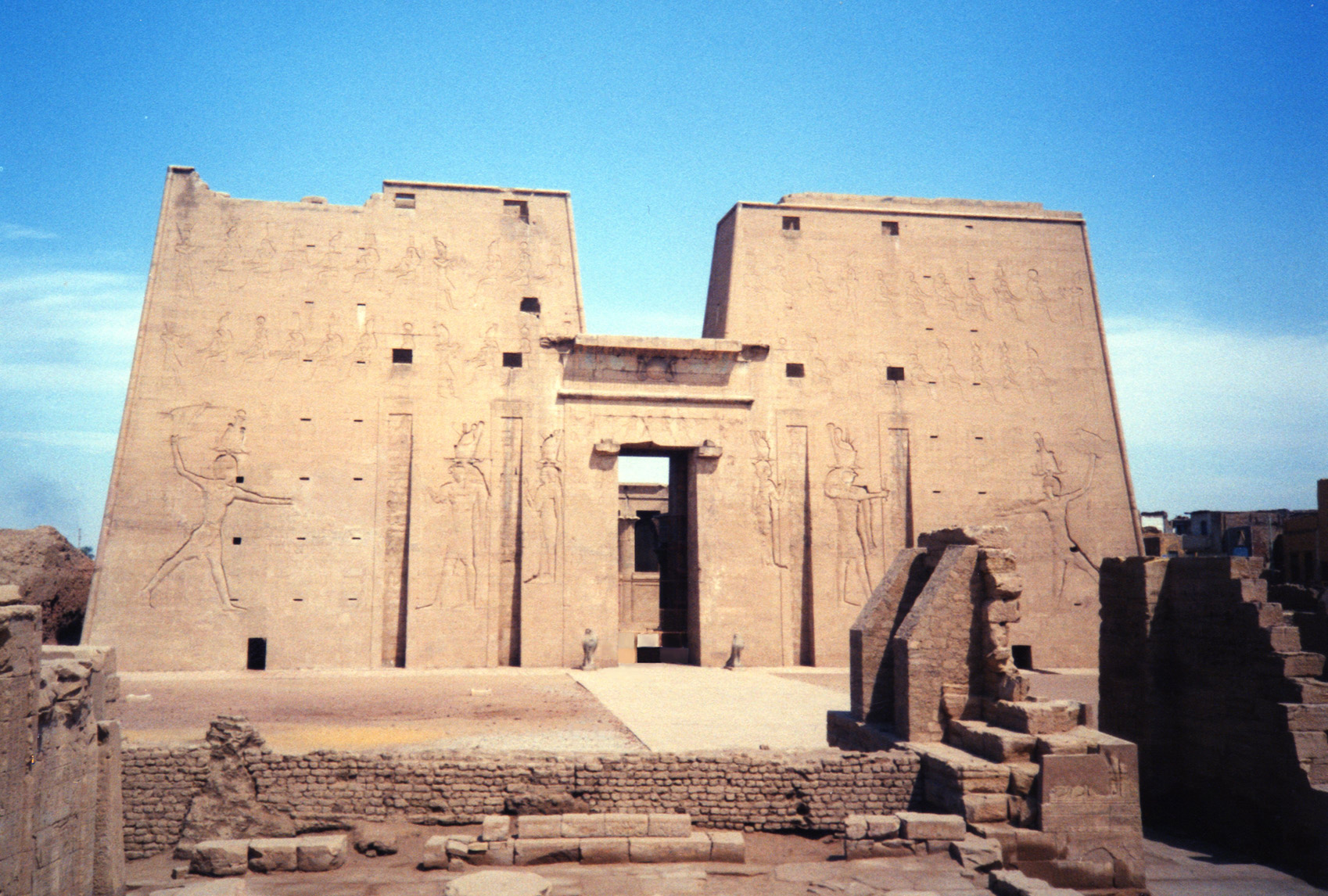
Pylônes du temple d'Edfou
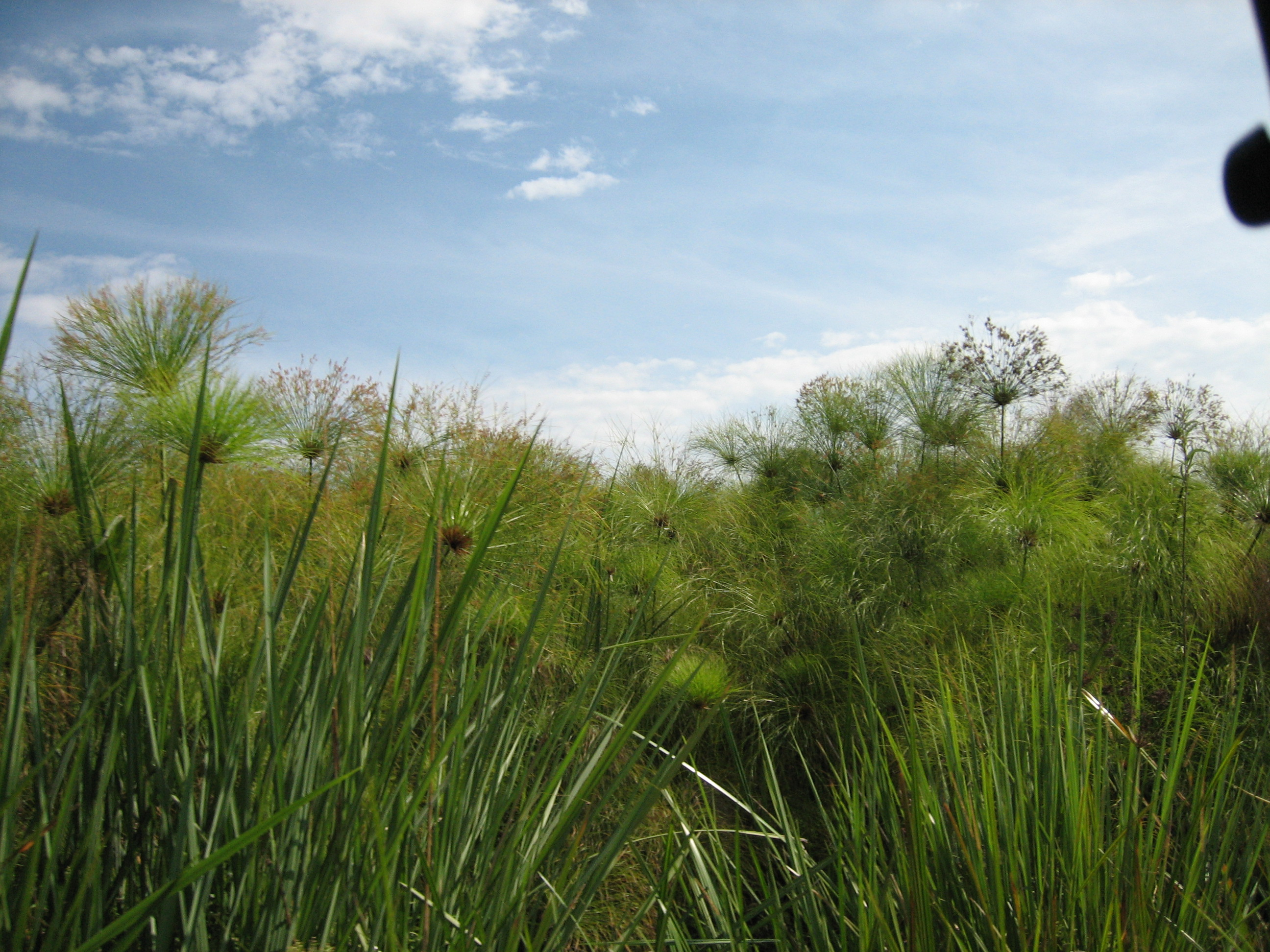
Un marécage encombré de papyrus
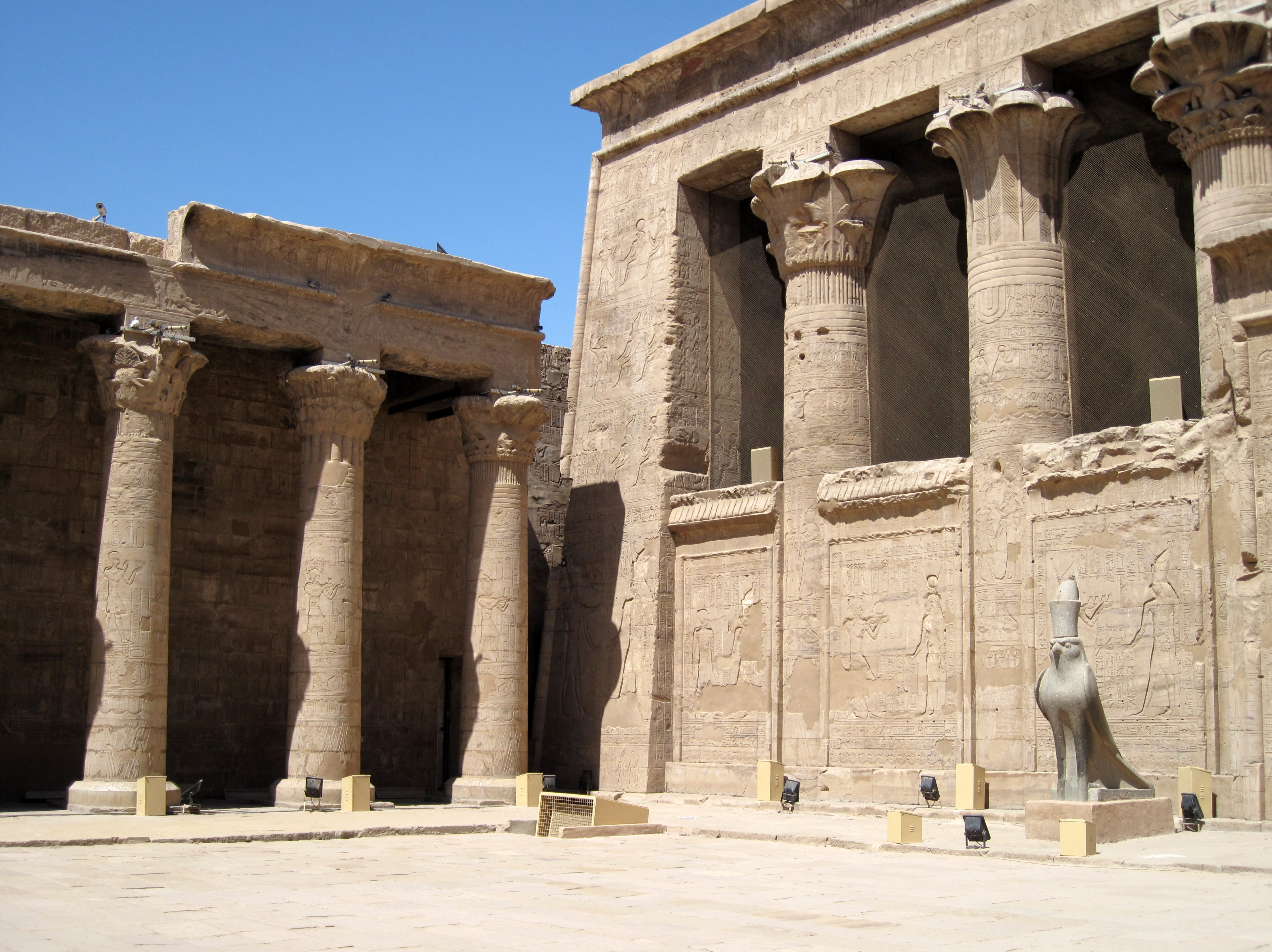
Colonnes papyriformes du temple d'Edfou.

Le dieu créateur Atoum-Rê après avoir créé et régné sur le monde s'est retiré dans le ciel après une révolte humaine. Il est cependant représenté sur terre par le pharaon considéré comme son successeur. Après avoir bénéficié des rites du couronnement, l'individu qui assume la charge royale est vu comme une personne sacrée assimilée à Horus, fils d'Isis et d'Osiris mais aussi fils de Rê ou d'Amon-Rê. Le rôle du pharaon est avant tout d'assurer un lien entre le peuple d'Égypte resté sur terre et le peuple divin réfugié dans le ciel. Les rites et les cultes célébrés dans les temples rappellent et se réfèrent sans cesse au « Temps de la Première fois », c'est-à-dire le moment de la Création et l'époque où les divinités et les humains ne formaient qu'un seul peuple. Le temple est considéré comme l'endroit où le dieu créateur s'est posé pour la première fois après s'être extirpé des eaux du Noun. L'Égypte ayant connu plusieurs mythes de la « Première fois », ce lieu d'émergence a été vu de plusieurs manières mais toujours inspirés par le contexte géographique du pays ; une île émergeant des eaux du Nil (Héliopolis), un amas de papyrus flottant sur le fleuve (temple d'Edfou), une fleur de lotus s'ouvrant au petit matin (Hermopolis). Du fait de la révolte humaine contre Rê, le temple égyptien ne peut pas être vu comme un lieu de rassemblement populaire. Le peuple égyptien est vu comme les descendants des insurgés rescapés de la répression divine, ceux qui ont échappé aux griffes de la terrible lionne Sekhmet envoyée par Rê pour mater la révolte. Le temple et le pharaon, grâce aux rites qui miment les événements mythiques, s'inscrivent dans des temps et des lieux d'avant la révolte. Le temple est un retour aux origines et une image du cosmos tel qu'il fut imaginé par le dieu créateur. L'architecture sacrée fait du temple un microcosme. La muraille qui l'entoure est la manifestation du combat entre les armées du dieu créateur contre celles d'Apophis (le serpent maléfique), les eaux du lac sacré situé à l'intérieur du téménos rappellent le Noun, les deux môles du pylône d'entrée sont les montagnes de l'Orient et de l'Occident (les lieux d'apparition et de disparition du soleil), les colonnes papyformes évoquent le marais primordial, le défilé des génies des nômes évoque l'abondance issue des champs fertilisés par la crue du Nil, le plafond est un ciel où prennent place les représentations des étoiles et de Nout la voûte céleste, etc.

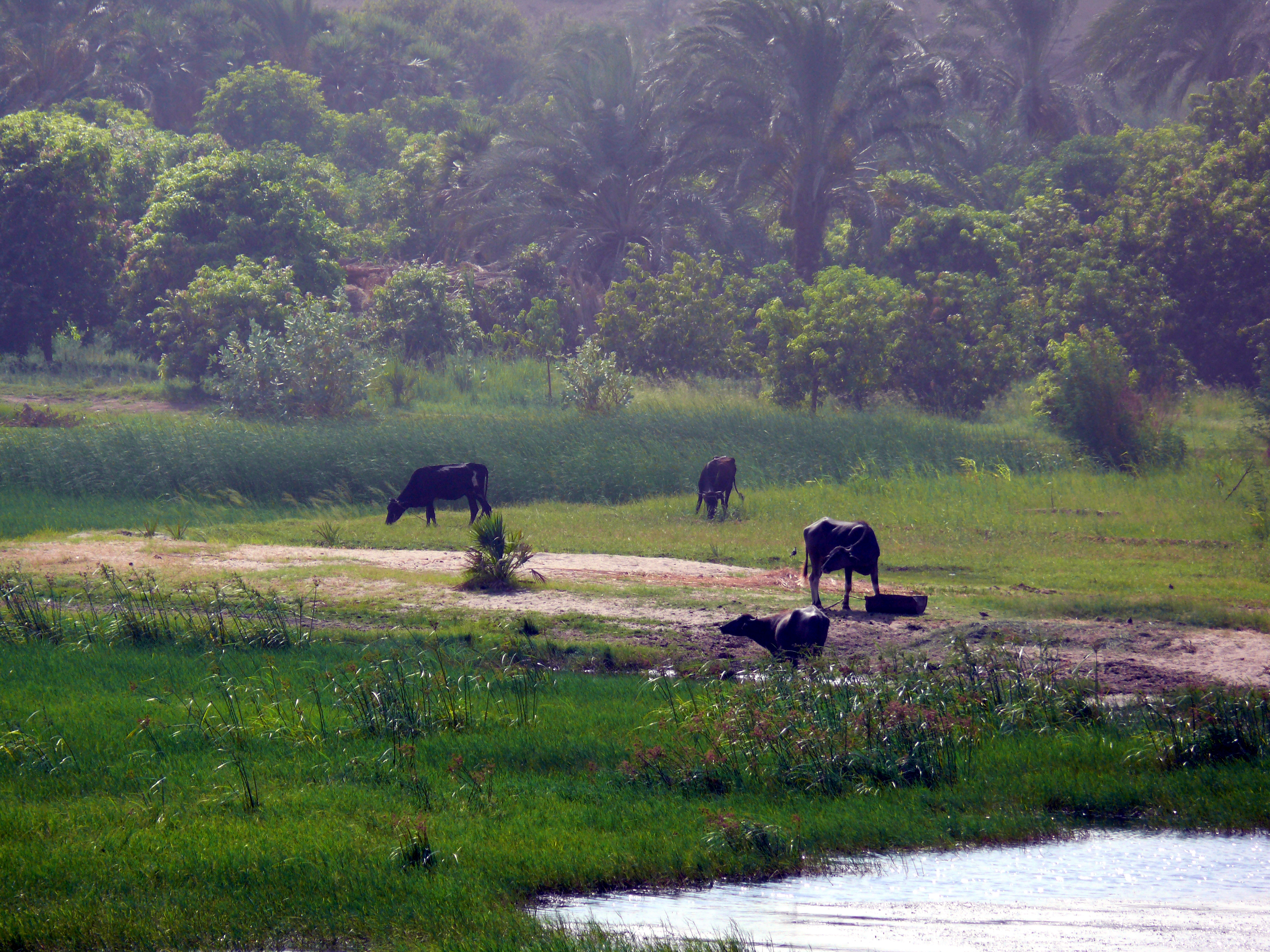
Champs cultivés au bord du Nil
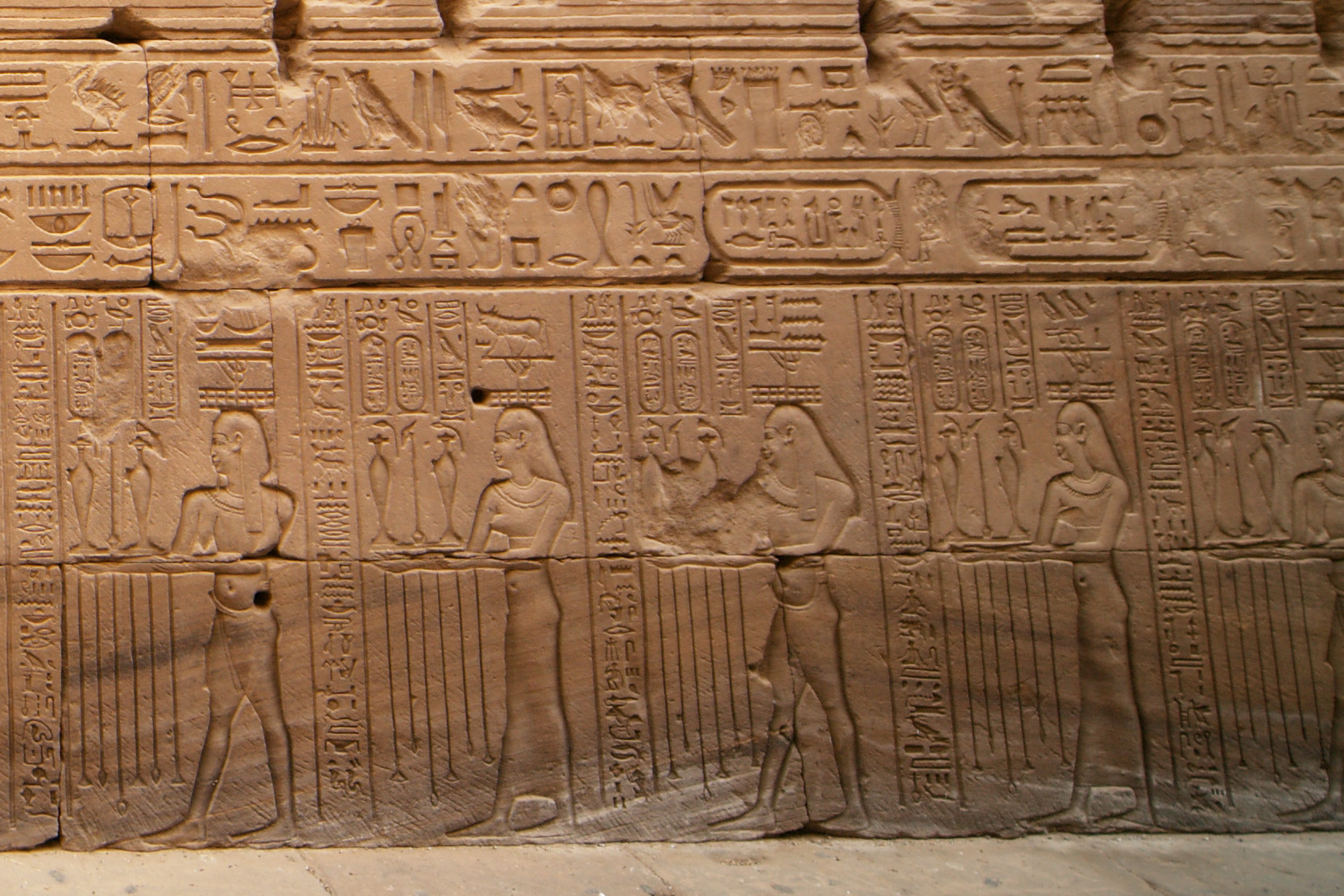
Défilé de génies de l'abondance
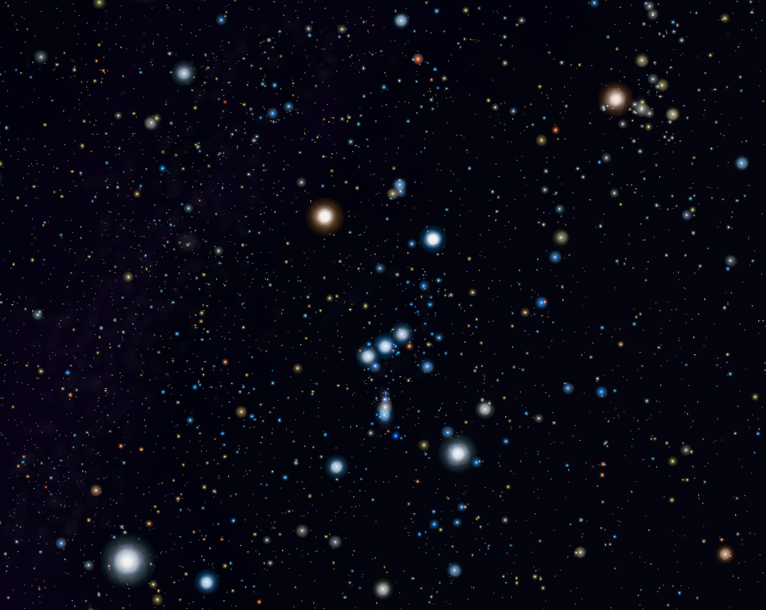
La constellation d'Orion dans le ciel nocturne.
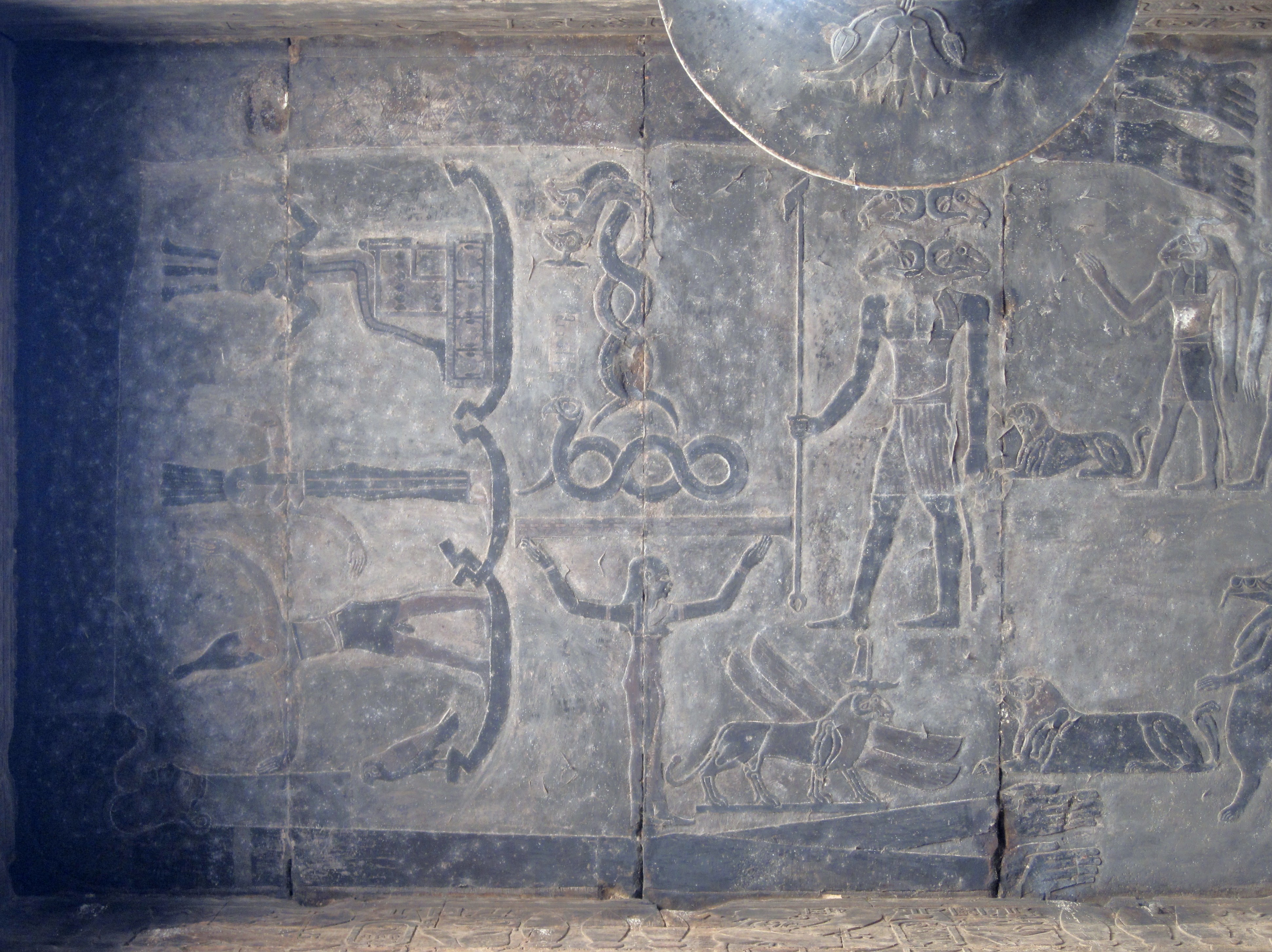
Scène astronomique du plafond du temple d'Esna

### Statues cultuelles

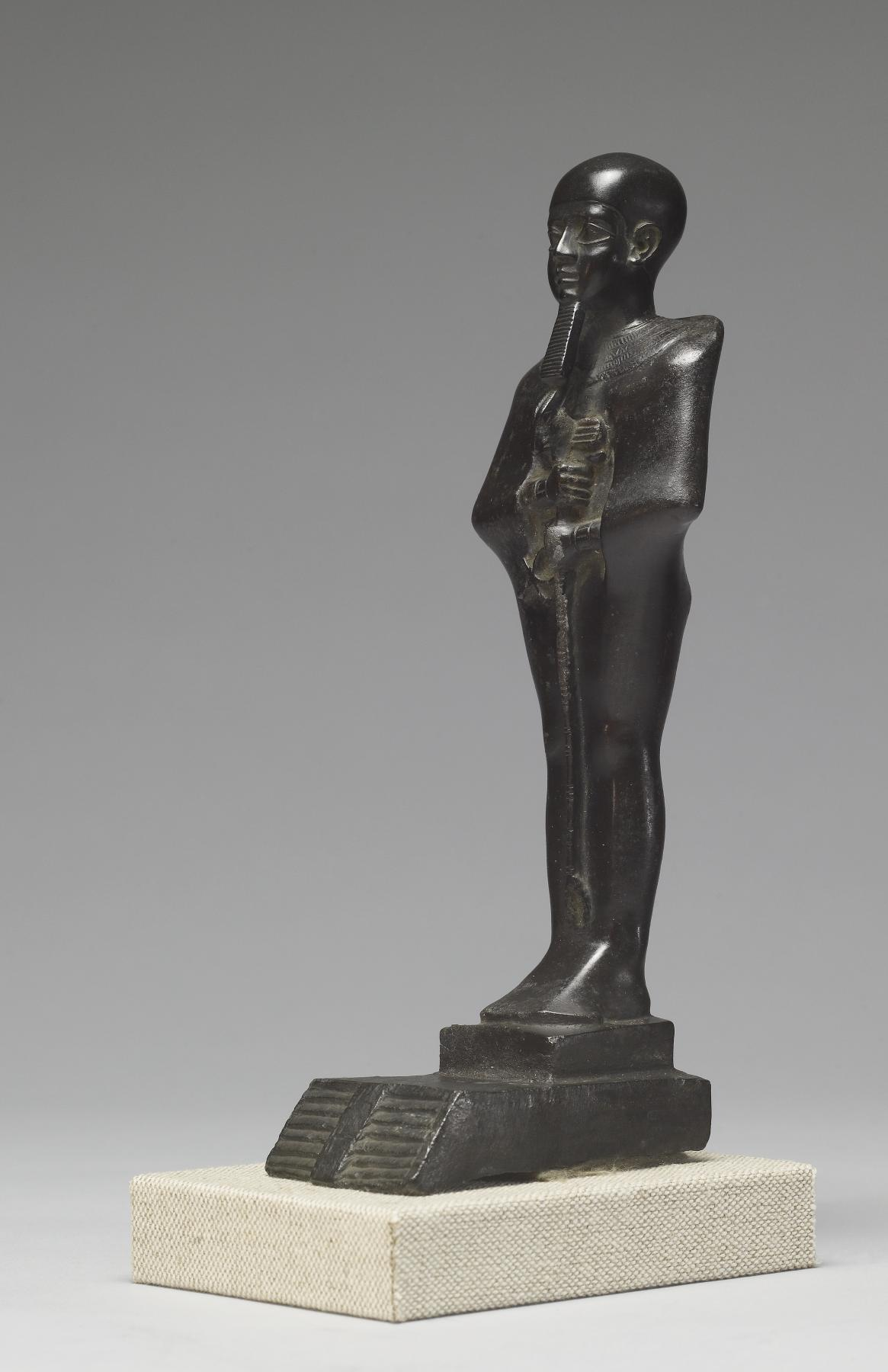
Statuette de Ptah, Walters Art Museum, Baltimore.

Il ne faut pas imaginer que les Anciens Égyptiens se figuraient leurs divinités comme étant réellement des animaux ou des êtres surhumains à tête d'animaux. La diversité des représentations indique que l'iconographie divine n'est qu'une manière de décrire la nature véritable des dieux. Les statues à l'intérieur des temples, mais aussi toutes les autres représentations picturales (fresques, bas-relief) ne sont que des réceptacles ; des symboles destinés à accueillir la véritable manifestation de la divinité. Les divinités sont des puissances invisibles, dispersées dans tout l'univers créé. Le seul moyen d'entrer en contact avec elles est leurs représentations cultuelles. Ces idoles façonnées par les hommes n'ont pas été vues comme une invention humaine mais comme un don du Dieu créateur. Les statues divines ont été créées en même temps que les dieux et les hommes par le dieu Ptah, le démiurge de la ville de Memphis :

« Il arriva donc que l'on dise de Ptah : " Celui qui a tout créé et fait venir les dieux à l'existence. Il est Taténen qui a donné naissance aux dieux et de qui sont issus tous les biens, les aliments bienfaisants, les nourritures, les divines offrandes, toutes choses bonnes et belles. (...) Il a donné naissance aux dieux. Il a fait les villes. Il a fondé les nomes. Il a placé les dieux dans leurs sanctuaires. Il a fait prospérer leurs offrandes. Il a fondé leurs chapelles. Il a fabriqué leurs corps selon le souhait de leurs cœurs ; et les dieux purent pénétrer dans leurs corps faits de bois de toutes essences, de pierres de toutes sortes, d'argile, ou de toutes (autres) choses qui croissent sur lui, et en lesquelles ils se manifestèrent." »

— Extraits de la Pierre de Chabaka, XXVe dynastie. Traduction de Claire Lalouette.
Sur les scènes pariétales du temple le pharaon est le seul interlocuteur et le seul médiateur avec les divinités domiciliées dans le temple. Mais, ne pouvant se rendre dans tous les lieux de culte, il délègue à des prêtres l'accès aux statues cultuelles. Chaque matin, la divinité endormie dans le naos est réveillée par des hymnes. Après cela, elle est lavée puis habillée de vêtements tissée avec le lin le plus fin. Elle est ensuite nourrie par la présentation de nombreuses offrandes alimentaires. Au terme du repas, le prêtre présente à la divinité de l'encens et la Maât sous la forme d'une petite statuette. D'ailleurs dans quelques petits temples, on s'est contenté, faute de place, de ne représenter que ce moment du rituel.

### Rites cultuels

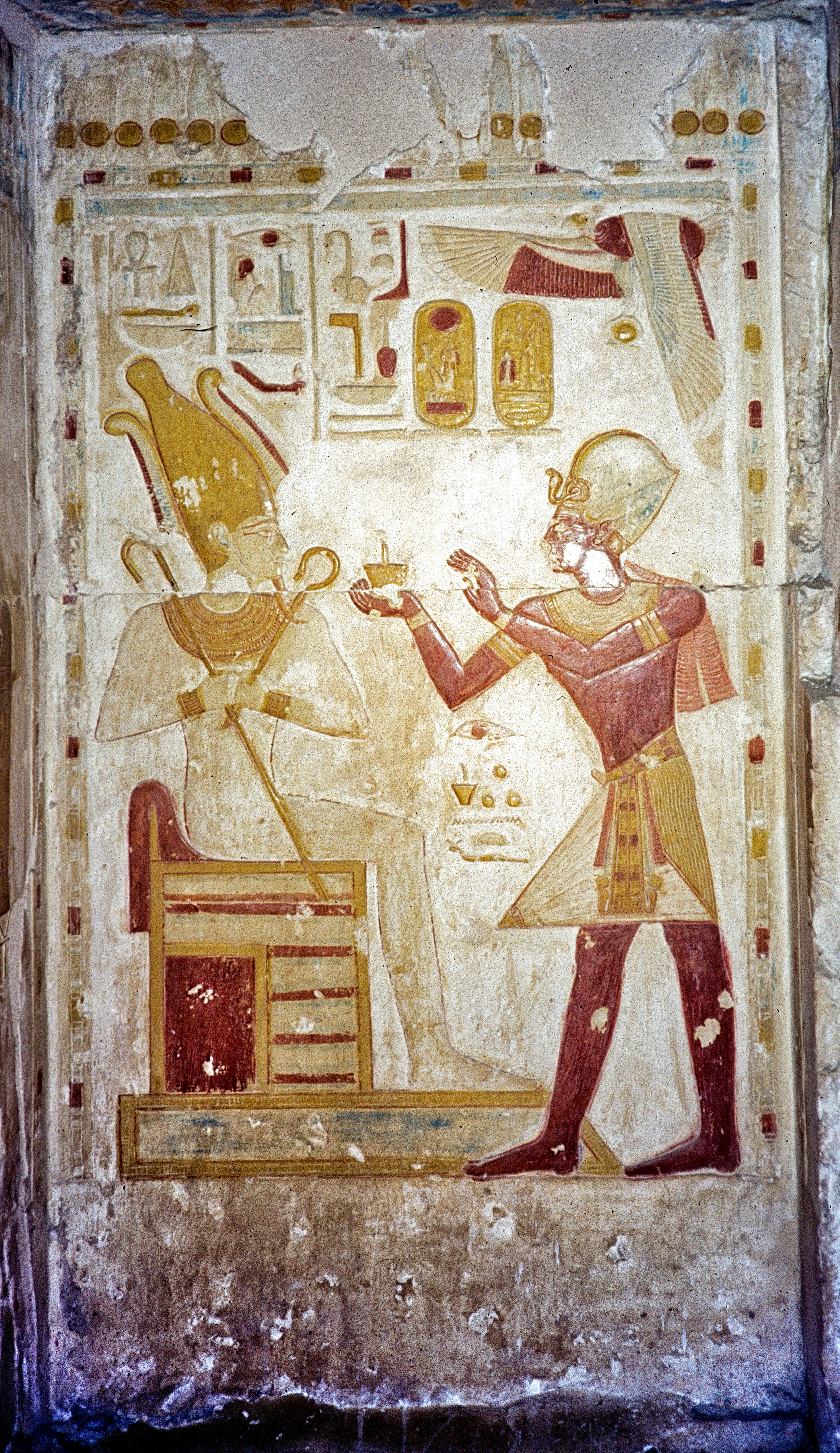
Purification par l'encens.
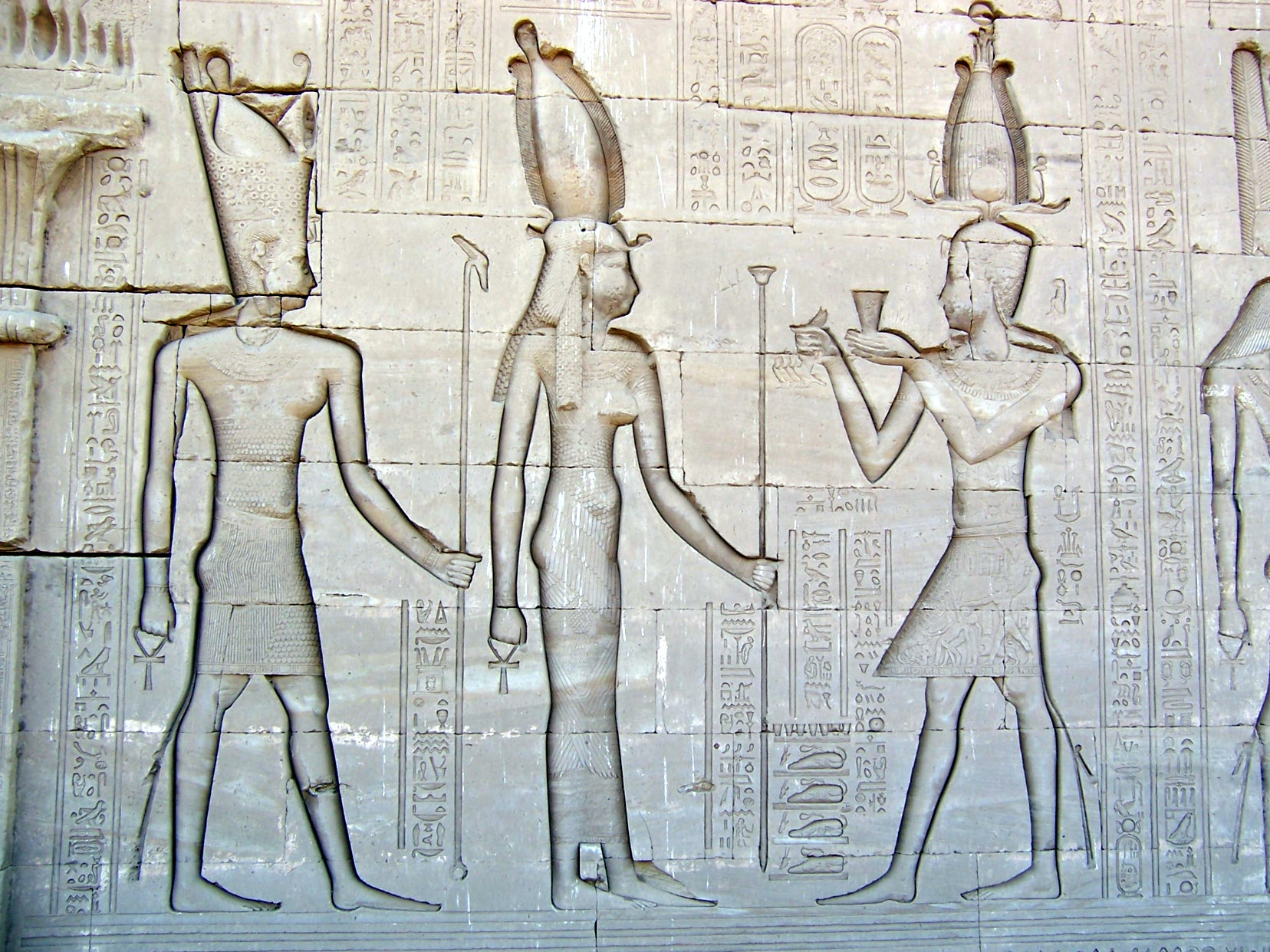
Offrande de vin et d'oies.
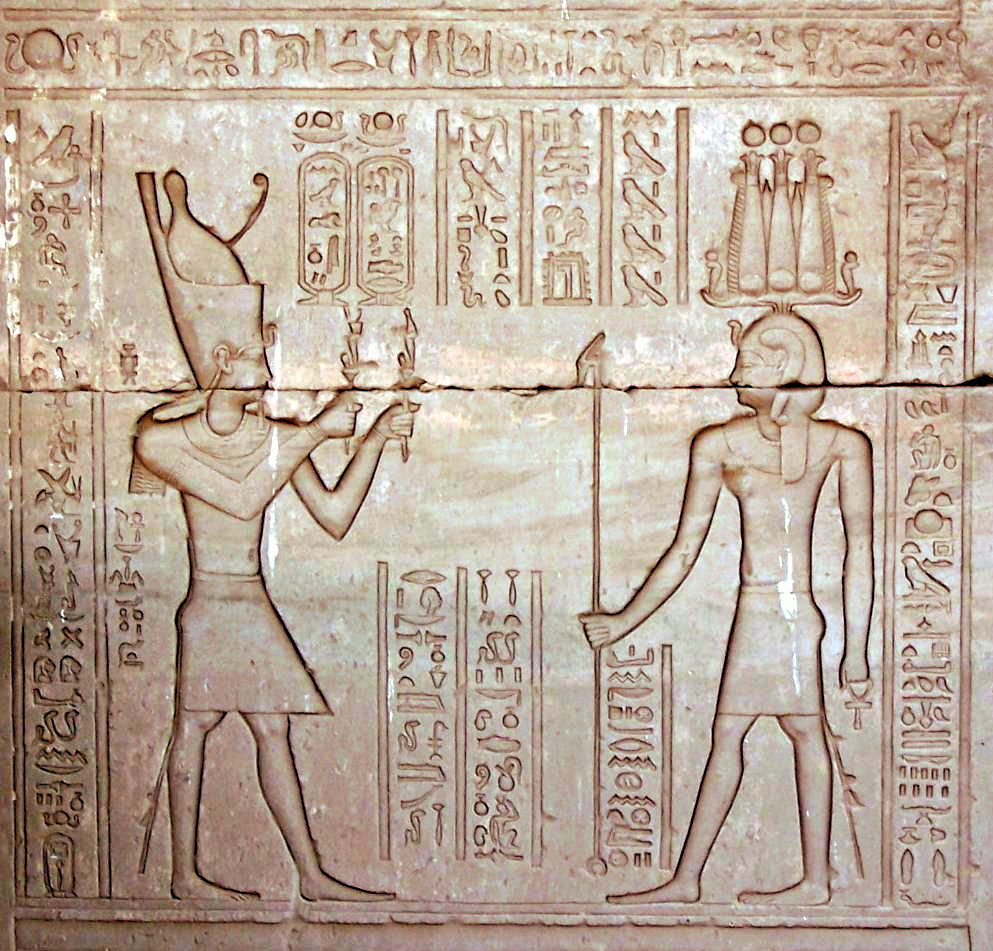
Offrande de deux uræus.
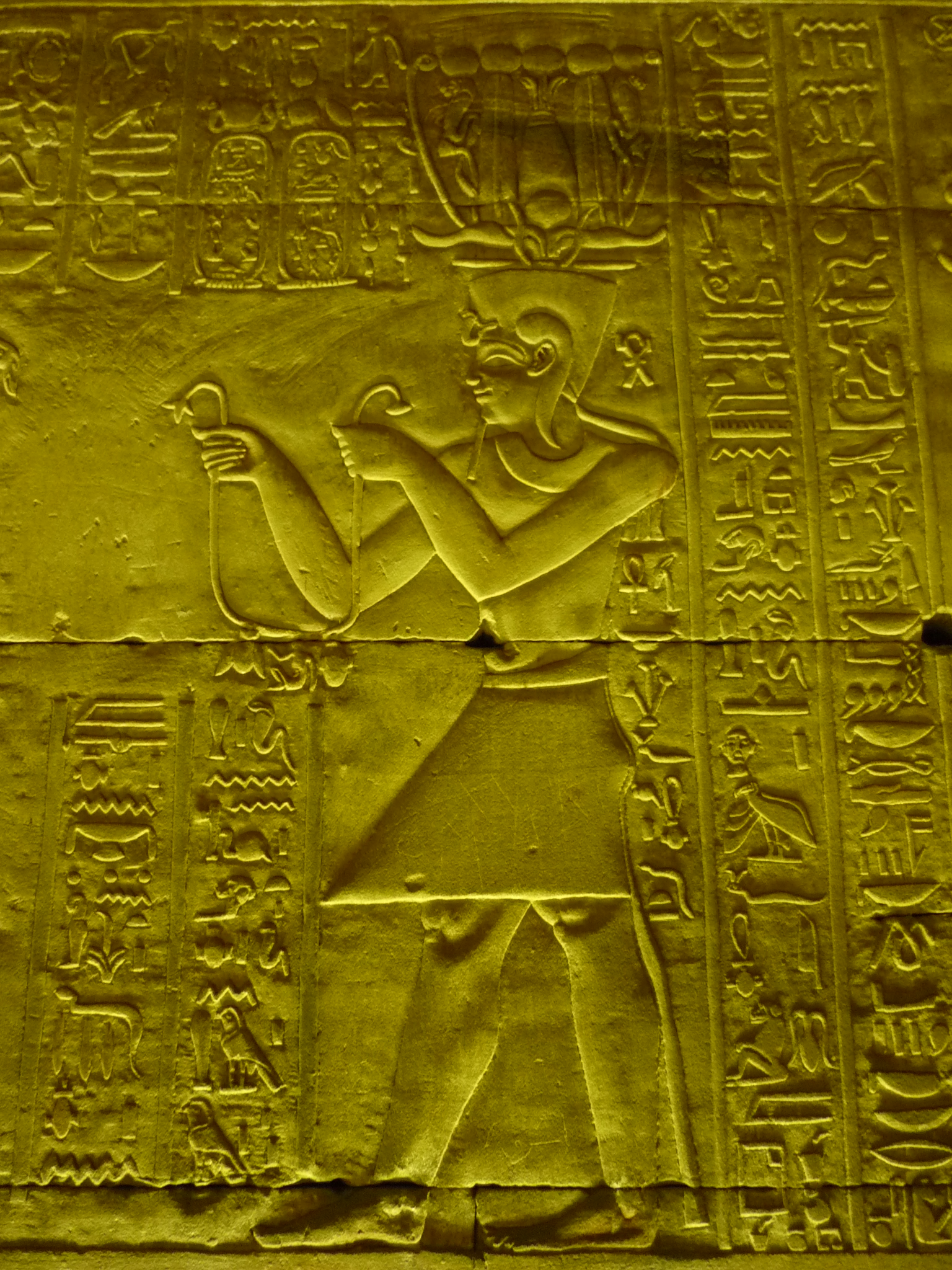
Offrande du pectoral « cœur d'or ».

Les temples égyptiens à travers leurs différentes scènes pariétales offrent près de 200 types de rituels exécutés en l'honneur des divinités. Sans tous les citer on peut rapporter une demi-douzaine de gestes d'offrandes de boissons (eau, bière, vin ou lait), une quarantaine de gestes d'offrandes de nourriture (pains, gâteaux, viandes rôties, légumes, papyrus, céréales, fruits, miel), une cinquantaine de gestes d'offrandes diverses (onguents, étoffes, pierreries, couronnes, colliers, pectoraux, amulettes), mais aussi trente différents rites en rapport avec la royauté et soixante-dix rites en rapport avec la régénération divine, le cosmos et la défense apotropaïque de l'univers. Les murs du temple d'Horus à Edfou sont ainsi couverts par plus de 1 800 scènes de ce genre. Le choix et la répartition des offrandes et des rites dépend du Dieu honoré dans le temple. À Edfou, le culte est orienté vers la royauté d'Horus, à Dendérah vers la féminité d'Hathor et à Philæ vers le retour de la crue du Nil. Les offrandes sont en effet liées aux spécificités des divinités. Geb le dieu de la terre reçoit surtout des bouquet de fleurs, les dieux de la première cataracte comme Khnoum, Anoukis, Isis et Osiris reçoivent des libations d'eau, tandis que les dieux-enfants reçoivent du lait. Le pharaon en échange espère en retour une bonne crue du Nil, la fertilité des champs, la perpétuation de cosmos, etc. Le souverain n'hésite pas à s'adresser à toute une série de divinités mineures mais jugées très efficaces dans leurs spécialités. La déesse-vache Hésat donne le lait, le dieu céréalier Nepri le bon pain, le dieu du pressoir Chesmou les huiles et le vin, la déesse Menqèt la bière, Taït les étoffes, etc. Généralement le pharaon ne s'adresse qu'à une seule divinité mais ces dernières peuvent aussi se présenter en couple ou en groupe. Les scènes gravées sur les murs des temples ne représentent pas forcément la réalité du culte. La représentation des offrandes constitue une sorte d'hommage perpétuel aux divinités et l'on espère d'elles en retour une abondance de biens.

### Offrande de la Maât
La Maât est la perfection vers laquelle les humains doivent tendre. Dans les temples, de nombreuses représentations montrent le pharaon, c'est-à-dire le représentant de l'humanité, en train d'offrir la Maât aux dieux. Des affirmations théologiques comparent la Maât aux nourritures terrestres, pains, bières, victuailles ou à l'encens. La Maât est une substance spirituelle qui depuis les origines du monde fait vivre les divinités :

« Nou dit à Atoum : Respire ta fille Maât ! Porte-la donc à ta narine afin que ton esprit puisse vivre ! Puissent-ils ne pas être loin de toi ! C'est ta fille Maât avec ton fils Shou dont le nom est "Vie". Puisses-tu te nourrir de ta fille Maât ! C'est ton fils Shou qui te soulèvera ! »

— Extrait du chap. 80 des Textes des sarcophages.
Le cycle du don et du contre-don de la Maât ; ses allers-retours entre le monde divin et le monde humain est résumé dans un texte inscrit dans la tombe thébaine TT49 :

« Ô Rê c'est à celui qui a créé Maât que Maât est offerte. Verse Maât dans mon cœur afin que je la transmette à ton Ka. Je sais bien que tu vis d'elle, c'est toi qui as créé son corps. »

— Traduction d'après Erik Hornung.
La Maât est l'élément qui permet la cohésion de l'univers. Selon la volonté de Rê, la Maât demeure parmi les hommes, dans leurs cœurs. Mais pour qu'elle reste auprès d'eux, il faut qu'ils parlent et agissent selon ses normes. Dès les Textes des pyramides, le roi parle et agit en fonction de la Maât ; toutes ses paroles sont la Maât. L'affaiblissement de la monarchie et les désordres socio-politiques de la Première Période intermédiaire ont été vus comme un temps où la Maât a été chassé. Un temps où le désordre isefet fut la norme des comportements humains. La Maât est ce qui permet la cohésion de la société égyptienne et l'ingrédient essentiel de l'harmonie cosmique ; le monde divin et le monde terrestre formant un tout insécable. La Maât est une notion globale. Elle est les bonnes récoltes, les bonnes paroles, les bons gestes et comportements, la bonne administration, les bonnes prières et les bons rituels cultuels. Tous les êtres de la création ; les divinités, le pharaon, les hommes y sont soumis. La Maât est à la base de l'économie agricole, de la gestion des ressources, de la justice et des cultes. Toutes ces notions se rejoignent dans le corps symbolique du pharaon. Le roi vit de la Maât, il l'offre aux puissances du ciel et vers le peuple terrestre d'Égypte.

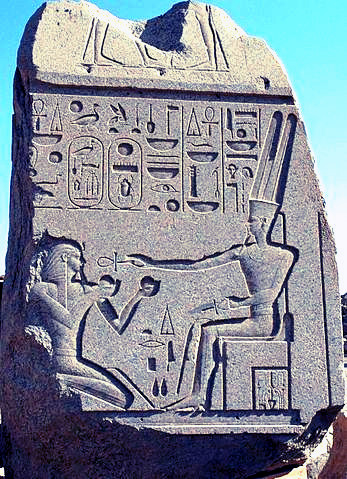
Amon offre la vie-Ânkh à Thoutmôsis III en échange d'une offrande.
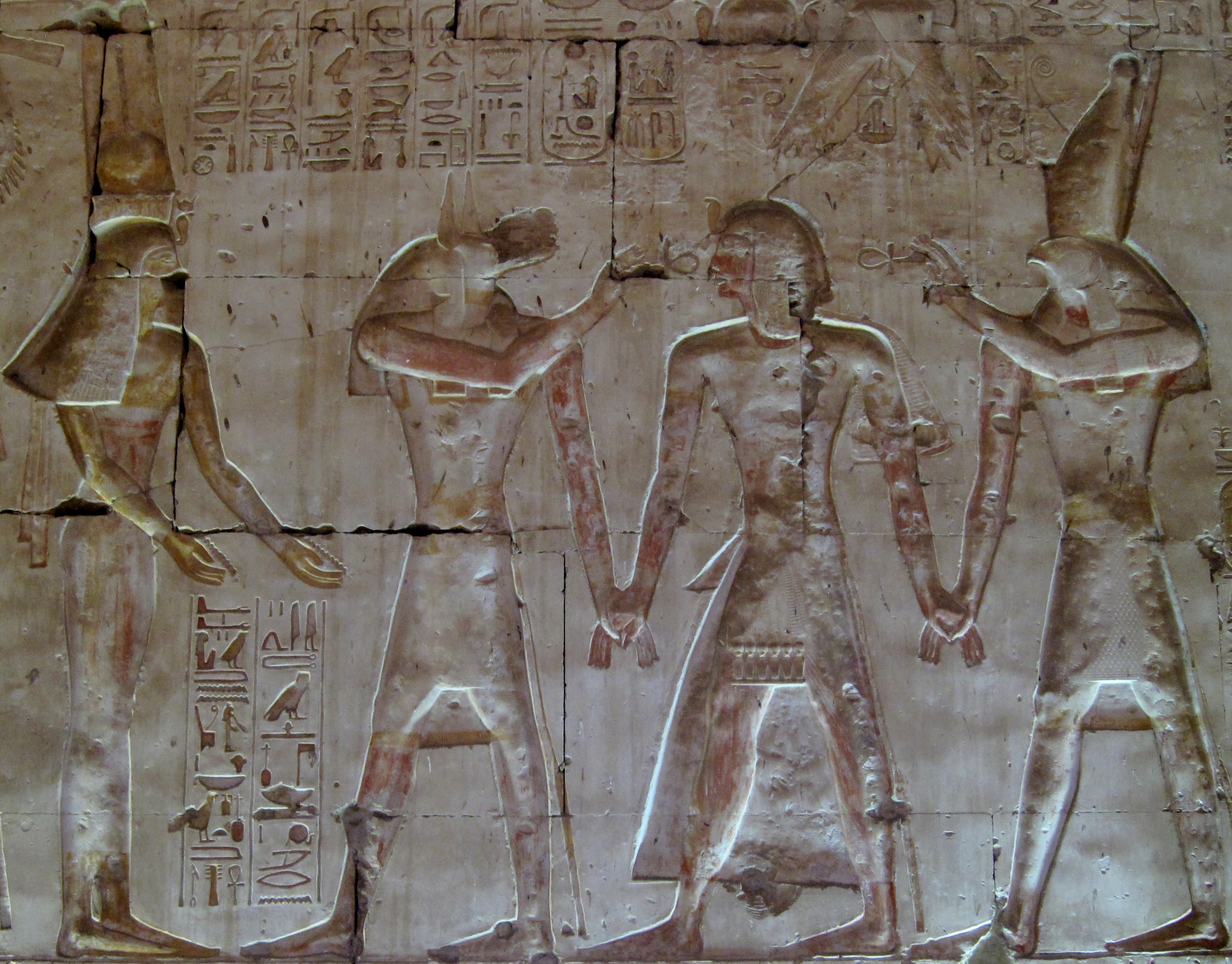
Anubis et Horus offrent la vie-Ânkh à Ramsès II.
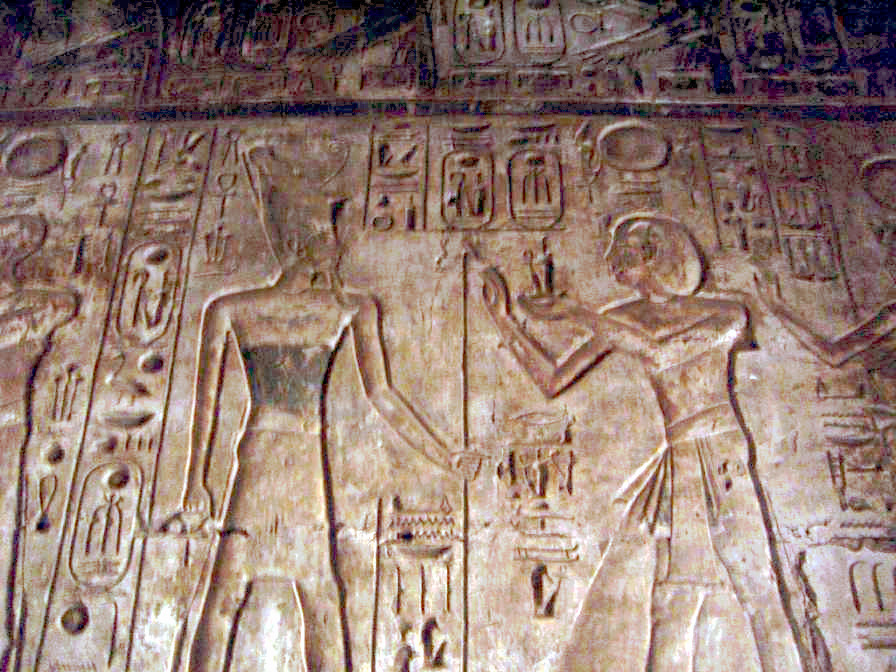
Ramsès IV offre la Maât à Atoum.

### Envoûtement

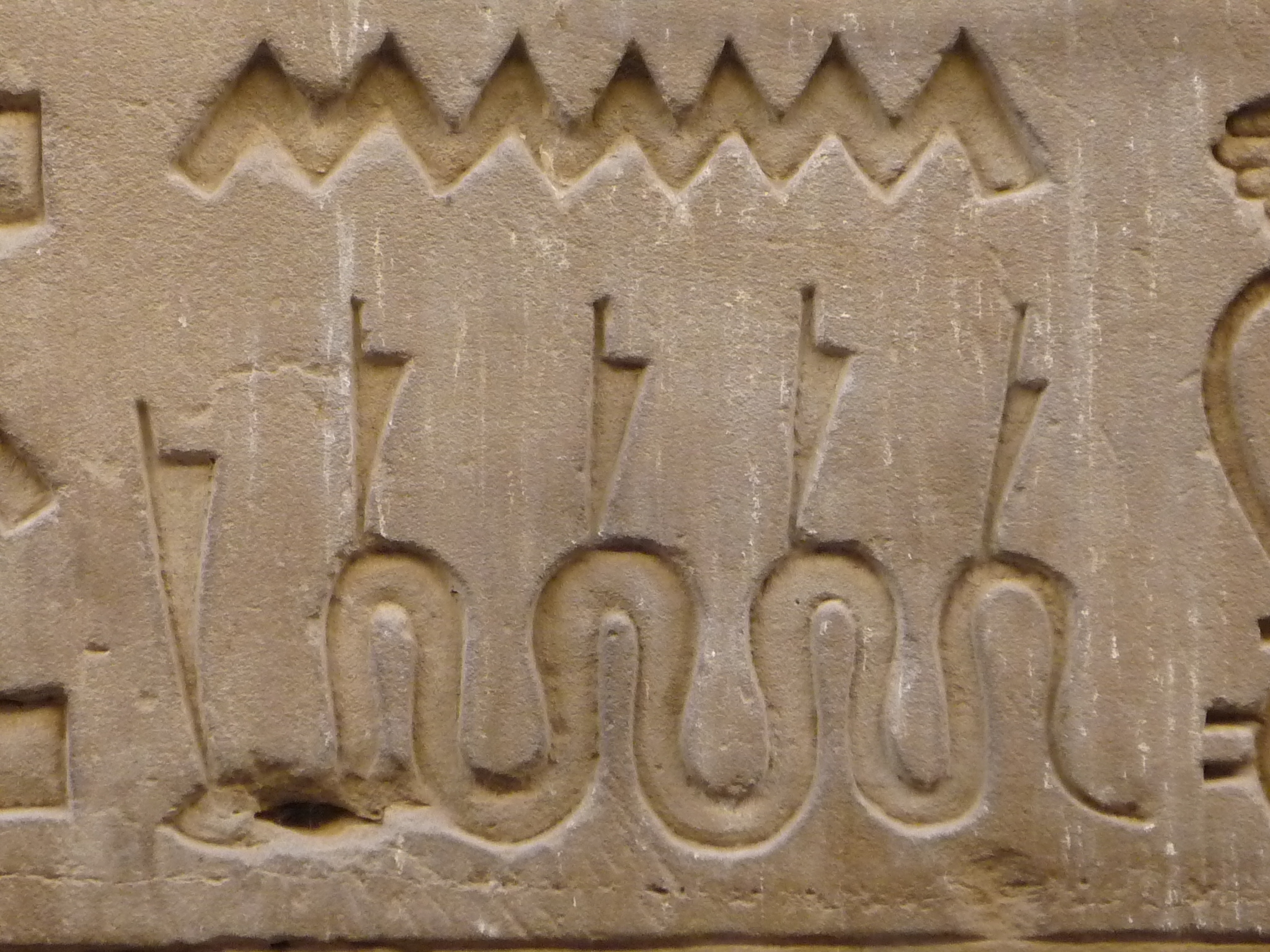
Apophis transpercé par des couteaux.

En Égypte antique, l'envoûtement est une pratique institutionnelle dirigée contre les ennemis politiques de l'institution pharaonique et contre les ennemis mythologiques du dieu solaire ; les premiers étant assimilés aux seconds. L'envoûtement est une pratique fondée sur les lois de la magie sympathique où le semblable agit sur le semblable. La représentation d'une chose agit sur la chose représentée. Façonner la statuette d'un ennemi puis lui donner son nom, c'est agir sur lui. Le but est de s'emparer de sa volonté pour l'obliger ou l'empêcher de faire certains actes. Les fouilles archéologiques ont révélé de nombreuses figurines datées de la VIe dynastie ensevelies dans les nécropoles situées autour de la pyramide de Khéops. À cette époque, les ennemis visés sont surtout les Nubiens. Le site de la forteresse de Mirgissa (dans l'actuel Soudan à la hauteur de la deuxième cataracte) a quant à lui révélés quatre statuettes en albâtre et des centaines de vases d'envoûtement brisés datés de la XIIe dynastie. Le matériel d'envoûtement (vases ou figurines en cire) sont généralement associés à la couleur rouge considérée comme maléfique puis brisés à la fin du processus opératoire. Dès l'Ancien Empire, les Textes des pyramides évoquent le rituel de « briser les vases rouges ». Au Nouvel Empire, dans les textes magico-religieux, la couleur rouge est très souvent associée au serpent Apophis puis dans les rituels de la Basse Époque au dieu Seth. Dans l'écriture, le serpent et l'animal séthien sont souvent transpercés de couteaux pour annihiler leurs aspects néfastes. Les rituels d'envoûtement étaient pratiqués au sein des temples au profit du pharaon et pour le bien de tous. Cette magie est perçue comme un moyen de maintenir la Maât (l'ordre cosmique) :

« Si on néglige toutes les cérémonies d'Osiris, en leur temps, dans ce district, et toutes ses fêtes du calendrier civil, ce pays sera privé de ses lois, (...). Si on ne décapite pas l'ennemi qu'on a devant soi, (qu'il soit modelé) en cire, (dessiné) sur papyrus vierge ou sculpté en bois d'acacia ou en bois de hema, suivant toutes les prescriptions du rituel, les étrangers se révolteront contre l'Égypte, et, il se produira la guerre et la rébellion dans le pays tout entier ; on n'obéira plus au roi dans son palais et le pays sera privé de défenseurs. Ouvrez les livres, voyez les paroles divines et vous serez sages, suivant les plans des dieux. »

— Papyrus Jumilhac. Traduction de Jacques Vandier.
Les formules du Livre de renverser Apophis conservées par des exemplaires tardifs montrent que la pratique de l'envoûtement accompagne les autres gestes cultuels (offrandes, libations). Plusieurs fois par jour, les prêtres malmenaient le serpent Apophis par le biais d'une petite figurine en cire rouge ou d'une image dessinée sur une feuille de papyrus. La représentation était ensuite brutalisée ; crachat, piétinement, harponnement puis destruction par le feu:

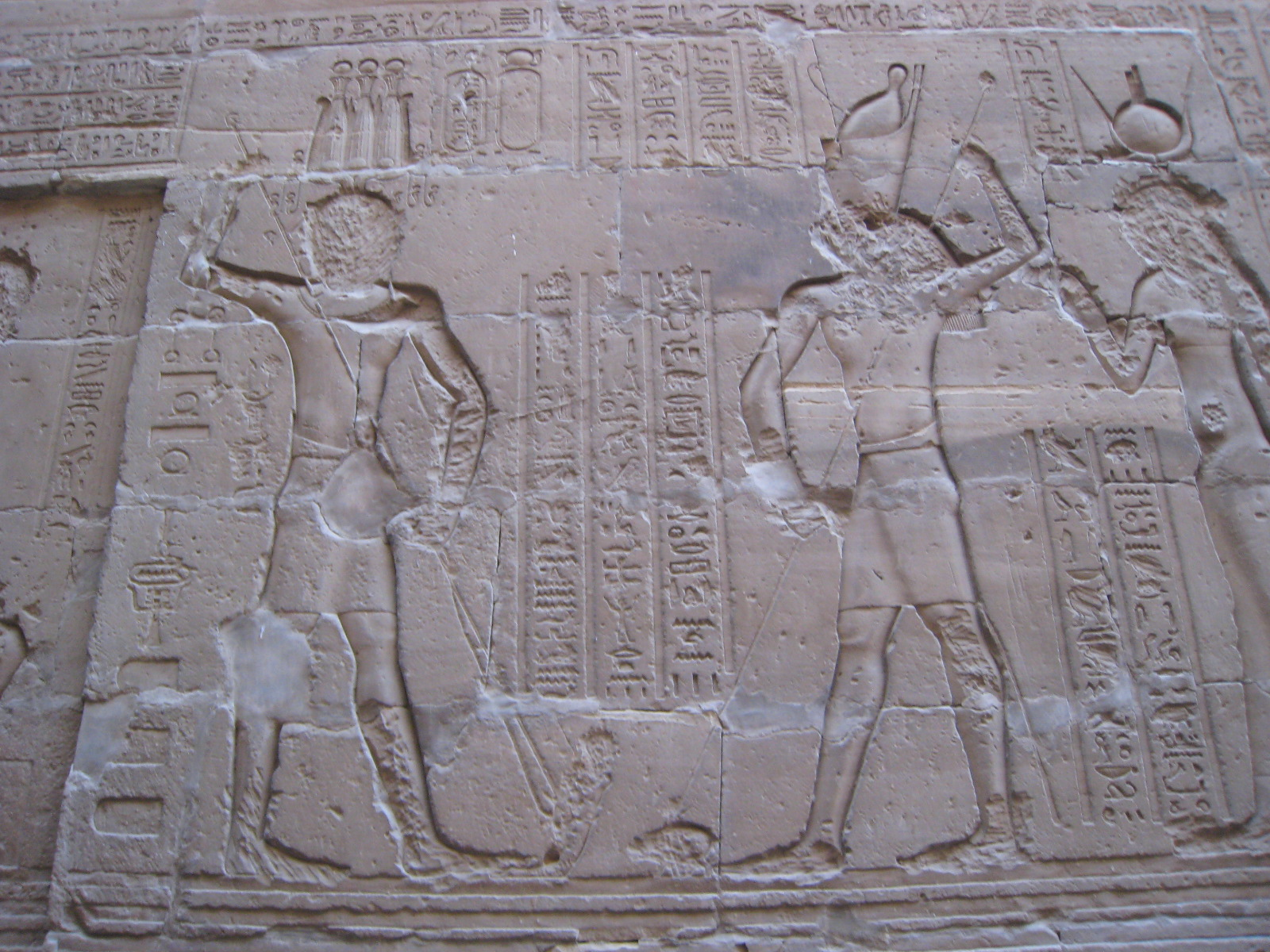
Rite du massacre de l'hippopotame (animal séthien) par pharaon. Temple d'Edfou

« Formule pour s'emparer de la lance afin de frapper Apophis. Paroles dites : « Horus a saisi sa lance de cuivre pour abattre les têtes des ennemis de Rê. Horus a saisi sa lance de cuivre pour abattre les têtes des ennemis de Pharaon — puisse-t-il être vivant, prospère et en bonne santé ! Vois, Horus a saisi sa lance de cuivre, et il a frappé les adversaires à la proue de sa barque. Dresse-toi donc, ô Rê, et chatie celui qui contre toi s'est rebellé, découpe Apophis avec le couteau, afin que la Compagnie du Méchant soit abattue. Dresse-toi, ô Pharaon, châtie celui qui contre toi s'est rebellé, découpe Apophis avec le couteau, afin que sa Compagnie soit abattue. (...) ». Cette formule doit être dite sur (une figure d') Apophis dessinée sur un papyrus vierge avec de l'encre verte, ce qui doit être placée sur le feu qui s'en saisira, en présence de Rê lorsqu'il se manifeste à l'aube, au zénith, et même le soir quand il se couche en vie dans son horizon, à la sixième heure de la nuit, à la huitième heure du jour, à la fin de la soirée, à la fin de la soirée, jusqu'à ce que soit achevée chaque heure du jour et de la nuit à la fête de la Nouvelle Lune, au jour de la fête du mois, à la fête du sixième jour, à la fête du quinzième jour, et de même chaque jour. »

— Papyrus Bremmer-Rhind (extraits). Traduction de Claire Lalouette.

## Communication

### Cauchemars

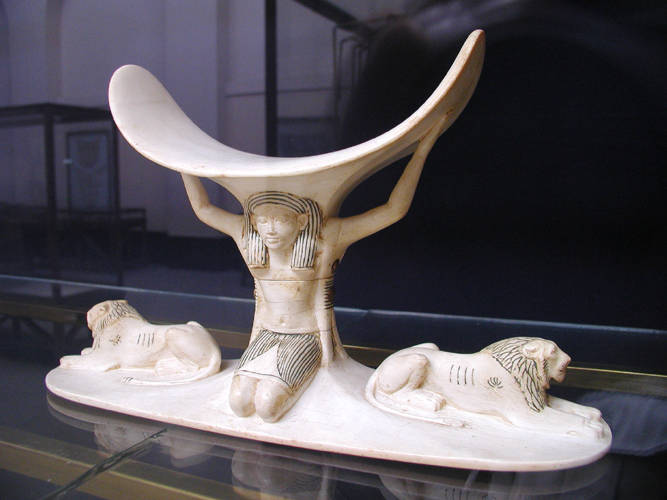
Appui-tête magique de Toutânkhamon destiné à éviter les cauchemars.

Avant le Nouvel Empire, la pratique de l'oniromancie (l'interprétation des rêves) n'existe pas car les Égyptiens ne font pas le lien entre rêve et révélation divine. Durant les Ancien et Moyen Empires, il n'y a que les mauvais rêves, les cauchemars qui sont pris en compte. Le sommeil est un monde hostile, un lieu de rencontre avec les morts dangereux et les puissances maléfiques. Tous les moyens sont bons pour apaiser leur colère : offrandes, prières, talismans, formules magiques. Le sommeil n'est pas un concept qui a été divinisé, contrairement à l'Hypnos des Grecs anciens. La dangerosité du sommeil s'exprime à travers la divinité maléfique Seqed « Celui qui fait avoir la tête en bas » c'est-à-dire celui qui fait s'endormir pour toujours, une expression qui signifie l'annihilation éternelle, la mort définitive. Les Égyptiens ont rapproché le sommeil et la mort, cette dernière permettant de se réveiller dans le monde des dieux dans l'Occident des Bienheureux. Les euphémismes de la mort sont « fatigue », « lassitude », « être couché » ; Osiris, le dieu assassiné, est « Celui dont le cœur est las ». Les rêves sont donc avant tout liés au monde des morts. Dès l'Ancien Empire, les vivants envoûtés par des défunts vindicatifs déposent des Lettres aux Morts dans les tombeaux de leurs proches eux aussi décédés. Ces petits messages sont des demandes qui exhortent les ancêtres à être plus efficaces dans leurs actions protectrices :

« Un discours de Merityfy adressée à [sa femme] Nebetitef : Comment vas-tu ? L'Occident a pris soin de toi selon tes désirs ? Voilà, je suis ton aimé sur terre, à présent combats à mes côtés et sois la gardienne de mon nom ! Je n'ai confondu aucun discours devant toi, tandis que je perpétuais ton nom sur la terre. Expulse la douleur de mon corps ! Je te supplie de m'être bienfaisante, tandis que je te vois combattre à mes côtés en rêve. Je déposerai des dons devant toi, à l'aube je serai prêt à faire des offrandes pour toi. »

— Lettre magique à Nebetitef. XIe dynastie. Traduction d'après Edda Bresciani.
Même le fœtus (l'œuf en égyptien) peut être touché par les démons vu en rêve par la mère enceinte. Pour contrer ce danger, les guérisseurs égyptiens pouvaient élaborer des suppositoires magiques élaboré à partir de plumes de pigeons et de poils d'ânon enveloppés dans une bandelette enduite de foie de porc. Les paroles magiques évoquées durant l'élaboration du remède assimilent le fœtus au dieu-enfant Ihy protégé contre toutes les mauvaises divinités par les puissances résidant à Héliopolis.

« N'importe quel sang et n'importe quelle action (divine) seront repoussés. C'est (aussi) un moyen de renforcer l'œuf, et de ne pas avoir de rêve (cauchemar). Que l'on dise cette formule à chaque nœud. »

— Notice de la formule magique. Papyrus médical de Londres. Traduction de Thierry Bardinet.

### Songes royaux
À partir du Nouvel Empire, les rêves deviennent un moyen de prémonition. Le songe reste comme une chose naturelle et non provoquée. Limpide, la vision ne nécessite généralement pas une interprétation par un devin spécialisé en oniromancie. La divinité se montre au roi dans un songe et lui promet soit la victoire sur des ennemis soit lui demande une action pieuse comme la construction d'un temple. Le premier pharaon à évoquer un songe est Amenhotep II dans un texte retrouvé sur deux stèles, l'une à Karnak l'autre à Memphis. Durant l'an IX, au cours d'une campagne militaire au Proche-Orient, le roi s'endort durant un moment de repos :

« Sa Majesté ensuite se reposa ; alors la Majesté de ce dieu auguste, Amon, le seigneur des trônes du Double Pays, vient devant lui, en rêve, afin de donner la force à son fils Âakheperourê, car son père Amon-Rê assure la protection magique de son corps et garde le Roi. »

— Stèle de Memphis, XVIIIe dynastie. Traduction de Claire Lalouette.

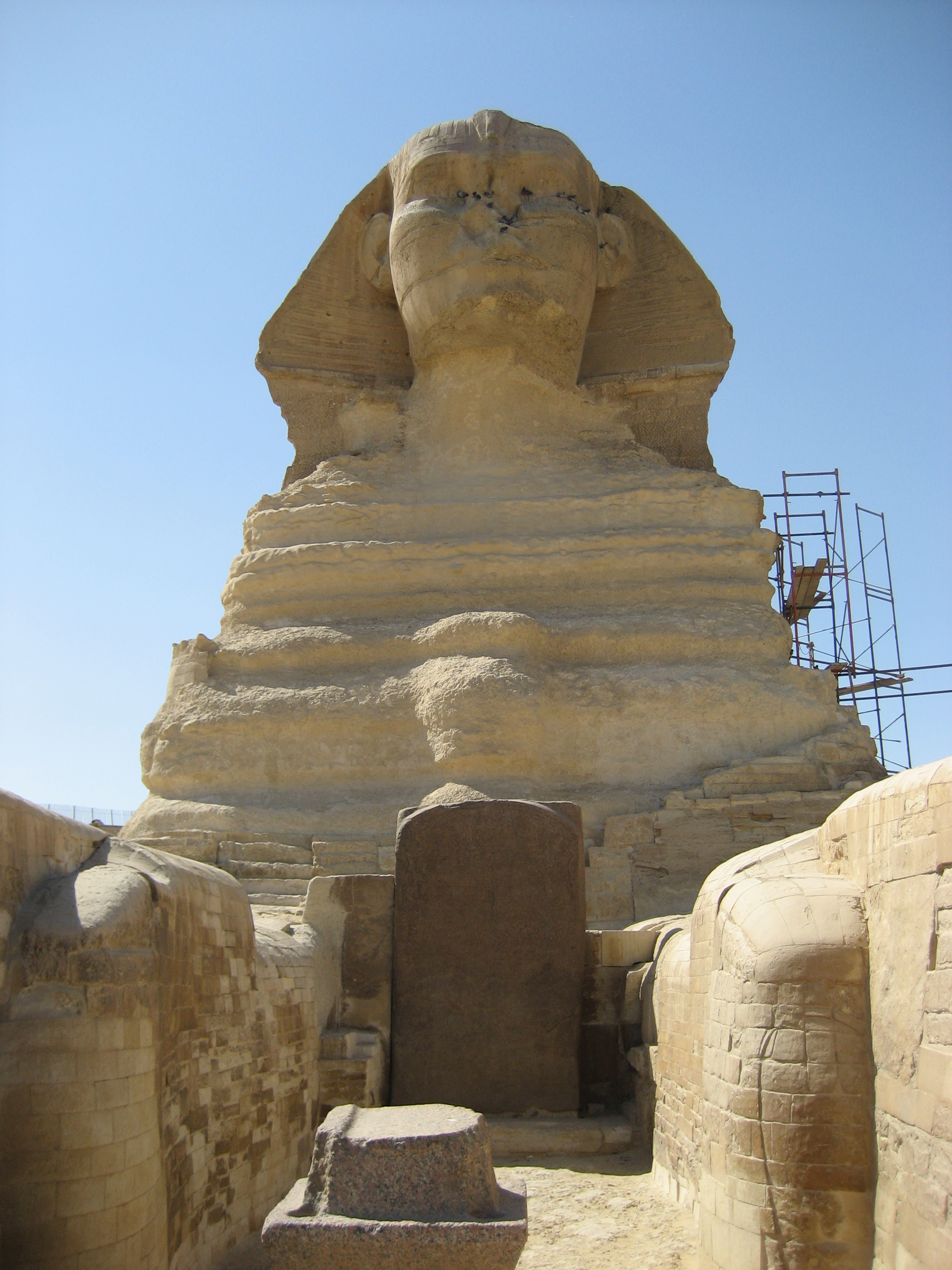
Stèle du Songe de Thoutmôsis IV.

Le plus célèbre songe pharaonique est sans doute celui que Thoutmôsis IV a commémoré par la mise en place d'une stèle entre les pattes du sphinx de Gizeh. Il y évoque un prodige qui lui était arrivé alors qu’il était adolescent. Après une chevauchée dans la région de Memphis, il s'était assoupi à l’ombre du Dieu. Pendant son sommeil, Rê-Harmakhis, le Sphinx lui-même, lui apparut et lui demanda d'ôter le sable qui l'ensevelissait petit à petit :

« Regarde-moi, contemple-moi, ô mon fils Thoutmôsis ; je suis ton père Horus-dans-l'horizon-Khépri-Rê-Atoum, je te donnerai la royauté sur terre à la tête des vivants, tu porteras la couronne blanche et la couronne rouge, sur le trône de Geb, prince (des dieux). La terre t'appartiendra en sa longueur et sa largeur, et tout ce qu'illumine l'Œil brillant du maître de l’univers. Les nourritures provenant du Double Pays seront pour toi, pour toi aussi les tributs importants de tous les pays étrangers, et une durée de vie longue en années. »

— Stèle du Sphinx, XVIIIe dynastie. Traduction de Claire Lalouette.
Jusqu'à la fin de l'Égypte antique, les pharaons ont fait connaître leurs songes. Mérenptah voit le dieu Ptah lui annoncer la victoire sur les Libyens, Tanoutamon se fait interpréter la vision de deux serpents annoncés comme la reconquête de tout le pays, Ptolémée Ier rêve d'une statue, annonciatrice de la mise en place du culte de Sarapis.

### Oracles

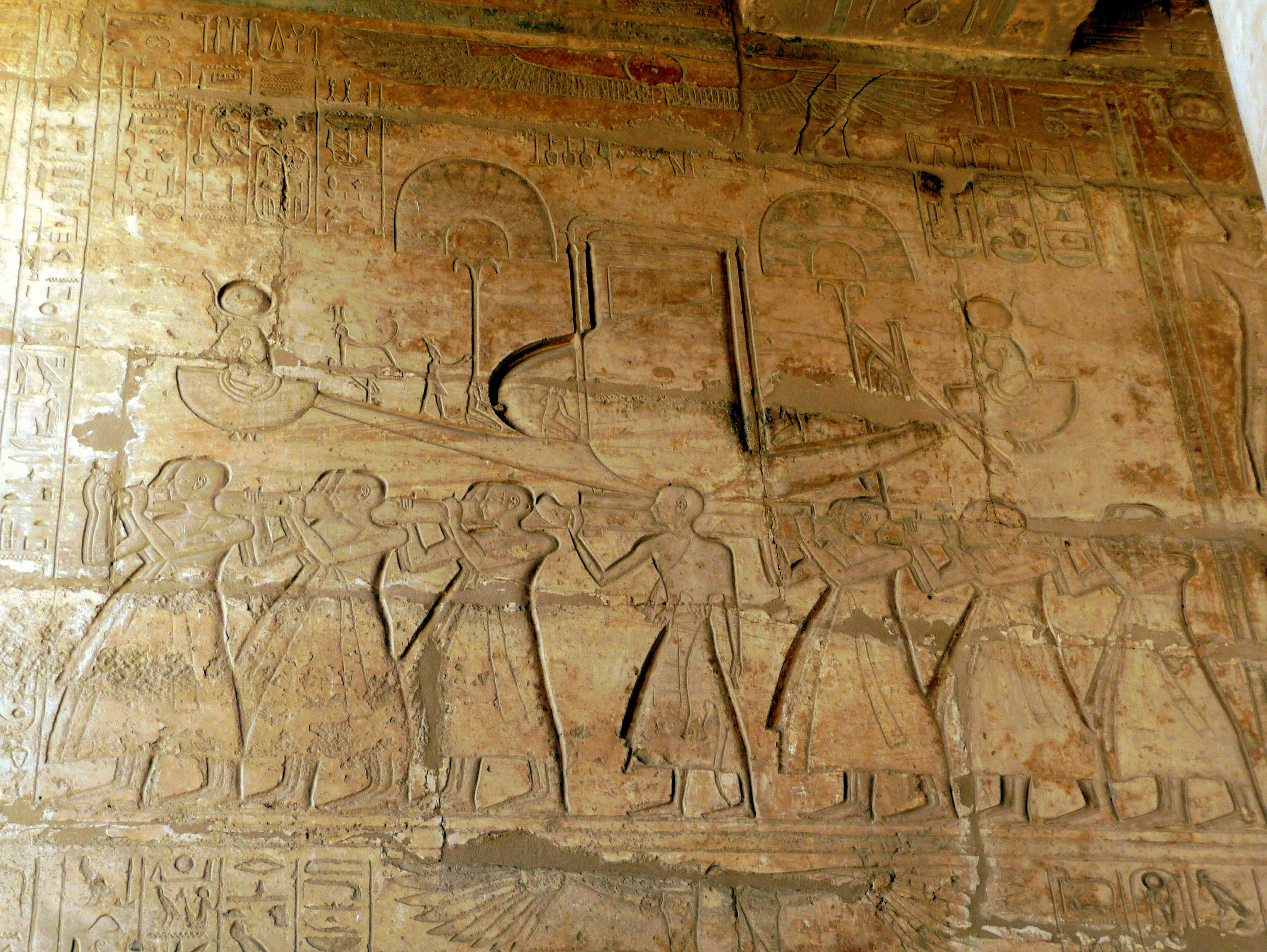
Procession d'une barque sacrée.

Au cours de nombreuses fêtes processionnelles, la statue du dieu sortait de son temple abritée dans un naos monté sur une barque sacrée. Le tout était fixé sur un brancard et porté sur les épaules par une vingtaine des prêtres ; trois à quatre rangées de six individus au temps de Ramsès II. Lors de ses sorties, la statue d'Amon se déplaçait ainsi de Karnak à Louxor ou de Karnak vers des chapelles de la nécropole. Du Nouvel Empire à la période romaine ces sorties furent l'occasion de pratiques oraculaires. Cet usage existait probablement déjà aux époques antérieures mais les preuves font actuellement encore défaut. Le dieu rendait sa justice et ses oracles par l'interprétation des mouvements de la barque sacrée suivant qu'elle faisait un mouvement de recul ou d'avancée. La question du requérant était nécessairement brève car la réponse divine était soit positive soit négative.
Les oracles furent mis en pratique pour résoudre bon nombre de problèmes de la vie quotidienne ; dois-je me marier, partir en voyage, suis-je un voleur, vais-je guérir, etc. Plusieurs pharaons du Nouvel Empire ont eu recours aux services de l'oracle d'Amon ; c'est ainsi qu'Hatchepsout puis Thoutmôsis III ont été confirmés dans leurs fonctions royales. Thoutmôsis IV n'a châtié une révolte en Nubie qu'après un passage devant le dieu et le général Horemheb n'a pu justifier son accession au trône qu'avec un passage devant l'oracle :

« J'ai été instauré roi, (le dieu Amon) a incliné la tête, (nous étions) face à face devant la terre entière... Cela a été ordonné dans le ciel et entendu à Karnak ; l'Ennéade était en jubilation. Paroles d'Amon : Tu es mon fils que j'ai établis sur mon trône. »

— Traduction de Colette Manouvrier.

### Invocations
Les époques ptolémaïque et romaine nous ont laissé plusieurs papyrus magiques rédigés en langue démotique et grecque, mais aussi en langue copte pour les plus récents. Ces documents livrent des pratiques magiques qui mêlent à la vieille magie pharaonique des usages empruntés à la Grèce et à la Perse. Ces compilations contiennent des recettes de plus en plus compliquées. Pour arriver à ses fins, le praticien est obligé d'invoquer les divinités égyptiennes mais aussi celles de Babylonie, de Grèce voire les prophètes et les anges issus de la tradition hébraïque comme Moïse, Gabriel ou Jésus (magie copte). Cette magie utilise aussi bon nombre d'onomatopées dépourvues de sens, sans doute des mots déformés issus des langues du Proche-Orient. Les recettes livrent néanmoins des allusions aux mythes égyptiens surtout ceux liés à Osiris, Isis, Horus. À travers ces textes, la magie apparaît comme un rituel complexe s'étalant parfois sur plusieurs jours car une purification corporelle est le plus souvent nécessaire. L'invocation permet au magicien de voir directement les divinités mais il peut aussi s'adjoindre d'un médium, généralement un jeune garçon. Une fois que le dieu ou le défunt invoqué apparaît au magicien, ce dernier peut lui demander de nombreuses choses ; un présage, un succès professionnel, une guérison miraculeuse, une rencontre amoureuse, etc. Les divinités peuvent apparaître de plusieurs manières ; tout dépend du rituel choisi. Le médium peut la voir corporellement ou plus modestement l'apercevoir dans la flamme d'une lampe à huile ou dans l'eau d'un bol. L'invocation par la flamme (ou lychnomancie) est sûrement une pratique qui fut très populaire car elle nous a été transmise par les Contes des mille et une nuits lorsque Aladin fait apparaître un génie en frottant une lampe à huile.

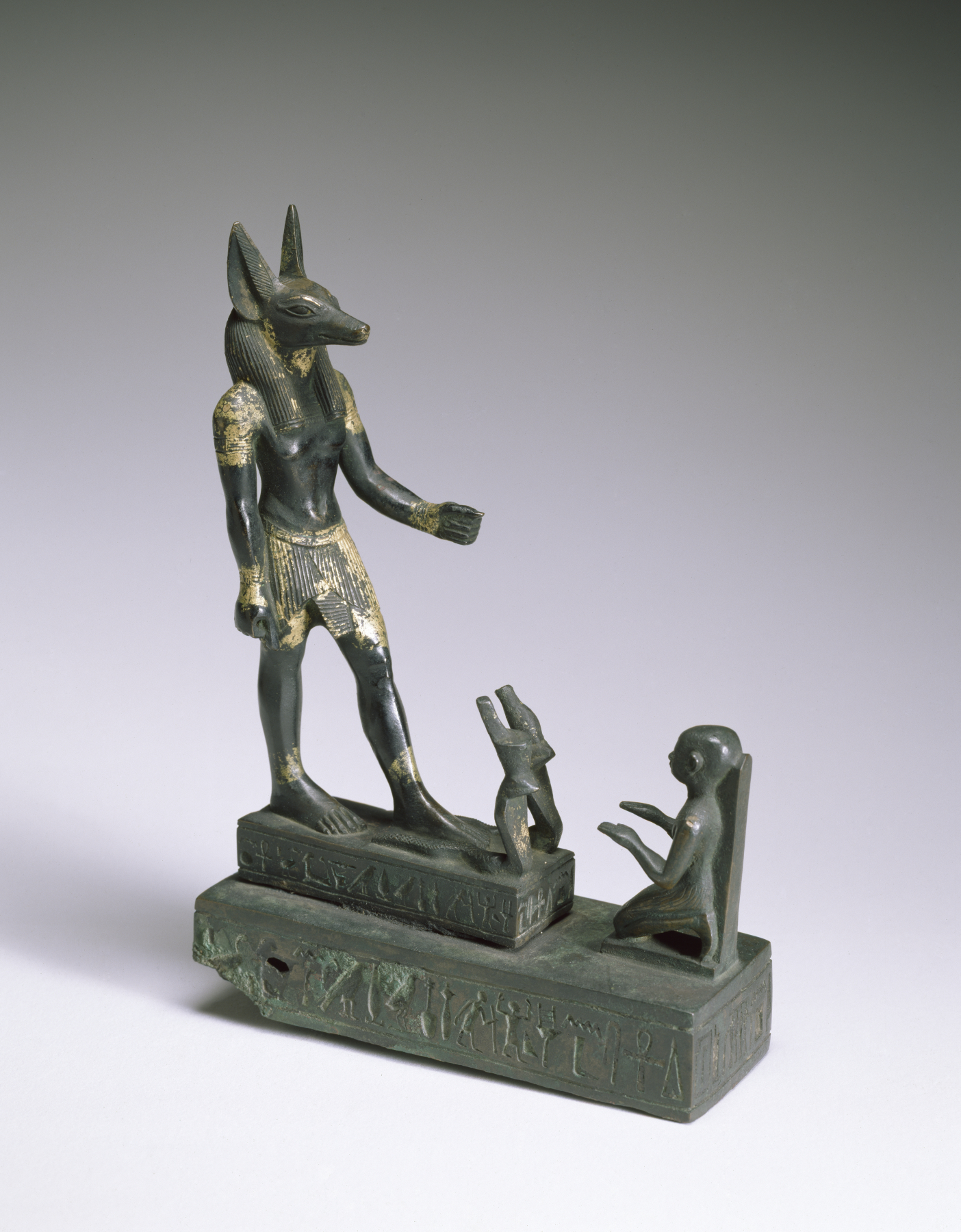
Statuette du dieu Anubis.

Le dieu Anubis joue un grand rôle dans le cérémonial. Cette divinité funéraire sert de lien entre le monde des vivants et le monde surnaturel. Par son entremise, les divinités ou les défunts apparaissent aux yeux du médium :

« Holà, Anubis, roi de la Douât, repousse les ténèbres, et fais venir à moi la lumière afin que je puisse évoquer, car je suis Horus fils d'Osiris, qu'Isis a enfanté, l'enfant élevé, qu'Isis aime, qui demande au sujet de son père Osiris Ounennéfer !
Holà, Anubis, roi de la Douât, repousse les ténèbres, et fais venir ici aujourd'hui à moi la lumière afin que je puisse évoquer, à mon amulette à nœuds, fais que la réussite m'accompagne, que la réussite accompagne celui dont le visage est ici aujourd'hui penché vers ce vase (...)
Ô Anubis, création, enfant, va sur-le-champ et amène moi ici des dieux, [surtout] le dieu qui a le commandement ce jour afin qu'il réponde à la question que je vais poser aujourd'hui (...).
Lorsqu'Anubis viendra et s'arrêtera, tu lui diras: « Va sur-le-champ et amène-moi les dieux de cette ville ! » »

— Grimoire démotique de Londres et de Leyde. Début du IIIe siècle de notre ère.

### Pratiques magiques

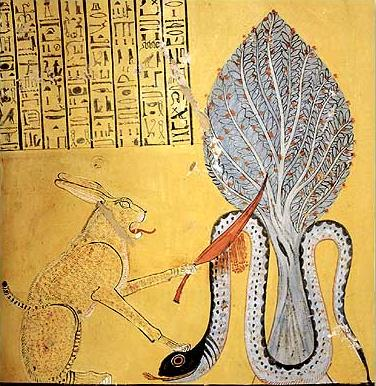
Destruction du serpent Apophis par Rê sous la forme d'un chat.

La magie est une pratique active qui vise à prendre en main son destin en faisant pression sur les divinités. En Égypte antique, le magicien est un prêtre attaché à un temple. C'est un lettré et un connaisseur des savoirs traditionnels conservés dans les archives des temples. Il dispose de nombreuses formules et de recettes pour détourner le mauvais œil et toute la cohorte de défunts hostiles qui sans répit harcèlent les vivants. Ce savoir institutionnel profite à tous. Tout individu en danger ou malade peut s'adresser au personnel du temple pour obtenir un secours, magie et médecine étant intimement imbriquées l'une dans l'autre. Les prêtres de Sekhmet et de Serket ont été considérés comme les plus grands guérisseurs des piqûres et morsures d'animaux venimeux.
Dans les Textes des pyramides les serpents sont vus comme des êtres néfastes. Le pharaon Ounas est protégé contre leur venin par plusieurs formules magiques (chapitres 276 à 299) gravées sur les murs de l'antichambre de son caveau funéraire. Le reptile dangereux est vu comme un complice du plus néfaste ennemi des dieux à savoir le serpent Apophis. Du fait de la dangerosité de cet être mythique son nom est préventivement éludé :

« — Formule à réciter— Serpent-tchétchou, dresse-toi ! Il n'est pas question que tu partes ! Debout pour Ounas (car) ledit Ounas est Geb ! Serpent-hémetch, frère du serpent-hémetchet, que meure ton père que transperce le chat ! La main d'Ounas s'est abattue sur toi (comme) les pointes de roseau se sont abattues sur toi ! C'est Mafdet, qui préside le château de vie, qui essuiera ton visage (et) qui te griffera à tes yeux ! Puisses-tu tomber dans tes excréments (et) puisses-tu ramper dans ton urine ! Tombe ! Couche-toi ! Rampe ! Que ta mère Nout te voie ! »

— Textes des pyramides, chap. 296 à 298. Traduction de Claude Carrier.
Au Moyen Empire, le mauvais œil est identifié à la puissance d'Apophis. Par son simple regard, le serpent maléfique est capable d'immobiliser la barque solaire au moment de son coucher. Tout l'équipage du navire est dans le trouble. Seul le dieu Seth est capable de se mesurer au monstre :

« Je connais cette montagne de Bakhou sur laquelle repose le ciel. (...) Un serpent est au sommet de cette montagne ; il a trente coudées de longueur, et trois coudées de sa partie antérieure sont en silex ; je connais le nom de ce serpent : Celui-qui-est-sur-la-montagne-de-feu (?) est son nom. Or, c'est au moment du soir qu'il tourna son œil contre Rê, et il en résulta une pause chez les matelots et une grande surprise dans la navigation. Alors Seth se pencha contre lui. Discours qu'il dit en magie : Je me dresse contre toi afin que la navigation reprenne dans l'ordre ; (toi) que j'ai vu de loin, ferme ton œil ! Je t'ai enchaîné, car je suis le mâle. Cache ta tête, (car si) tu es valide, je suis valide (aussi). Je suis celui dont le pouvoir magique est grand (...) »

— Extraits du chap. 160 des Textes des sarcophages. Traduction de Paul Barguet.
Le serpent Apophis n'est pas le seul être vivant à lancer le mauvais œil. Tous les êtres vivants ont ce pouvoir de malfaisance. Tous les serpents bien sûr, mais aussi les morts en colère ou les voisins terrestres. De nombreuses formules magiques énumèrent les ennemis potentiels d'une manière générale : esprit (Akh) mâle, esprit femelle, mort, morte, adversaire mâle, adversaire femelle, dans le ciel et dans la terre. On craint aussi le regard malveillant des divinités si l'on a commis une faute envers elles, l'Oudjat c'est-à-dire l'« Œil d'Horus » est particulièrement redouté. Pour repousser le mauvais œil, le dieu Thot est plus particulièrement efficace. Dans les récits mythiques ses pouvoirs de guérisons se sont montrés très efficaces envers le jeune Horus. La lionne Sekhmet qui représente l'aspect destructeur de Rê le soleil est capable de propager les pire maladie. Mais, apaisée par de bonnes paroles, elle est aussi capable de les apaiser :

« La flèche de Sekhmet est en vous, la magie (héka) de Thot est dans votre corps, Isis vous insulte, Nephtys vous punit, la lance d'Horus est dans votre tête. Ils agissent (contre) vous encore et encore, vous qui êtes dans le brasier de Horus qui est dans Shenout, le grand dieu qui séjourne dans la Maison de Vie ! Il aveugle vos yeux, ô toutes personnes, tout patricien, tout plébien, tout peuple du soleil, etc., qui jettera un mauvais œil contre Padiimennebnesouttaouy né de Mehtemousekhet de toute façon mauvaise ou de mauvais augure ! Tu seras massacré, Apophis, tu mourras et tu ne vivras pas pour toujours »

— Amulette contre le mauvais œil. Troisième Période intermédiaire. Traduction de Yvan Koenig.

### Généralités
- Anne-Sophie von Bomhard, Le calendrier égyptien, une œuvre d'éternité, Londres, Periplus, 1999, 105 p. (ISBN 1-902699-04-1)
- Collectif, L'Égypte ancienne, Paris, Encyclopædia Universalis et Grand Livre du Mois, coll. « La grande histoire des civilisations », 1999, 380 p. (ISBN 2-7028-3079-X)
- Maurizio Damiano-Appia (trad. de l'italien), L'Égypte : Dictionnaire encyclopédique de l'Ancienne Égypte et des civilisations nubiennes, Paris, Gründ, 1999, 295 p. (ISBN 2-7000-2143-6)
- Françoise Dunand et Roger Lichtenberg, Des animaux et des hommes : Une symbiose égyptienne, Monaco, Le Rocher, 2005, 271 p. (ISBN 2-268-05295-8)

### Histoire
- Madeleine Della Monica, Horemheb : général pharaon, Paris, Maisonneuve & Larose, 2001, 150 p. (ISBN 2-7068-1468-3)
- Madeleine Della Monica, L'Égypte des temps difficiles, Des ténèbres à la lumière, Paris, Jean Maisonneuve, 2009, 104 p. (ISBN 978-2-7200-1155-9)
- Michel Dessoudeix, Chronique de l'Égypte ancienne : Les Pharaons, leur règne, leurs contemporains, Arles, Actes Sud, 2008, 780 p. (ISBN 978-2-7427-7612-2)
- Dimitri Laboury, Akhénaton, Paris, Pygmalion, 2010, 478 p. (ISBN 978-2-7564-0043-3)
- Colette Manouvrier, Ramsès le dieu et les dieux ou la théologie politique de Ramsès II, Lille, ANRT, 1996, 740 p. (ISBN 978-2-7295-1545-4)
- Pascal Vernus et Jean Yoyotte, Dictionnaire des pharaons, Paris, Édition Noêsis, 1998, 226 p. (ISBN 2-7028-2001-8)

### Écriture hiéroglyphique
- Maria Carmela Betrò (trad. de l'italien), Hiéroglyphes : Les mystères de l'écriture, Paris, Flammarion, 1995, 251 p. (ISBN 2-08-012465-X)
- Yvonne Bonnamy et Ashraf Sadek, Dictionnaire des Hiéroglyphes : hiéroglyphes-français, Arles, Actes Sud, 2010, 985 p. (ISBN 978-2-7427-8922-1)

### Traductions
- Thierry Bardinet (trad. du grec ancien), Les papyrus médicaux de l'Égypte pharaonique : traduction intégrale et commentaire, Paris, Fayard, 1995, 591 p. (ISBN 2-213-59280-2)
- Paul Barguet, Textes des Sarcophages égyptiens du Moyen Empire, Paris, Le Cerf, 1986, 725 p. (ISBN 2-204-02332-9)
- Paul Barguet, Le Livre des Morts des Anciens Égyptiens, Paris, Éditions du Cerf, 1967, 307 p. (ISBN 2-204-01354-4)
- André Barucq et François Daumas, Hymnes et Prières de l'Égypte antique, Paris, Le Cerf, 1980, 559 p. (ISBN 2-204-01337-4)
- Claude Carrier, Grands livres funéraires de l'Égypte pharaonique, Paris, Éditions Cybèle, 2009, 546 p. (ISBN 978-2-915840-08-7)
- Claude Carrier, Textes des Pyramides de l'Égypte ancienne, t. IV, Paris, Éditions Cybèle, 2010, 4367 p. (ISBN 978-2-915840-14-8)
- Claude Carrier (préf. Bernard Mathieu), Textes des Sarcophages du Moyen Empire Égyptien, Monaco/Paris, Éditions du Rocher, coll. « Champollion », 2004, 2732 p. (ISBN 2-268-05229-X)
- Claire Lalouette, Textes sacrés et textes profanes de l'Égypte ancienne I : Des Pharaons et des hommes, Paris, Gallimard, coll. « Connaissance de l'Orient », 1994, 277 p. (ISBN 978-2-07-071176-5 et 2-07-071176-5)
- Claire Lalouette, Textes sacrés et textes profanes de l'Égypte ancienne II : Mythes, contes et poésies, Paris, Gallimard, coll. « Connaissance de l'Orient », 1994, 311 p. (ISBN 978-2-07-071176-5 et 2-07-071176-5)
- Alessandro Roccati, La littérature historique sous l'Ancien Empire égyptien, Paris, Le Cerf, 1982, 319 p. (ISBN 2-204-01895-3)

### Religion
- Edda Bresciani (trad. de l'italien), L'Égypte du rêve : Rêves, rêveurs et interprètes au temps des pharaons, Paris, Payot, 2006, 204 p. (ISBN 978-2-228-90105-5)
- Sylvie Cauville, L'offrande aux dieux dans le temple égyptien, Louvain, Peeters, 2011, 291 p. (ISBN 978-90-429-2568-7)
- Collectif, La naissance du monde, Paris, Le Seuil, coll. « Sources orientales », 1959, 506 p. (ISBN 2-02-002772-0)
- Collectif (a), Dictionnaire de Mythologies, Paris, Flammarion, 1999, 2254 p. (ISBN 2-7028-2882-5)
- Collectif, Encyclopédie des religions, Paris, Bayard, 2000, 2513 p. (ISBN 2-7028-4258-5)
- Jean-Pierre Corteggiani, Les Dieux de l'Égypte, Flammarion, 2002 (ISBN 2-08-012902-3)
- Jean-Pierre Corteggiani, L'Égypte ancienne et ses dieux : Dictionnaire illustré [détail des éditions]
- Christiane Desroches Noblecourt, Les secrets des temples de la Nubie, Paris, Stock / Pernoud, 1999, 320 p. (ISBN 2-7028-3717-4)
- Françoise Dunand et Christiane Zivie-Coche, Hommes et Dieux en Égypte : 3000 a.C.-395 p.C., Paris, Éditions Cybèle, 2006, 491 p. (ISBN 978-2-915840-02-5 et 2915840024)
- Isabelle Franco, Nouveau Dictionnaire de Mythologie Égyptienne, Paris, Pygmalio/Gérard Watelet, 1999, 319 p. (ISBN 2-85704-583-2)
- Aude Gros de Beler, La Mythologie égyptienne, Paris, Molière, 1998, 133 p. (ISBN 2-7028-1107-8)
- Erik Hornung, Les Dieux de l'Égypte : Le un et le multiple, Monaco, Le Rocher, 1986, 309 p. (ISBN 2-268-01893-8)
- Erik Hornung (trad. de l'allemand), L'esprit du temps des pharaons, Paris, Ph. Lebaud éditeur, 1996, 220 p. (ISBN 2-86645-237-2, BNF 36162140)
- (en) Jean Lewis Keith, Anthropoid Busts of Deir el Medineh and Other Sites and Collections. Analyses, Catalogue, Appendices, DFIFAO 49, Le Caire, IFAO, 2011, 414 p. (ISBN 978-2-7247-0553-9)
- Yvan Koenig, Magie et magiciens dans l'Égypte ancienne, Paris, Pygmalion / Gérard Watelet, 1994, 360 p. (ISBN 2-85704-415-1)
- François Lexa, La magie dans l'Égypte antique de l'Ancien Empire jusqu'à l'époque copte, Paris, Librairie orientaliste Paul Geuthner, 1925
- Louvre, Deir el-Médineh et la Vallée des Rois : la vie en Égypte au temps des pharaons du Nouvel Empire, Paris, Éditions Khéops, 2003, 358 p. (ISBN 2-9504368-7-0)
- Dimitri Meeks et Christine Favard-Meeks, Les dieux égyptiens, Paris, Hachette / Le grand Livre du Mois, 2001, 324 p. (ISBN 2-7028-6568-2)
- Dimitri Meeks, « Notion de « dieu » et structure du panthéon dans l'Égypte », Revue de l'histoire des religions, vol. 205, no 4,‎ 1988, p. 425-446 (lire en ligne)
- Stéphane Rossini et Ruth Schumann-Anthelme, Nétèr, Dieux d'Égypte, Lavaur, Trismégiste, 1992, 253 p. (ISBN 2-86509-045-0)
- Frédéric Servajean, « Le conte des Deux Frères (1). La jeune femme que les chiens n'aimaient pas. », ENIM, no 4,‎ 2011, p. 1-37 (lire en ligne)
- Claude Traunecker, Les dieux de l'Égypte, Paris, PUF, coll. « Que sais-je », 1992, 108 p. (ISBN 978-2-13-059552-6)
- Pascal Vernus (photogr. Erich Lessing), Dieux de l'Égypte, Paris, Imprimerie Nationale Éditions, 1998, 202 p. (ISBN 2-7433-0293-3)
- Pascal Vernus, Les Dieux égyptiens expliqués à mon fils, Paris, Seuil, 2009, 109 p. (ISBN 978-2-02-096816-4)
- Harco Willems, Les textes des sarcophages et la démocratie, éléments d'une histoire culturelle du Moyen Empire égyptien, Paris, Éditions Cybèle, 2008, 284 p. (ISBN 978-2-915840-06-3)